# Semana Santa en Cobán
La Semana Santa en Cobán, Alta Verapaz, es la conmemoración de la pasión y muerte de Cristo a través de las procesiones que realizan las hermandades y cofradías de la Ciudad Imperial de Carlos V; comprendida entre el Domingo de Ramos y el Domingo de Resurrección. A lo largo de esos días, se pueden observar las tradiciones y costumbres del pueblo Q’eqchi, que engalana de múltiples colores las calles de la ciudad.  Además de los aspectos religiosos, la Semana Santa en Cobán es un fenómeno de carácter sociocultural y turístico de gran importancia en la región. A diferencia de la Ciudad Capital y Antigua Guatemala, la Semana Santa en esta región posee en su mayoría tintes de secretismo maya, que han sido trasmitidos y heredados de generación en generación por el pueblo Q’eqchi.
En este periodo, la Ciudad Imperial, se torna en una atmósfera de fervor y respeto, donde tradiciones ancestrales como el Paabank son realizadas en las diferentes cofradías de pasión.Los cortejos procesionales con el pasar del tiempo han adoptado las mismas estructuras de los capitalinos y antigüeños, destacando los cortejos del Quinto Domingo de Cuaresma y Jueves Santo, quienes hasta la fecha han preservado sus costumbres y esencia.
El cortejo más antiguo del cual se tiene registro en la ciudad de Cobán, es la procesión penitencial del Viernes Santo por la mañana. Dicho cortejo fue enseñado por los Frailes Dominicos a los habitantes originarios de Cobán hace más de 450 años y es un cortejo que reúne elementos únicos que mezclan el catolicismo y la cosmovisión maya. Es considerada la procesión de procesiones por parte del pueblo Q’eqchi y la más importante de la región. Es la manifestación viviente de cómo fue el periodo de evangelización hace más de cuatro siglos en la Verapaz, y la esencia de los pueblos originarios de Guatemala.
El período litúrgico es inaugurado en la tarde de martes anterior a ceniza, con el cortejo procesional intramuros de traslado de Jesús Nazareno del Perdón. Consiguientemente, en la tarde del Miércoles de Ceniza con el cortejo procesional de descenso de Jesús Nazareno de Candelaria del Templo "El Calvario" y el ascenso de las tres cruces de la antigua cofradía Rokik Cha en horas de la mañana a la Iglesia Catedral de Cobán. La primera gran procesión sale el Primer Domingo de Cuaresma, siendo ésta el Magno Cortejo Procesional de Jesús Nazareno de las Tres Caídas y Virgen Dolorosa, de la parroquia "Cristo Negro de Esquipulas", ubicada en la colonia Esfuerzo I; desde esa fecha hasta el Domingo de Resurrección las procesiones recorren las calles de la Ciudad Imperial de Carlos V.

## Listado de Procesiones
| LISTADO DE PROCESIONES EN COBÁN | LISTADO DE PROCESIONES EN COBÁN                           | LISTADO DE PROCESIONES EN COBÁN                                                                                             | LISTADO DE PROCESIONES EN COBÁN | LISTADO DE PROCESIONES EN COBÁN       | LISTADO DE PROCESIONES EN COBÁN                                                                                                 |
| CUARESMA                        | CUARESMA                                                  | CUARESMA | CUARESMA                        | CUARESMA                              | CUARESMA |
| Dia                             | Templo o Cofradia                                         | Imagen | Horario                         | Marcha Fúnebre Oficial                | Video |
| ------------------------------- | --------------------------------------------------------- | --- | ------------------------------- | ------------------------------------- | --- |
| Martes Anterior a Ceniza        | Iglesia Catedral, Parroquia Santo Domingo de Guzmán       | Jesús Nazareno del Perdón (El Traslado)                                                                                     | 18:00 p. m.. - 19:30 p. m..     | Marcha Fúnebre                        | Traslado 2024 |
| Miércoles de Ceniza             | Parroquia El Calvario                                     | Jesús Nazareno de Candelaria                                                                                                | 18:00 p. m.. - 19:30 p. m..     | Olvido                                | Procesión de 2014 |
| Primer Viernes de Cuaresma      | Parroquia El Calvario                                     | Jesús Nazareno "Señor del Calvario"                                                                                         | 19:00 p. m.. - 21:00 p. m..     | Señor del Calvario                    | Procesión de 2024 |
| Primer Viernes de Cuaresma      | Iglesia de San Francisco Javier, “Cantón las Casas”       | Jesús Nazareno "Señor de las Ánimas"                                                                                        | 19:00 p. m.. - 22:30 p. m..     | Ánima                                 | Procesión de 2024 |
| Primer Viernes de Cuaresma      | Iglesia Catedral, Parroquia Santo Domingo de Guzmán       | Jesús Nazareno de Candelaria                                                                                                | 20:00 p. m.. - 21:30 p. m..     | Olvido                                | Procesión de 2023 |
| Primer Domingo de Cuaresma      | Parroquia Cristo Negro de Esquipulas, Esfuerzo I.         | Jesús Nazareno de las Tres Caídas                                                                                           | 10:00 a. m.. - 24:00 p. m..     | Reina del Amor y de la Paz            | Procesión de 2023 |
| Primer Domingo de Cuaresma      | Iglesia Catedral, Parroquia Santo Domingo de Guzmán       | Jesús Nazareno de la Caída de la Dulce Mirada y Virgen de Dolores" Madre del Amor y de la Paz"                              | 15:00 p. m.. - 22:00 p. m..     | Cruz Pesada                           | Procesión de 2023 |
| Segundo Domingo de Cuaresma     | Iglesia Catedral, Parroquia Santo Domingo de Guzmán       | Jesús Nazareno "Soberano Justo Juez"                                                                                        | 15:30 p. m.. - 22:00 p. m..     | Tinieblas                             | Procesión de 2024 |
| Tercer Domingo de Cuaresma      | Iglesia Catedral, Parroquia Santo Domingo de Guzmán       | Santísima Virgen Dolorosa del Perdón                                                                                        | 15:00 p. m.. - 23:00 p. m..     | La Dolorosa                           | Procesión de 2024 |
| Cuarto Domingo de Cuaresma      | Iglesia Catedral, Parroquia Santo Domingo de Guzmán       | Jesús Nazareno Antiguo "Patrón Jurado para la Paz y Hermandad de Cobán"                                                     | 15:00 p. m.. - 22:00 p. m..     | Cruzados de Cristo                    | Procesión de 2024 |
| Quinto viernes de Cuaresma      | Iglesia de San Francisco Javier, “Cantón las Casas”       | Jesús Nazareno "Señor de las Ánimas" (Visita a los Difuntos)                                                                | 08:00 a. m.. - 12:00 p. m..     | Ánima                                 | Procesión de 2022 |
| Domingo de Pasión               | Iglesia de San Francisco Javier, “Cantón las Casas”       | Jesús Nazareno de la Caída "Cristo Rey" y Santísima Virgen de Todos los Dolores                                             | 15:00 p. m.. - 00:00 a. m..     | Ánima Ave Maria                       | Descanso 2020 Procesión de 2023 Procesión de 2024                                                                               |
| Domingo de Pasión               | Iglesia Catedral, Parroquia Santo Domingo de Guzmán       | Unción del Señor Sepultado "Cristo Yacente de la Exaltación"                                                                | 15:00 p. m.. - 17:00 p. m..     | Dios Mio                              | Procesión de 2024 |
| Domingo de Pasión               | Parroquia El Calvario                                     | Unción del Señor Sepultado "Cristo Yacente de la Agonía"                                                                    | 15:00 p. m.. - 17:00 p. m..     | Señor del Calvario                    | Procesión de 2024 |
| Miércoles de Dolores            | Antigua Cofradía de Dolores, Ubicada en la calle Minerva. | Descanso en honor a la Antigua Virgen de Dolores de la Familia Bac Yat                                                      | 08:00 a. m.. - 20:00 p. m..     | La Fosa                               | Descanso 2022 |
| Viernes de Dolores              | Iglesia Catedral, Parroquia Santo Domingo de Guzmán       | Virgen de Dolores "Reina y Madre de la Divina Gracia" (Velación)                                                            | 09:00 a. m.. - 15:00 p. m..     | Soledad                               | Velación de 2024 |
| Viernes de Dolores              | Iglesia Catedral, Parroquia Santo Domingo de Guzmán       | Jesús Nazareno de Candelaria (Vía Crucis)                                                                                   | 20:00 p. m.. - 23:00 p. m..     | Olvido                                | Procesión de 2023 |
| SEMANA SANTA                    |                                                           | |                                 |                                       | |
| Dia                             | Templo o Cofradia                                         | Imagen | Horario                         | Marcha Fúnebre Oficial                | Video |
| Sábado Anterior a Ramos         | Parroquia El Calvario                                     | Jesús Nazareno "Señor del Consuelo"                                                                                         | 15:00 p. m.. - 22:300 p. m..    | Jesús del Consuelo                    | Procesión de 2024 |
| Sábado Anterior a Ramos         | Cofradía de los Milagros, Sachamach                       | Jesús Nazareno de los Milagros (Visita de Hogares)                                                                          | 07:00 a. m.. - 18:00 p. m..     | Mater Dolorosa                        | Procesión de 2023 |
| Domingo de Ramos                | Iglesia Catedral, Parroquia Santo Domingo de Guzmán       | Jesús de las Palmas de la Familia Rivera Pineda                                                                             | 07:00 a. m.. - 11:00 a. m..     | Corazón de Jesús                      | Procesión de 2023 Procesión de 2024                                                                                             |
| Domingo de Ramos                | Cofradía de Chiraxcaj                                     | Jesús Nazareno de Chiraxcaj (Visita de Hogares)                                                                             | 07:00 a. m.. - 15:00 p. m..     | Camino a Golgota                      | Procesión de 2023 |
| Domingo de Ramos                | Iglesia Catedral, Parroquia Santo Domingo de Guzmán       | Jesús Nazareno Antiguo "Patrón Jurado para la Paz y Hermandad de Cobán" y Virgen de Dolores “Mater Dolorosa”                | 12:00 p. m.. - 00:30 a. m..     | Cruzados de Cristo                    | Procesión de 2023 |
| Lunes Santo                     | Parroquia San Marcos                                      | Jesús Nazareno de la Humildad y Virgen de Dolores "Madre de la Humildad"                                                    | 19:00 p. m.. - 00:00 a. m..     | Jesús de la Humildad                  | Procesión de 2024 |
| Martes Santo                    | Iglesia Catedral, Parroquia Santo Domingo de Guzmán       | Jesús Nazareno del Perdón La Reseña                                                                                         | 07:00 a. m. - 05:00 a. m.       | Miserere de Martes Santo              | Reseña de 2016 Reseña de 2018 La Reseña Video Principal                                                                         |
| Miércoles Santo                 | Iglesia Catedral, Parroquia Santo Domingo de Guzmán       | Li Qaawa´Jesús Wan Sa´ Tz´Alam Jesus Nazareno del Perdón (El Cautivo)                                                       | 05:00 a. m. - 22:00 p. m.       | Tun y Chirimia                        | Encarcelamiento Video Principal Encarcelamiento Durante Pandemia Encarcelamiento año 2024 Encarcelamiento al Culminar la Reseña |
| Miércoles Santo                 | Parroquia El Calvario                                     | Jesús Nazareno "Señor del Calvario" y Virgen Dolorosa del Calvario Cortejo Mayor                                            | 16:00 p. m. - 23:00 p. m.       | Señor del Calvario                    | Procesión de 2024 |
| Miércoles Santo                 | Cofradía de Candelaria                                    | Descanso en honor a Jesús Nazareno del Perdón; y Velación de Virgen Dolorosa del Perdón y su Apesarada Comitiva.            | 11:00 a. m. - 20:00 p. m.       | Sones de Miércoles Santo              | Chicab del Perdón Señoras Cofrades Son Cofrade Cocina de la Cofrada                                                             |
| Jueves Santo                    | Iglesia Catedral, Parroquia Santo Domingo de Guzmán       | Jesús Nazareno del Perdón                                                                                                   | 16:00 p. m. - 03:00 a. m.       | Jesús Nazareno del Perdón Una Lágrima | Procesión de 2023 Procesión de 2024                                                                                             |
| Viernes Santo                   | Parroquia El Calvario                                     | Jesús Nazareno del Perdón La Penitencia                                                                                     | 07:30 a. m. - 12:00 p. m.       | Marcha Fúnebre                        | Descenso del Calvario Procesión Ancestral 2023                                                                                  |
| Viernes Santo                   | Iglesia Catedral, Parroquia Santo Domingo de Guzmán       | Jesús Nazareno del Perdón La Penitencia                                                                                     | 07:30 a. m. - 12:00 p. m.       | Marcha Fúnebre                        | Descenso del Calvario Procesión Ancestral 2023                                                                                  |
| Viernes Santo                   | Iglesia Catedral, Parroquia Santo Domingo de Guzmán       | Señor Sepultado "Cristo Yacente de la Exaltación" y Virgen de Dolores “Reina y Madre de la Divina Gracia”. (Santo Entierro) | 16:00 p. m. - 01:00 a. m.       | Dios Mio                              | Procesión de 2014 Procesión de 2019 Procesión Soledad de 2019 Procesión de 2023 Procesión de 2024                               |
| Viernes Santo                   | Parroquia El Calvario                                     | Señor Sepultado "Cristo Yacente de la Agonía" (Santo Entierro)                                                              | 16:00 p. m. - 00 a. m.          | Señor del Calvario                    | Procesión de 2023 Procesión de 2024                                                                                             |
| Sábado de Gloria                | Iglesia Catedral, Parroquia Santo Domingo de Guzmán       | Virgen de Dolores "Reina y Madre de la Divina Gracia"                                                                       | 16:00 p. m. - 19:00 p. m.       | Soledad                               | Procesión de 2024 |
| Domingo de Resurreción          | Iglesia Catedral, Parroquia Santo Domingo de Guzmán       | Señor Resucitado | 05:00 a. m. - 09:00 a. m.       | Resucito                              | Procesión de 2024 |

## Historia de la Semana Santa en las Verapaces

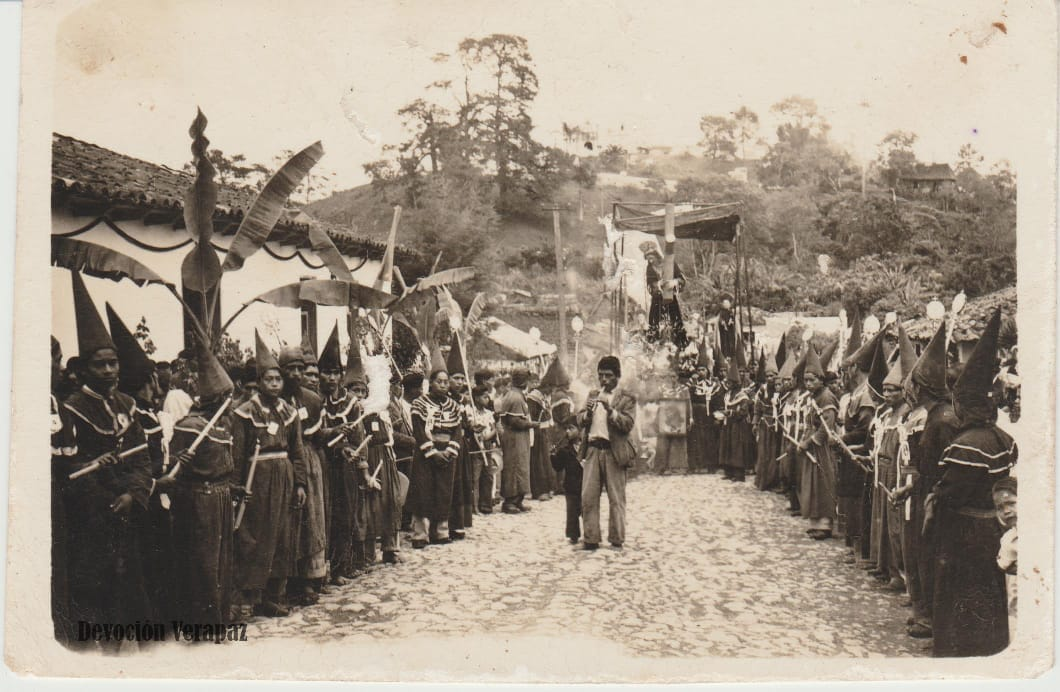
Procesión de Viernes Santo por la Mañana de Jesús Nazareno del Perdón "La Penitencia" siglo XX.

El cortejo más antiguo del cual se tiene registro en la ciudad de Cobán y en toda la región norte de Guatemala, es la procesión penitencial del Viernes Santo por la mañana. Dicho cortejo fue enseñado por los frailes dominicos a los habitantes originarios de Cobán hace más de 450 años, y es un cortejo que reúne elementos únicos que mezclan el catolicismo y la cosmovisión maya. Es considerada, la procesión de procesiones por parte del pueblo Q’eqchi y la más importante de la región. Es la manifestación viviente, de cómo fue el periodo de evangelización hace más de cuatro siglos en la Verapaz y la esencia de los pueblos originarios de Guatemala.
La concepción de la Semana Santa en las Verapaces, se da con las fundaciones de las primeras cofradías de la ciudad de Cobán en el siglo XVI. Las primeras cofradías en la Ciudad Imperial, se fundaron hace más de 480 años en dicha tierra que antes era conocida como “Tezulutlán”. Las primeras en fundarse fueron la Cofradía del Santo Patrono "Santo Domingo de Guzmán" y la Antigua Cofradía de Jesús, hoy la Hermandad de Jesús Nazareno del Perdón y Cofradía de Candelaria, declarada Patrimonio Cultural Inteligible de la Ciudad de Cobán.

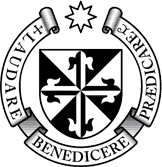
Escudo de la Orden Dominica

La historia narra, que cuando los Frailes Dominicos llegaron a Tezulutlán, se encontraron a los Q’eqchies, quienes eran un pueblo que practicaban de manera muy fuerte sus creencias mayas. A diferencia de otros territorios conquistados en Guatemala, se optaría en esta región (Las Verapaces) por realizar una conquista pacífica. Esta conquista pacífica fue impulsada por Fray Bartolomé de las Casas junto a otros dominicos, quienes en el año 1538 fundaron la Ciudad de Cobán. En un inicio, esta región llevaba por nombre Tezulutlán que se traduce como Tierra de Guerra, luego el nombre fue reemplazado por el de Vera Paz, que significa verdadera paz.

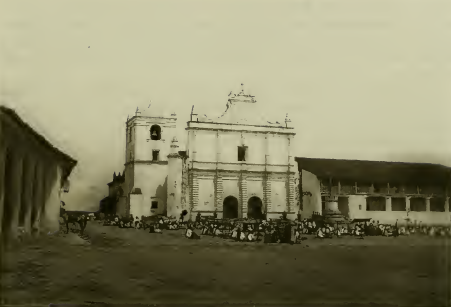
Cobán año 1888

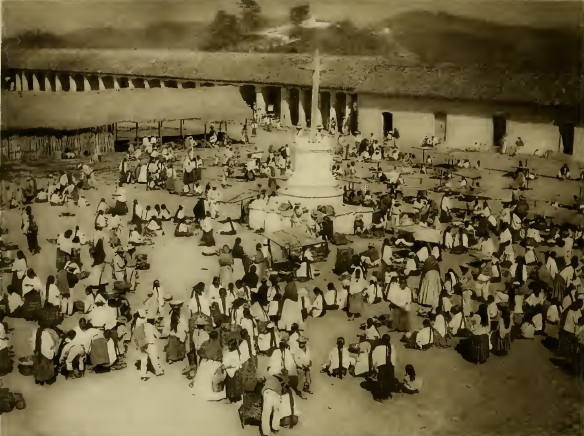
Población de Cobán al rededor de la Antigua Cruz Sagrada, 1898

Con la fundación de Cobán el 4 de agosto de 1538 por los Misioneros Dominicos Pedro de Angulo, Domingo de Vico y Luis Cáncer, se establece que esta ciudad estaría bajo la advocación de Santo Domingo de Guzmán. Los Dominicos, respetaron las creencias de los Q’eqchies, enseñándoles que muchas de sus prácticas mayas podrían ser en honor de Dios y al Santo Patrono; por lo tanto, entre una mezcla de creencias y prácticas se origina la Cofradía del Santo Patrono, sin embargo, el objetivo de los Frailes era evangelizar a toda la población de la región, y para esos momentos era contados los Q’eqchies que practicaban culto y veneración a Santo Domingo de Guzmán. Si bien, en la ciudad de Santiago de los Caballeros, el insertar estas instituciones para agilizar el proceso de evangelización fue todo un éxito, hay que resaltar que los habitantes del resto del país a excepción de las Verapaces, fueron sometidos bajo presión y violencia a aceptar los modelos que dictaminan las órdenes religiosas, y en las Verapaces, el hecho de que los Dominicos respetaran las creencias del pueblo Q’eqchi, no podría contradecirse obligando a profesar a ley, la fe católica.

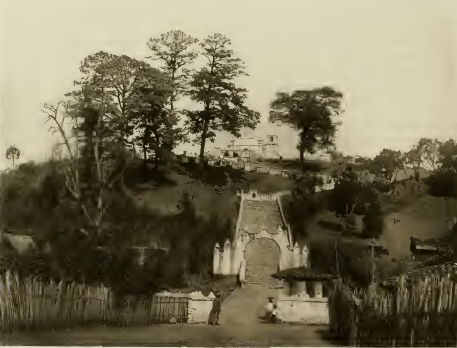
Edificación del Templo "El Calvario" en el Sagrado Cerro.

Con el culto creciente en la ciudad de Santiago de los Caballeros, a Jesús Nazareno de la Merced, los Dominicos optaron el instruir a través de imágenes de vestir a Jesús, como un recurso de evangelización; ya que algunos lo comparaban en Cobán con el Dios del Sol o el Ajaw, y con la concepción de la Semana Santa en la ciudad de Santiago de los Caballeros, se decide que, en territorio de Verdadera Paz, se empiecen a realizar actividades de piedad popular.
Siglo XVI año 1570, en Viernes Santo por la mañana, sale de las puertas de la Iglesia Catedral de Cobán, la primera procesión de la región norte del país. Un Nazareno con la cruz a cuestas, mujeres con ramos de flores en los cuales se portaban candelas, mujeres con bellos adornos florales, personas que ambientaban el cortejo con cantos enseñados por los Dominicos en Q’eqchi, la presencia de los Frailes quienes enseñaron cómo rezar el Santo Viacrucis y que en cada estación donde la imagen descendía, era una parada donde de rodillas se rezaba. Se quemaba incienso y copal pom, en el suelo se colocaban hojas de pino y en la Cofradía de Jesús, se situaba la portada. La portada era una señal, que indicaba que las personas que provenían de lejos, podían quedarse a dormir en la casa donde estaba situada, y los cofrades ofrecían alimentos a los huéspedes a la espera del día de esta procesión.

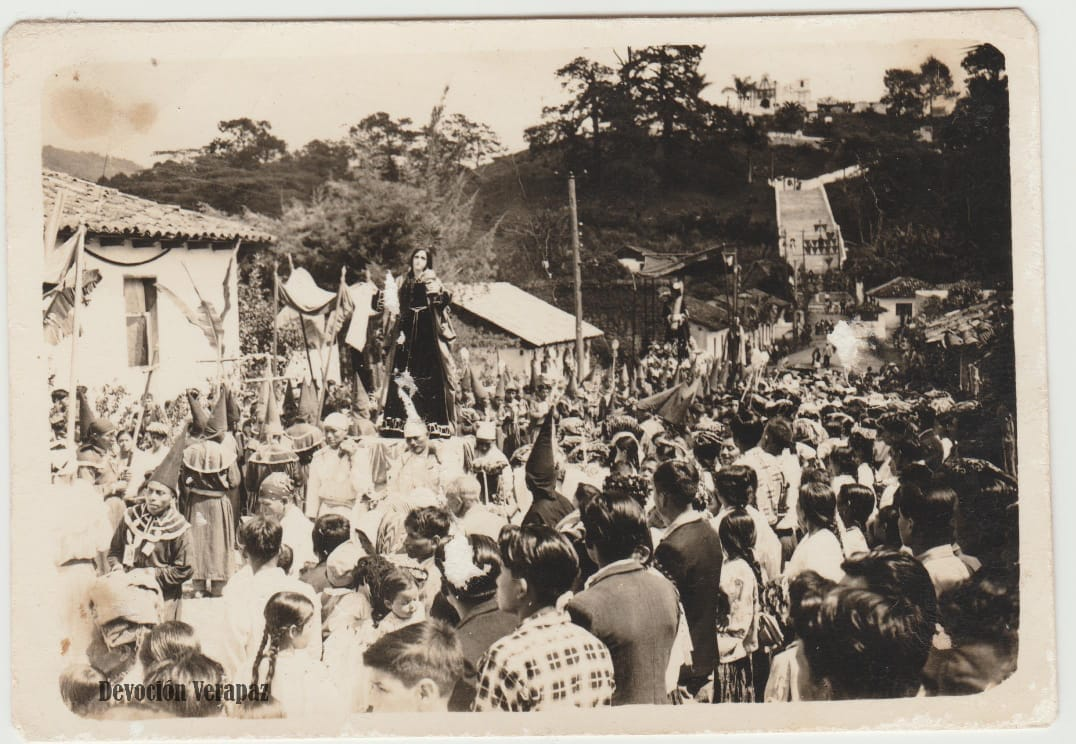
Procesión de Viernes Santo por la Mañana de Jesús Nazareno del Perdón "La Penitencia" en la Avenida el Calvario, de fondo se observa a la Antigua Gran Portada y enfrente del anda a Santa María Magdalena; realizando el rito de las Cortesías.

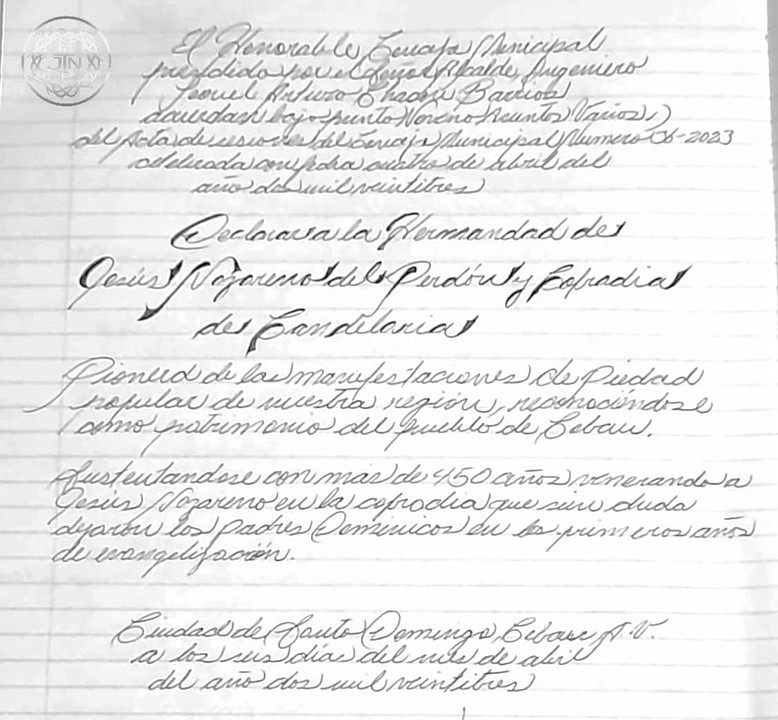
Acta extendida por la Municipalidad de Cobán, que reconoce a la Cofradía de Candelaria, como la fundadora de la Semana Santa en las Verapaces y la Declara como Patrimonio Cultural Intangible del Pueblo de Cobán.

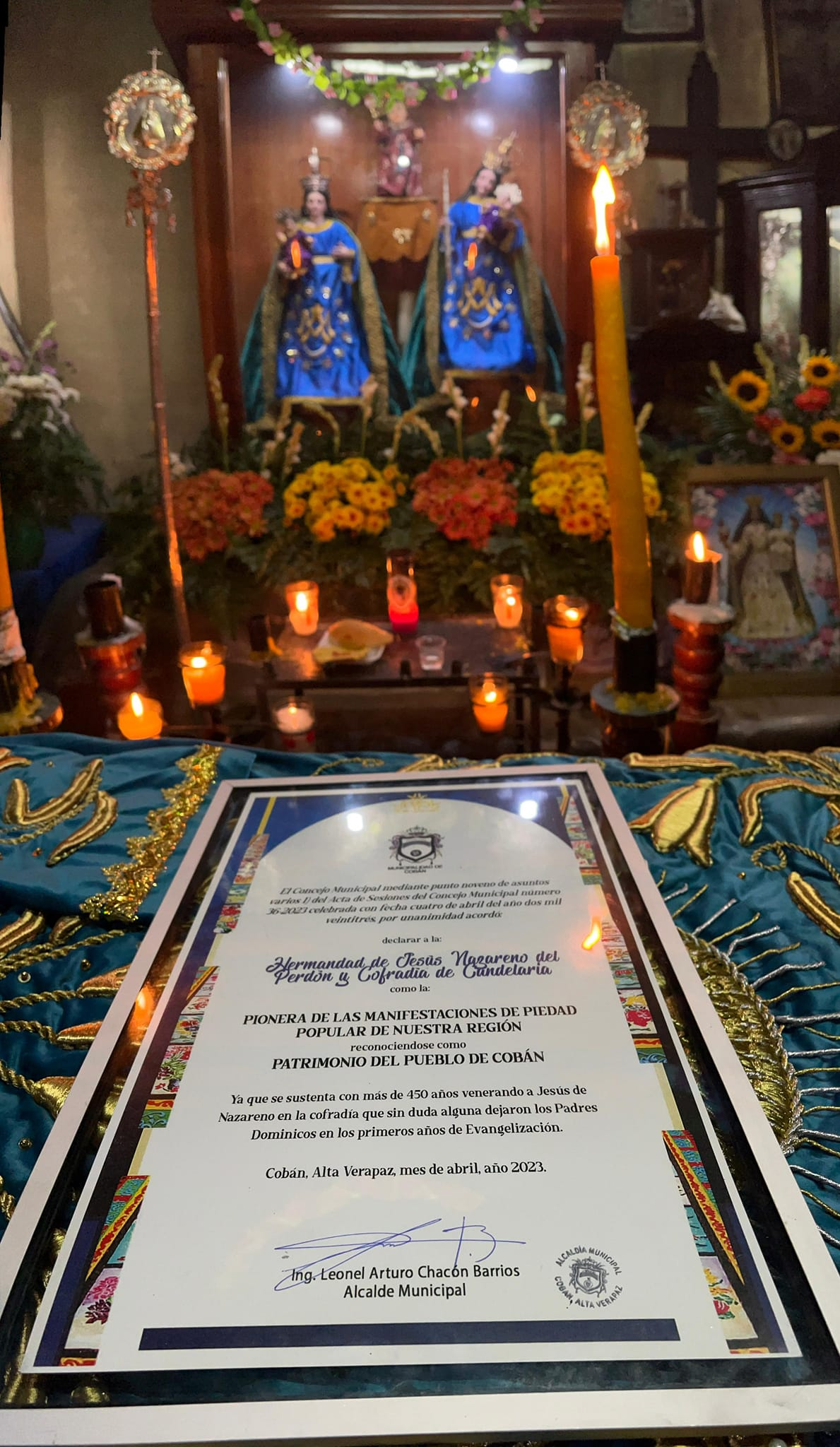
Placa extendida a la Cofradía de Jesús Nazareno de Cobán Alta Verapaz.

Y fue a través de la fundación de la Cofradía de Jesús Nazareno por parte de los Dominicos, que nace como tal la Semana Santa en la Ciudad Imperial de Carlos V y en toda la región norte.  Los Q’eqchies, son de los pocos pueblos indígenas en Guatemala, que han preservado sus costumbres y tradiciones casi en su totalidad, y las Cofradías a ser el principal ente de secretismo maya con la religión católica, son la esencia pura de un legado que los abuelos han transmitido de generación en generación. Cobán, Semana Santa Mística y Ancestral.

#### Roles de la Antigua Cofradía de Jesús Nazareno (Hermandad Jesús Nazareno del Perdón y Cofradía de Candelaria)[9]
A continuación, vamos a explicar los roles que se desempeñan dentro de una cofradía:
- Chinam: Es el cofrade principal.

- Mos: Son colaboradores del Chinam, a manera de directiva se forma un grupo de siete hombres, con sus esposas. Hay mozos de segunda categoría, que dependen de los anteriores.

- El Xben Y El Sacabail Mos: Asesores del Chinam, que realizan actos importantes en la Cofradía.

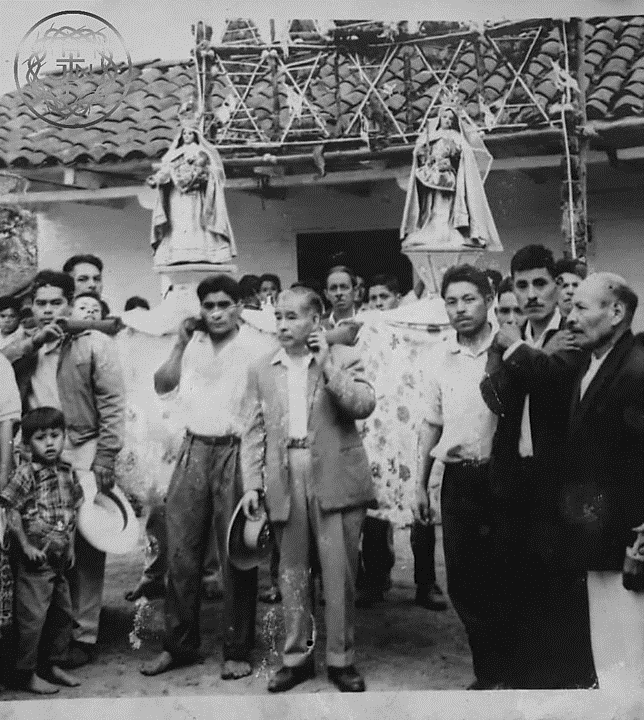
Cofradía de Candelaria de Cobán, Alta Verapaz,

- Cofradía de Candelaria de Cobán, Alta Verapaz, Los pasados: Son los que en años anteriores celebraron la fiesta, con sus esposas, quienes llevan el Bucleb o guacales con batido.

- Los músicos: El que toca el tamborón, el del arpa, el de la chirimía, el del violín y el de la guitarrilla.

- Kulul Ula: Esposa del cofrade, encargada de atender las visitas.

- Cocineras: Las mujeres encargadas de la cocina.

- Los Xetones: Ancianos importantes, que casi siempre han sido cofrades.

- Benil: Primer mayordomo.

- Nachiles: Ayudantes del mayordomo.

- Merton: Son los que ayudan a la cofradía con sus contribuciones económicas o en especie.

## Principales Procesiones de Cuaresma

### MARTES ANTERIOR A CENIZA

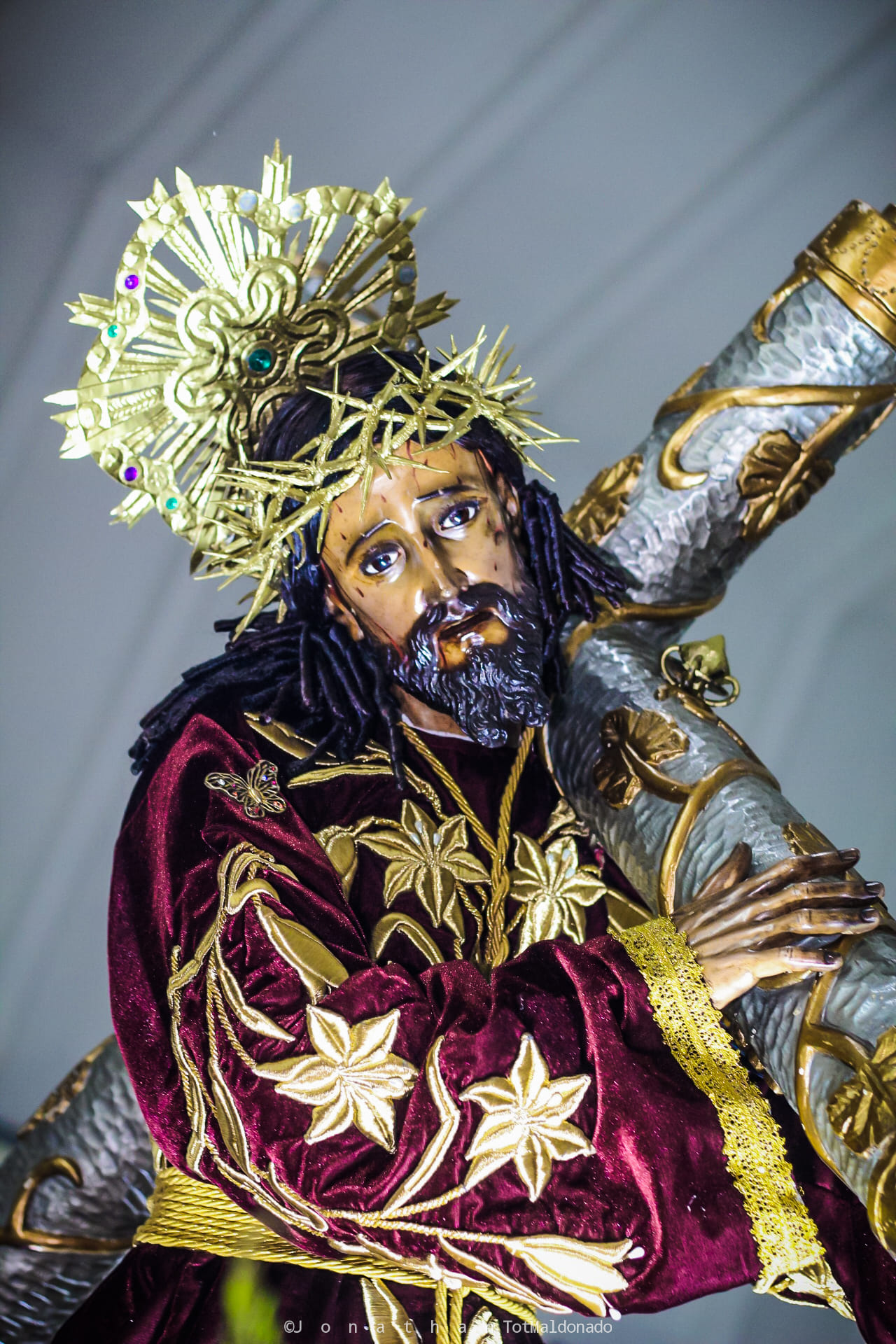
Jesús Nazareno del Perdón "Señor Nazareno"

#### Jesús Nazareno del Perdón
El Señor Nazareno, quien es resguardado todo el año en su camerino en la Iglesia Catedral de Cobán "Parroquia Santo Domingo de Guzmán", ante la presencia de cientos de devotos es descendido de su lugar de descanso, revestido para el tiempo litúrgico por su cofrades, y en sus muebles antiguos de pequeñas dimensiones donde en el pasado era procesionado con palio, recorre las naves laterales de su templo en compañía de todas sus Ri 'Xa'an Q'awa y Cofrades, quienes como hace siglos trasladan al Nazareno de las Abuelos y Abuelas, a su altar mayor de Velación, donde hasta la mañana de Martes Santo permanecerá en veneración, antes de iniciar "La Reseña". 
Esta tradición es muy antigua, la imagen de Jesús Nazareno del Perdón es la máxima representación de la pasión y muerte de Jesucristo, y en los siguientes 40 días de peregrinación se realizan tradiciones y costumbres por parte de los Q’eqchies en torno a él, quien desde la fundación de Cobán es conocido solo como "El Señor Nazareno", y todo culmina en la Procesión Penitencial de Viernes Santo en la Mañana. 

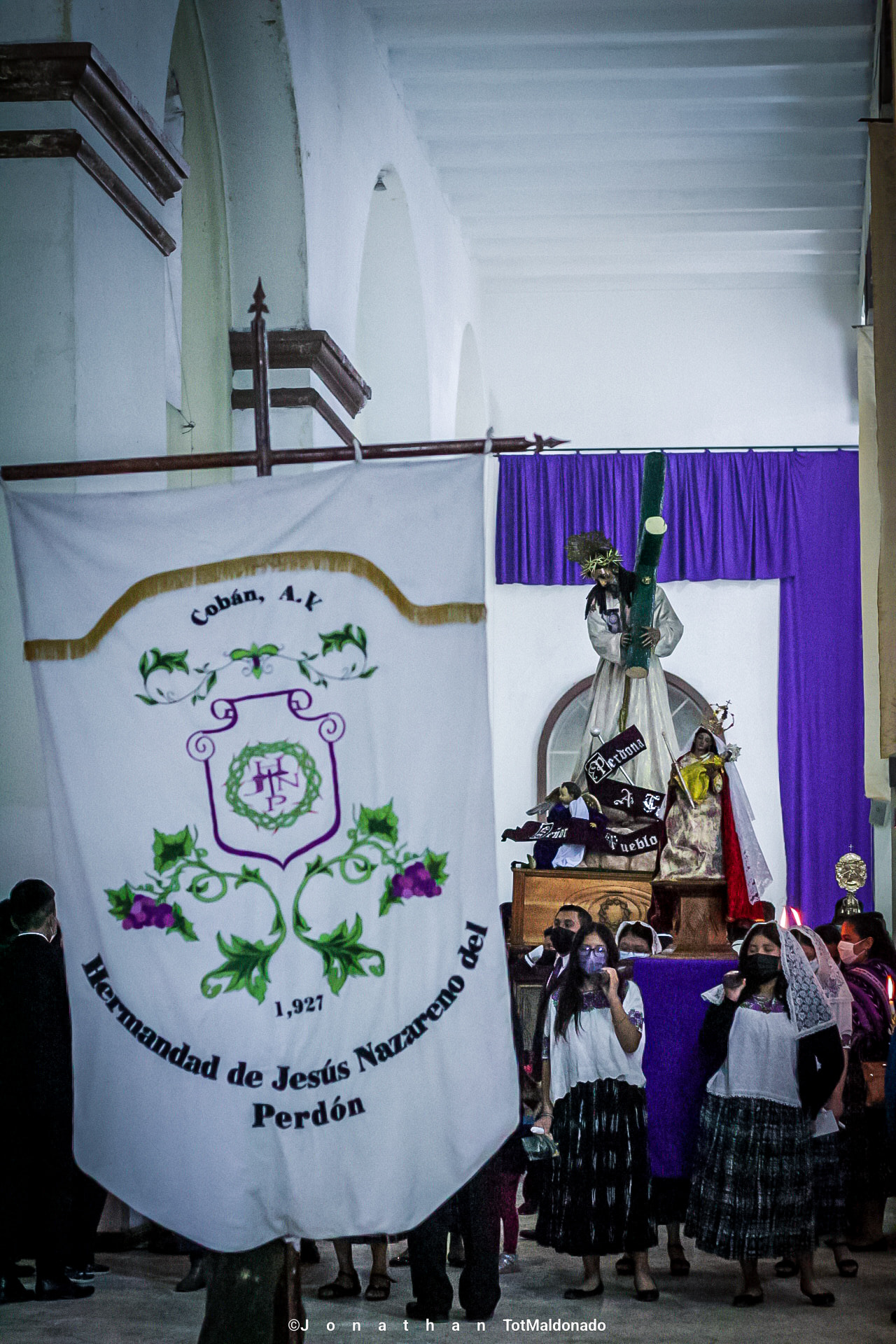
Procesión de Martes Anterior a Ceniza 2022.

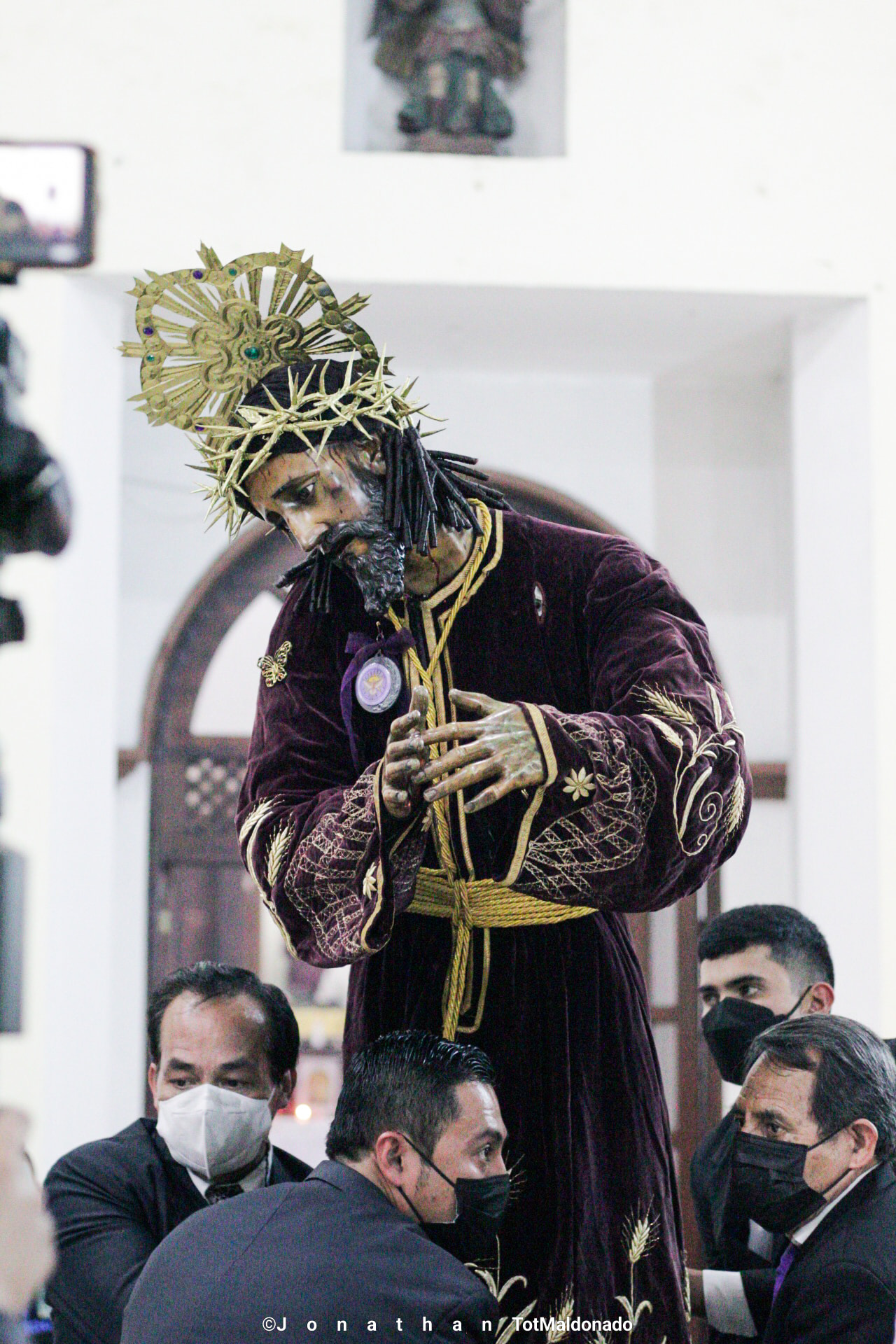
Procesión de Martes Anterior a Ceniza 2023

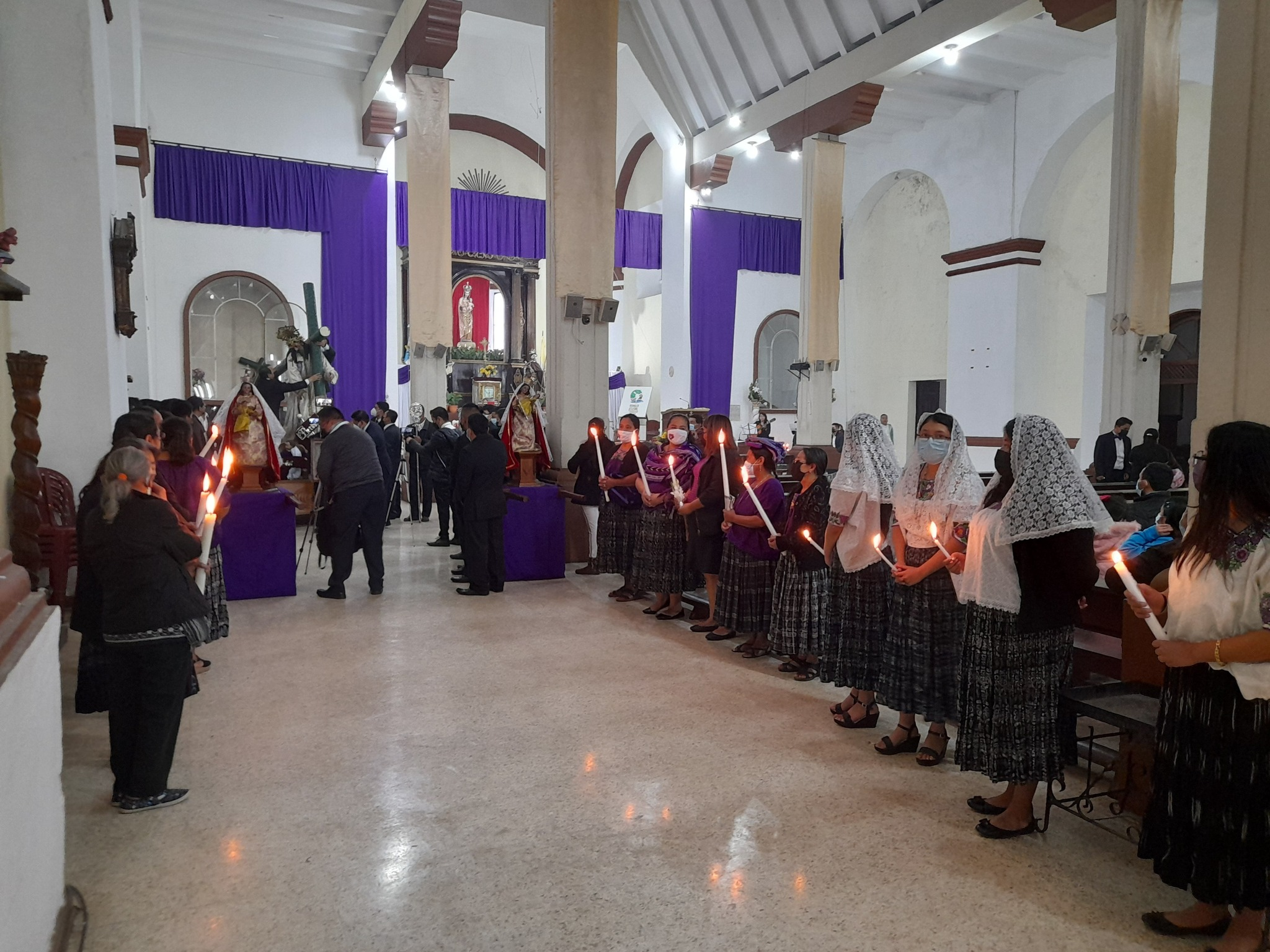
Procesión de Martes Anterior a Ceniza 2022

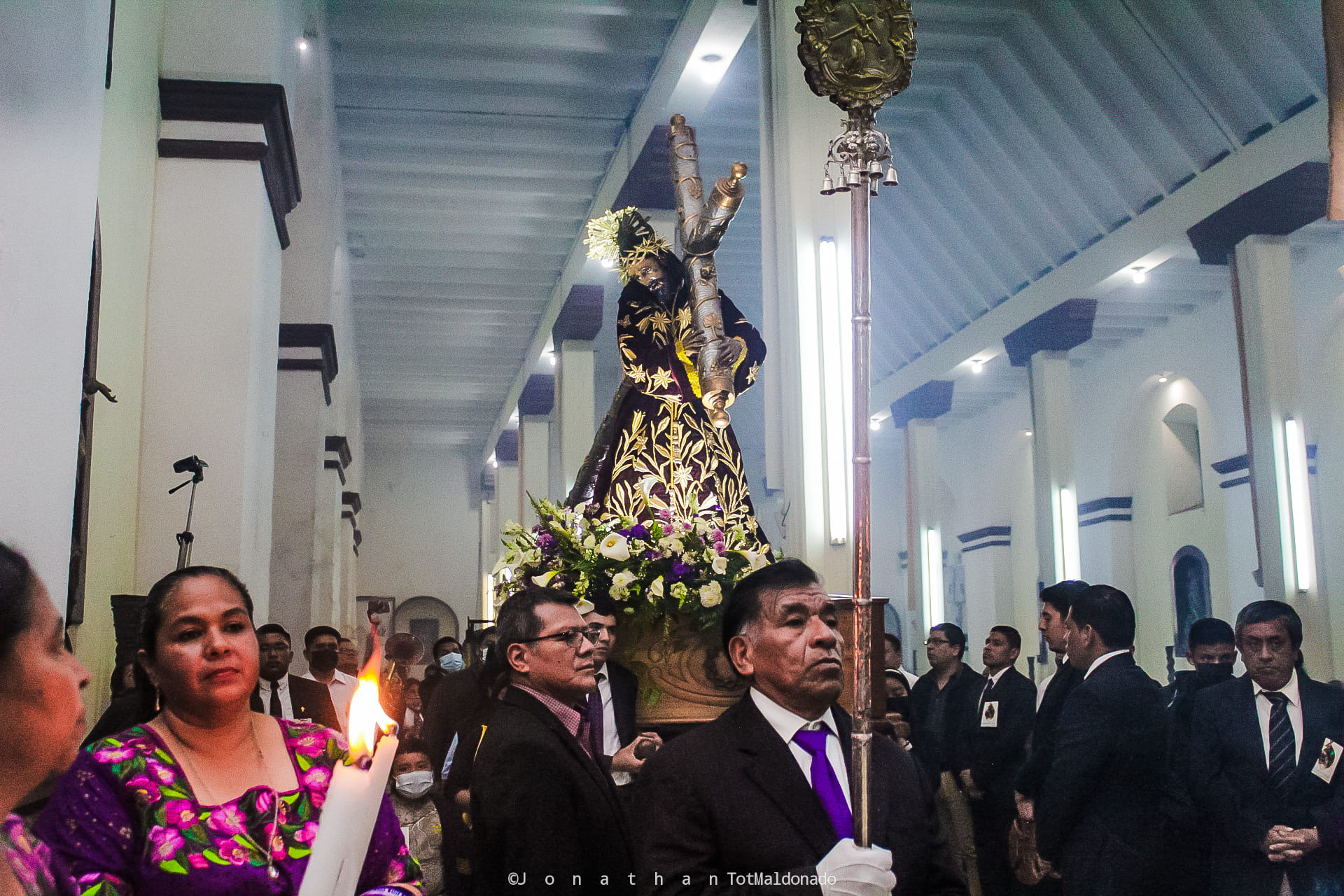
Procesión de Martes Anterior a Ceniza 2023

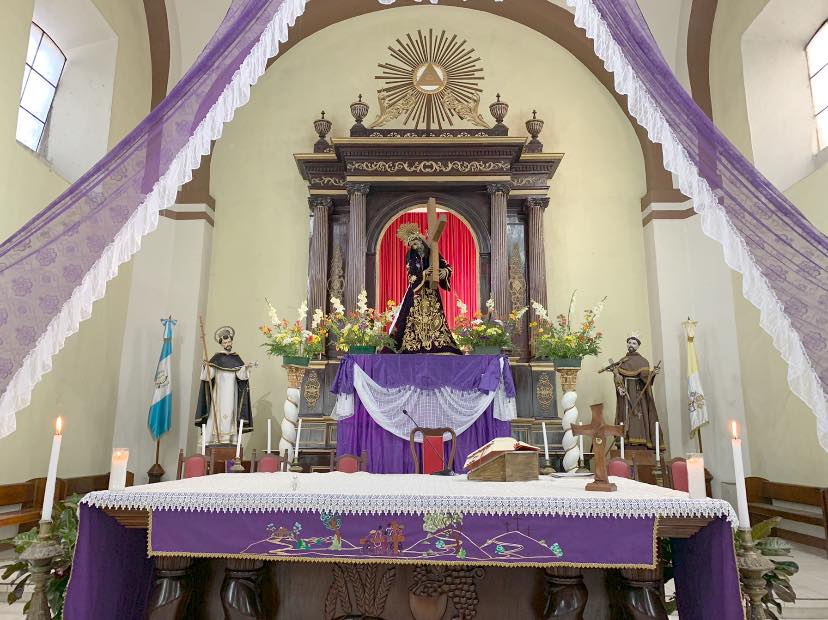
Altar Mayor del Señor Nazareno de Cobán 2023

| Jesús del Perdón, en ti tengo puesta mi fe, aunque no pueda más siento tu amor. Y lo peor es que se, que me estas viendo llorar; es tanto mi pesar fue por mi, que cargas mi cruz. |

### PRIMER VIERNES DE CUARESMA

#### Jesús Nazareno de Candelaria

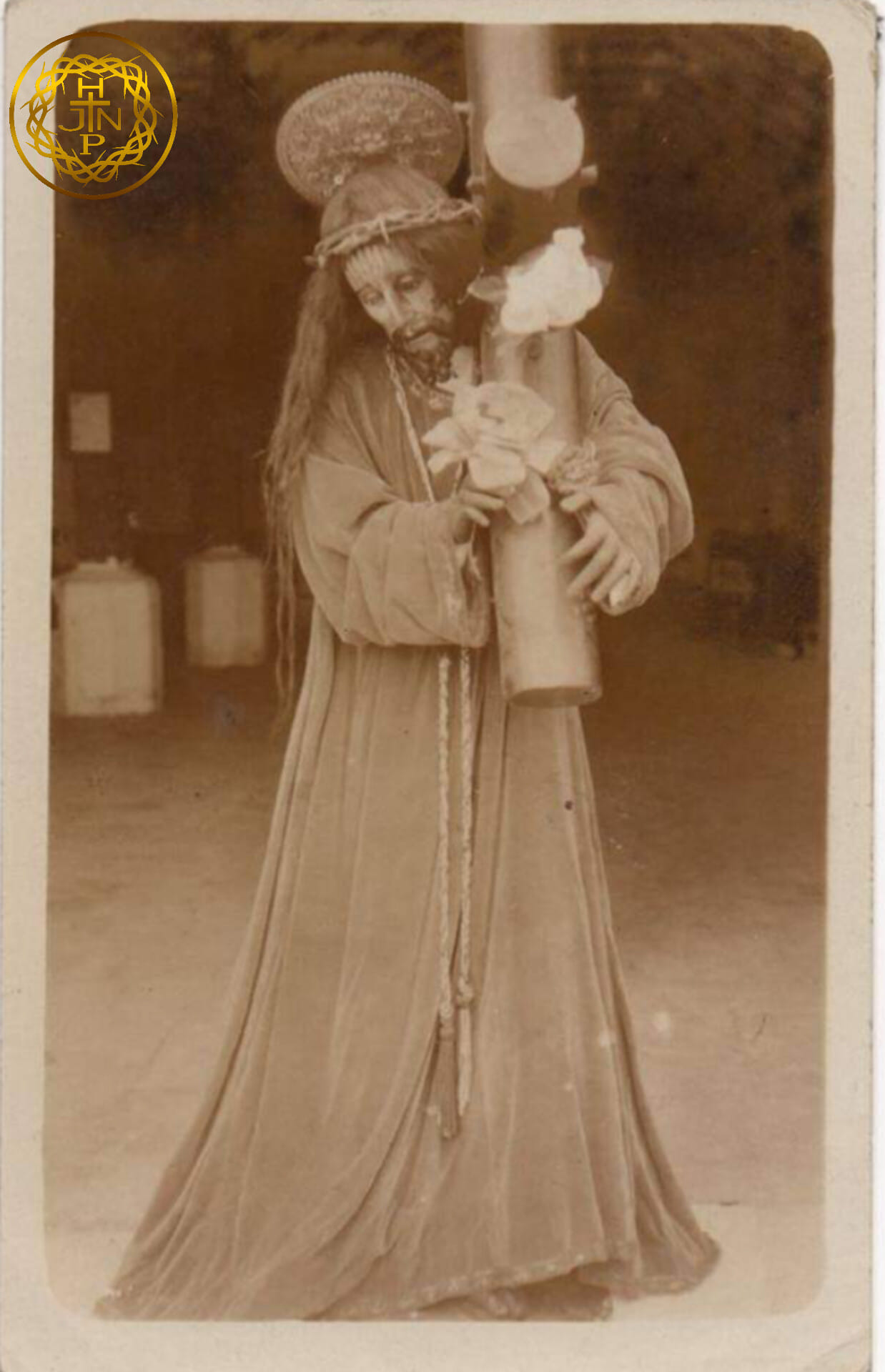
Jesús Nazareno de Candelaria, siglo XX, Cobán Alta Verapaz.

Se desconoce el autor de tan bella imagen, que data aproximadamente a partir de finales del siglo XVI e inicios del siglo XVII, según los cronistas Jorge Álvarez Sánchez de Movellan e Isabela de Álvarez. La imagen tiene una altura de 1.45 metros y cuenta con una peculiaridad al poseer cabello tallado, en el cual se le sobrepone una cabellera natural.
Es la primera imagen de Cristo con la cruz a cuestas, en la región de las Verapaces, lo que lo convierte en el más antiguo de dicha región. Su advocación de Candelaria, proviene como título de su cofradía de "La Virgen de Candelaria", quien lo ha custodiado desde tiempos remotos.
La imagen se resguarda en el templo El Calvario, y es la encargada de inaugurar el periodo litúrgico el miércoles de ceniza, con su procesión de descenso rumbo a la Iglesia Catedral. Durante los viernes de Cuaresma la imagen es procesionada rumbo al Templo El Calvario, representando el caminar de Jesús al Gólgota, y consecutivamente los miércoles de Cuaresma vuelve a descender, nuevamente rumbo a Catedral.

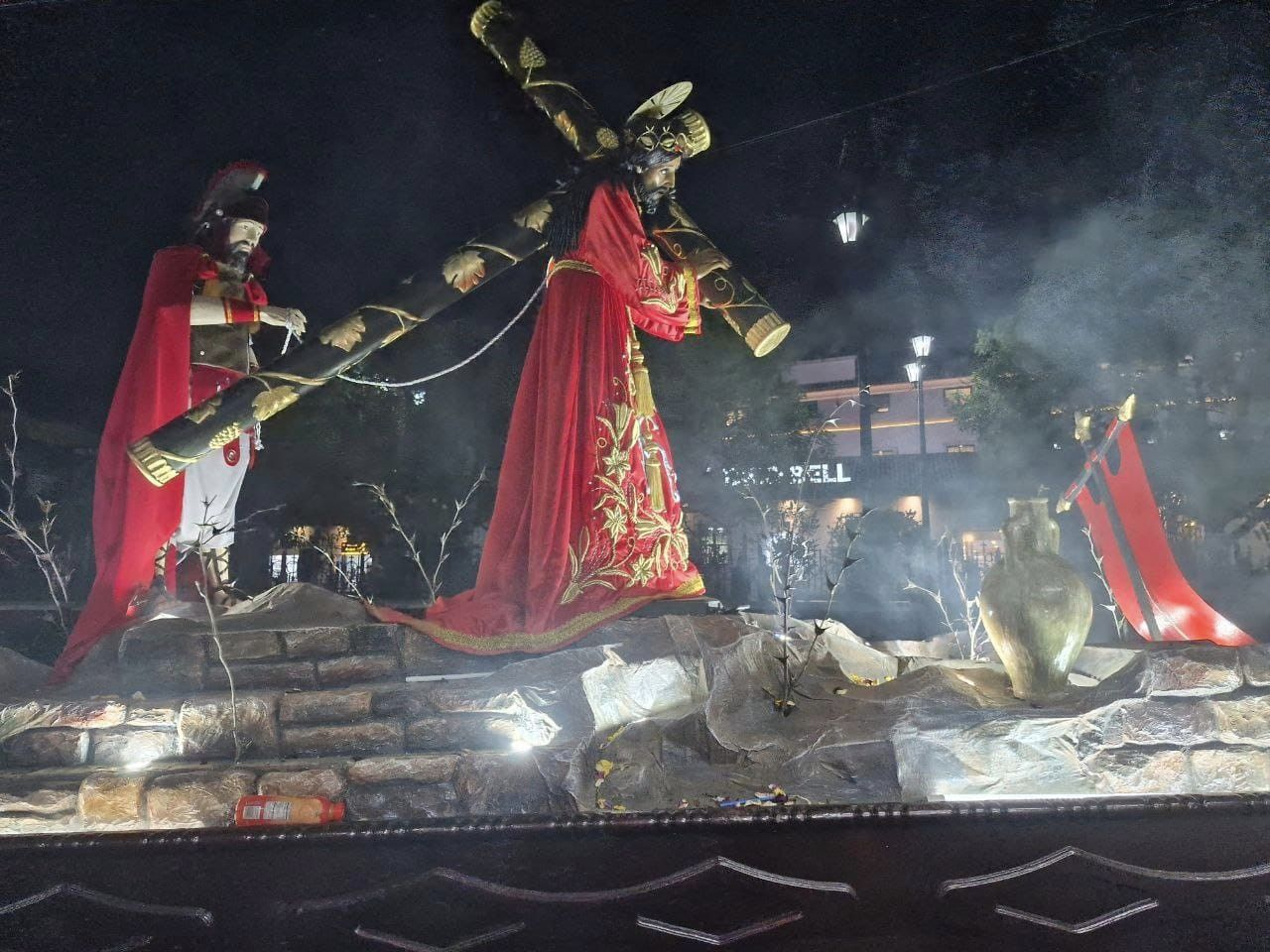
Procesión de Jesús Nazareno de Candelaria, 2024

Esta procesión tiene la característica de ser acompañada por la Cruz de Vidrio o Lem de la Cofradía de Exaltación de Cobán. Dicho acompañamiento refleja los vínculos de hermandad que han existido por más de cuatro siglos, entre la Hermandad de Jesús Nazareno del Perdón y Cofradía de Candelaria, y la Hermandad del Señor Sepultado Cristo de la Exaltación y su Cofradía del mismo nombre.

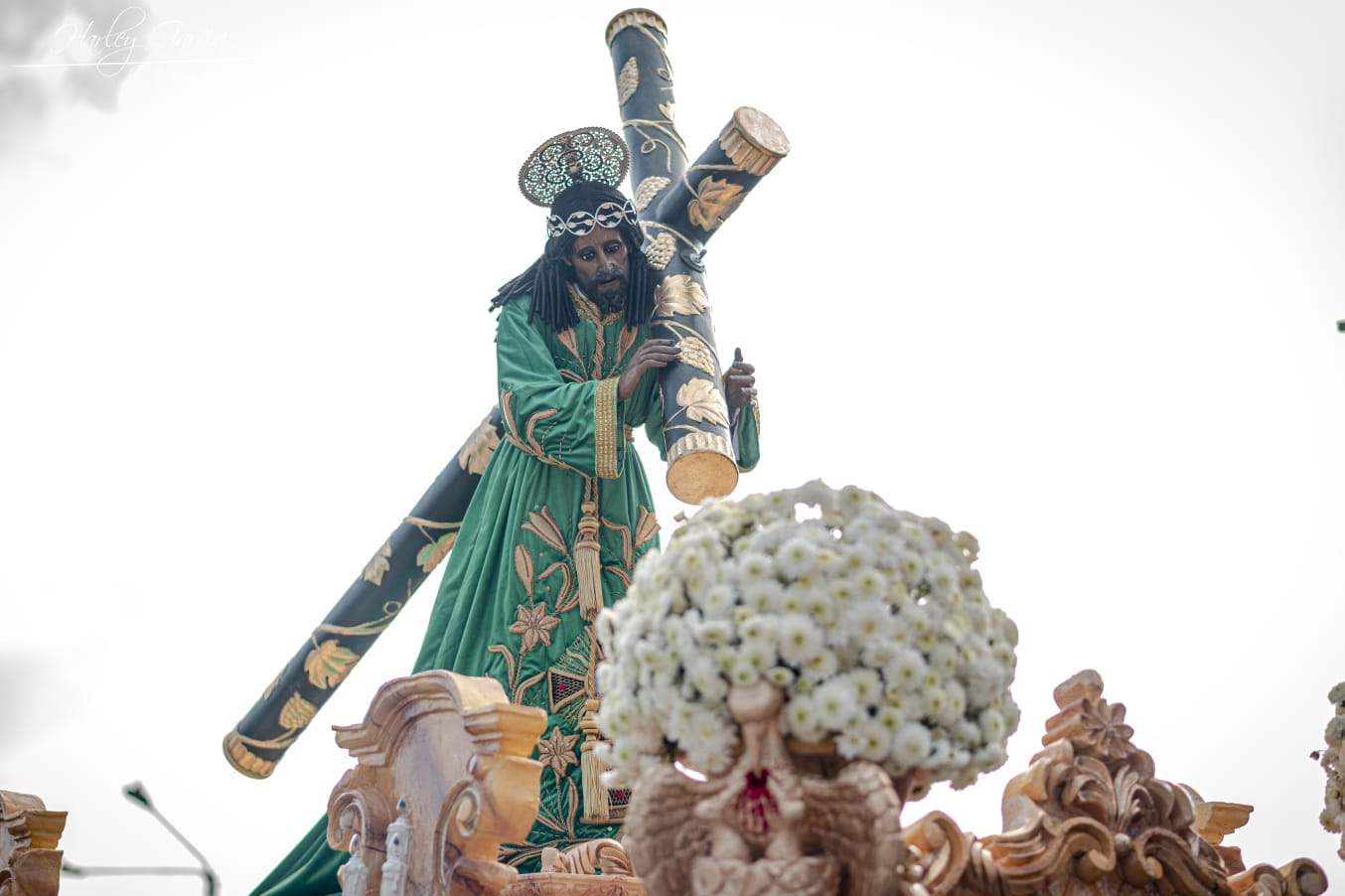
Procesión de Jesús Nazareno de Candelaria, 2023.

El último viernes de Cuaresma, su procesión se torna penitencial, al realizarse el tradicional viacrucis a los rededores del mercado central y las calles principales del centro de la Ciudad Imperial, hasta llegar al templo El Calvario, donde finaliza el cortejo.

#### Jesús Nazareno “Señor del Calvario”

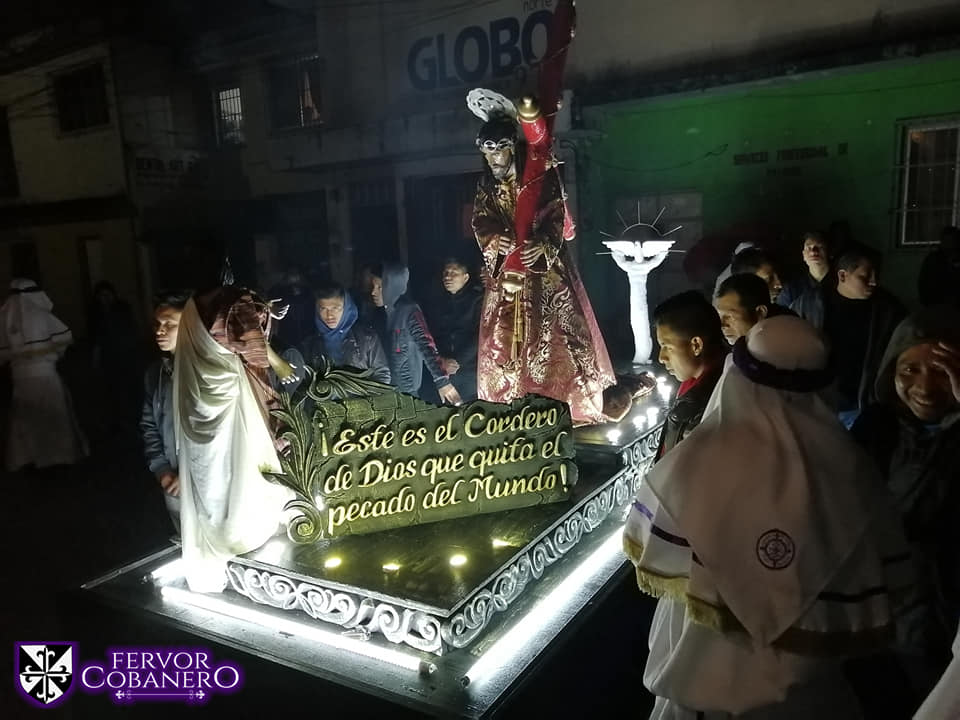
Cortejo Procesional de Viernes de Cuaresma de Jesús Nazareno Señor del Calvario, 2019. Fervor Cobanero.

Desde hace seis décadas, Jesús Nazareno Señor del Calvario, es procesionado también cada viernes de Cuaresma, descendiendo el Templo El Calvario e ingresando a la antigua iglesia San Martín de Porres. La procesión recorre los barrios que están ubicados alrededor de su parroquia y es organizada por la Hermandad “Señor del Calvario" y su cofradía del mismo nombre.
Esta procesión es de carácter penitencial al rezarse el viacrucis cada viernes de cuaresmas, en diferentes hogares donde se establecen las estaciones. El día mayor de la imagen es el Miércoles Santo, donde es procesionado por las calles principales de la Ciudad Imperial.

#### Jesús Nazareno Señor de las Animas

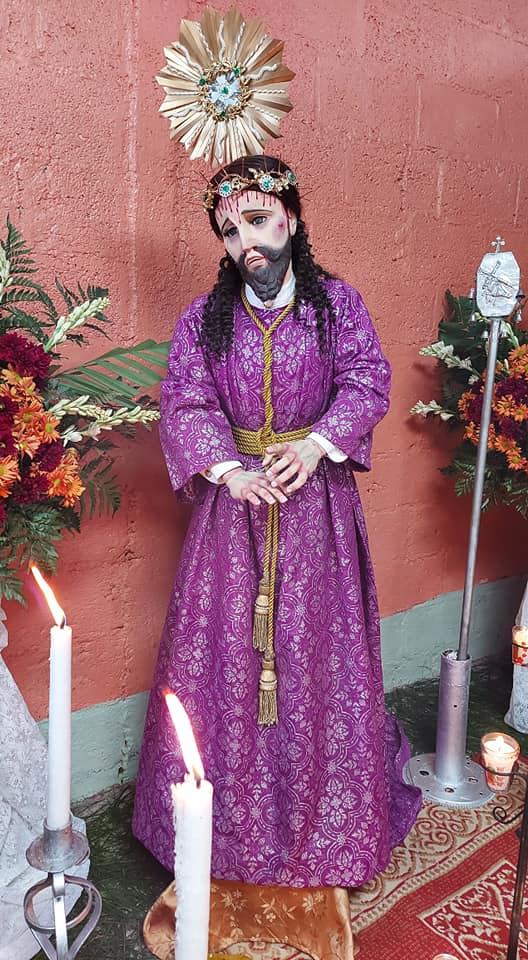
Jesús Nazareno Señor de las Ánimas, en su Cofrada.

Se desconoce el autor de la imagen, y por oralidad se conoce que fue la primera imagen que tuvo a su tutela la Hermandad de Jesús Nazareno Señor de la Caída "Cristo Rey" y la Cofradía de la Caída. A partir del año 1966, la imagen dejó de procesionarse cada Quinto Domingo de Cuaresma y fue designada para realizar visitas de hogares en la Zona 8 "Cantón las Casas", Cobán, Alta Verapaz.
Los cucuruchos de la Hermandad Jesús Nazareno Señor de la Caída "Cristo Rey", conocidos como los corintos, a inspiración de don Juan Chen, establecieron que la imagen de Jesús Nazareno de las Animas volviera a procesionarse, ahora cada viernes de Cuaresma, donde el cuarto viernes es su último recorrido, comprendiendo que el quinto viernes, sábado y domingo se realizan las actividades oficiales de dicha hermandad.

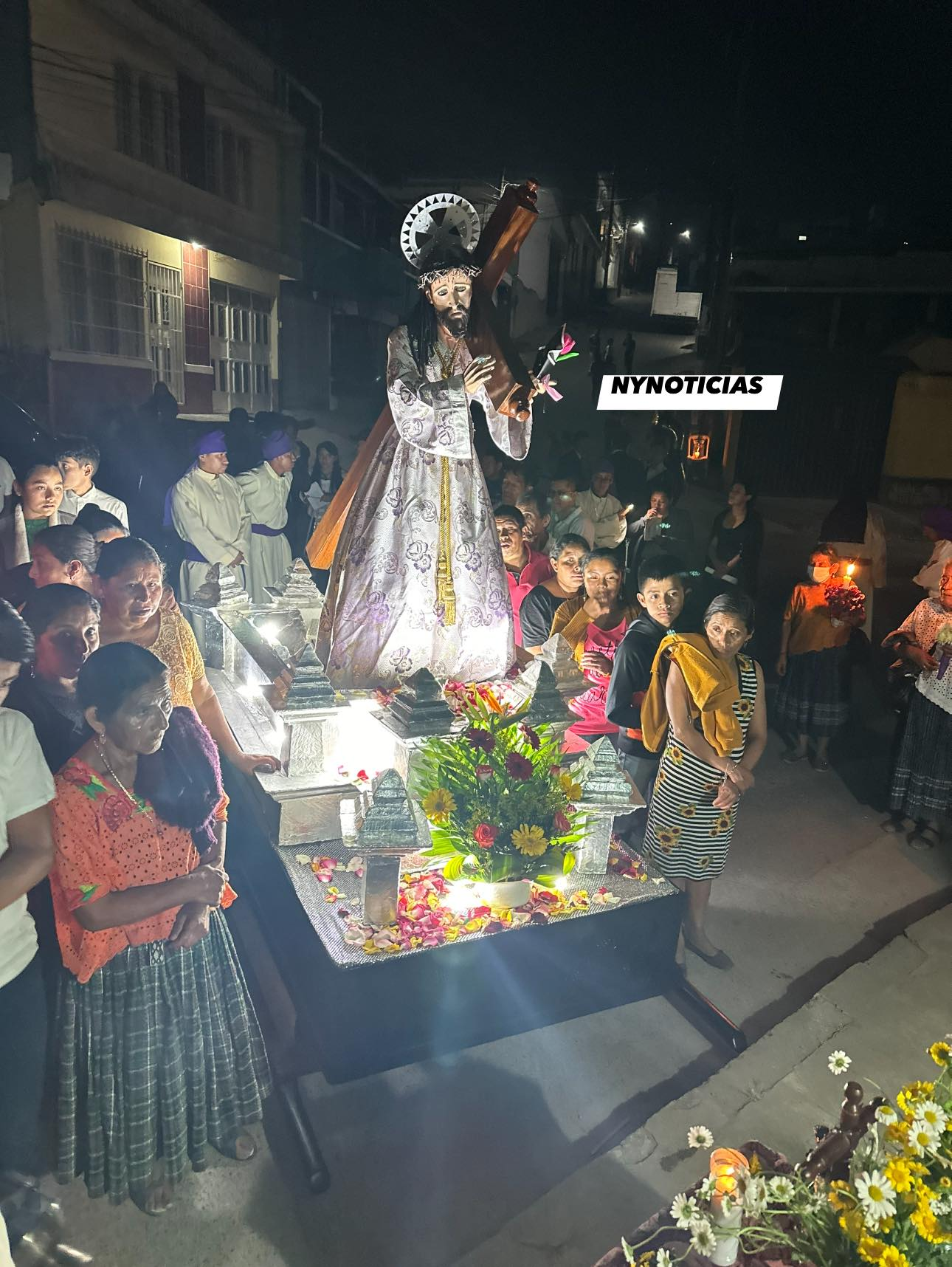
Procesión de Jesús Nazareno Señor de las Ánimas

Su advocación, "De las Animas", fue concebida por sus devotos al haber permanecido durante muchos años en la Ermita del Cementerio General de Cobán, hasta la construcción de la Parroquia San Francisco Javier, ubicada en la Zona 8 "Cantón las Casas".
La procesión es de carácter penitencial, y en diferentes hogares se reza el santo Viacrucis. El cortejo tiene la característica de poseer cuatro recorridos diferentes, donde se visita el Barrio Yalguo, Residenciales Imperial, Vella Vista, Vista Hermosa y desde luego "Cantón las Casas". Los vecinos como muestra de fervor y devoción elaboran altares en las entradas de sus hogares y ofrendan alimentos a los participantes y asistentes del cortejo procesional.

### PRIMER DOMINGO DE CUARESMA
Jesús Nazareno de las Tres Caídas

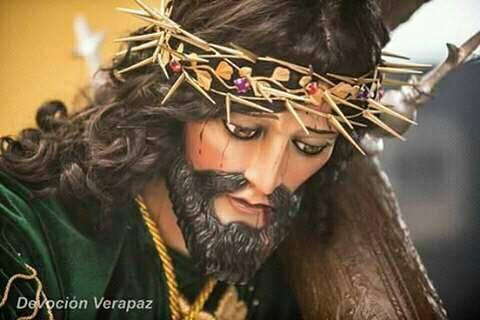
Jesús Nazareno de las Tres Caídas. Cobán, Alta Verapaz.

Desde tempranas horas de la mañana del Primer Domingo de Cuaresma, en el Esfuerzo I y II, se respira una atmósfera de devoción, fe y amor. Donde los vecinos madrugan a elaborar alfombras, como ofrenda ante los milagros y favores concebidos a tan bella imagen. La Hermandad de Jesús Nazareno de las Tres Caídas, fue fundada en el año 2017 y es la encargada de abrir con broche de oro la Cuaresma en Cobán.

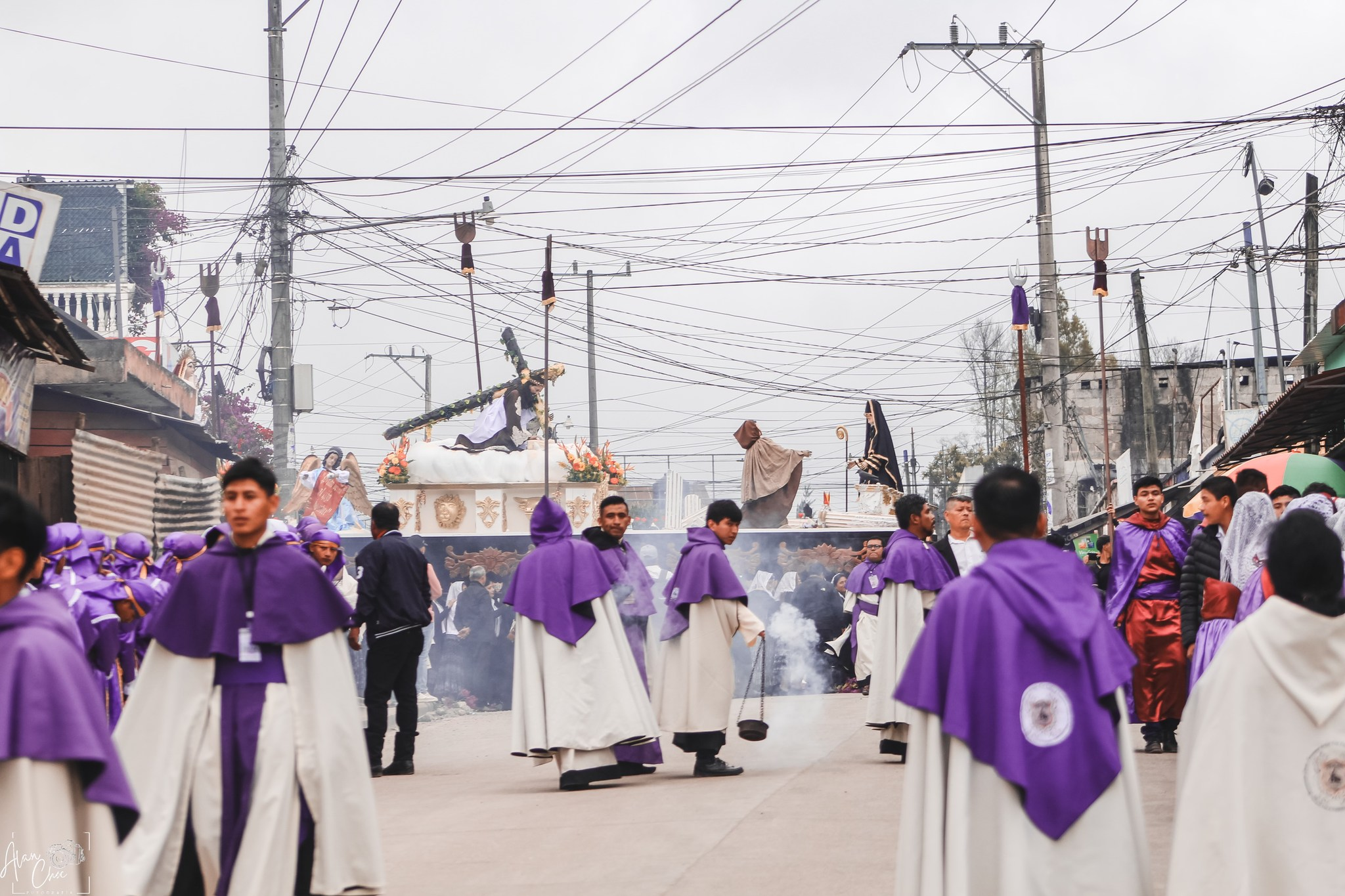
Procesión de Jesús Nazareno de las Tres Caídas, año 2024.

Siendo las 10:30 horas de la mañana en la Parroquia Cristo Negro de Esquipulas, Esfuerzo I; al compás de la marcha fúnebre "Reina del Amor y de la Paz", es levantando el mueble procesional de 70 brazos que exalta al Nazareno de rodillas con la cruz a cuestas. Consecutivamente, el anda de su Santísima Madre comienza a mesarse y juntos emprenden rumbo hacia el centro de la Ciudad Imperial.

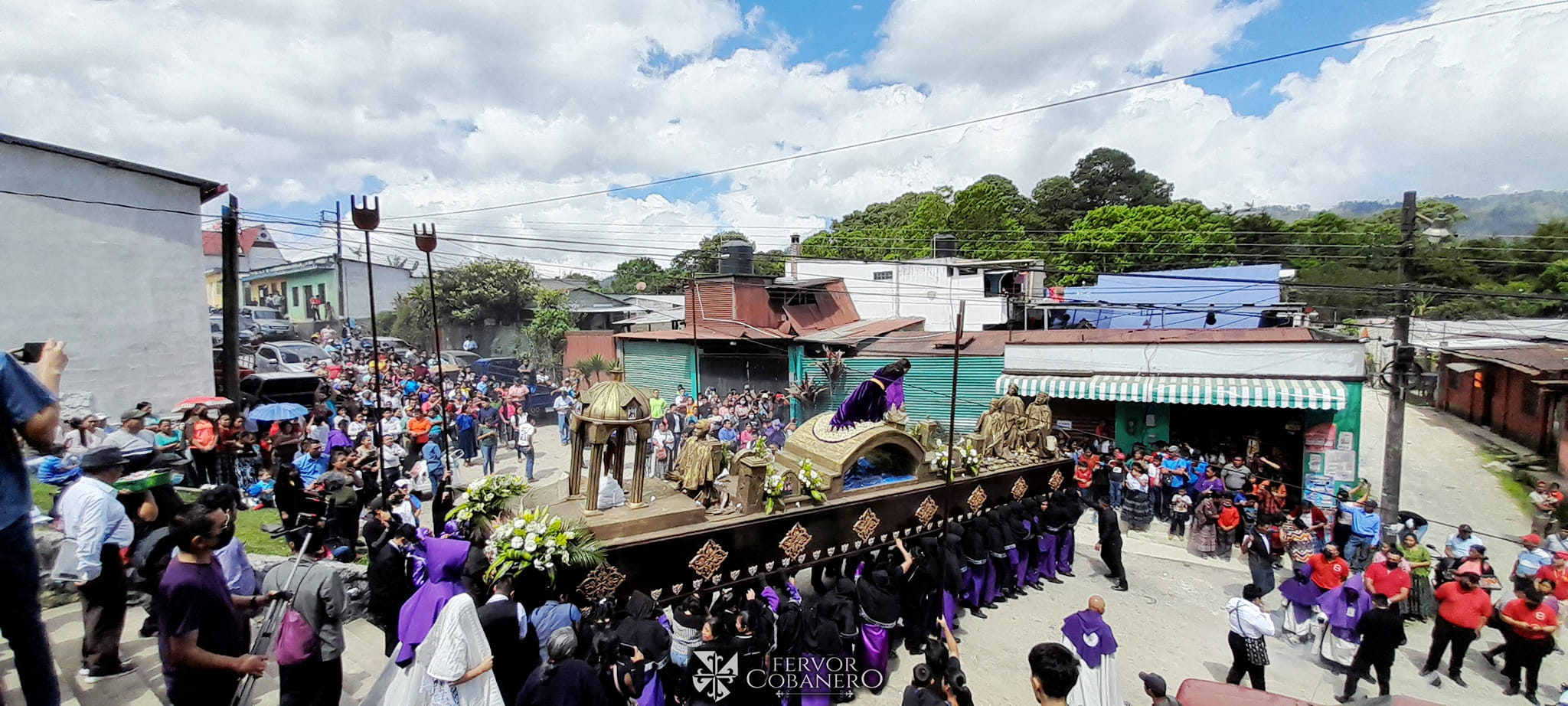
Procesión de Jesús Nazareno de las Tres Caídas del año 2023.

Es la procesión con el recorrido más extenso, pues se puede decir que recorre toda la ciudad de Cobán y es la más concurrida del día. La feligresía de los alrededores de su templo no cesa y, en un gran acto de amor, acompañan al Nazareno durante todo su recorrido hasta su ingreso.

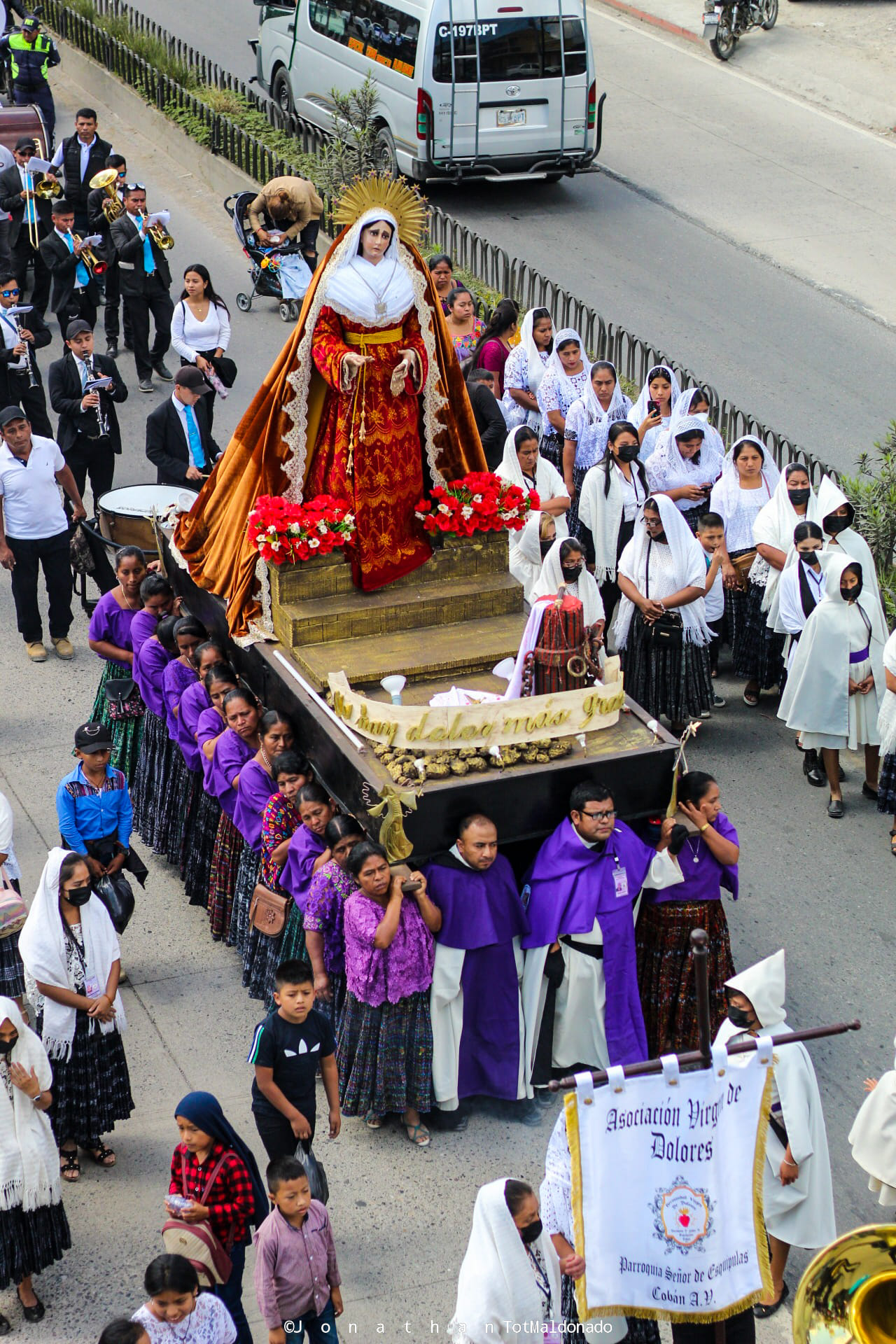
Procesión de la Virgen de Dolores del Esfuerzo 2023.

Ha sido denominado con cariño como el Nazareno de los Esfuerzos, y durante su paso en estas zonas, todas las calles están alfombradas. Mayoritariamente en la entrada del Esfuerzo I, aparte de las alfombras, se destaca que, en todo el trayecto hasta la entrada del templo, está repleto de altares cuaresmales, que los devotos han hecho con amor.
Su advocación "De las Tres Caídas" representa los tres momentos en los que Jesús cayo con la cruz rumbo al Monte Calvario. La imagen es de género romántico y posee un rostro que expresa a un Cristo resignado, que ha aceptado su destino y va abrazando su cruz.

#### Jesús Nazareno de la Caída de la Dulce Mirada

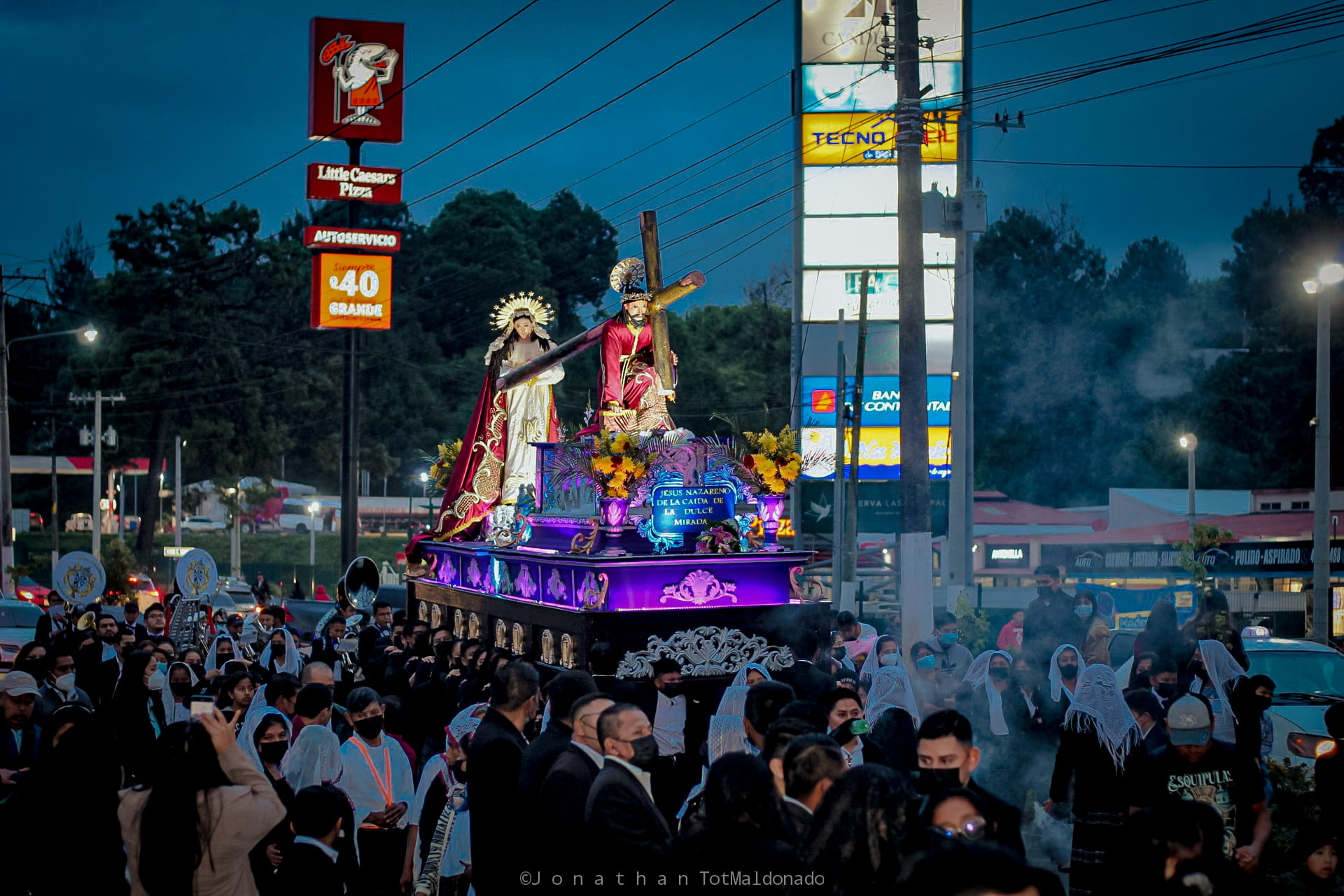
Procesión de Jesús Nazareno de la Caída de la Dulce Mirada y Virgen de Dolores, "Madre del Amor y de la Paz"

Su hermandad fue fundada en el año 2023, y su cortejo procesional parte desde la Iglesia Catedral de Cobán rumbo a la sede de la Hermandad, ubicada en el Esfuerzo II. La imagen es una réplica de Jesús Nazareno de la Caída de San Bartolomé Becerra y llegó a la Ciudad Imperial, el mismo año en que se fundó la hermandad. El Nazareno es acompañado por su madre, la Virgen de Dolores, "Madre del Amor y de la Paz", la cual también llegó a Cobán el mismo año que el Nazareno. Su cortejo inicia a las 15:30 p. m. y culmina a las 22:00 p. m. Su marcha fúnebre oficial es Cruz Pesada.

### SEGUNDO DOMINGO DE CUARESMA
Jesús Nazareno “Soberano Justo Juez” y Virgen Dolorosa

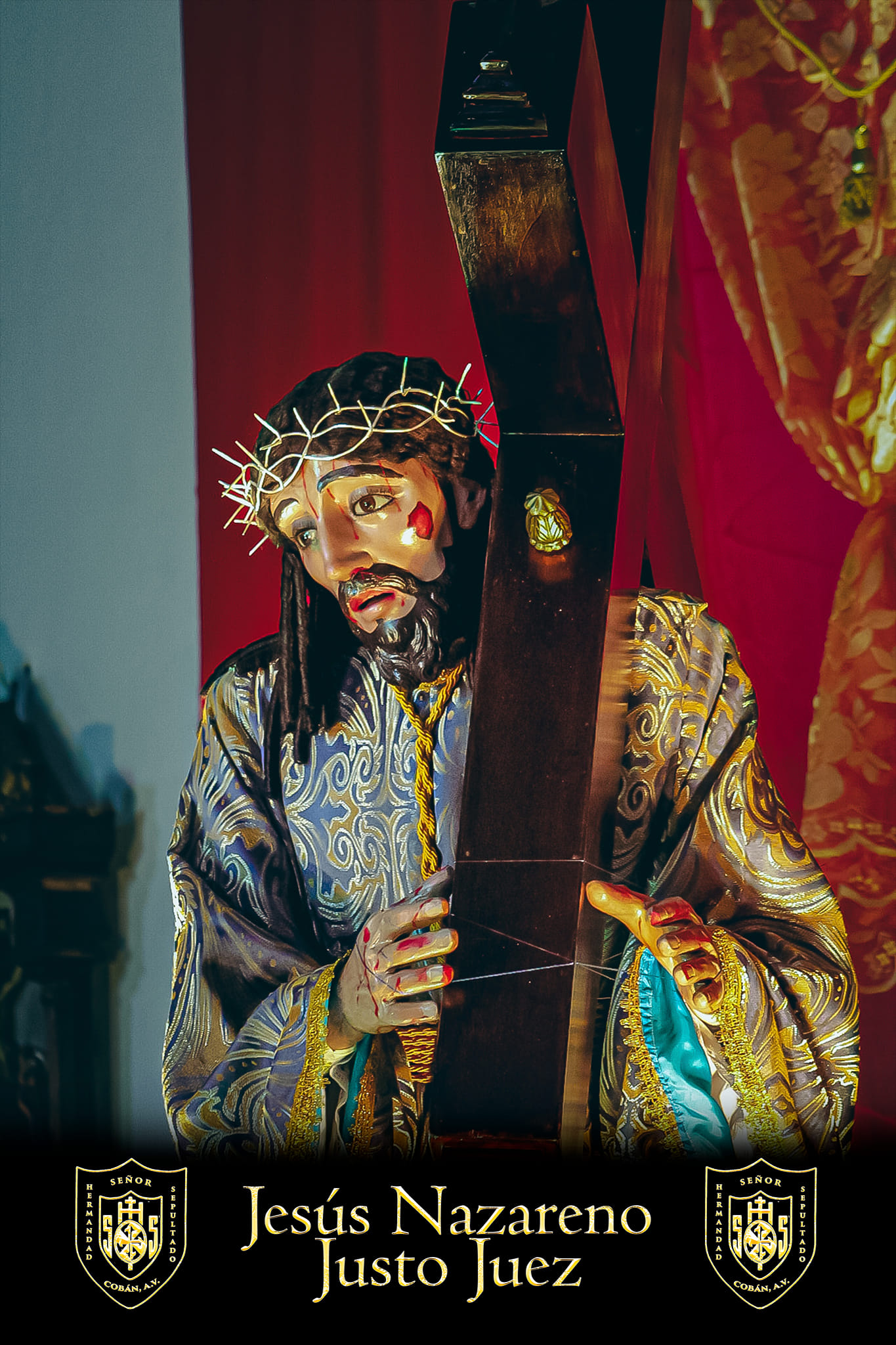
Jesús Nazareno Justo Juez

La imagen de Jesús Nazareno el Justo Juez estuvo por muchos años olvidada dentro de la Catedral de Cobán, con un cuerpo incompleto. Después de algunos años, miembros de la Hermandad del Señor Sepultado "Cristo de la Exaltación", encontraron al Nazareno e hicieron las gestiones necesarias para terminar de esculpirlo. Fue tallada por el maestro Adalberto García Escobedo, y en 1980 es procesionado por primera vez.

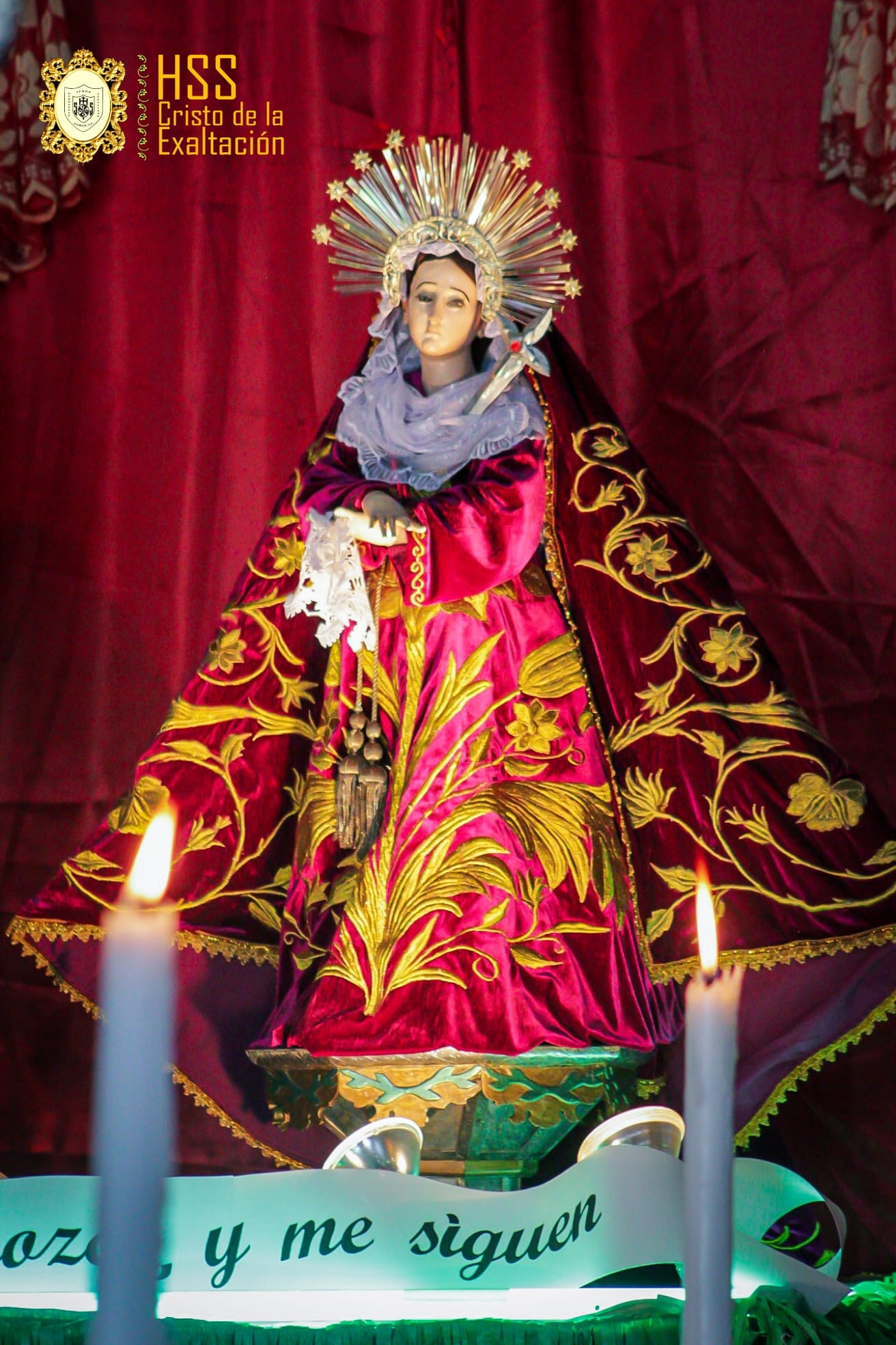
Virgen Dolorosa Antigua, de la Antigua Cofradía de Dolores.

Su cortejo se ha transformado paulatinamente, estando bajo la coordinación y organización de la Hermandad Señor Sepultado "Cristo de la Exaltación". Originalmente, la procesión tenía una duración de seis horas; sin embargo, la colocación de altares en varias partes del recorrido obligó a los organizadores a detenerse para cumplir el deseo y anhelo de los fieles católicos, haciendo que se pasara la hora prevista para ingresar a la Iglesia Catedral; iniciando a las quince horas y culminando hasta las veintidós horas.
La Dolorosa, que acompaña al Nazareno, pertenece a la Antigua Cofradía de Dolores de la Ciudad de Cobán y es custodiada ese día por la Asociación de Dolores. Es la Dolorosa más antigua de las Verapaces y es el único día donde actualmente es procesionada; pertenece a la familia Bac Yat.

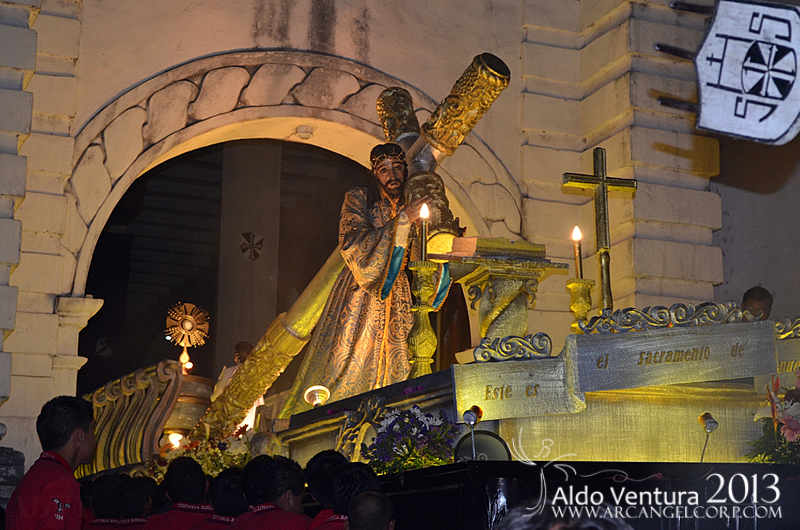
Procesión de Jesús Nazareno Justo Juez 2013

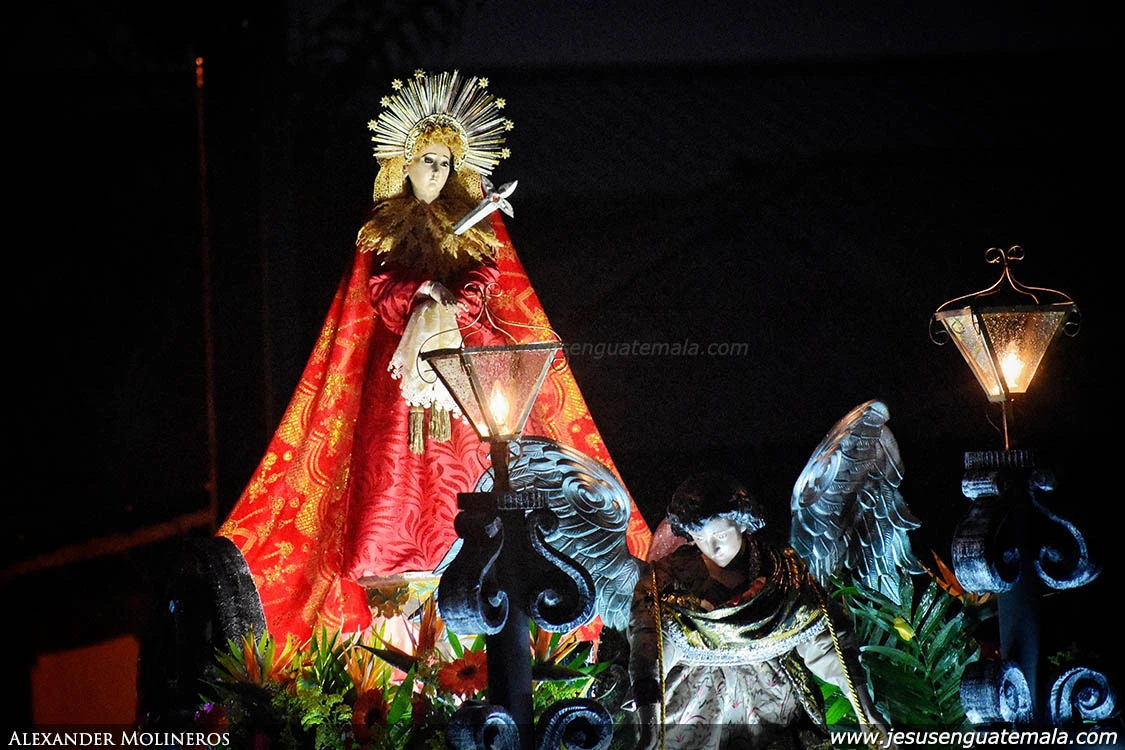
Procesión de la Virgen Dolorosa de la Antigua Cofrada, Cobán Alta Verapaz.

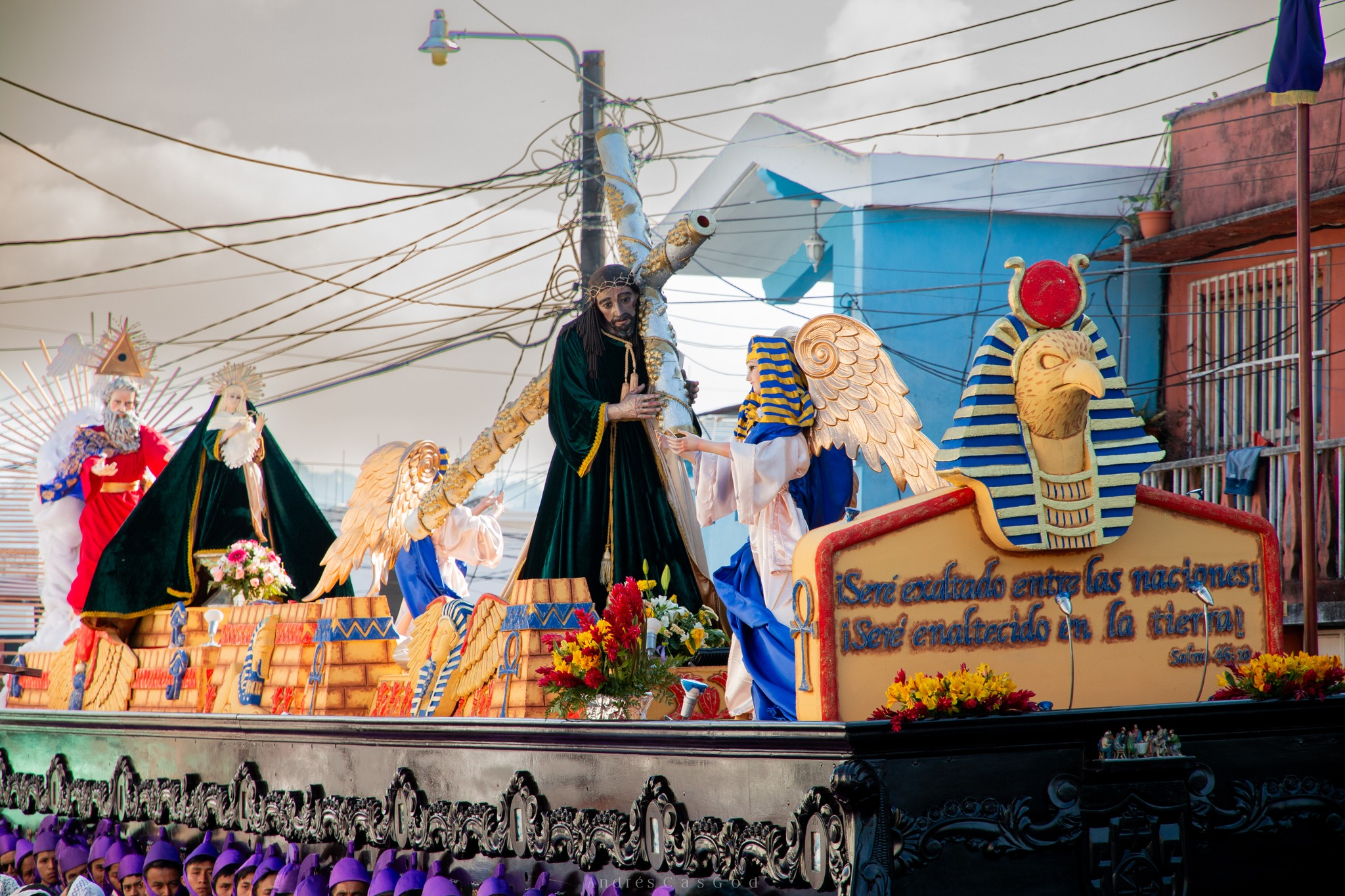
Procesión de Jesús Nazareno Justo Juez 2024

### TERCER DOMINGO DE CUARESMA

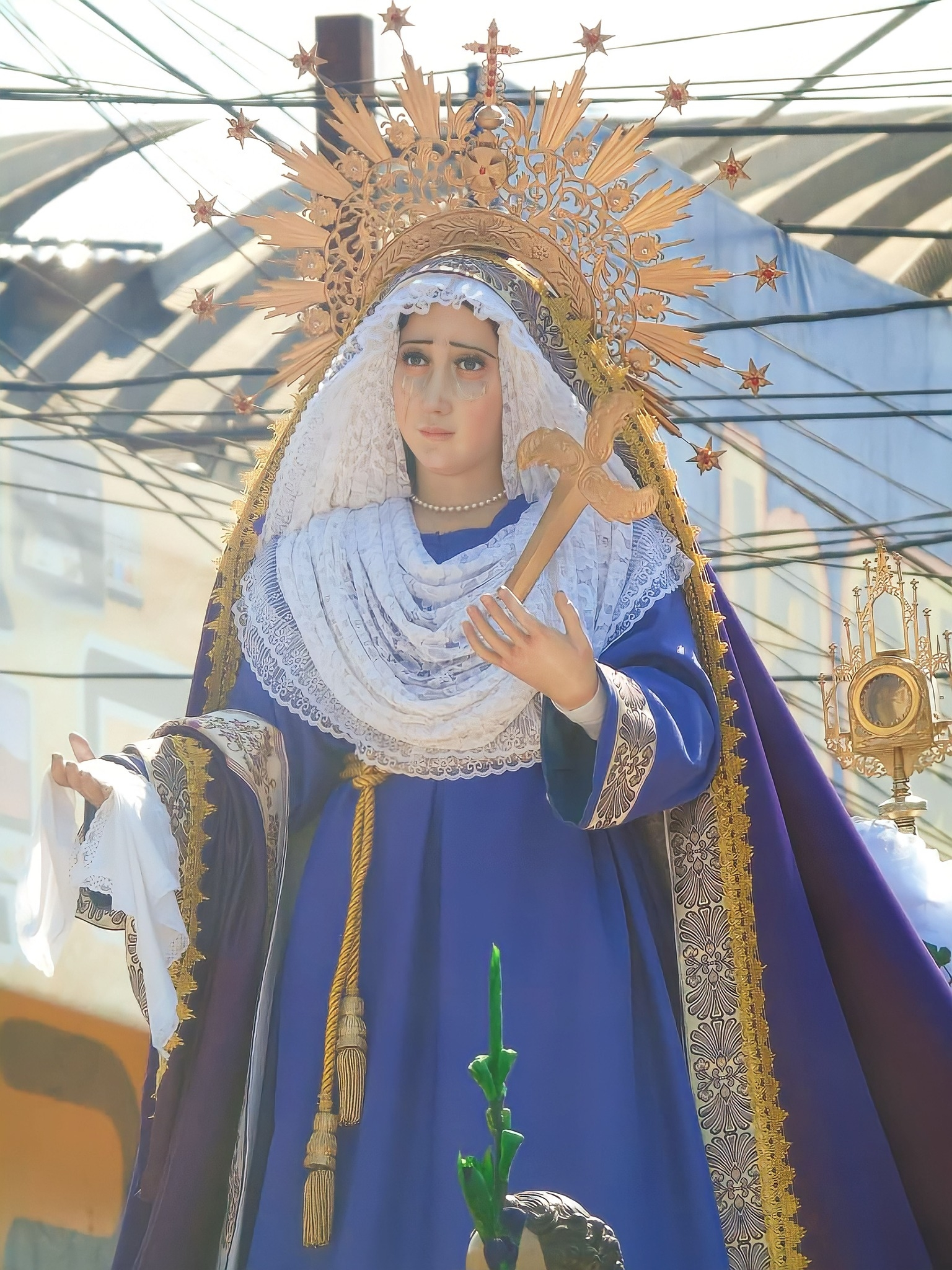
Virgen Dolorosa del Perdón

Virgen Dolorosa Dolorosa del Perdón (La Orquídea de la Verapaz)
Desde la tarde del tercer sábado de Cuaresma, dentro de la Iglesia Catedral "Parroquia Santo Domingo de Guzmán", las oraciones de los cobaneros son elevadas hasta el cielo a los oídos de la Señora del Tercer Domingo de Cuaresma, en su día de velación.
La imagen de la Dolorosa del Perdón llegó a Cobán en el año 2004 y desde esa fecha su culto y veneración ha aumentado cada año. Su organización religiosa es la única que porta como traje oficial Indumentaria Maya. Las devotas a la dolorosa portan durante toda la Cuaresma güipil de color morado, una madrileña del mismo color y un corte de color negro, que representa la identidad de la mujer guatemalteca originaria. Su advocación de "Dolorosa del Perdón" es interpretada de muchas maneras por la feligresía.

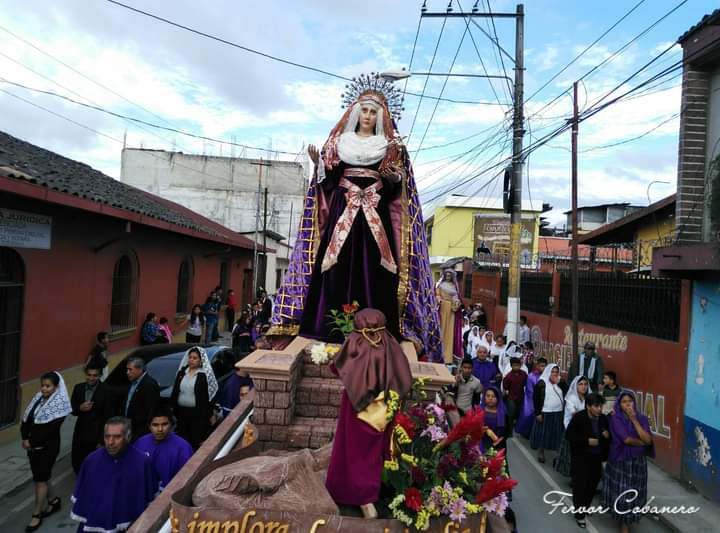
Procesión Virgen Dolorosa del Perdón, Cobán Alta Verapaz.

Cabe destacar que la Hermandad de Dolores ya existía desde tiempos antiguos y su titular era la Virgen de Dolores de la familia Bac Yat, misma que se procesiona solo los segundos domingos de Cuaresma actualmente. La necesidad de adquirir a la Dolorosa del Perdón, fue que la Cofradía de Candelaria, carecía de una imagen para su veneración dentro de su sede y la Dolorosa de la Familia Bac Yat tenía que ser prestada. Aunque la Dolorosa del Perdón hoy día es la titular de los días oficiales de la Cofradía de Candelaria, la antigua dolorosa aún conserva un lugar en los corazones de los cobaneros y mucho respeto.

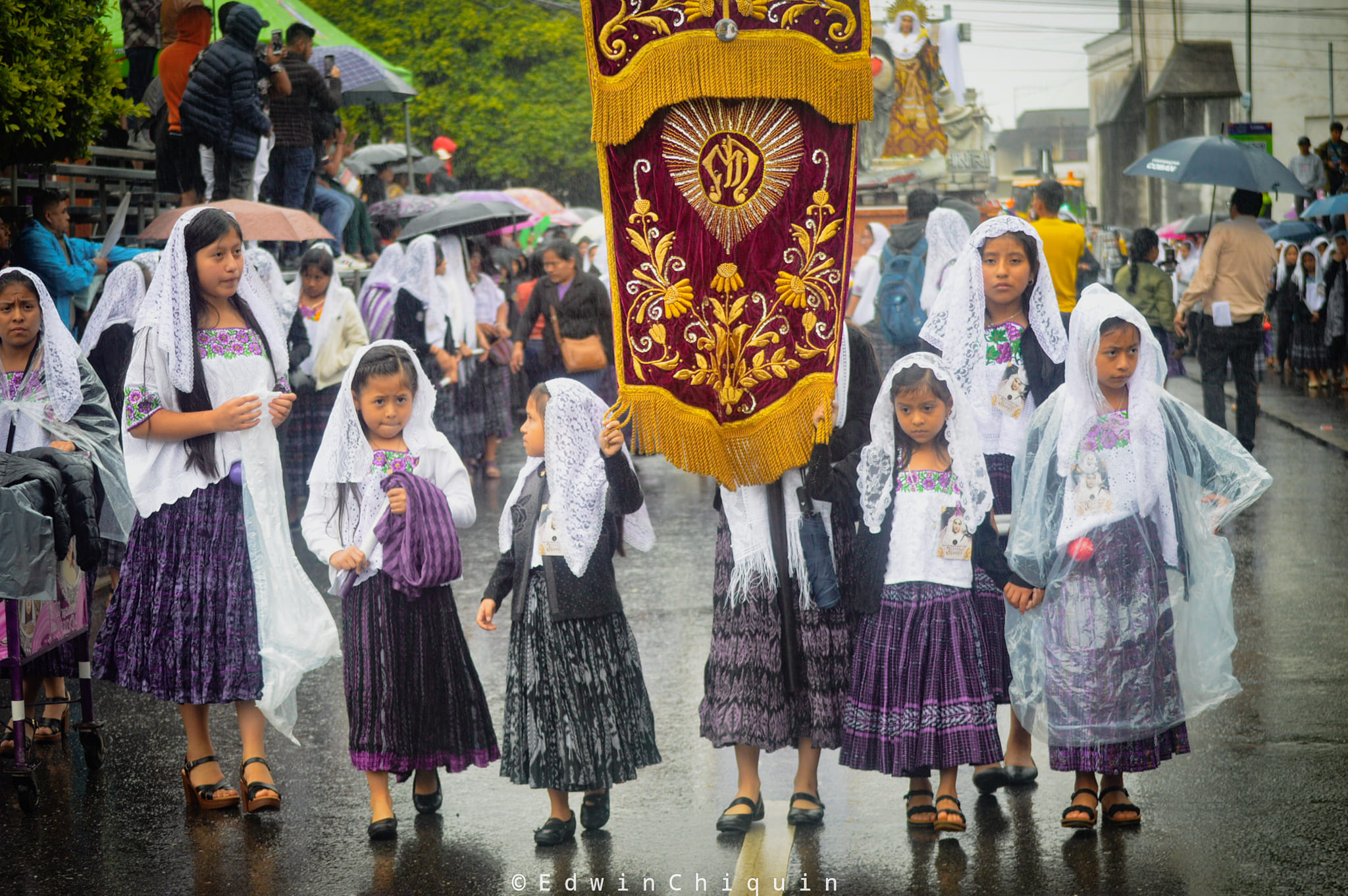
Estandarte de la Hermandad de Dolores y Cofradía de Candelaria, Cobán Alta Verapaz.

Desde tempranas horas del Tercer Domingo de Cuaresma, se comienzan a apreciar actos de devoción piadosos, donde la población llega a visitar a la Virgen y le ofrendan candelas y veladoras; las personas no las prenden dentro del templo, sino que las pasan en el manto de la Dolorosa del Perdón, mientras al desborde de lágrimas suplican su intersección, para después prenderlas en sus respectivos hogares.

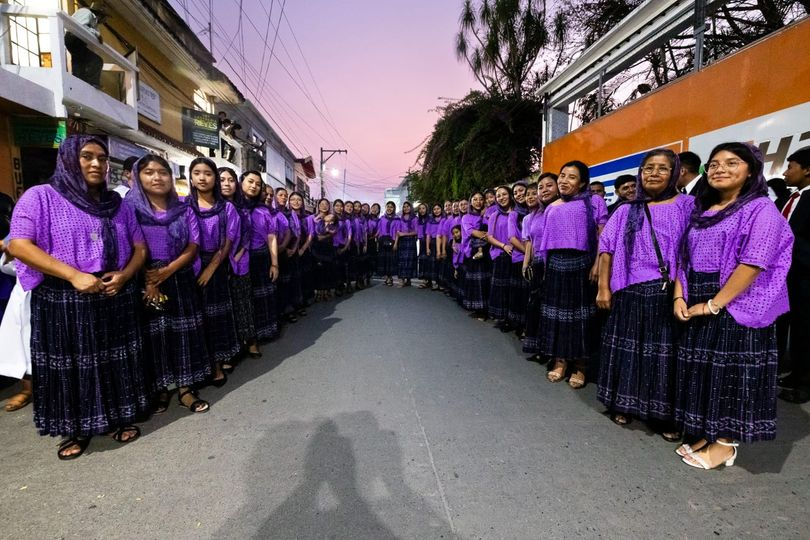
Hermandad Virgen Dolorosa del Perdón y Cofradía de Candelaria, Cobán Alta Verapaz.

Para el pueblo Q’eqchi es conocida como Ixchel, haciendo referencia a la Diosa de Luna, como los mayas la conocieron en sus inicios y al enterarse por parte de los Frailes Dominicos, que el salvador provenía de una mujer, asociaron a María con la Diosa. La devoción a esta imagen es muy grande y las costumbres que se practican alrededor de ella presentan el sincretismo religioso católico y maya que ha perdurado en Cobán.

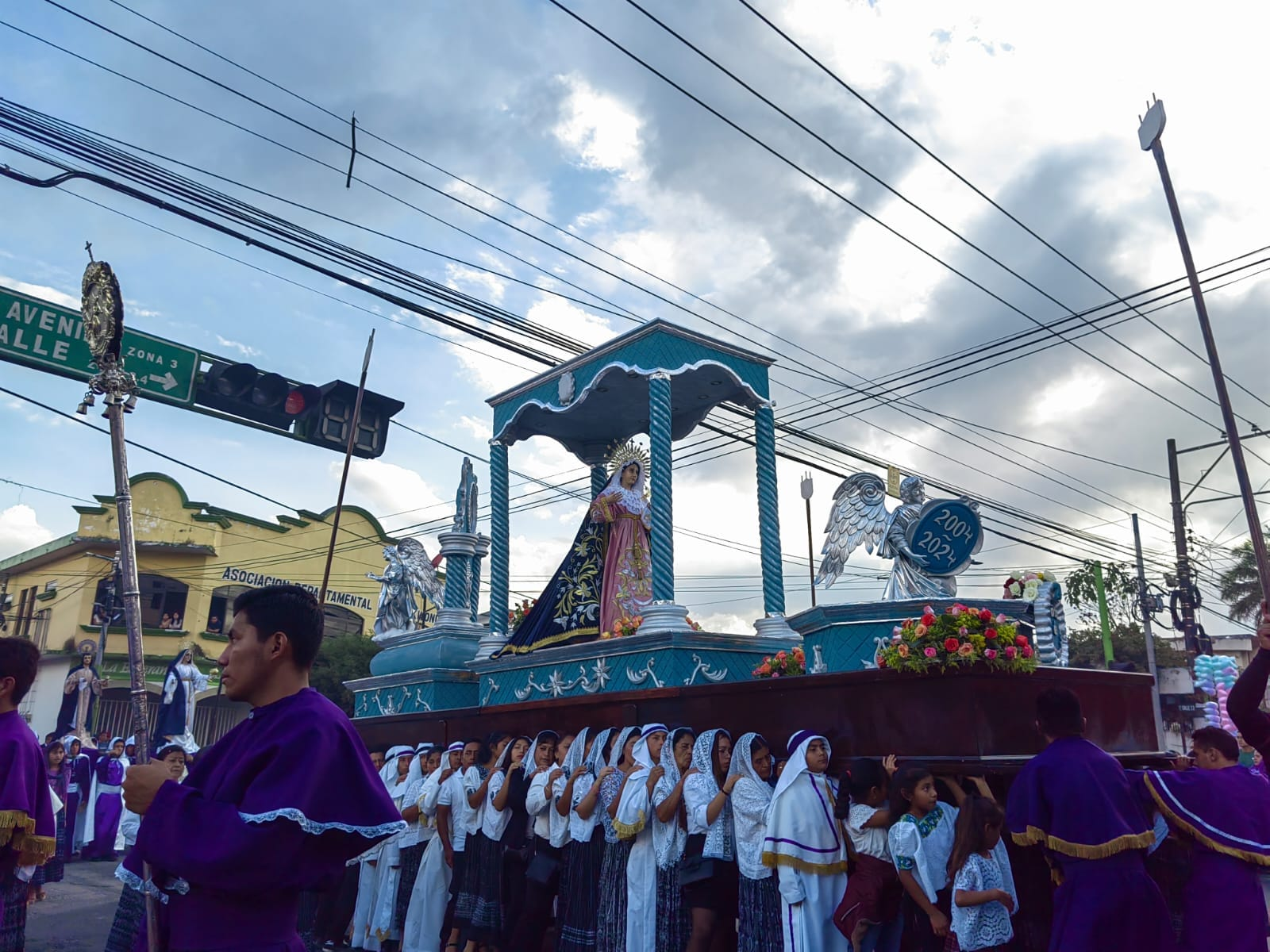
Procesión Virgen Dolorosa del Perdón 2024

Su cortejo inicia a las 15:00 p. m. y culmina a las 23:00 p. m. Su marcha fúnebre oficial es "La Dolorosa", y durante su magno cortejo procesional de velación, es acompañada por muchas organizaciones de pasión de la región, y es uno de los pocos días donde los varones llevan en hombros a María. En su cortejo se pueden apreciar las imágenes antiguas de María Magdalena y San Juan, además de llevar consigo un grupo de cantores, que durante su cortejo interpretan cantos de piedad popular. Es el segundo día donde se hacen presentes todas las Ri 'Xa'an Q'awa de Jesús Nazareno del Perdón. 
Su cortejo mayor es el Jueves Santo y Viernes Santo por la mañana, acompañando a Jesús Nazareno del Perdón. Cabe resaltar que es una organización religiosa, conformada solo por mujeres. 

### CUARTO DOMINGO DE CUARESMA

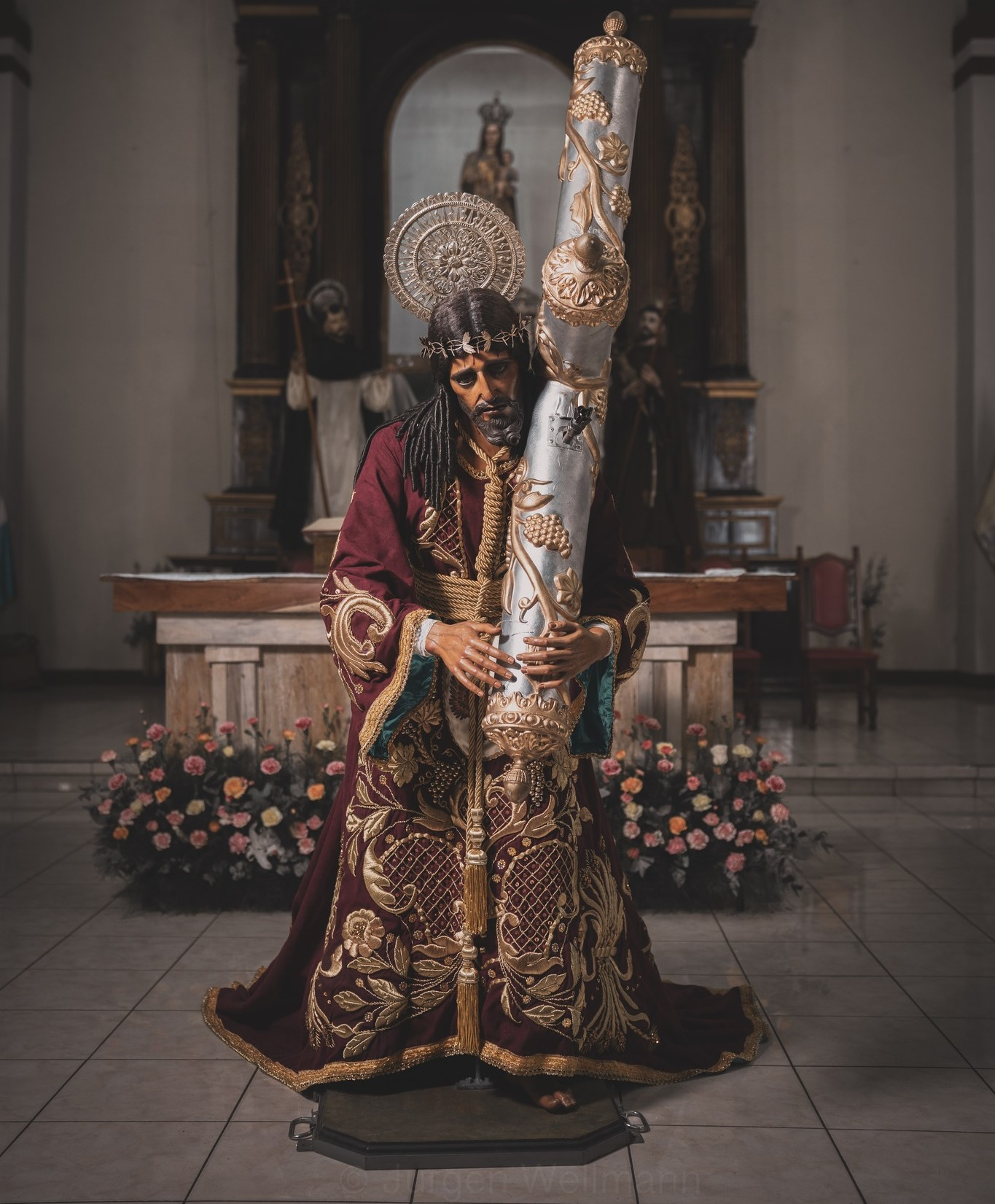
Jesús Nazareno Antiguo "Patrón Jurado para la Paz y Hermandad de Cobán.

Jesús Nazareno Antiguo "Patrón Jurado para la Paz y Hermandad de Cobán".
En el Cuarto Domingo de Cuaresma, se realiza una procesión solemne con la bella imagen de Jesús Nazareno Antiguo, la cual recorre las principales calles del centro de la ciudad. Se cuenta que, en el año 2004, alrededor de las diez de la noche, una tormenta eléctrica acompañada de un fuerte chubasco cuaresmal, sorprendió a los devotos que acompañaban al Nazareno; las andas aún recorrieron dos calles para poder ingresar de forma inesperada a la Catedral de Cobán y el párroco Raúl Soria se acercó para ver el estado de la imagen. Su sorpresa fue muy grande, al observar que el Nazareno Antiguo estaba prácticamente seco. Su cortejo inicia a las 15:00 horas y culmina a las 22:00 horas.

### QUINTO VIERNES DE CUARESMA

#### Jesús Nazareno Señor de las Animas “La Visita”

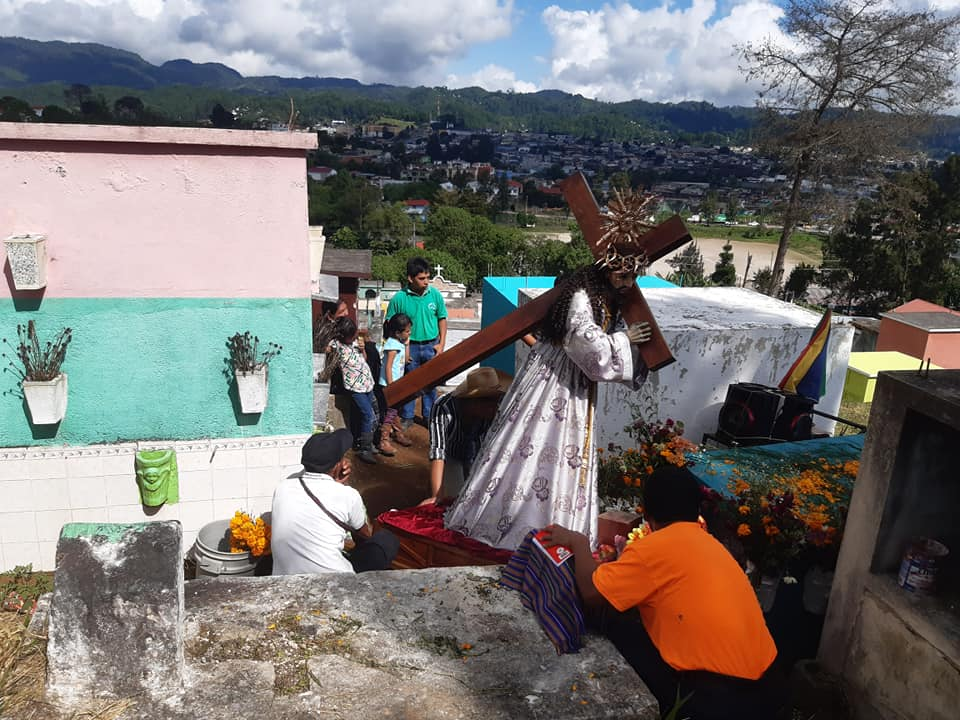
Visita a los Fieles Difuntos de Jesús Nazareno de las Animas, Cementerio General, Cobán Alta Verapaz.

El quinto viernes de Cuaresma, cobaneros acuden a visitar a sus fieles difuntos, a la espera del ingreso de Jesús Nazareno de las Animas, quien, acompañado de marchas fúnebres, recorre todos los rincones del Cementerio General de Cobán, donde las personas solicitan que la imagen realice una parada enfrente de las tumbas de sus seres queridos, concretando la visita a los Difuntos.
Es una tradición que se practica en Cobán ya hace más de 60 años. Después de visitar el Cementerio General, la Imagen prende rumbo hacia toda la ciudad de Cobán, donde realiza su tradicional visita de hogares de cada quinto fin de semana de Cuaresma.

### DOMINGO DE PASIÓN

#### Jesús Nazareno Señor de la Caída “Cristo Rey” y Santísima Virgen de Todos los Dolores

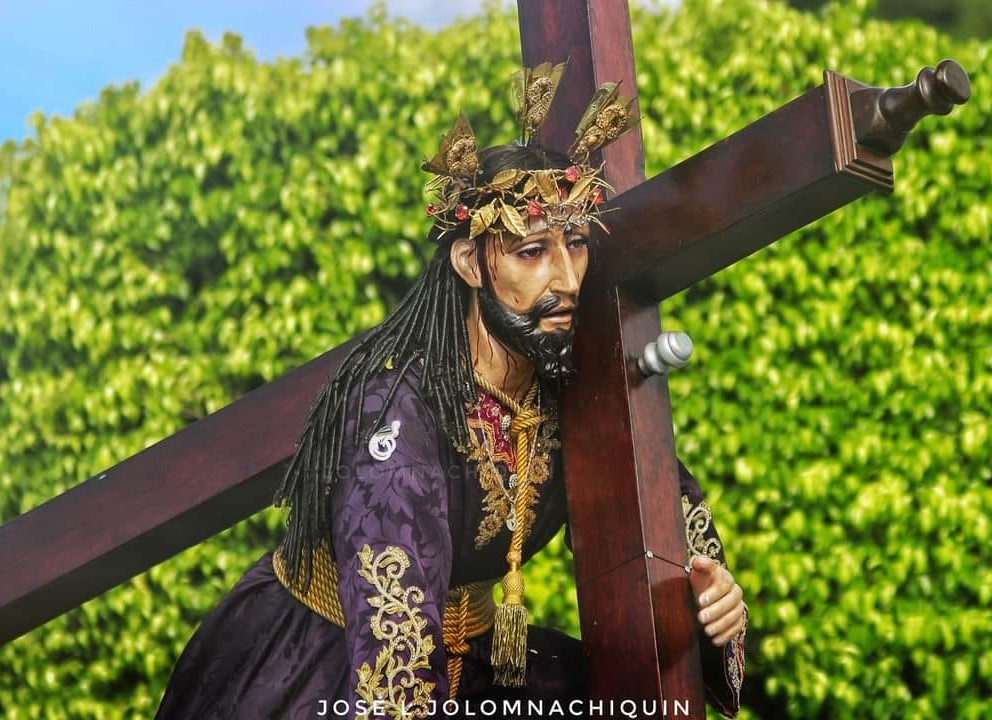
Jesús Nazareno Señor de la Caída "Cristo Rey"

Considerado por muchos, el cortejo que cierra con honores la Cuaresma y abre la Semana Santa es la procesión más concurrida de toda la Cuaresma en la Ciudad Imperial, y una de las más importantes a nivel Departamental. Desde horas de la mañana, vecinos de la Zona 8 de Cantón las Casas, Barrio Bellavista, Centro de Cobán y Residenciales Imperial comienzan a elaborar alfombras en ofrenda a Jesús Nazareno Señor de la Caída "Cristo Rey", denominado también como Jesús Nazareno del Cantón las Casas. Esta procesión era la única que antiguamente salía en Cuaresma.

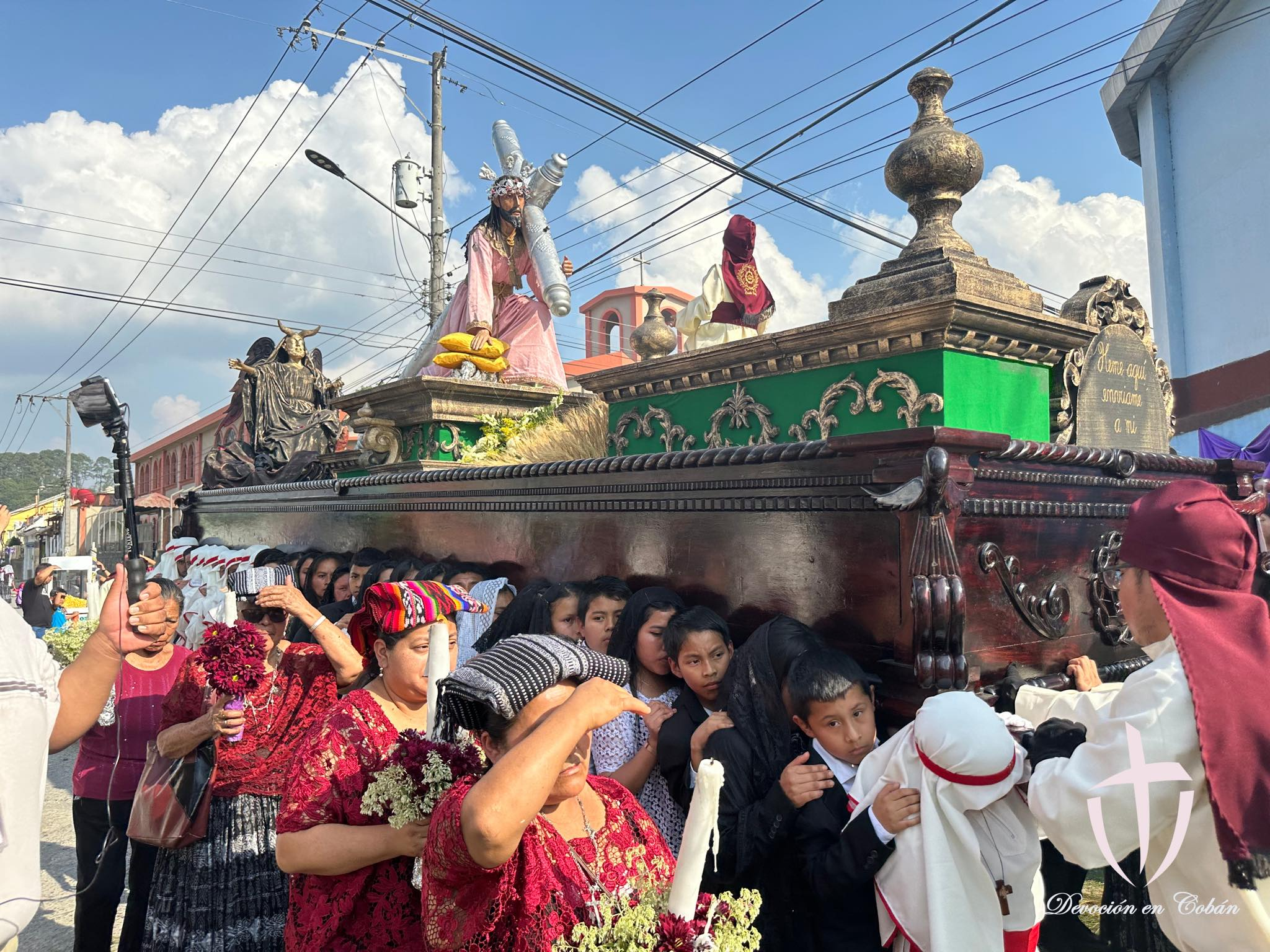
Procesión Jesús Nazareno Señor de la Caída, año 2024.

El Quinto Domingo de Cuaresma en Cobán es conocido como "Domingo de Pasión" y el cortejo es denominado como "La Pasión del Señor". El cortejo procesional se envuelve en un misticismo, al ser la única procesión en ingresar al Cementerio General de Cobán, representando que Jesús está visitando a sus antiguos devotos y el lugar donde por muchos años permaneció.
El cortejo posee elementos que lo caracterizan dentro de las creencias y la cosmovisión maya, pues su cofradía ha prevalecido y tratado de preservar sus costumbres y tradiciones. El sábado anterior al cortejo, se realiza el tradicional descanso en la Cofradía de la Caída, en honor al Nazareno y la Dolorosa. Es el segundo día donde se observan a las Ri 'Xa'an Q'awa, contando con su propia comisión de velas que resguardan al nazareno durante todo su cortejo procesional. Su marcha fúnebre oficial es "Anima" del maestro Antonino Oddo y su mueble procesional es de 60 brazos.

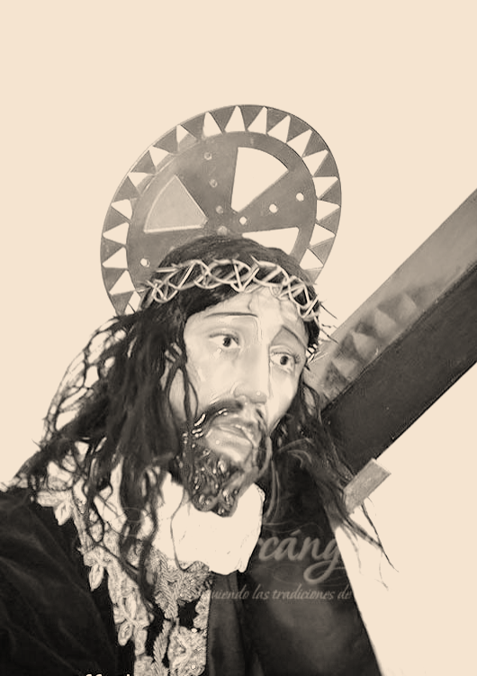
Jesús Nazareno Señor de la Caída Siglo XX

La hermandad fue fundada por el Señor Juan Chen en octubre de 1960, aunque ya existía desde hace algunos años atrás, pero sin ser denominada como hermandad. En 1961 se organiza la primera procesión de la entonces, recién fundada Hermandad del "Cantón las Casas", con la imagen de Jesús Nazareno del Perdón, como en años anteriores, prestando a la Catedral al Nazareno y a la Hermandad Señor Sepultado "Cristo de la Exaltación" dos muebles procesionales. La procesión iniciaba en la Ermita del Cementerio General de Cobán e ingresaba en el mismo lugar.
En 1964, un señor de nombre desconocido obsequia a la hermandad un rostro de Cristo, y realizando las gestiones necesarias se logra construirle un cuerpo completo. Dicha imagen, que hoy es Jesús Nazareno de las Animas, inicia a ser procesionada y se convierte en la primera imagen de Cristo en ser venerada en la zona sur de Cobán.

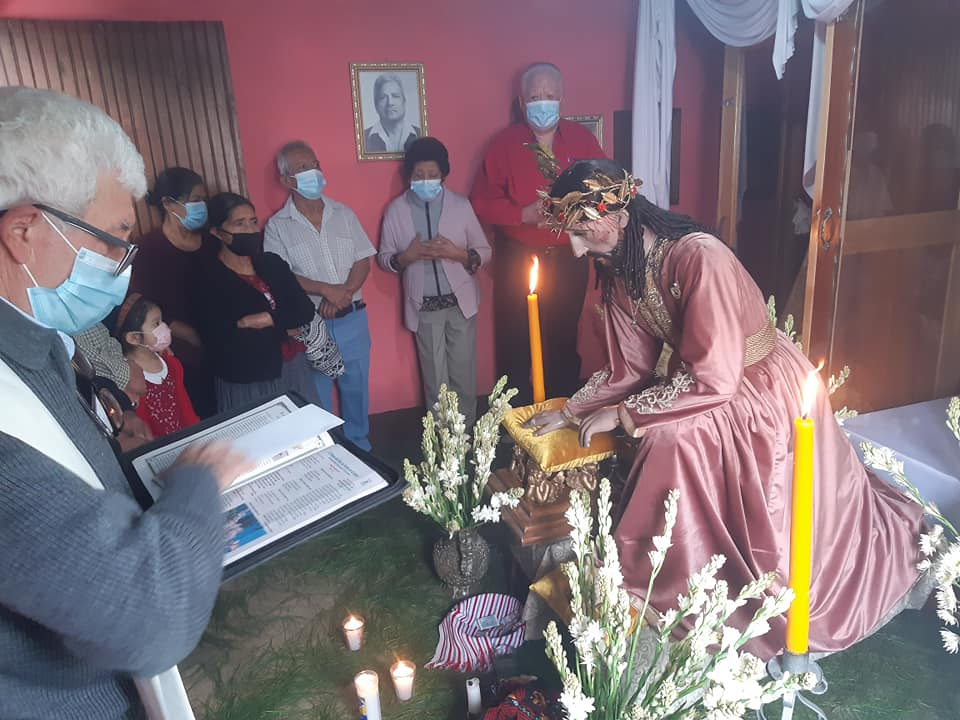
Novenario de Jesús de la Caída en su Cofradía "Cofradía de la Caída" Cantón las Casas.

En 1966 a la Hermandad se le es donado, nuevamente, otro rostro de Cristo. La leyenda cuenta que este rostro estaba oculto en alguna parte de la Ermita del Cementerio General, y de una u otra manera llegó a las manos de los miembros de la directiva de la hermandad. Otro relato narra que el rostro fue donado igualmente por un señor descocido ante una promesa por un milagro; dejando afuera la premisa de encontrarlo en el cementerio. Sea cierta o no la leyenda, lo que sí es verdad es que el cuerpo del Señor de la Caída fue tallado con madera de cedro, de un árbol que estaba dentro del Cementerio General de Cobán, en un taller de la Antigua Guatemala. Después de la construcción de su cuerpo, empezó a ser procesionada todos los años cada Quinto Domingo de Cuaresma desde la Ermita del Cementerio General, ingresando nuevamente a ella al finalizar el recorrido de su cortejo procesional hasta la edificación de la Parroquia San Fráncico Javier.

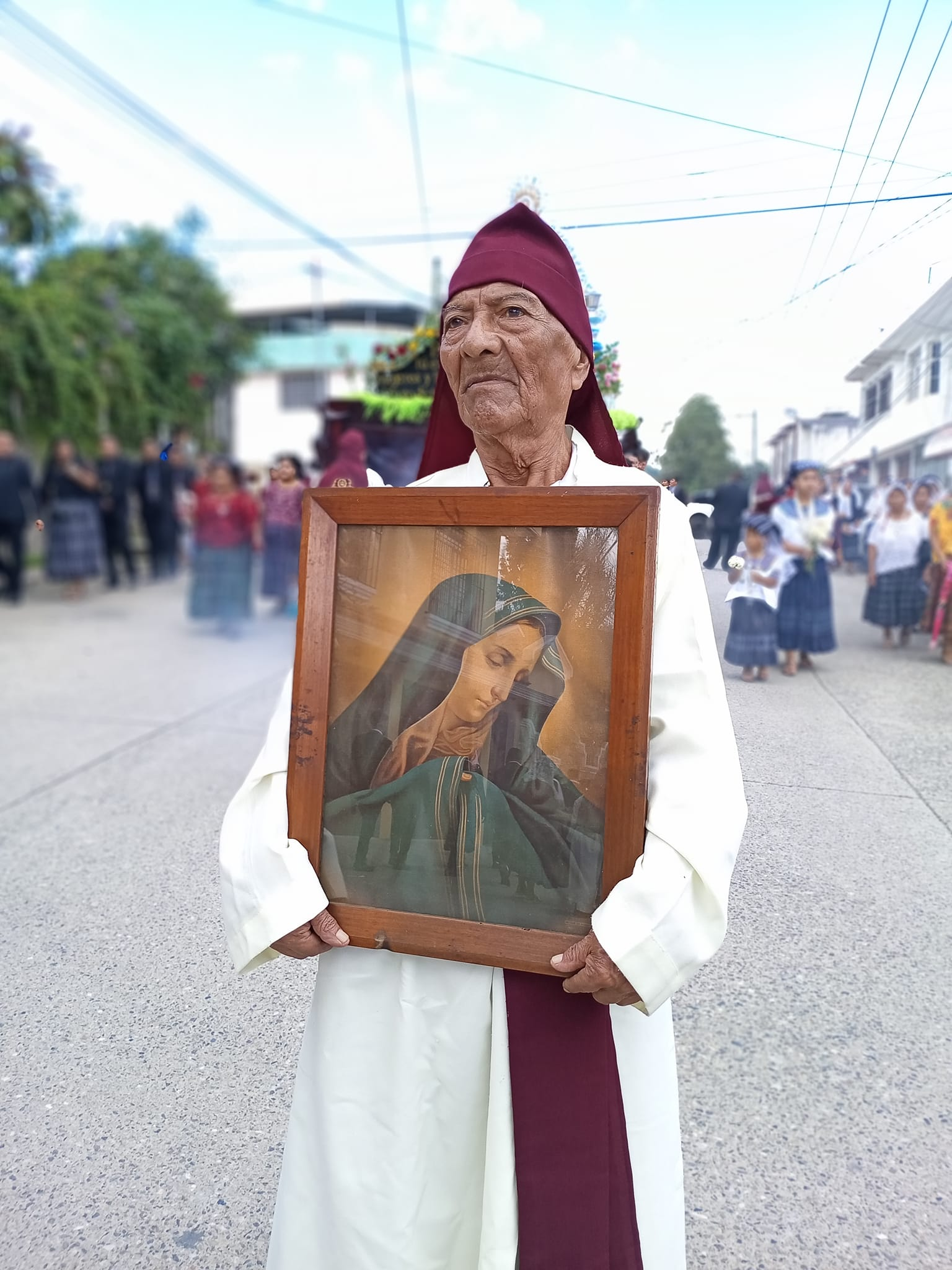
Actual Chinam de la Caída, Cobán Alta Verapaz.

En 1998, a petición del Padre Carlos, la imagen de Jesús Nazareno, Señor de la Caída, sufre una intervención en su rostro, según el padre: "Jesús se miraba muy bravo y enojado". La Hermandad y la Cofradía han estado en muchos hogares, y aunque en unos años se vio amenazada con desaparecerse, el amor y fe de feligreses ha logrado que perdure hasta la actualidad.
En sus inicios, los cucuruchos portaban un traje de color corinto, mismo que la hermandad dejó de utilizar debido a que en las décadas de los 90, a escasez de comercio de telas en la ciudad, se utilizaba una pintura especial para pintar las túnicas y ante los aguaceros se descoloraba. El traje oficial de la hermandad es una túnica color crema, gorro y cinturón corinto de tela. Actualmente, quienes conservan lo que una vez fue la indumentaria original son el Grupo Domingo de Pasión, una asociación ajena de la hermandad, pero que poseen grandes vínculos al estar por años venerando al Nazareno de la zona 8.

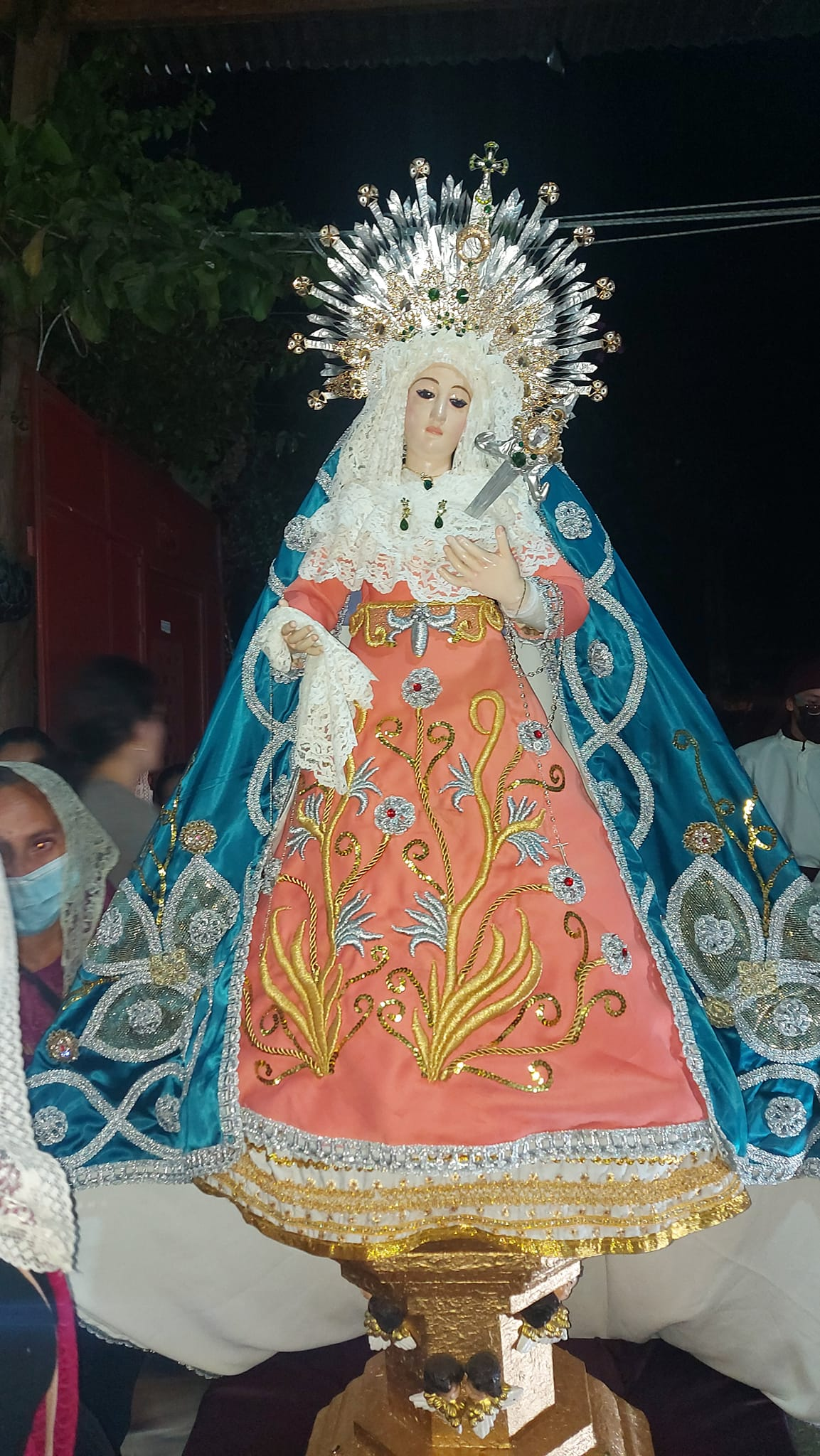
Virgen Dolorosa del Cantón las Casas

El Señor de la Caída es acompañado por su Santísima Madre, la Virgen de Todos los Dolores, denominada al igual que Jesús como "La Dolorosa del Cantón las Casas". Su Hermandad es independiente, pero su Cofradía es la misma que la de Jesús. Su marcha fúnebre oficial es Ave Maria; el cortejo inicia en la Parroquia San Francisco Javier a las 15:00 h y culmina a las 00:00 h.
La Dolorosa del Cantón las Casas es la segunda Dolorosa más antigua de Cobán. Fue obsequiada por la familia Herrera Sierra a la Cofradía de la Caída, para rendirle culto y veneración. Mide 90 cm de altura y posee un catafalco en el que está postrada.
La Virgen es más antigua que las imágenes de Jesús que tenía a su resguardo la Hermandad y Cofradía en los años 60; después de un tiempo se tomó la decisión de crear la Hermandad de Dolores, y su primera presidenta fue la señora "Doña Erika Caal" en 1980. Relatado por ella misma, narra que los inicios de la Hermandad de Dolores fueron muy tristes; de tener a varias señoras que veneraban a la Virgen, muchas decidieron no continuar y se quedaron únicamente tres. En una ocasión su esposo le dijo: "Es muy duro, se acerca tu compromiso, sería mejor desistir".

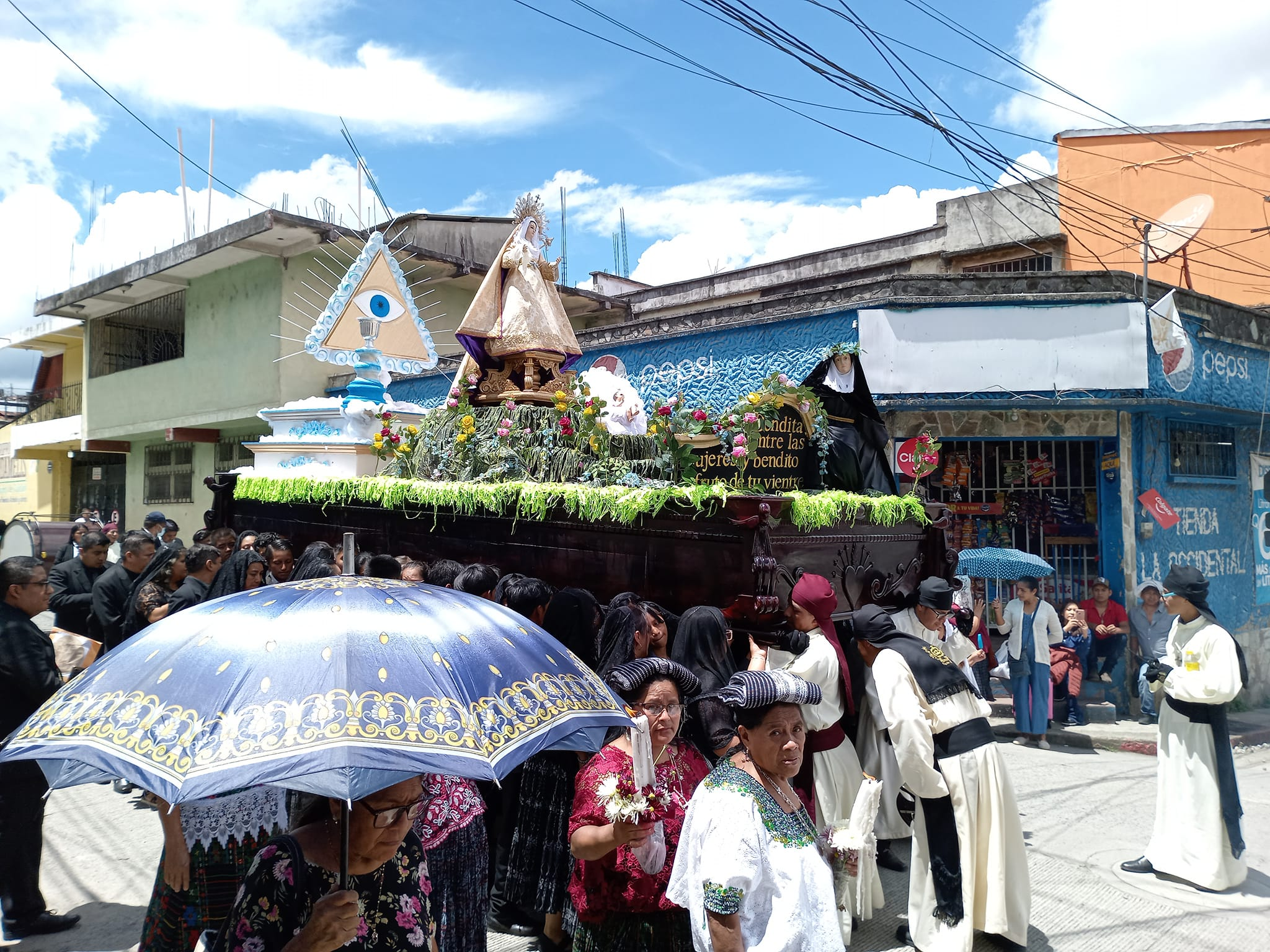
Procesión Virgen de Todos los Dolores, Cobán Alta Verapaz.

El amor y devoción de Doña Erika Caal, hacia la Dolorosa, le dio ese impulso de no rendirse, y cuentan los vecinos y ella misma que ese primer año de gestión se le podía observar a ella, visitando hogar por hogar, tocando puerta por puerta, bajo el sol y bajo la lluvia. Finalmente, su esfuerzo dio resultados y en el año de 1980, la Hermandad de Dolores era conformada por 28 mujeres, consolidando su directiva.
Antes de su mandato, se procesionaba un anda de 8 brazos, y con su esfuerzo logró hacer las gestiones necesarias para adquirir un nuevo mueble procesional, ampliando el número de cargadoras a 20. La Dolorosa es procesionada solo dos veces al año, durante el Quinto Domingo de Cuaresma, con un anda de 40 brazos, y en septiembre con el mismo mueble procesional.

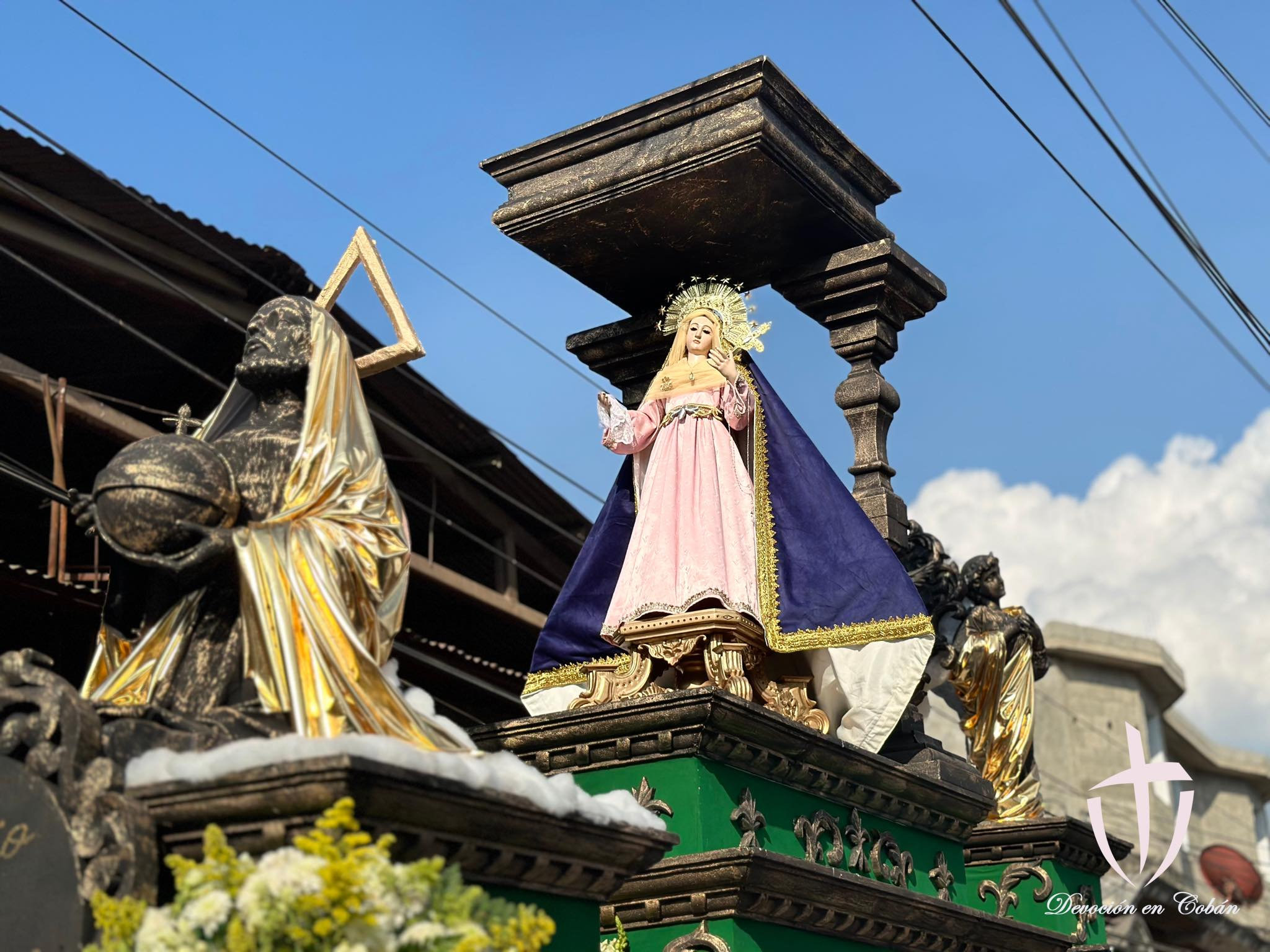
Procesión Virgen de Todos los Dolores, Cobán Alta Verapaz 2024

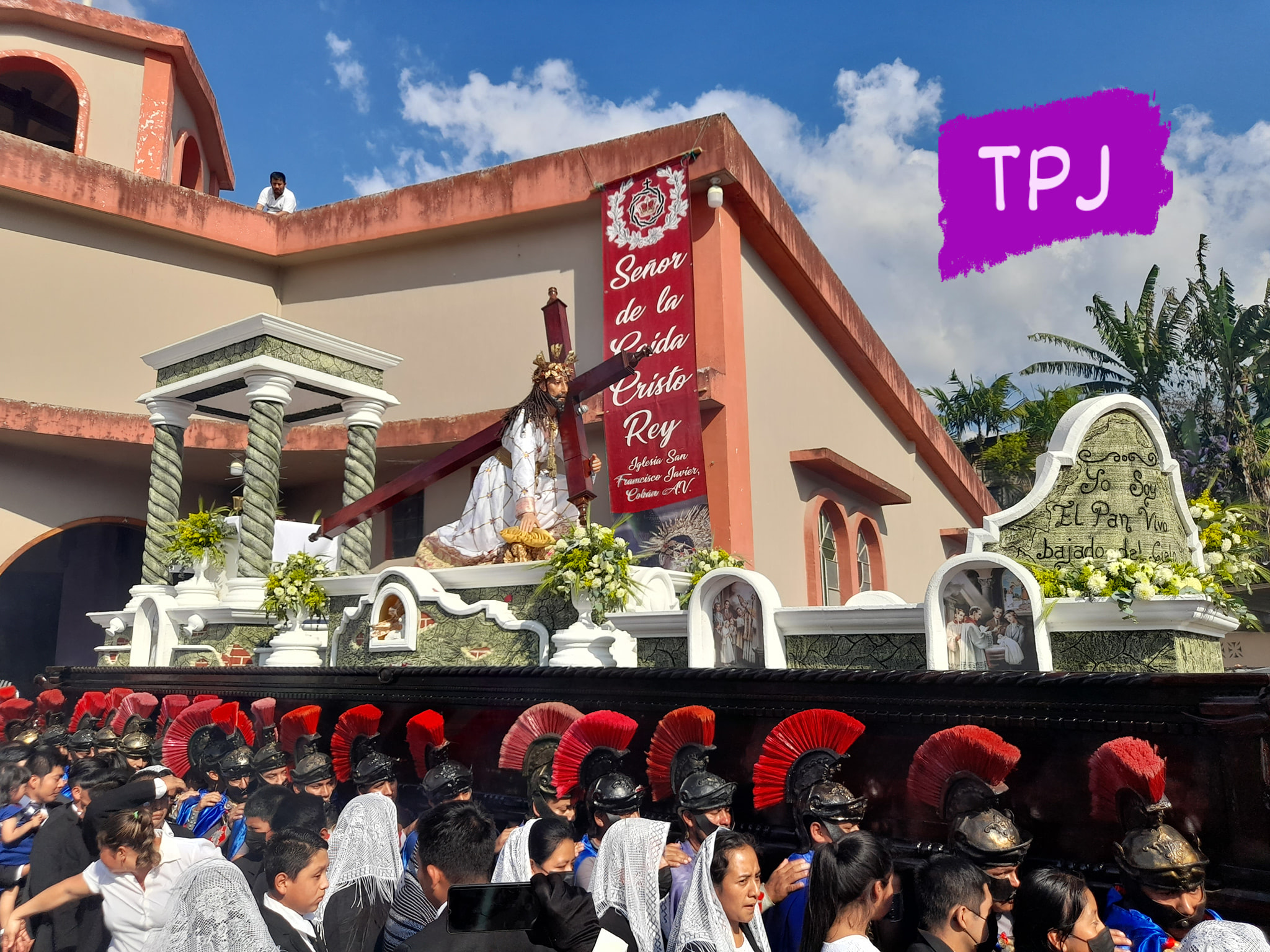
Procesión de Jesús Nazareno de la Caída 2023

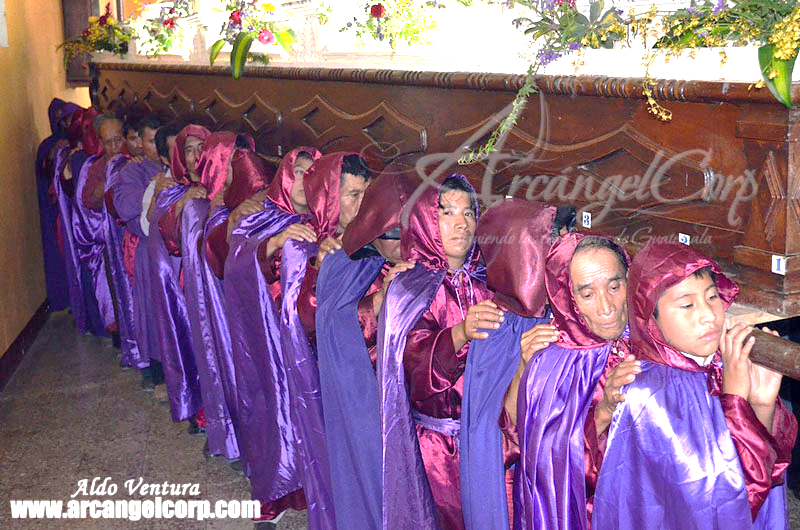
Grupo Domingo de Pasión, Cobán Alta Verapaz.

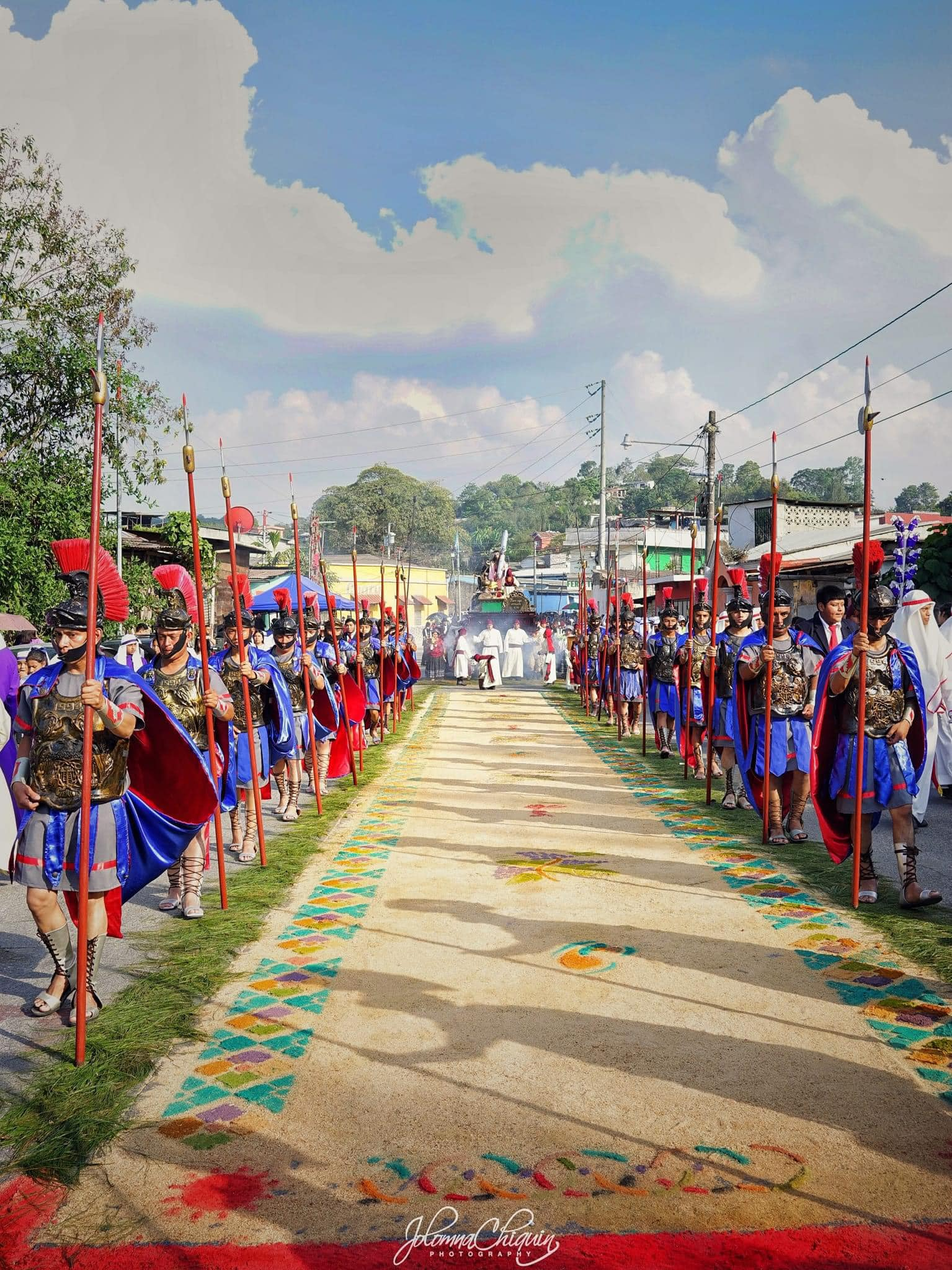
Procesión Jesús Nazareno Señor de la Caída, Cobán Alta Verapaz, Centuria Romana.

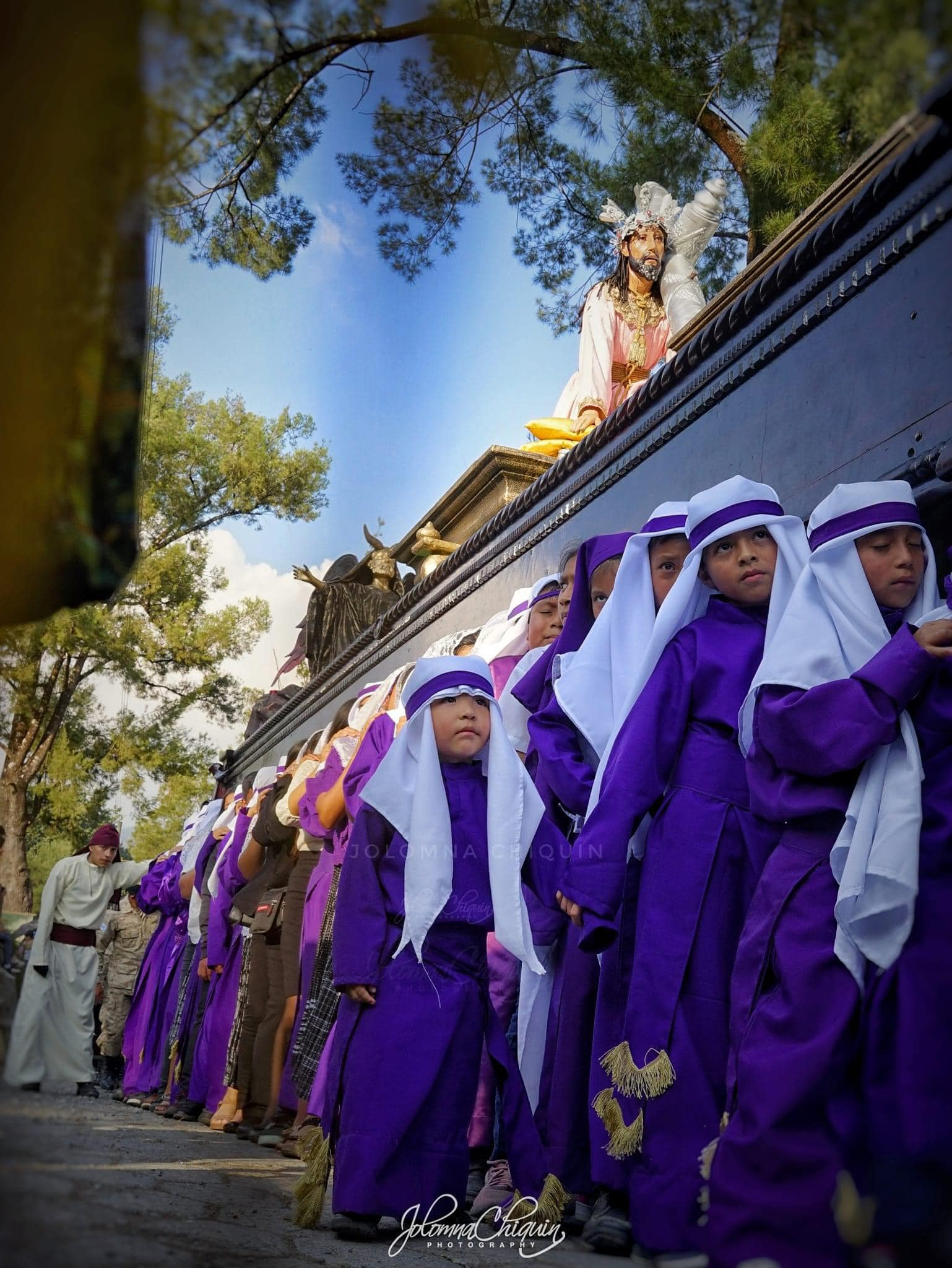
Procesión Jesús Nazareno Señor de la Caída, Cementerio General de Cobán.

#### Unciones de Sepultados

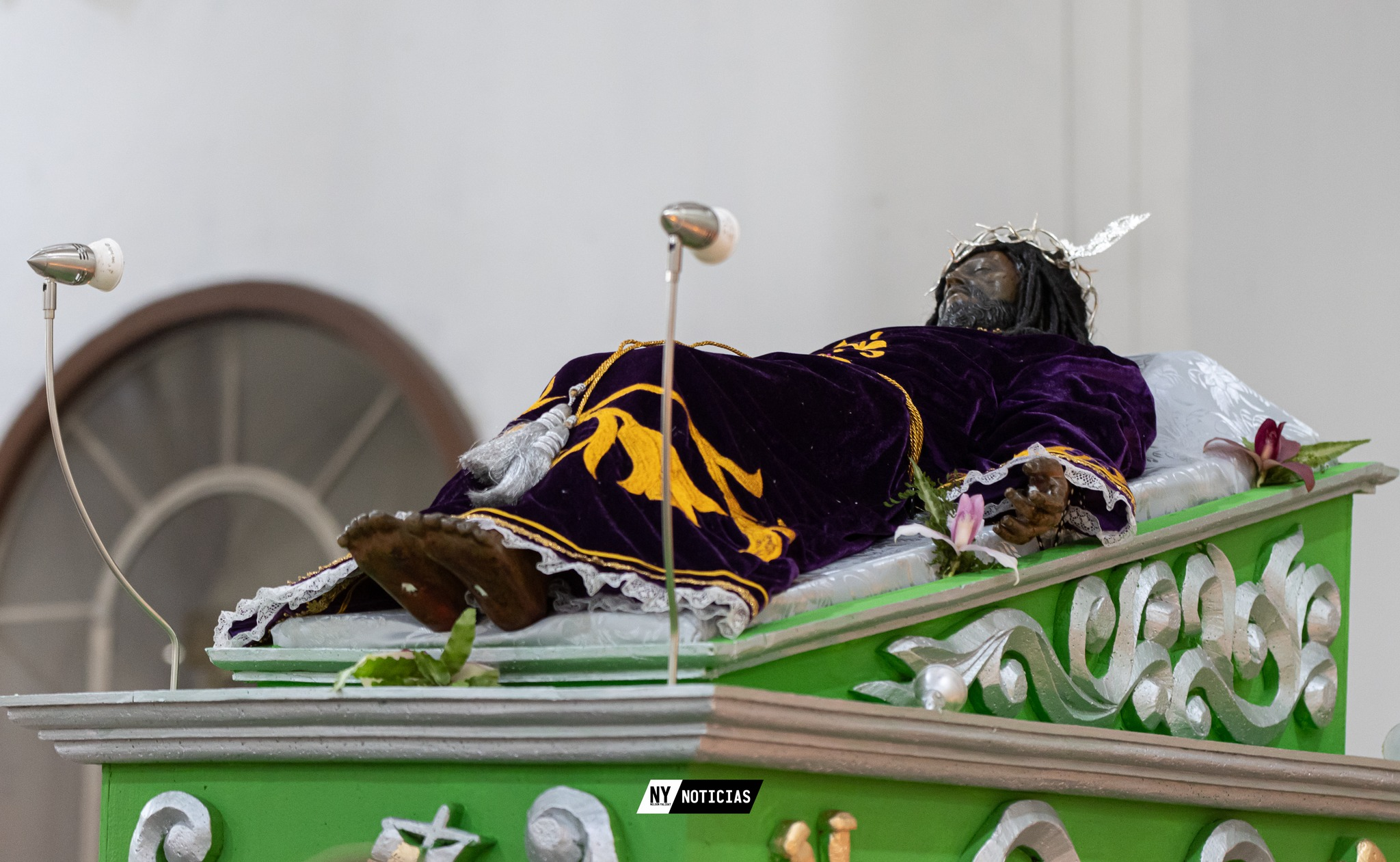
Unción Señor Sepultado Cristo Yacente de la Exaltación

El Domingo de Pasión, en la Iglesia Catedral de Cobán y en el templo El Calvario, se llevan a cabo las unciones a los dos Cristo, que serán procesionados en Viernes Santo por miembros de sus Hermandades. En la Catedral, se realiza el acto con el Señor Sepultado "Cristo Yacente de la Exaltación", y en el Calvario con la imagen del Señor Sepultado "Cristo de la Agonía".

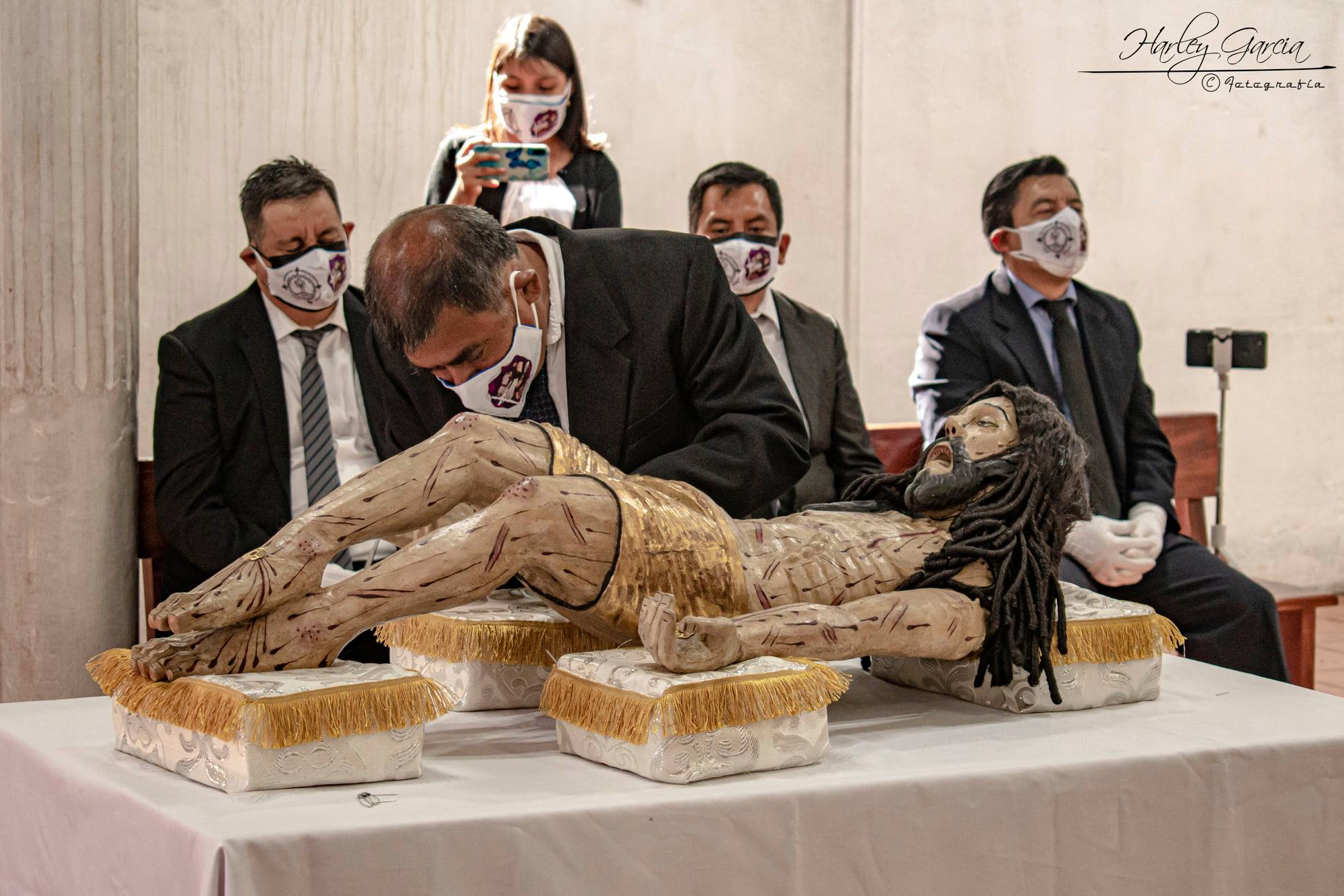
Unción Señor Sepultado Cristo Yacente de la Agonía

Para entender el significado del Solemne Acto de Unción de los Señores Sepultados, es importante entender que es una unción: El término "ungir" significa extender aceite sobre la superficie de algo, pero en el sentido religioso es mucho más que eso, pues concede significados adicionales e importantes que marcan la presencia de Dios. Ungir a los Señores representa un acto de profunda fe, de humildad y de preparación para su sepultura; nosotros renacemos cada año en el acto de Unción a Cristo de Exaltación y Agonía.

### MIÉRCOLES DE DOLORES

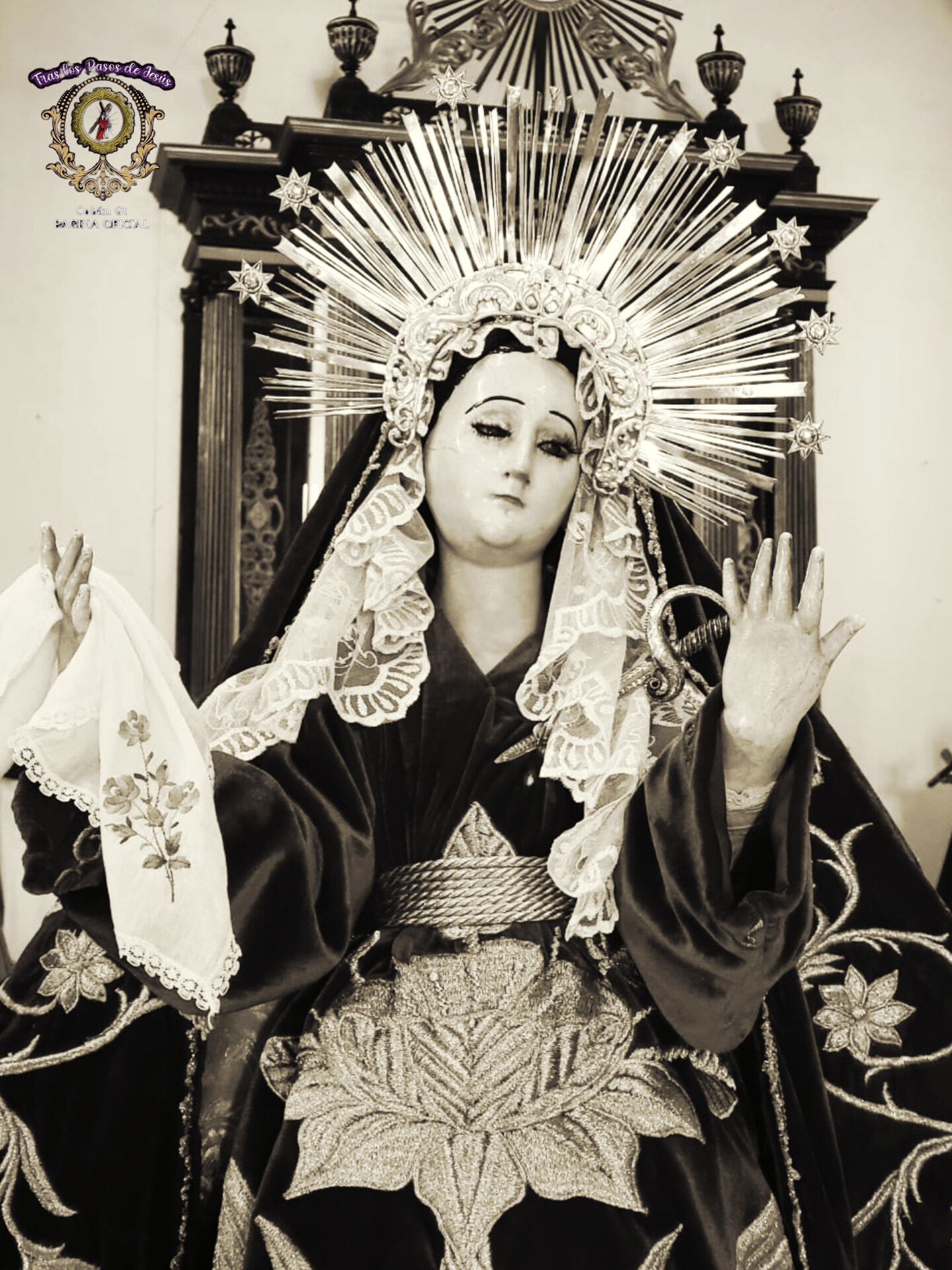
Virgen Dolorosa de la Cofradía.

#### Virgen de Dolores de la Familia Bac Yat
Considerada la Dolorosa más antigua de la región, el sexto miércoles de Cuaresma se realiza el tradicional descanso en su cofradía, "La Cofradía de Dolores", en la casa de la familia Bac Yac. La imagen de la histórica cofradía, que se ha asentado por más de cien años en la casa ya mencionada, en Calle Minerva; actualmente solo es procesionada el segundo domingo de Cuaresma.
Antes del año 2004, la Santísima Virgen de Dolores, que acompañaba los cortejos de los viernes de Cuaresma de Jesús Nazareno de Candelaria y los Cortejos de Semana Mayor del Señor del Perdón, era esta Dolorosa de la Cofradía, la muy conocida Dolorosa de Doña Lucía, por las Ventanitas.

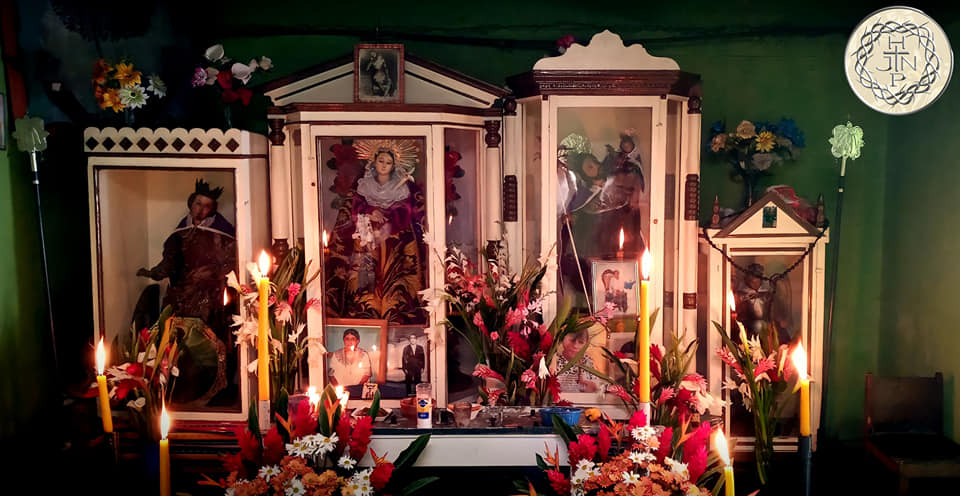
Chicab de Dolores

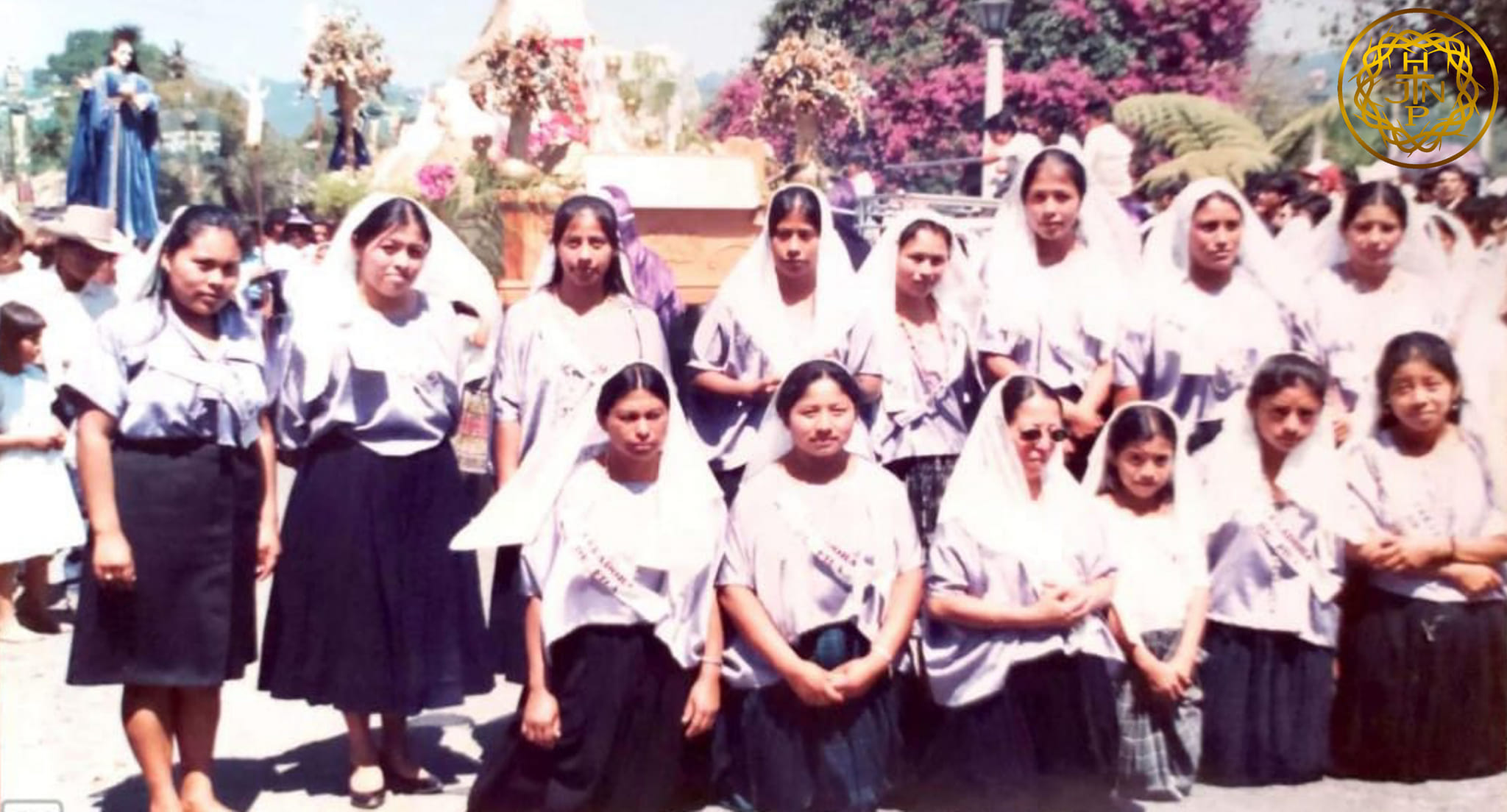
Hermandad de Dolores del Perdón años 90, con la Dolorosa de la Cofradía y Doña Lucía.

Durante este día, muchas personas asisten a la Cofradía de Dolores a rendirle culto y veneración a La Dolorosa, quien es expuesta a veneración pública. Su distintivo es su portada situada en la entrada de su cofradía, la cual posee corazones, haciendo alusión a la profecía de Simeón. El descanso es una palabra para referirse al Paabank, y las personas que llegan ese día a ver a la Antigua Señora de Dolores, por parte de las Cofrades, que con tanto esmero han preparado los sagrados alimentos, otorgan a las personas visitantes el platillo tradicional de la Cuaresma y Semana Santa "Pacayas forradas con huevo en recado", acompañado de tamilitos de masa y de bebida, el cacao y el boj. Dentro de la cofradía son quemados 8 juegos de candelas de cofradía y múltiples veladoras, se quema incienso y pom, se ambienta con marimba y desde luego marchas fúnebres. El sexto viernes de Cuaresma, como era la antigua tradición, la Virgen sube a la Catedral a recibir misa en horas de la mañana.
La Dolorosa de Doña Lucía es y será siempre la Dolorosa de Cobán, la venerada imagen que acompañó por siglos el paso del Señor Nazareno en la Ciudad Imperial.

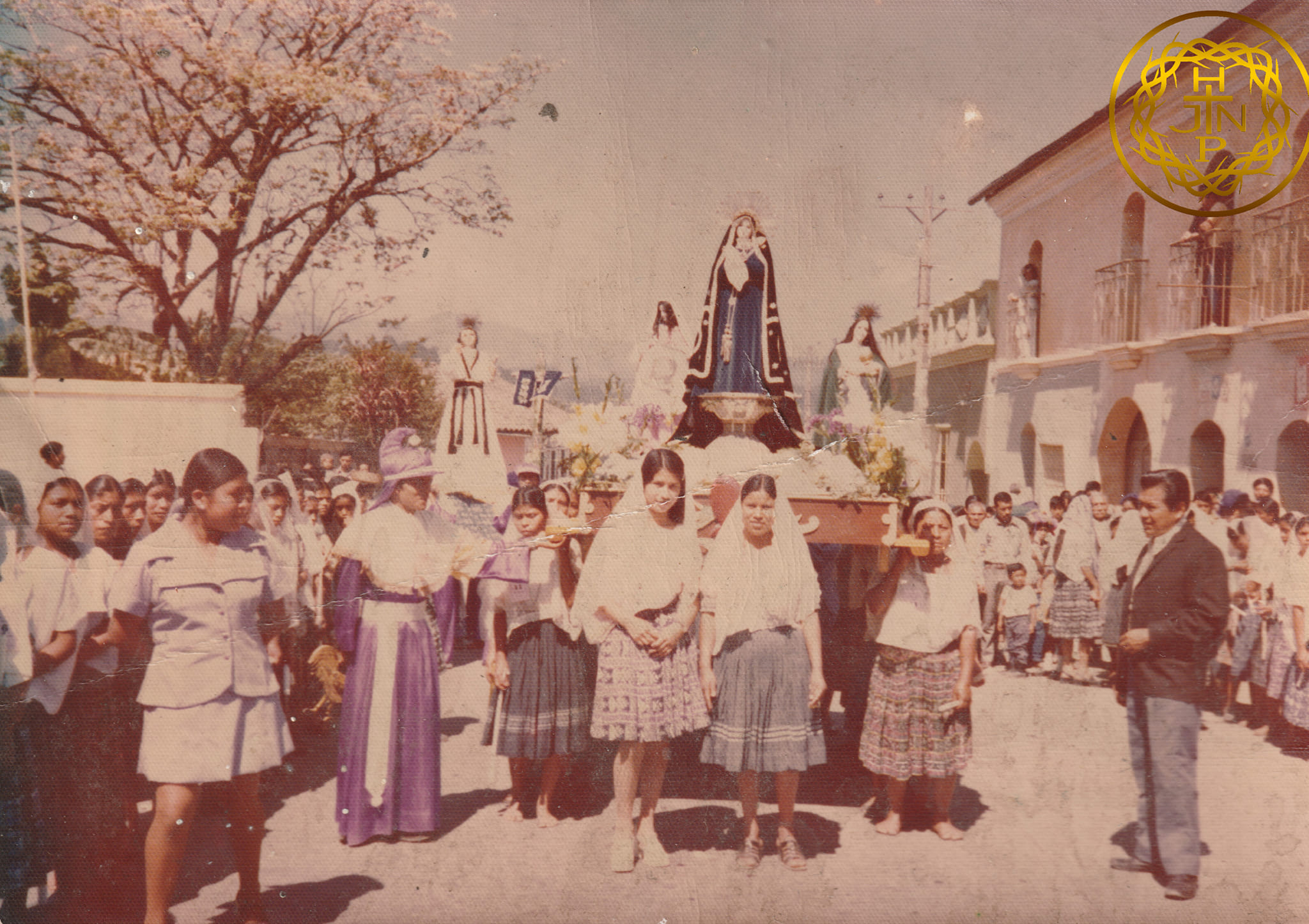
Viernes Santo por la mañana, Virgen de Dolores Antigua,

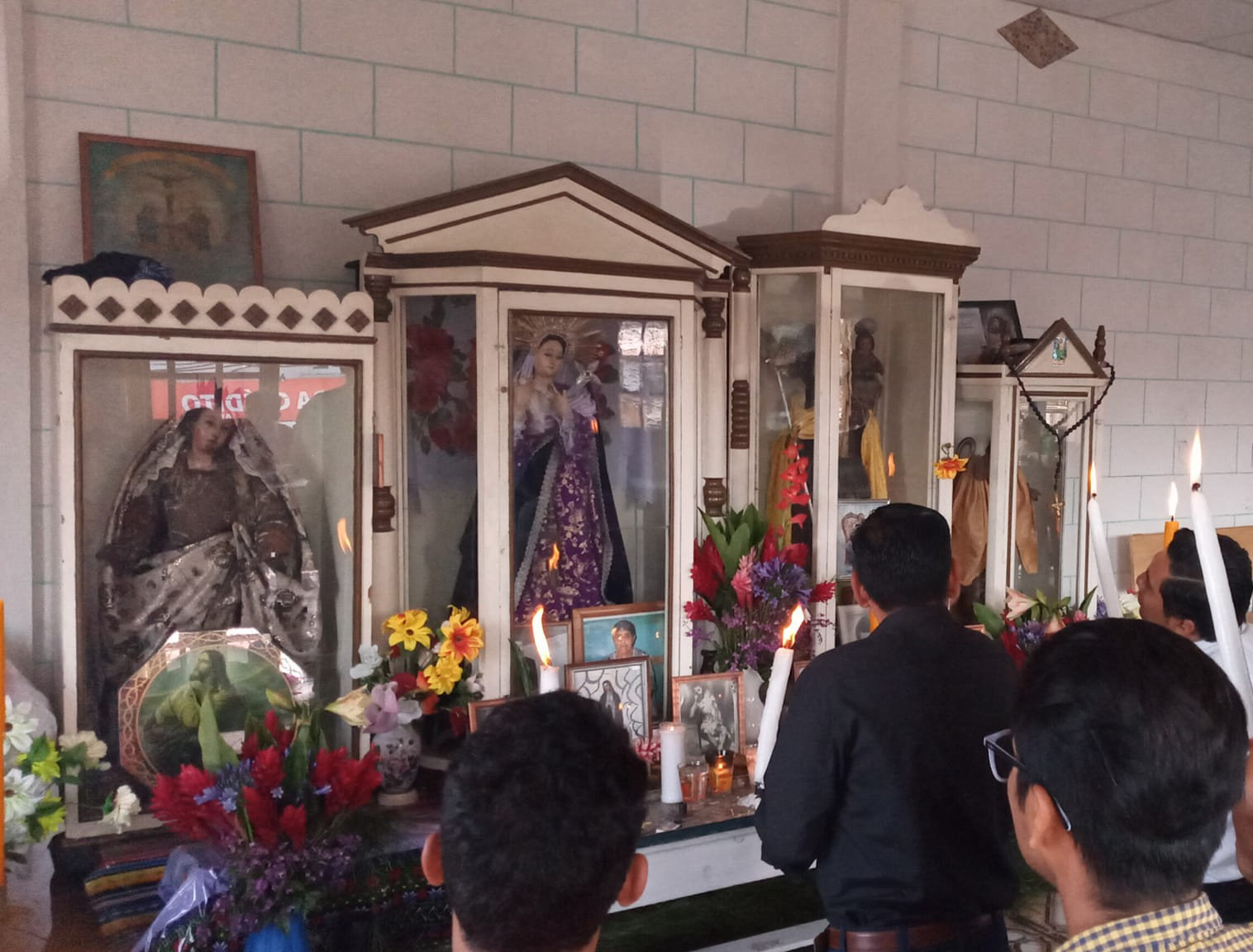
Paabank en la Antigua Cofradía de Dolores

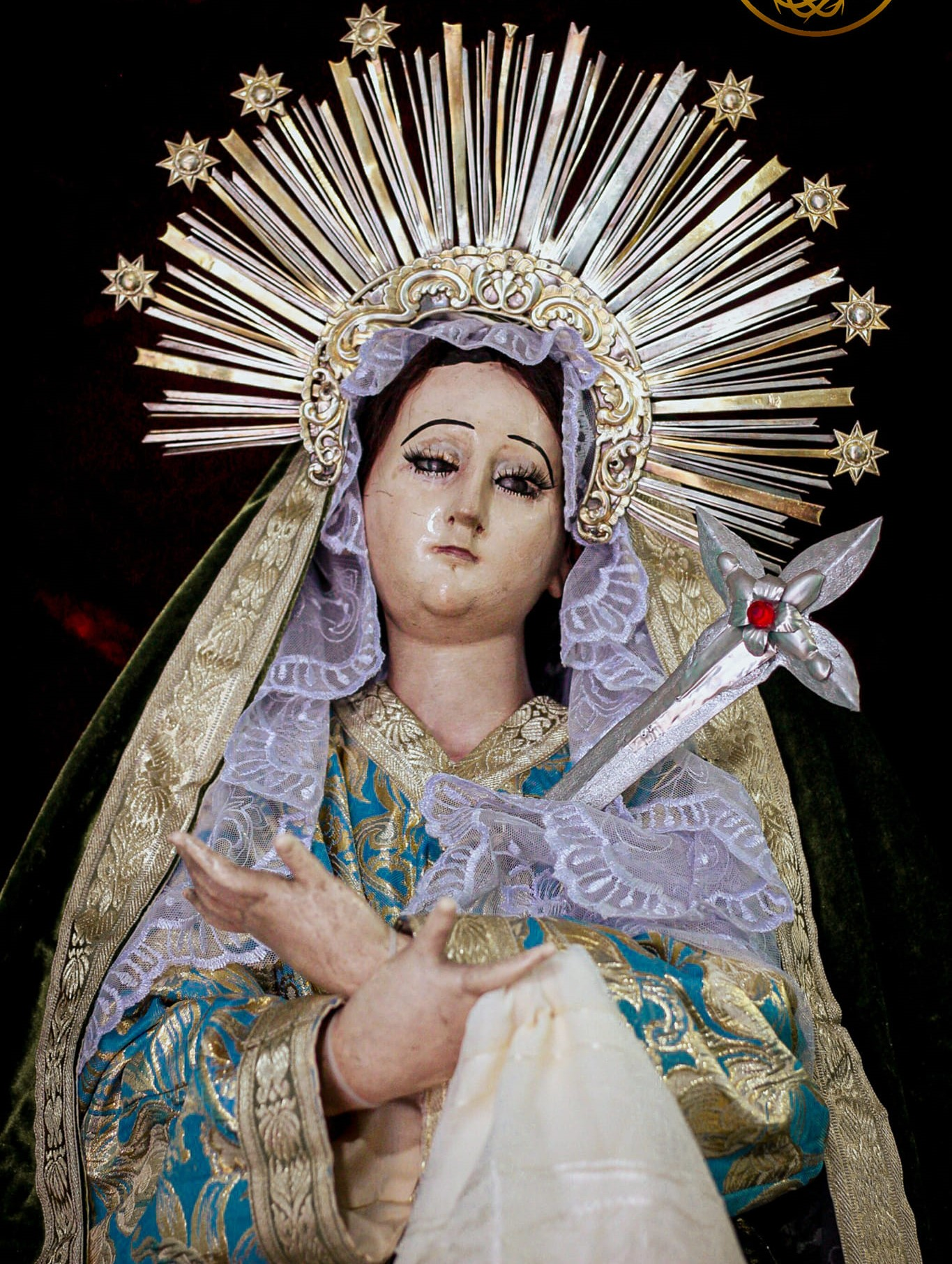
Dolorosa de la Cofradía

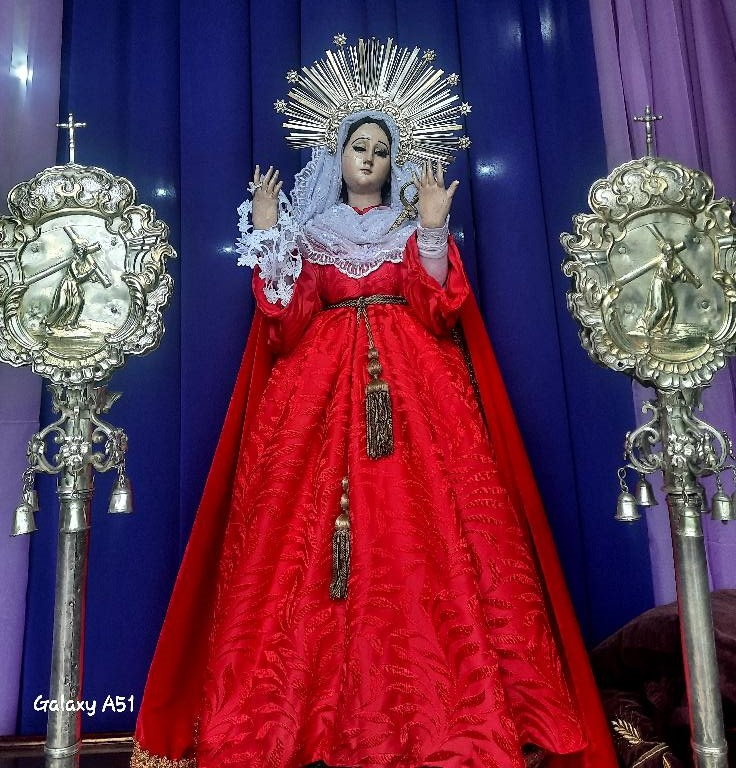
Dolorosa de la Cofradía, siendo escoltada por las Varillas Alta de Jesús Nazareno.

### SEXTO VIERNES DE CUARESMA

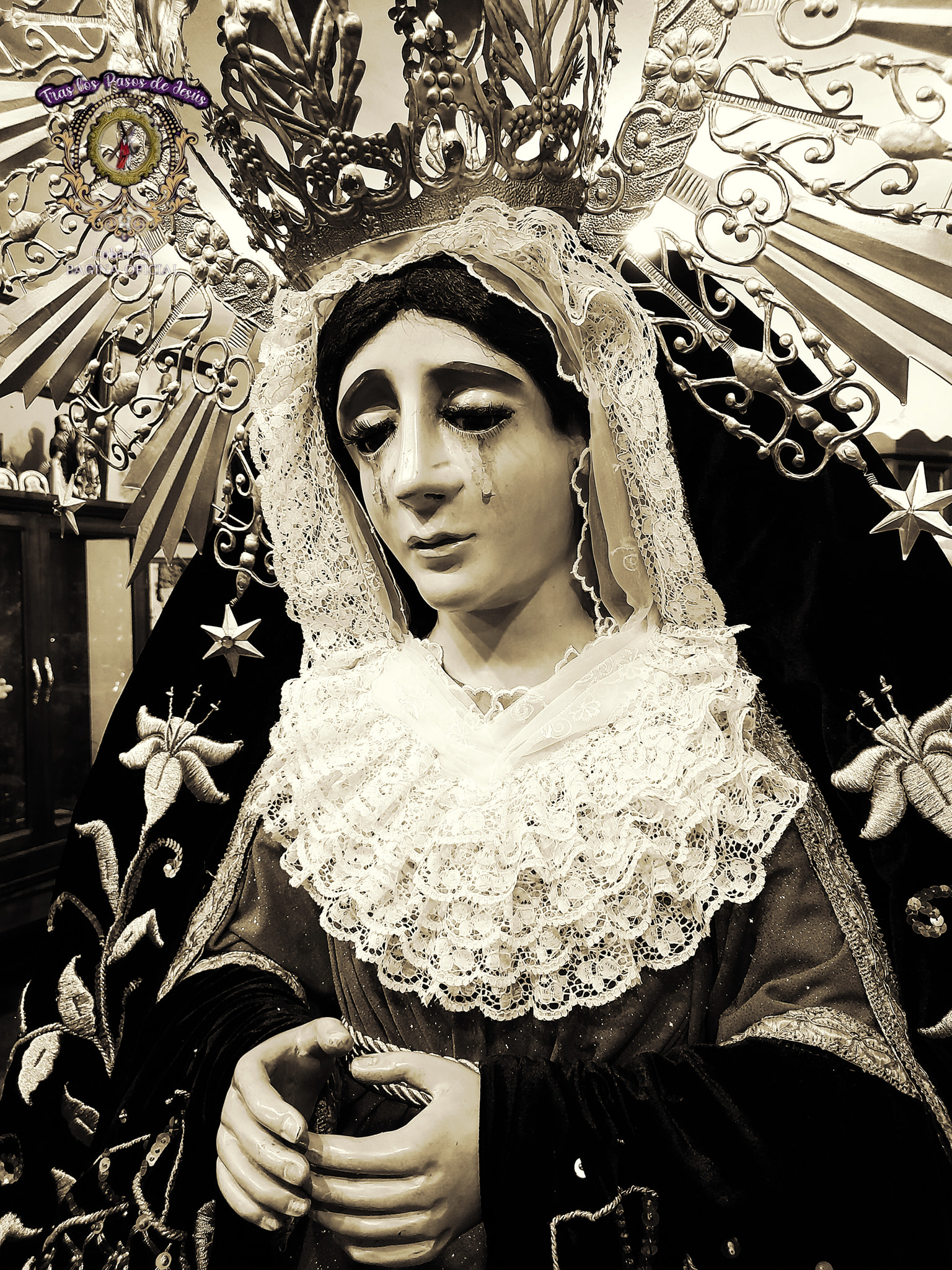
Virgen de Dolores "Reina y Madre de la Divina Gracia"

#### Virgen de Dolores “Reina y Madre de la Divina Gracia” (Velación)
La Virgen Dolorosa de cada Viernes Santo fue una donación al pueblo de Cobán por el presidente de la república de Guatemala Kjell Eugenio Laugerud García en 1978 y desde ese año acompaña al Cristo de la Exaltación. En el año 2010, su corona de Dolorosa tradicional fue modificada por la de una Soledad.
Cada Viernes de Dolores, la imagen es puesta en veneración al pueblo de Cobán en el interior de la Iglesia Catedral, donde se realiza su solemne velación, previo al cortejo de Santo Entierro.

## Principales Procesiones de Semana Santa

### SÁBADO DEL CONSUELO

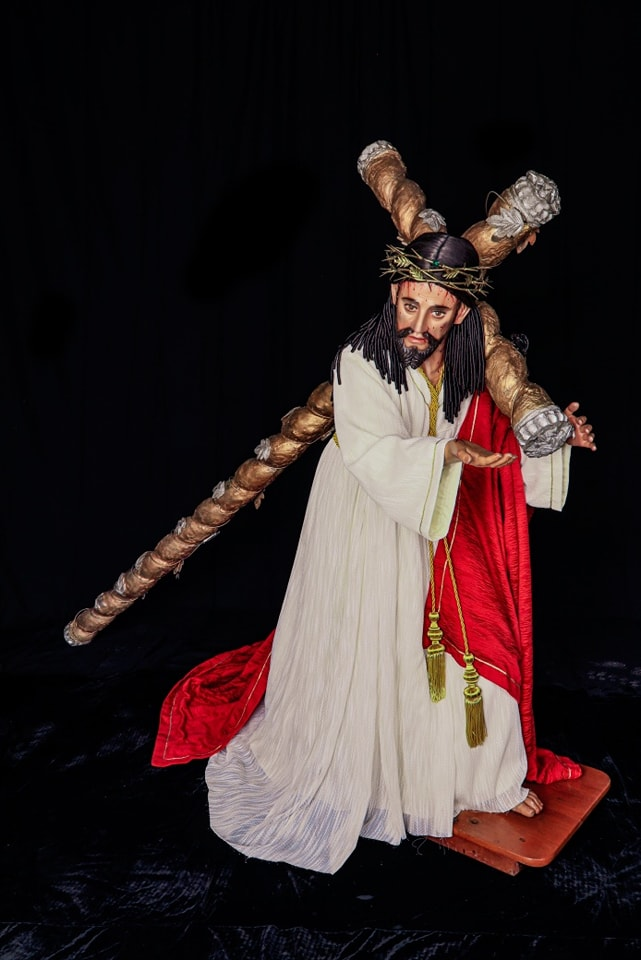
Jesús Nazareno del Consuelo

#### Jesús Nazareno “Señor del Consuelo” y Santísima Virgen de Dolores “Reina de la Paz”
El sábado anterior a Ramos, en el templo El Calvario, la feligresía espera muy pacientemente el descenso por las 137 gradas del mueble procesional de Jesús Nazareno "Señor del Consuelo" y su madre la Virgen de Dolores "Reina de la Paz". El cortejo inicia a las 15:00 h. al compás de la marcha fúnebre oficial "Jesús del Consuelo" y durante todo su recorrido hasta las 22:00 h., cuando ingresa nuevamente al templo, es custodiado por miembros de la Legión Pretoriana de Cobán.

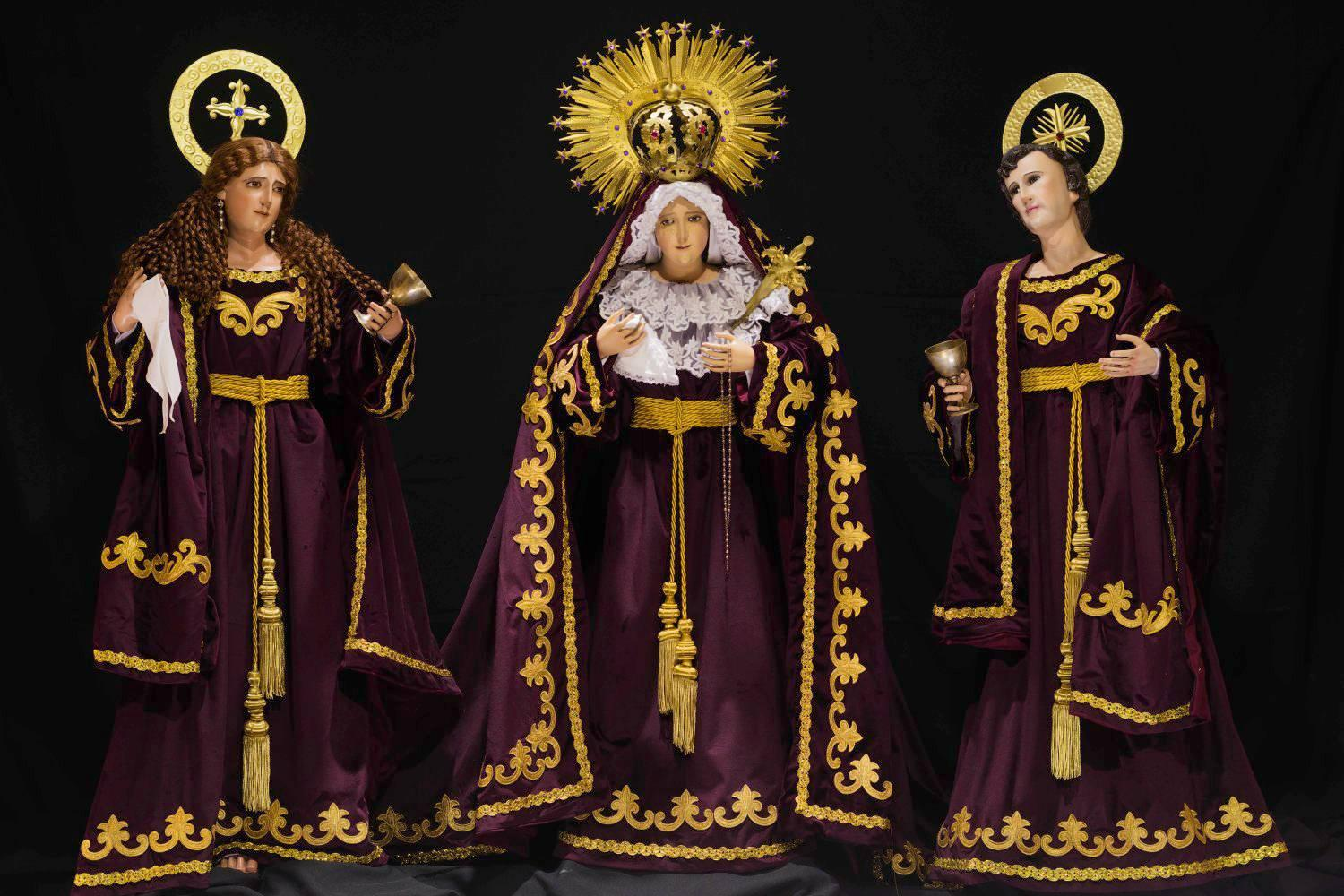
Virgen de Dolores “Reina de la Paz”

La imagen de Jesús Nazareno Señor del Consuelo fue burilada por el señor Carlos Barillas a solicitud de los esposos Hermelindo Caal Rossi y Margarita Álvarez de Caal en abril de 1981 y que la trajeran inicialmente para su veneración en la finca de su propiedad. Conmovidos por la pasión de Cristo donaron la imagen a una población de la ciudad de Cobán. Al paso de los años, la imagen quedó en el olvido y fue en el año 2006 cuando don Alfonso Bol inicia el rescate de la veneración de la imagen. Para el año 2007 se funda la asociación de devotos de Jesús del Consuelo. Se suscribe la asociación a la Parroquia de El Calvario, y desde entonces su procesión conlleva la difícil maniobra del descenso por las 137 gradas del icónico Calvario de Cobán.

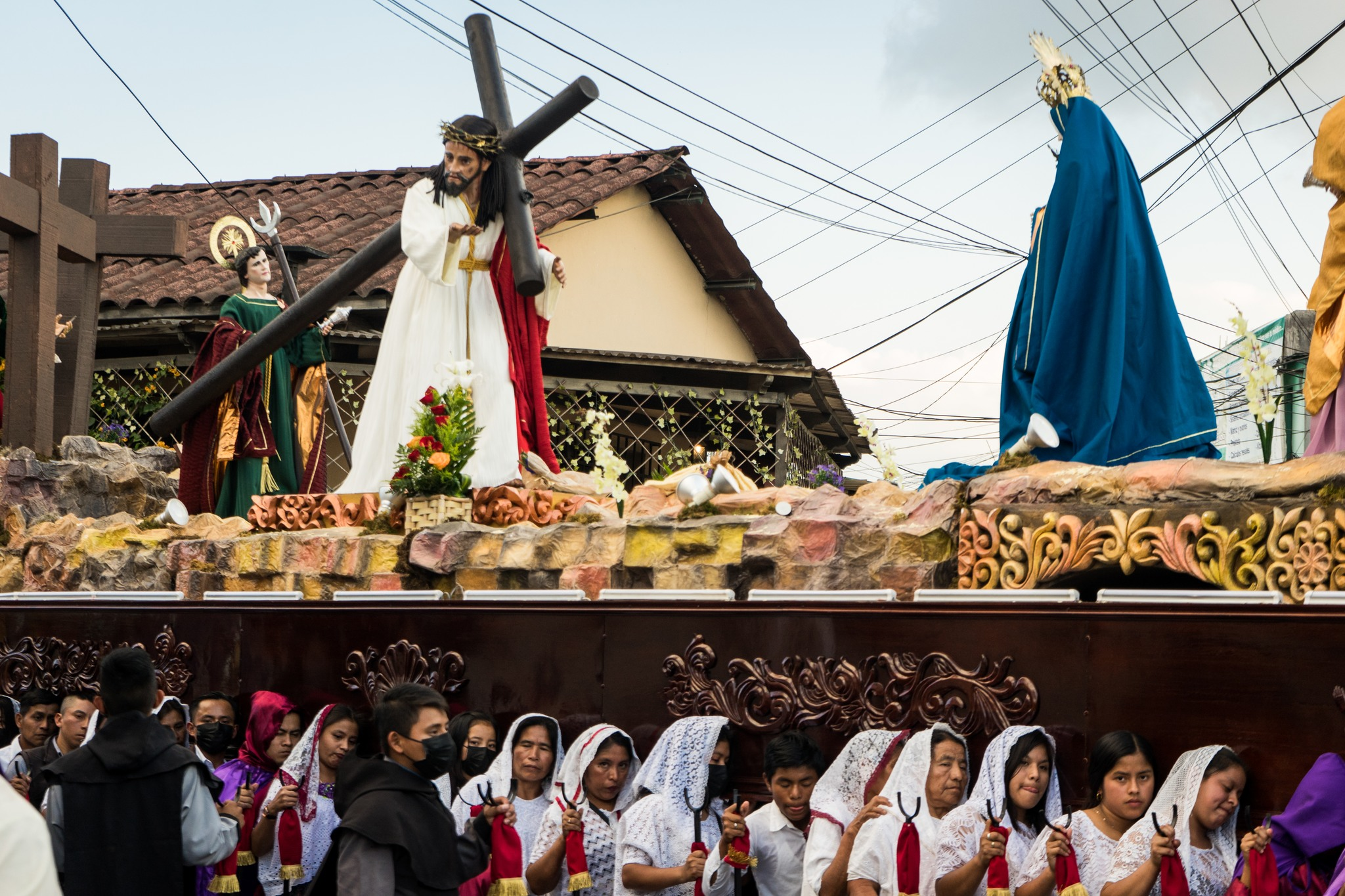
Procesión Jesús Nazareno del Consuelo 2023

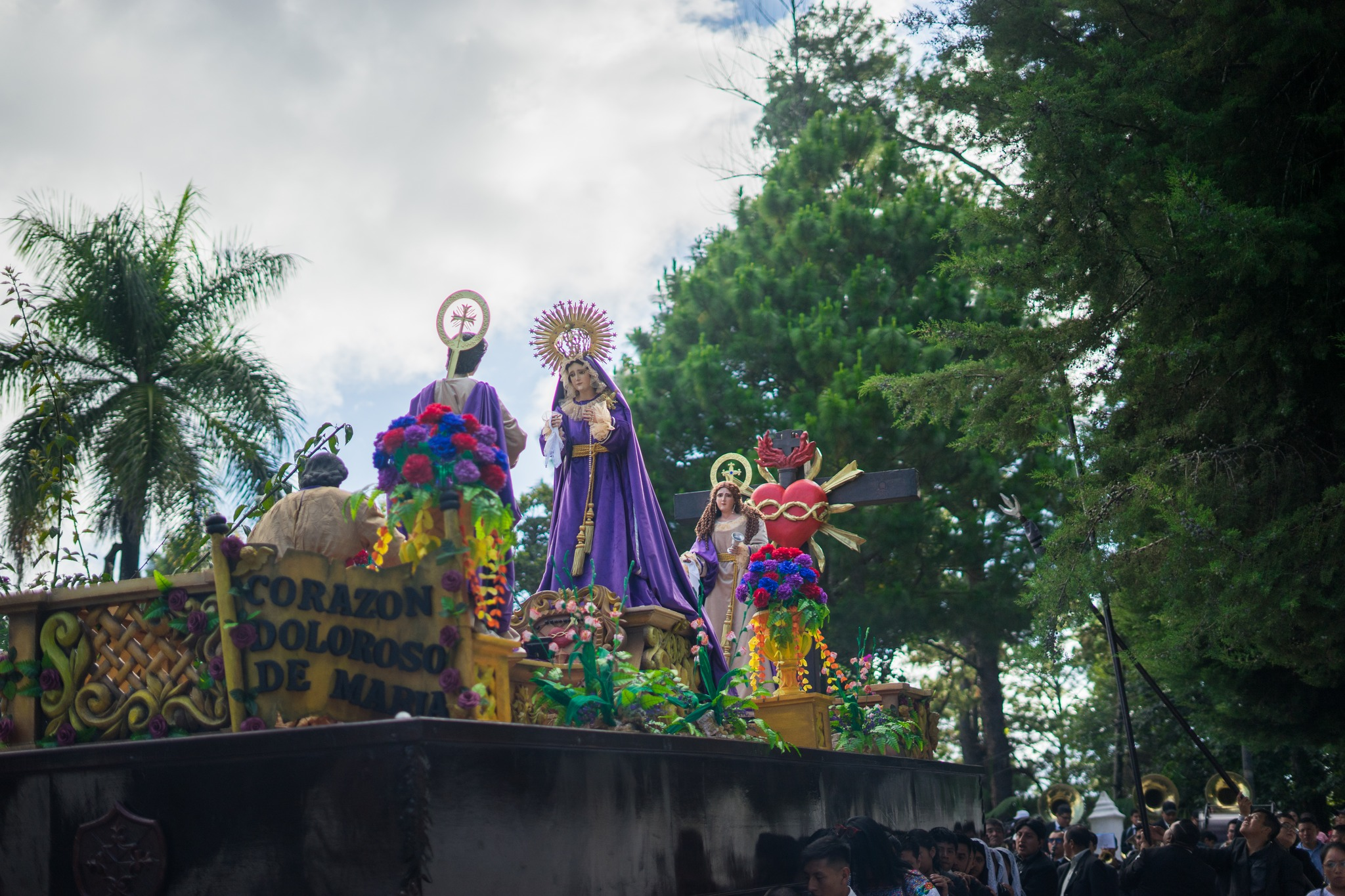
Procesión Virgen de Dolores “Reina de la Paz” 2023

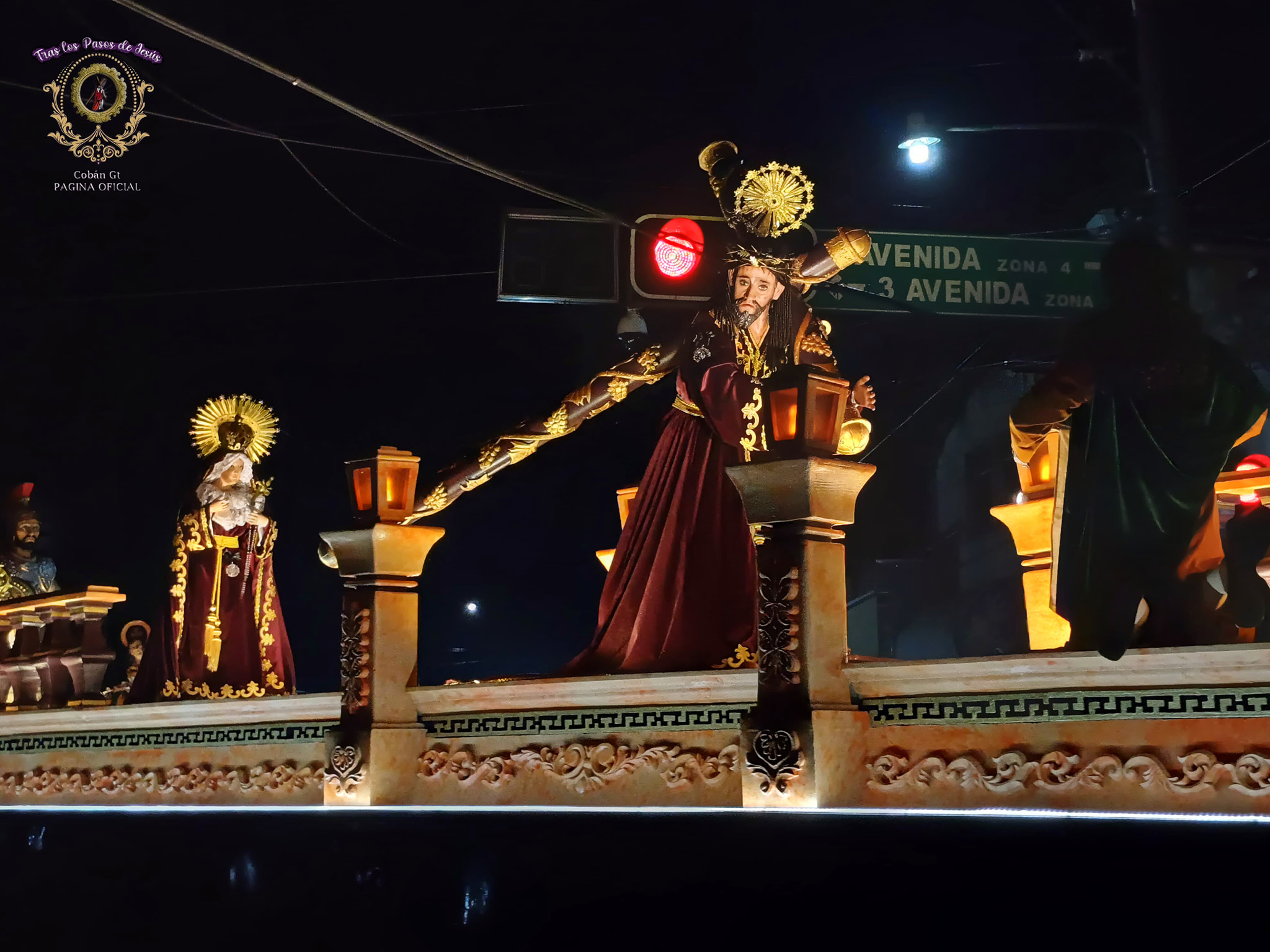
Procesión Jesús Nazareno del Consuelo 2024

#### Jesús Nazareno de los Milagros

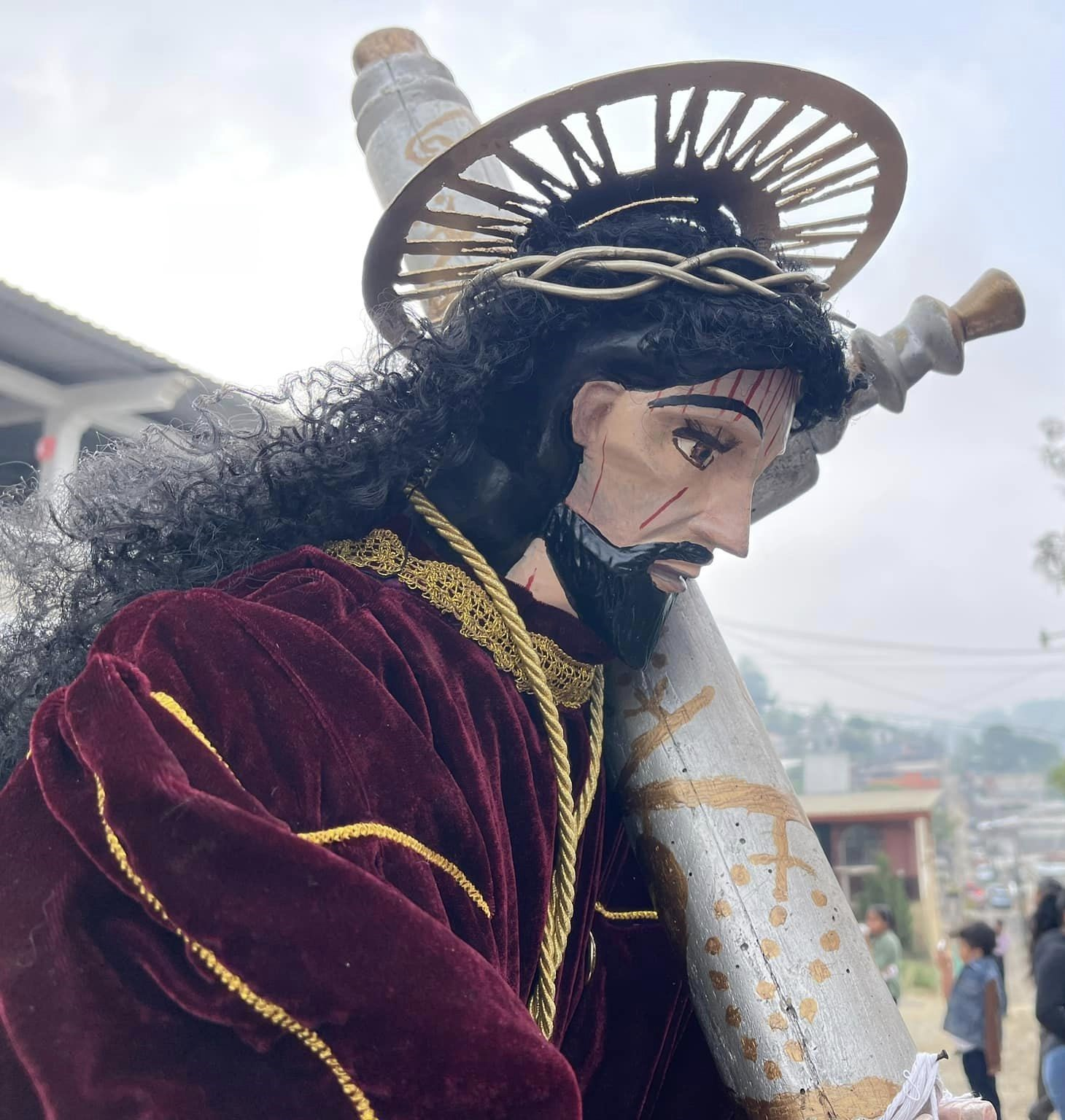
Jesús Nazareno de los Milagros

La Cofradía de los Milagros, cada sábado anterior a ramos, realiza su tradicional cortejo procesional de visita de hogares con la imagen de Jesús Nazareno de los Milagros de Sachamach. El Nazareno imparte sus bendiciones desde tempranas horas de la mañana, recorriendo primero el barrio Esfuerzo 1, y luego empieza su extraordinario recorrido por el casco urbano de la ciudad, retornando a su templo en horas de la noche.
Cabe resaltar que está procesión siempre cuenta con una banda de músicos interpretando bellas marchas fúnebres para darle más solemnidad al cortejo.

### DOMINGO DE RAMOS

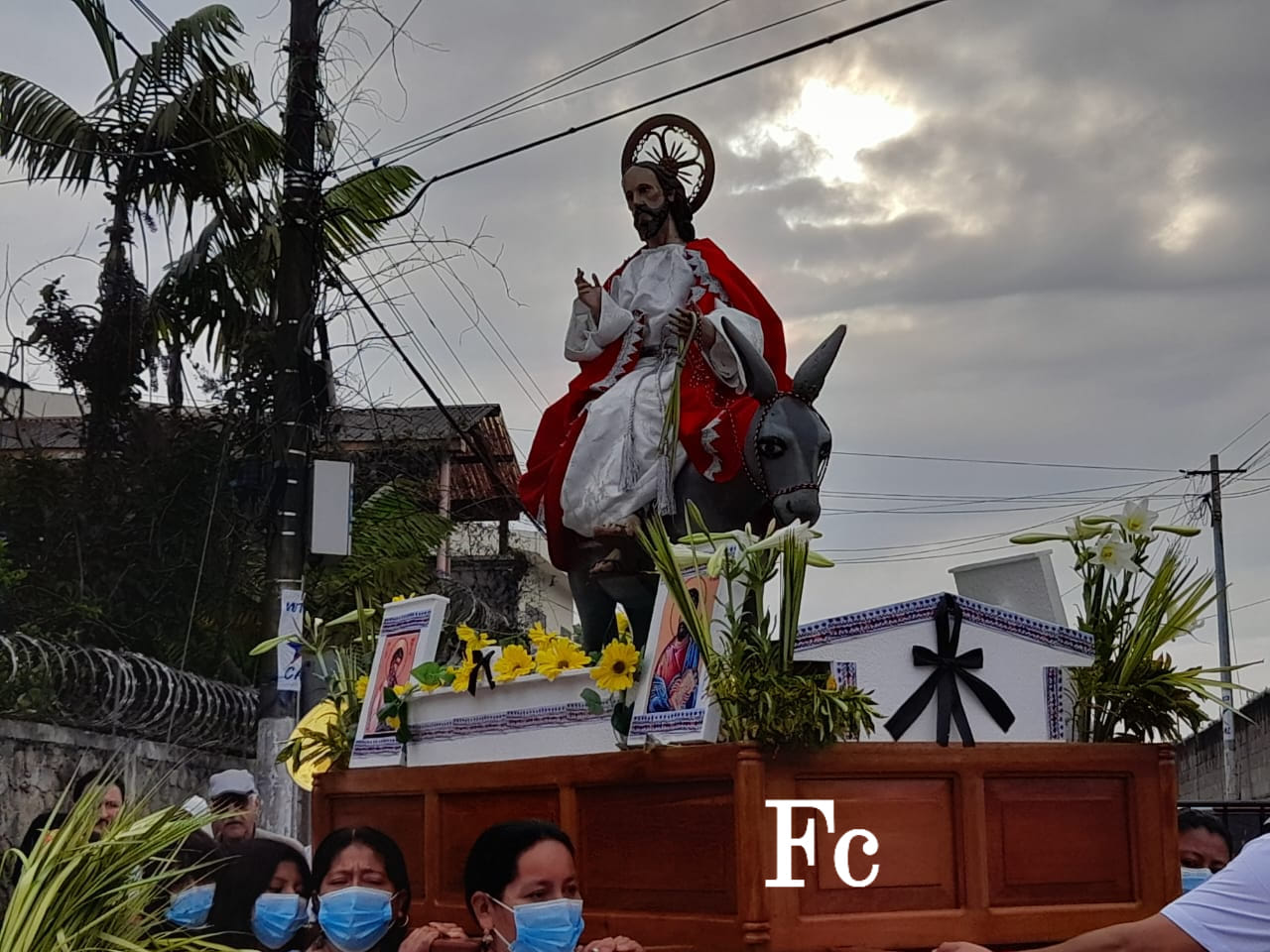
Jesús de las Palmas de la Familia Rivera Pineda

#### Jesús de las Palmas de la Familia Rivera Pineda
En horas de la mañana, se escuchan las bombas que son quemadas en las alturas, cuetillos por doquier y sones alabados y festivos, que anuncian que la Burriquita ya se encuentra en las calles de la Ciudad Imperial. La imagen que es procesionada pertenece a la Familia Rivera Pineda, que entre sus pertenencias poseen a una Virgen de Soledad, la cual acompañó al Cristo de la Exaltación y el Señor del Calvario en sus cortejos procesionales antiguamente.

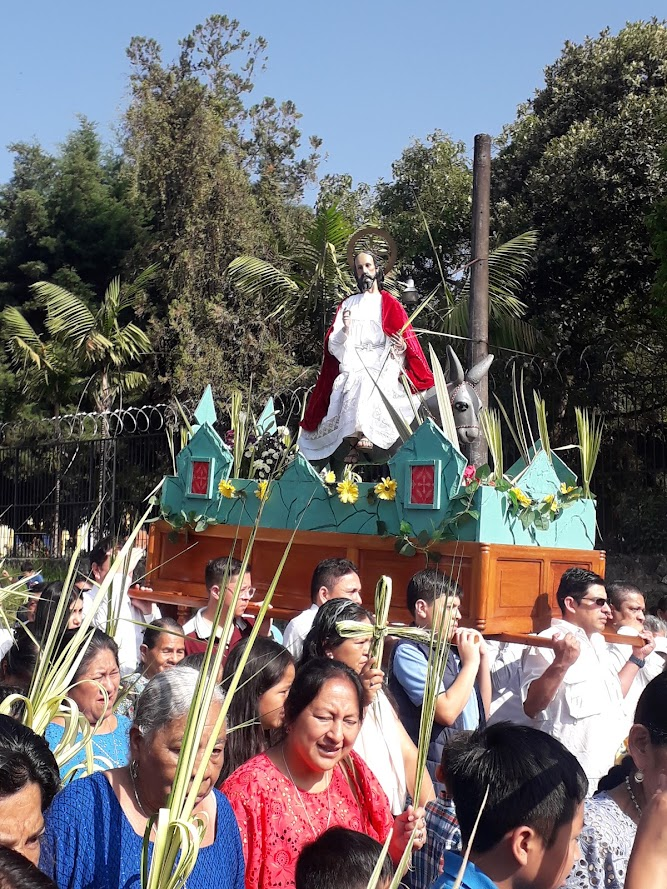
Procesión de Jesús de las Palmas 2024

La imagen que este día es procesionada, mide alrededor de 1,10 m, es una bella imagen de vestir y posee la peculiaridad de que el Mesías está sentado encima de un burro, representado el momento triunfal en que Jesús entró a Jerusalén. Los cobaneros se refieren al cortejo de Palmas con cariño como "La Burriquita" o "El Burrito". Durante la procesión de Palmas, los niños más pequeños son vestidos como los doce discípulos de Jesús y la feligresía porta durante todo el recorrido ramos de palmas y corozo.
La tradicional procesión inicia a las siete de la mañana en la casa de la Familia Pineda, y se enfila buscando el antiguo mercado "La Terminal" para después empezar a buscar El Calvario, y siendo aproximadamente las 09:00 horas. se da el momento más emotivo, donde el Señor de las Palmas de la finada Señora Dina Luz Isabel Rivera Pineda, es encontrado en la Plazuela Barrios por un gran número de feligreses, donde se realiza la bendición de Ramos por las autoridades religiosas.
Después de la bendición de ramos, aún con el ambiente festivo que caracteriza a este cortejo, Jesús de las Palmas emprende rumbo a la Iglesia Catedral de Cobán, donde a las 10:00 horas, como todo un rey, ingresa a Catedral bajo los acordes de la Granadera, concluyendo su cortejo procesional.

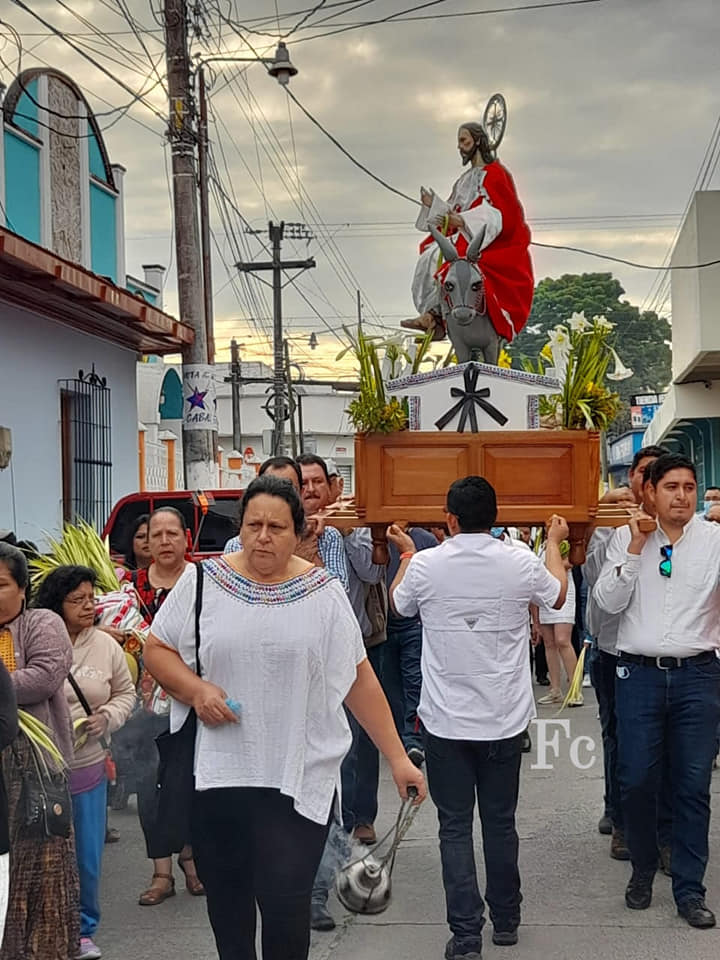
Procesión de Jesús de las Palmas de la Familia Rivera Pineda

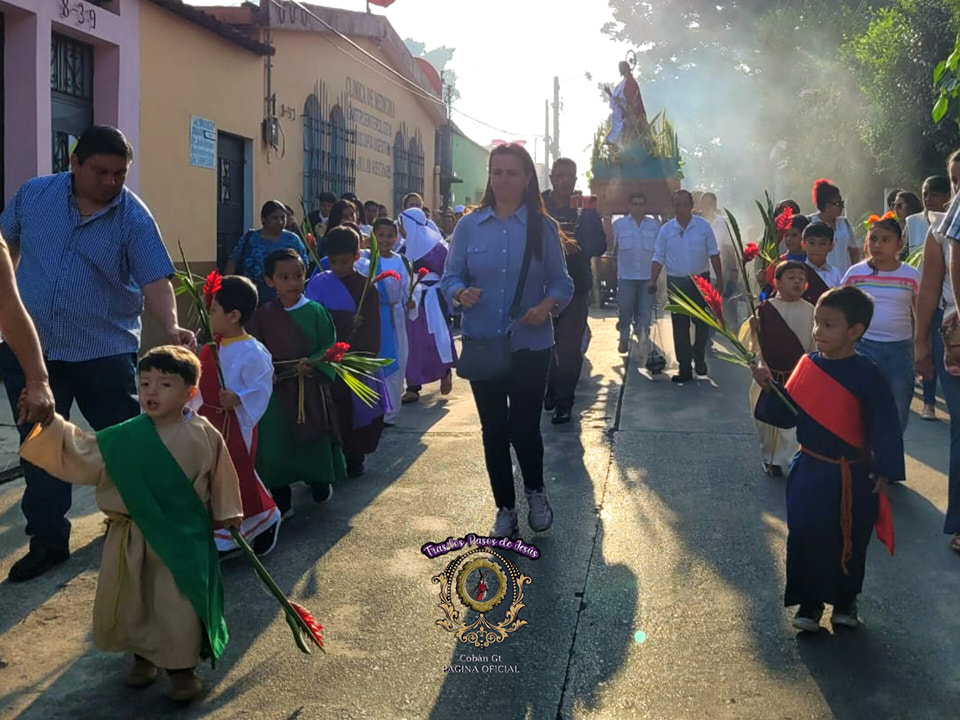
Tradición de vestir a los niños con vestuarios de los doce apósteles de Jesús, durante la burriquita.

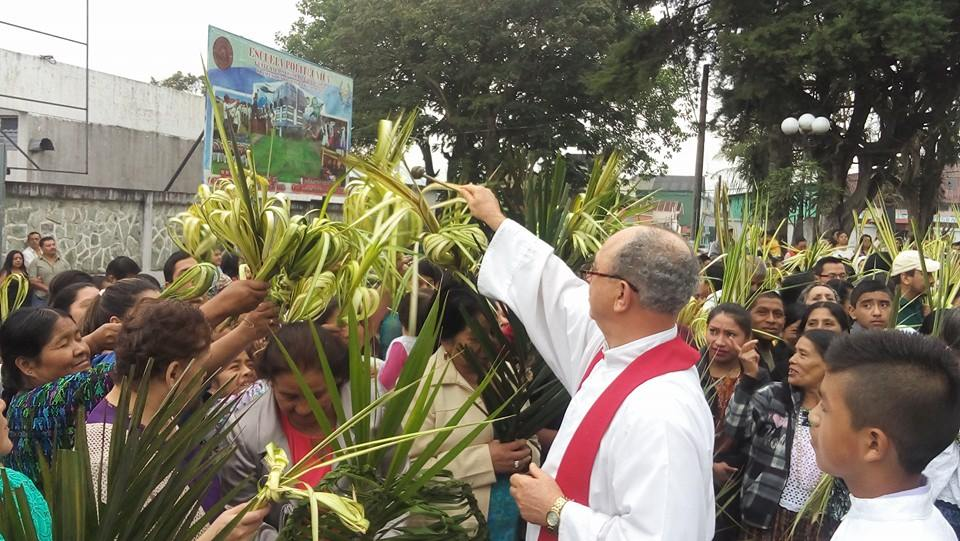
Bendición de Ramos en la Plazuela Barrios, durante la procesión de la burriquita.

#### Jesús Nazareno de Chiraxcaj

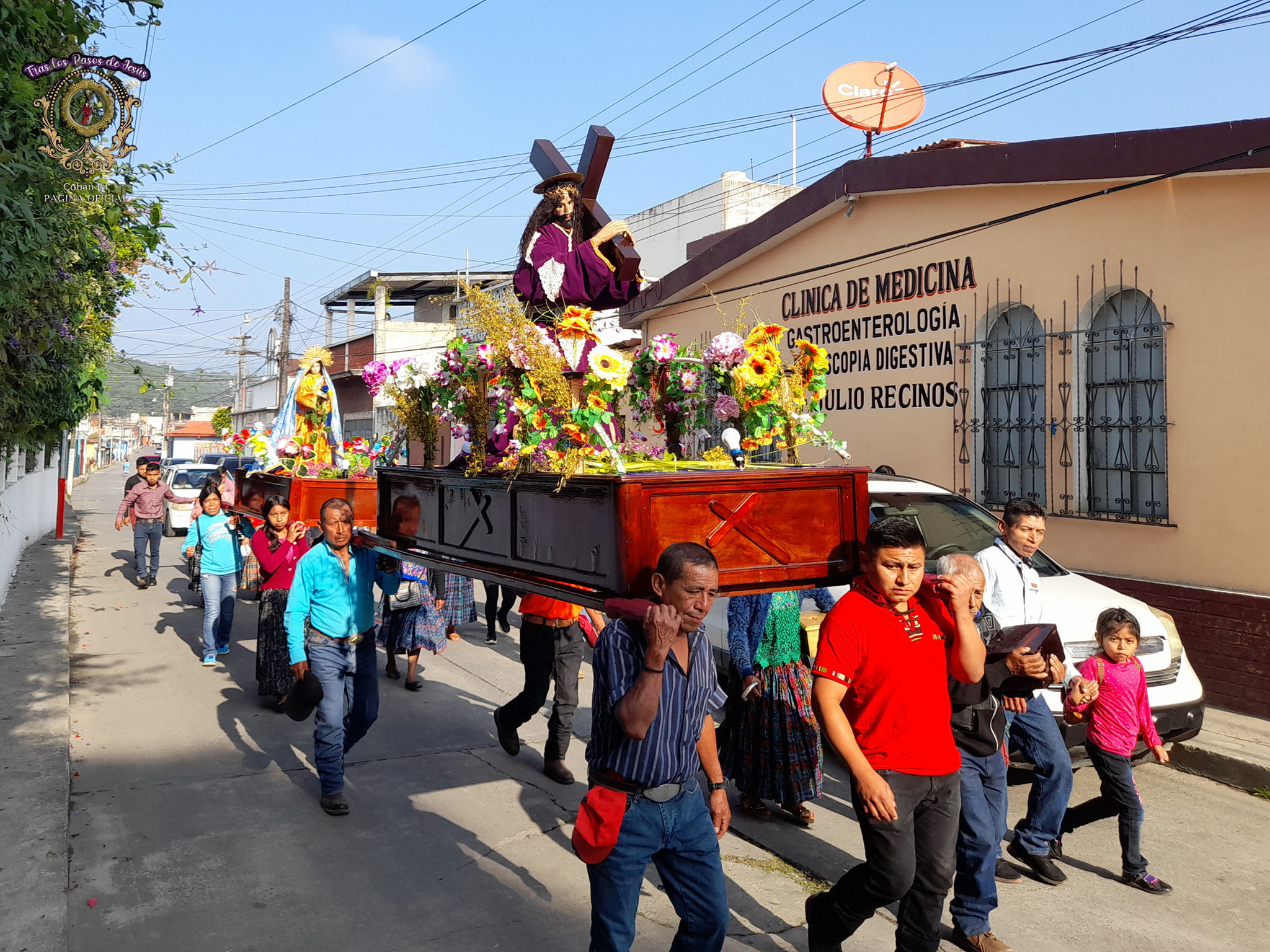
Procesión de Jesús Nazareno de Chiraxcaj

Mientras en el centro de la ciudad se vive un ambiente festivo por la entrada triunfal de Jesús a Jerusalén, en los alrededores se empiezan a escuchar las primeras marchas fúnebres de la semana mayor, que indican que el Nazareno de Chirraxcaj ya se encuentra realizando su tradicional visita de hogares en compañía de su madre la Dolorosa de Chiraxcaj.
La procesión empieza a recorrer el casco urbano desde las 06:00 horas y culmina a las 14:00 horas en su Cofradía. Algo que se ha vuelto costumbre, es que la imagen del Nazareno y Dolorosa de Chiraxcaj se encuentren a Jesús de las Palmas de la Familia Rivera Pineda por el Hospital y Emergencias IGSS Cobán, donde ellos descienden sus andas para darle paso al Mesías en su recorrido. 

#### Jesús Nazareno de Antiguo "Patrón Jurando para la Paz y Hermandad de Cobán" y la Santísima Virgen de Dolores "Mater Dolorosa"

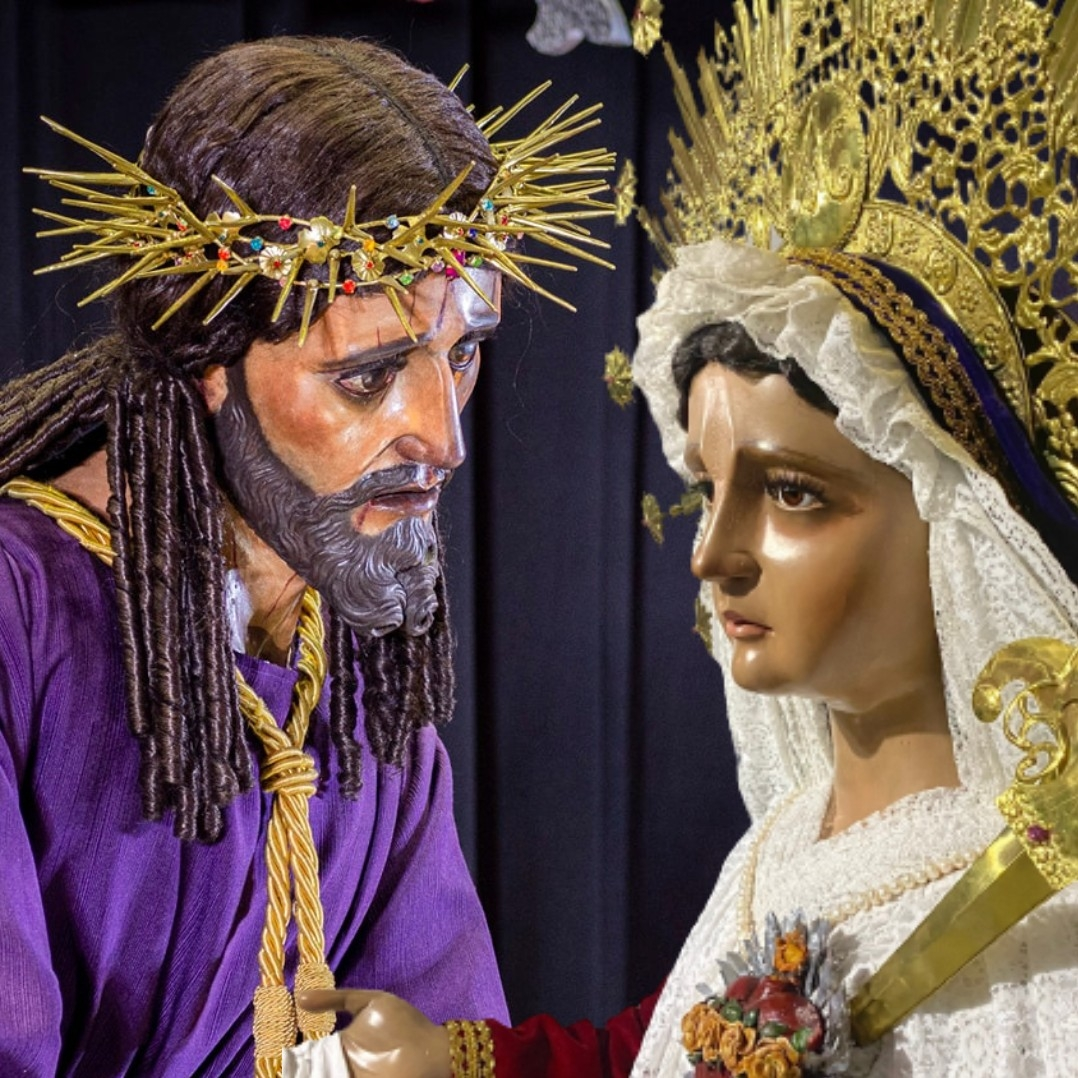
Jesús Nazareno de Antiguo “Patrón Jurando para la Paz y Hermandad de Cobán” y la Santísima Virgen de Dolores "Mater Dolorosa"

Domingo de Ramos, Domingo de Jesús Nazareno Antiguo. Su solemne cortejo procesional inicia a las 12:00hrs. bajo los acordes de su marcha fúnebre oficial "Cruzados de Cristo", en compañía de su madre la Santísima Virgen de Dolores "Mater Dolorosa"; quienes recorrerán las principales calles y avenidas de la Ciudad Imperial de Carlos V, hasta las 00:30 horas. ingresando nuevamente a la Iglesia Catedral de Cobán. Durante su cortejo procesional, participan varias hermandades de Cobán y de municipios aledaños; el mueble procesional del Nazareno es de 90 brazos y el de la Dolorosa de 30.
La imagen del Nazareno Antiguo tiene más de 250 años de antigüedad y es una imagen del género romántico. Su Asociación Caballeros Cristo tiene 60 años de fundación y de procesionarlo todos los Domingos de Ramos. En el año 2015, fue declarado por las autoridades municipales de Cobán como Patrón Jurando para la Paz y Hermandad de Cobán.
La Virgen de Dolores, “Mater Dolorosa", llegó a Cobán a inicios de los años 90, y desde ese tiempo es la Dolorosa que acompaña al Nazareno en su magno cortejo procesional. Es una bella talla de tamaño natural y es procesionada el Domingo de Ramos y en septiembre.

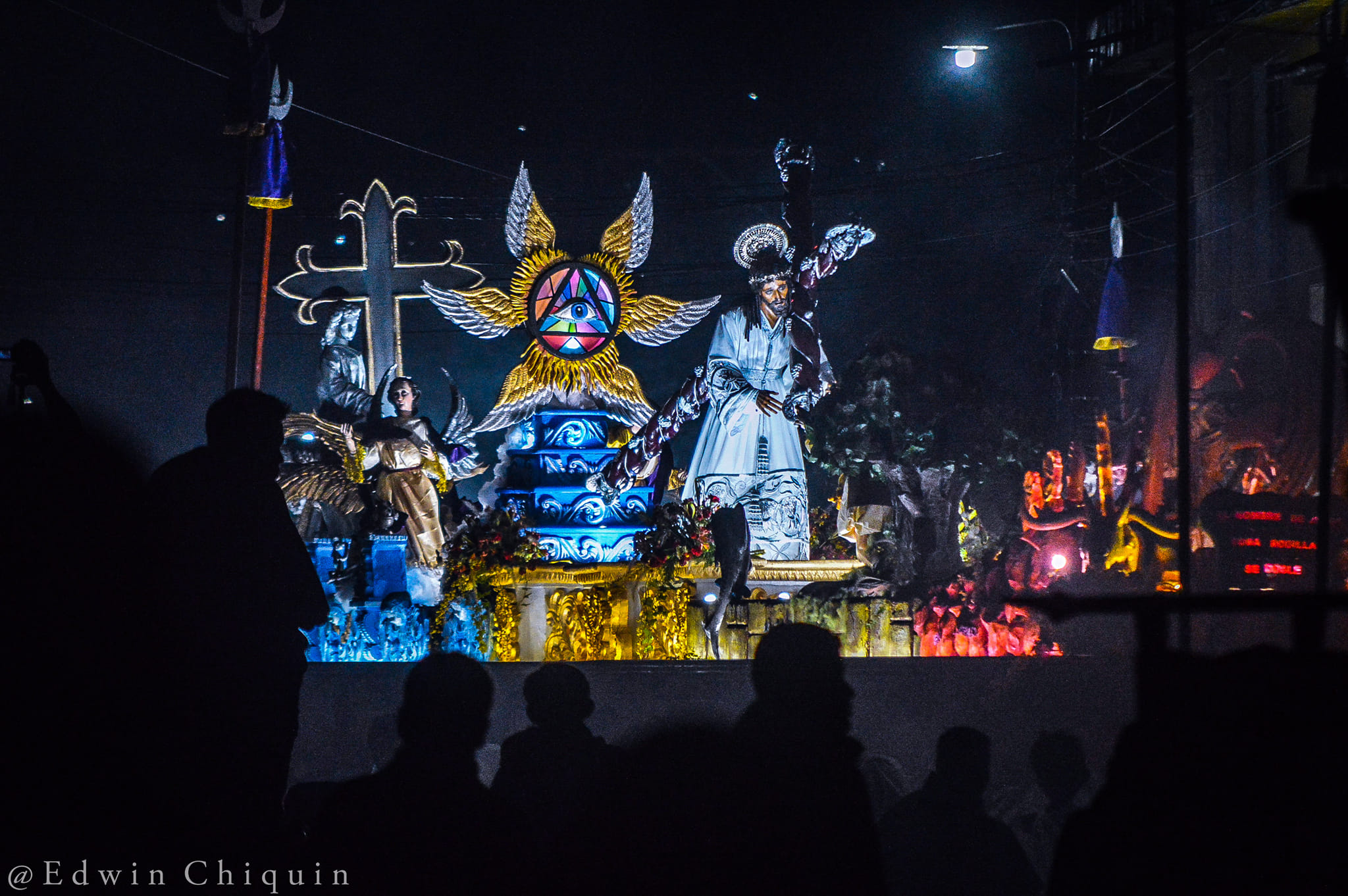
Procesión de Jesús Nazareno Antiguo "Patrón Jurando para la Paz y Hermandad de Cobán" 2023

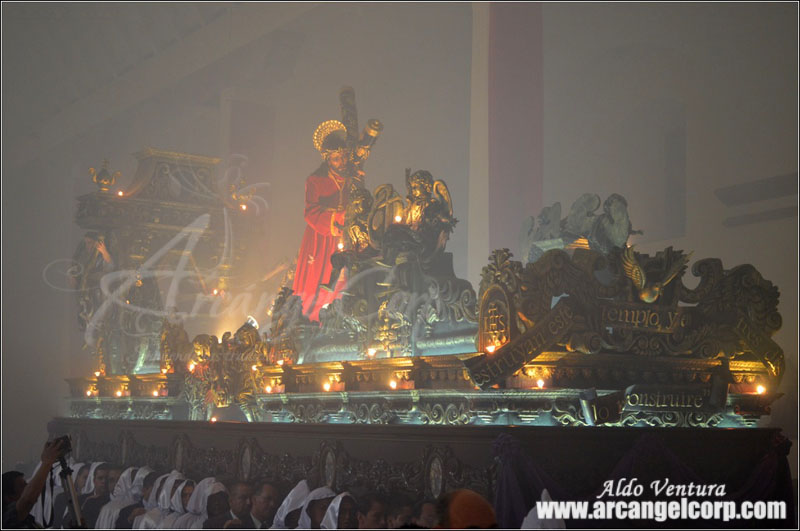
Procesión de Jesús Nazareno Antiguo "Patrón Jurando para la Paz y Hermandad de Cobán" 2012

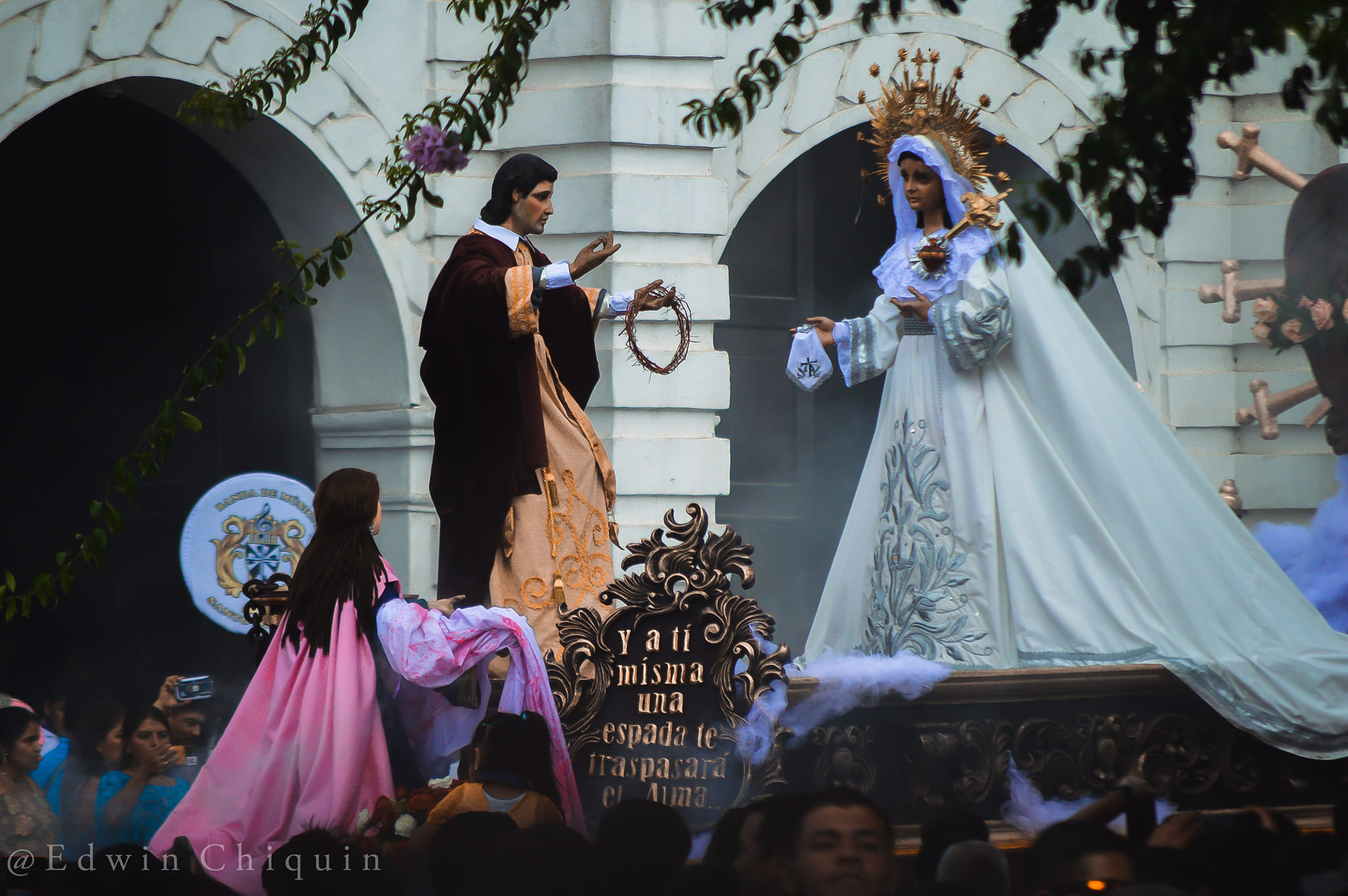
Procesión de la Santísima Virgen de Dolores "Mater Dolorosa" 2024

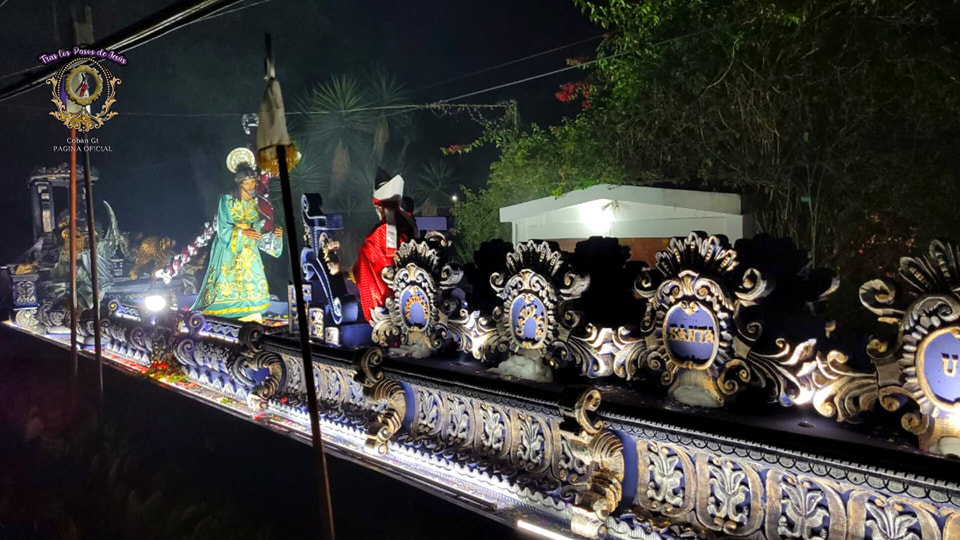
Procesión de Jesús Nazareno Antiguo "Patrón Jurando para la Paz y Hermandad de Cobán" 2024

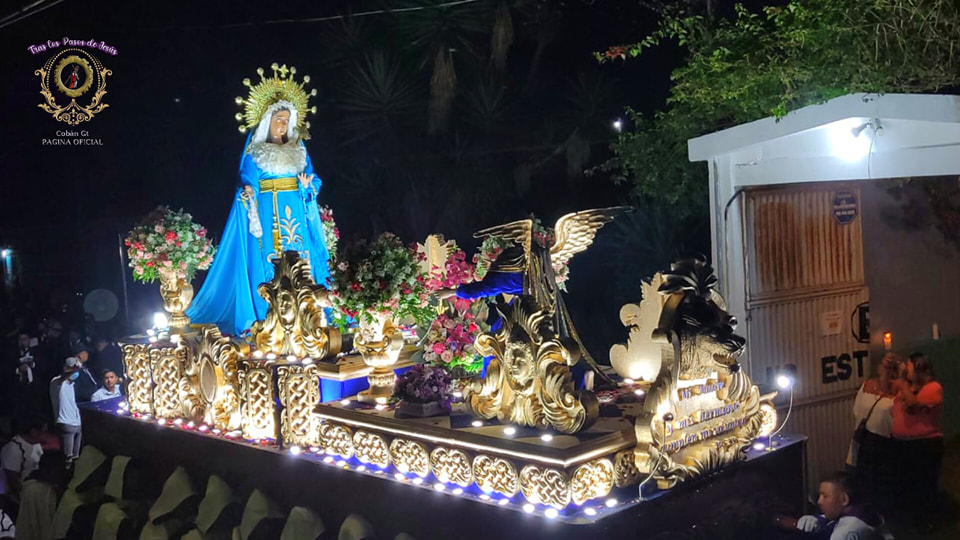
Procesión de la Santísima Virgen de Dolores "Mater Dolorosa" 2024

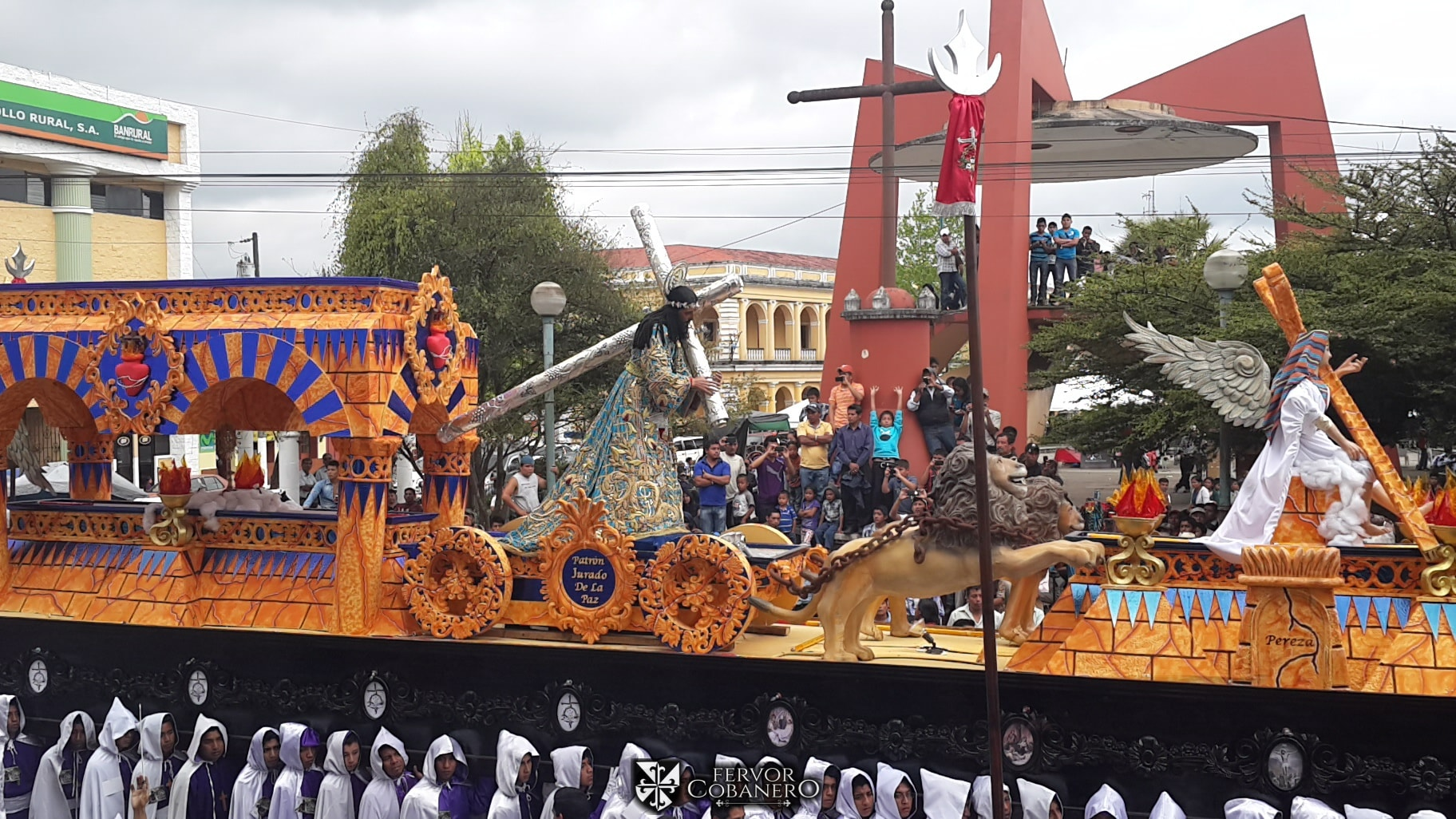
Procesión de Jesús Nazareno de Antiguo "Patrón Jurando para la Paz y Hermandad de Cobán" 2015

### LUNES SANTO

#### Jesús Nazareno de la Humildad

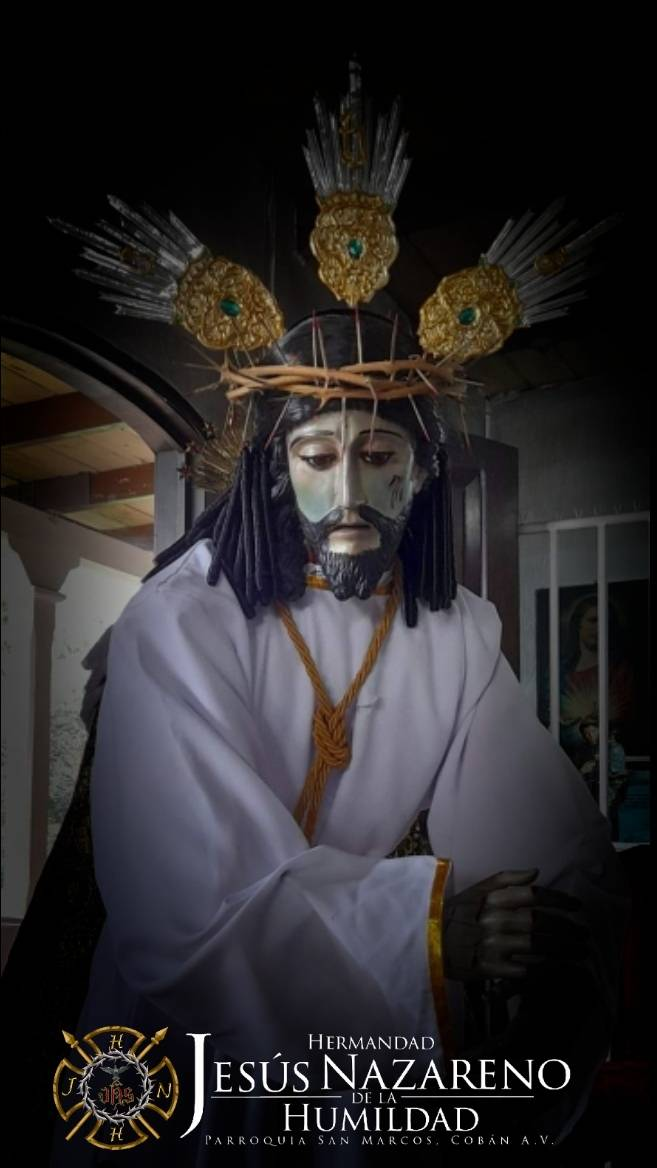
Jesús Nazareno de la Humildad

La Hermandad de Jesús Nazareno de la Humildad fue fundada en el año 2010 y suscrita a la parroquia San Marcos de Cobán. La iniciativa del cortejo surge por vecinos de la Zona 4 de Cobán, quienes a percatarse que, en la Ciudad Imperial, cada barrio y templo tenían sus propias actividades de Cuaresma, movidos por la fe, organizan una procesión con el respaldo de la orden Benedictina. 
La imagen del Nazareno de la Humildad es de 1,20m de altura y su mayor distintivo es que porta sus tres potencias. La Dolorosa es de 1,50m de altura y rostro expresa un gran sufrimiento al contemplar el martirio que está viviendo su hijo.
El cortejo procesional inicia a las 19:00 horas en la parroquia San Marcos y culmina a las 00:00 horas en la Ermita de Santo Domingo de Guzmán. El mueble procesional del Nazareno es de 50 brazos y el de la Dolorosa de 18. La marcha fúnebre oficial del cortejo es "Jesús de la Humildad".

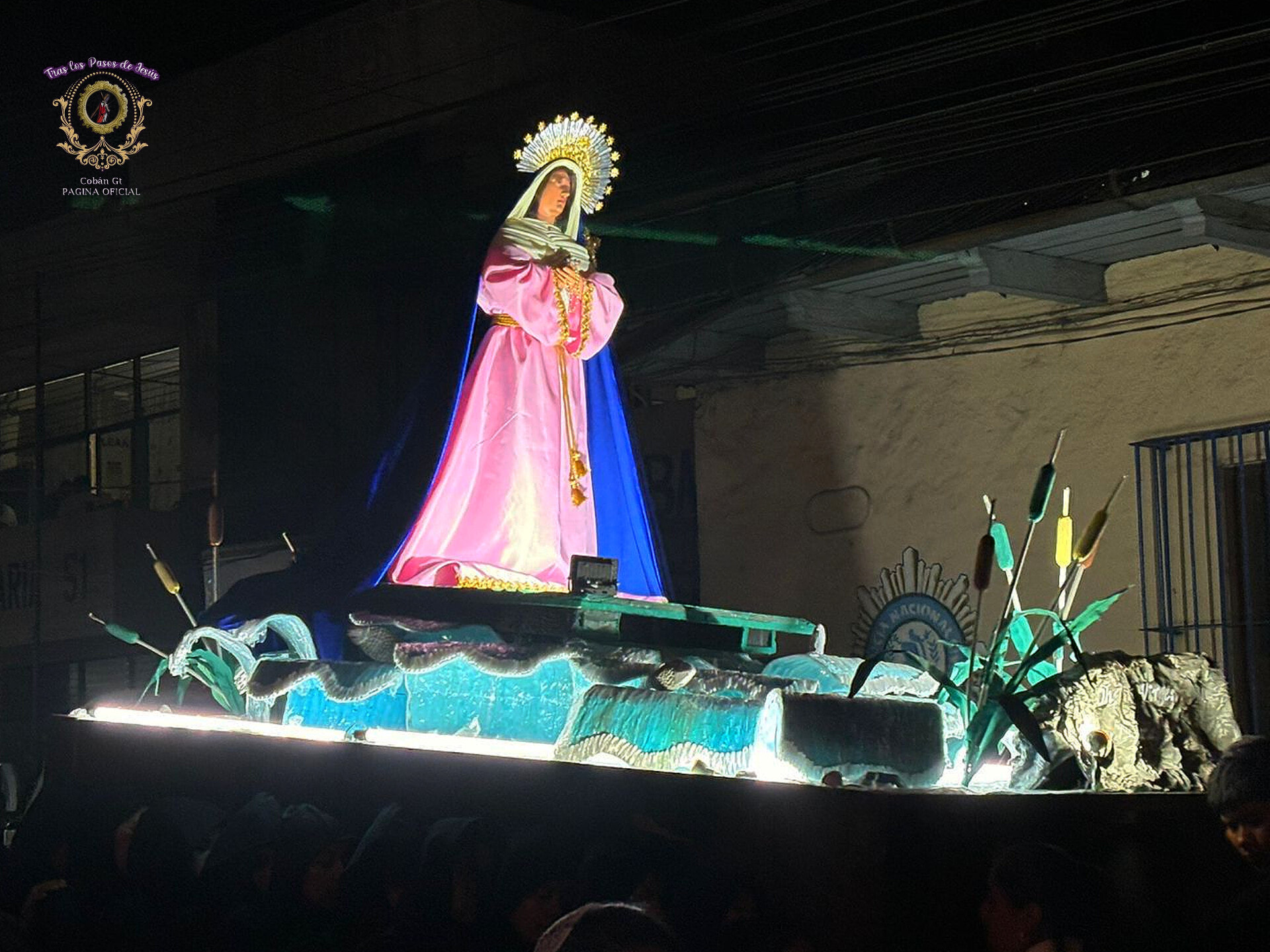
Procesión de Virgen Dolorosa de la Humildad 2024

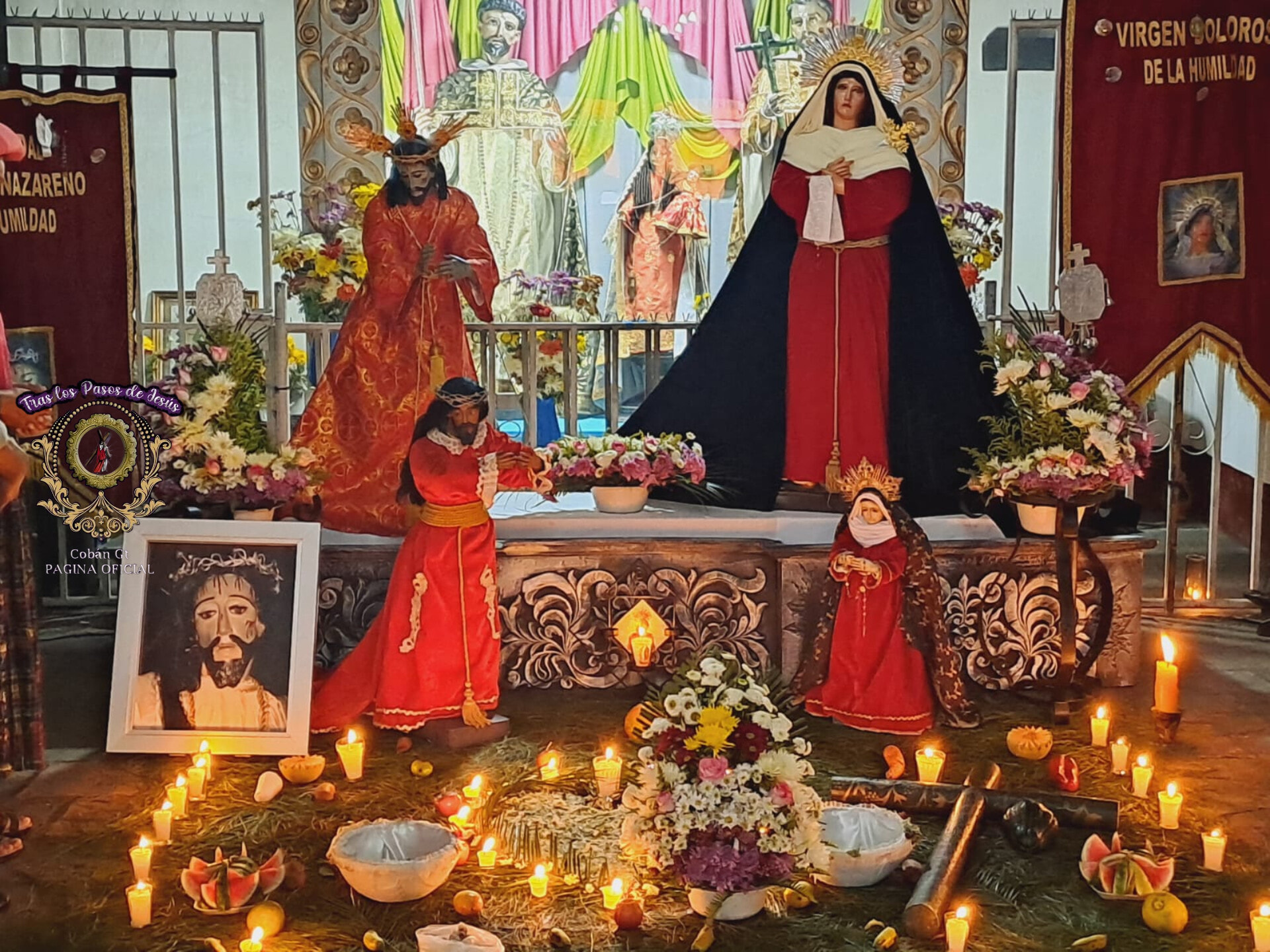
Velación de los Señores del Lunes Santo Cobanero.

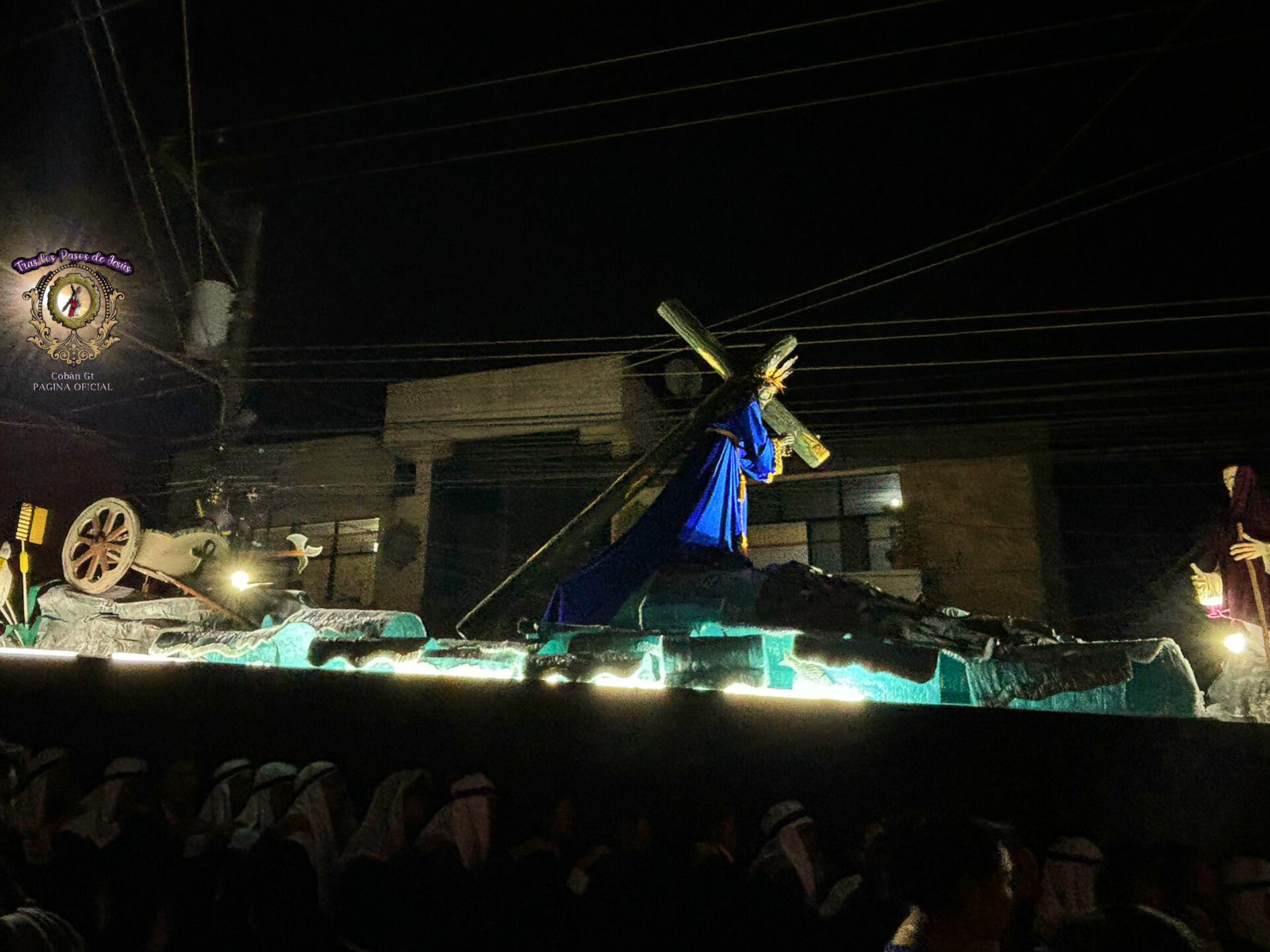
Procesión de Jesús Nazareno de la Humildad 2024.

### MARTES SANTO

#### Jesús Nazareno del Perdón “LA RESEÑA”

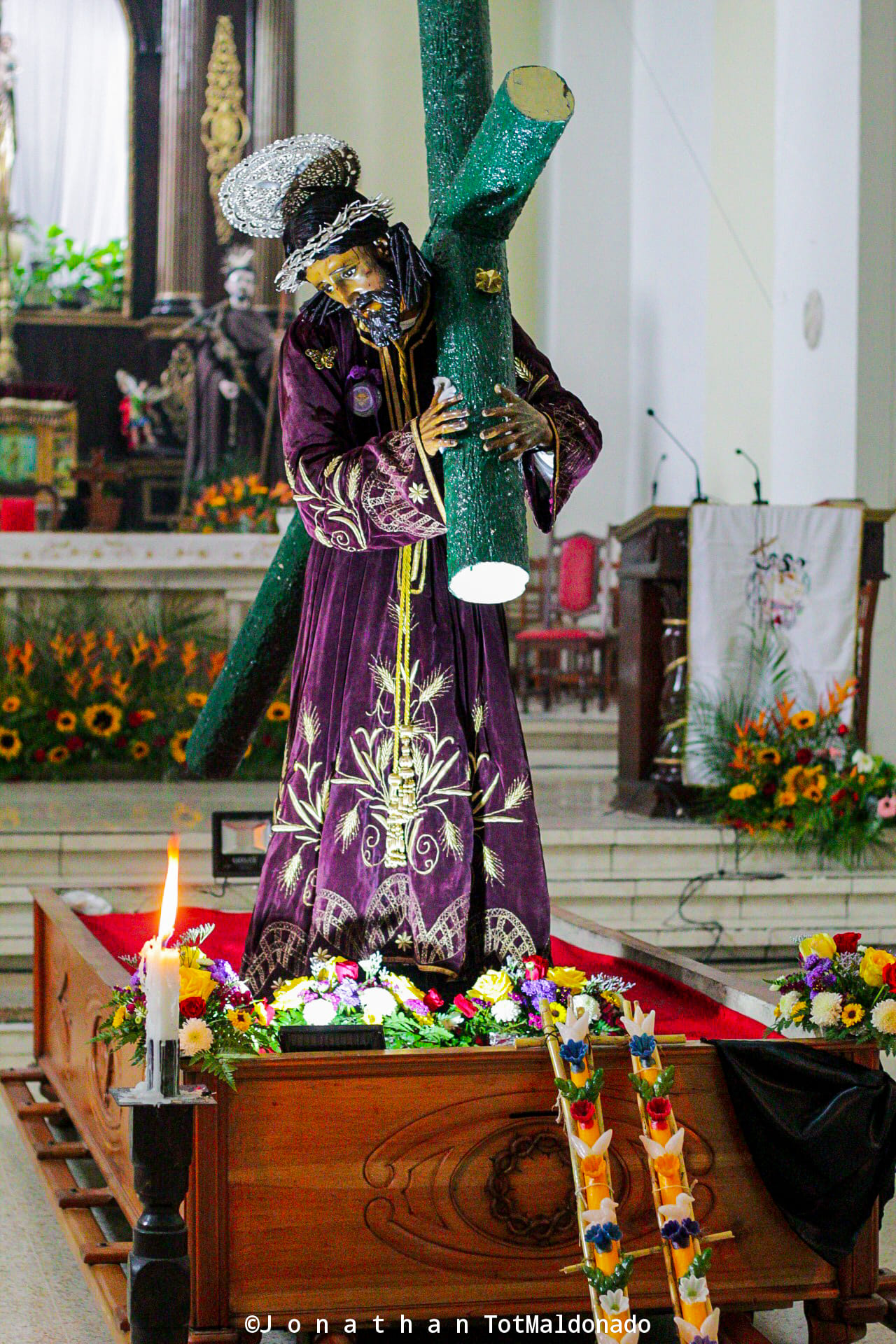
Jesús Nazareno de la Reseña (Jesús Nazareno del Perdón) en su mueble procesional y sus candelas de cofradía, Martes Santo de 2022, Cobán Alta Verapaz.

El tiempo de espera ha culminado y el Nazareno de los Abuelos recorrerá nuevamente las calles de lo que fuese hace siglos la antigua Tezulutlán. Desde las siete de la mañana inicia este tradicional cortejo de visita de hogares, el cual es el más antiguo de su tipo y el primero que se realizó hace siglos en Las Verapaces.
Durante este día es interpretado el tradicional Miserere de Martes Santo, el cual suena en las calles mientras el Nazareno del Perdón va de visita en hogar en hogar. Los cobaneros desde horas de la mañana elaboran altares en las entradas de sus hogares a la espera del bello Nazareno, ya que esta visita de hogares no tiene un recorrido trazado, sino que, mientras avanza, va realizando paradas donde encuentre a familias con sus respectivos altares.
Cuando el Nazareno llega a las puertas de los hogares, se interpreta una marcha fúnebre; las familias que reciben la visita suelen dar ofrendas que van desde alfombras, comida, flores y dinero. El anda en que el Jesús realiza su Reseña, no posee ningún adorno con el objetivo de que resalte únicamente el Nazareno con la cruz a cuestas.
Es considerada la procesión con más horas de recorrido a nivel nacional, con un aproximado de 22 horas de cortejo, y recorre toda la Ciudad Imperial de Carlos V. La procesión finaliza con la captura de Jesús por parte de la Centuria Romana de Cobán, quienes lo llevan a la Catedral a las cinco de la mañana. La Reseña del Nazareno del Perdón, es un legado ancestral que ha perdurado por siglos y es una de las tradiciones propias de la ciudad de Cobán, que resaltan su Semana Santa, Mítica y Ancestral. 

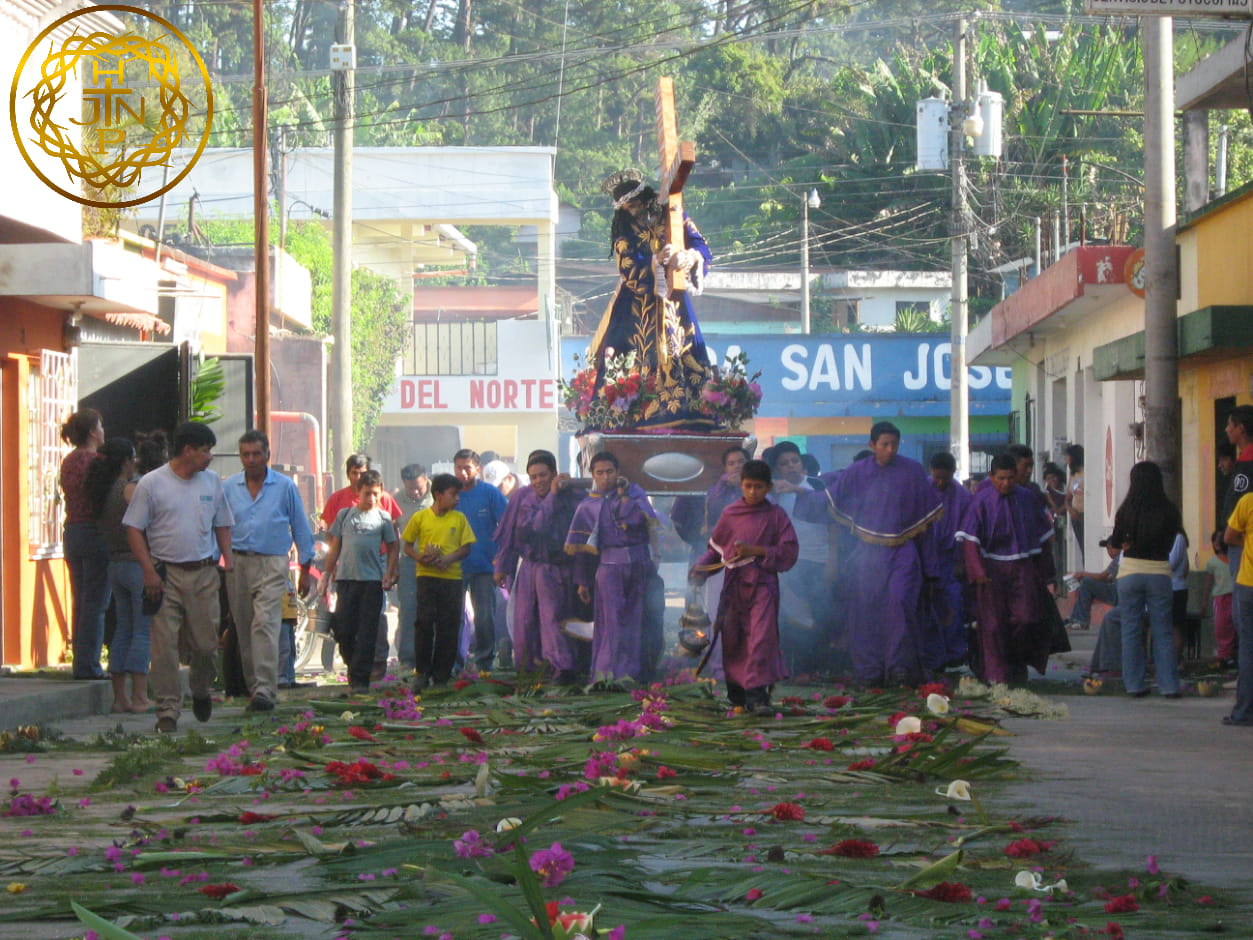
La Reseña, Tradicional cortejo procesional de Jesús Nazareno del Perdón, Martes Santo Cobán Alta Verapaz

### MIÉRCOLES SANTO

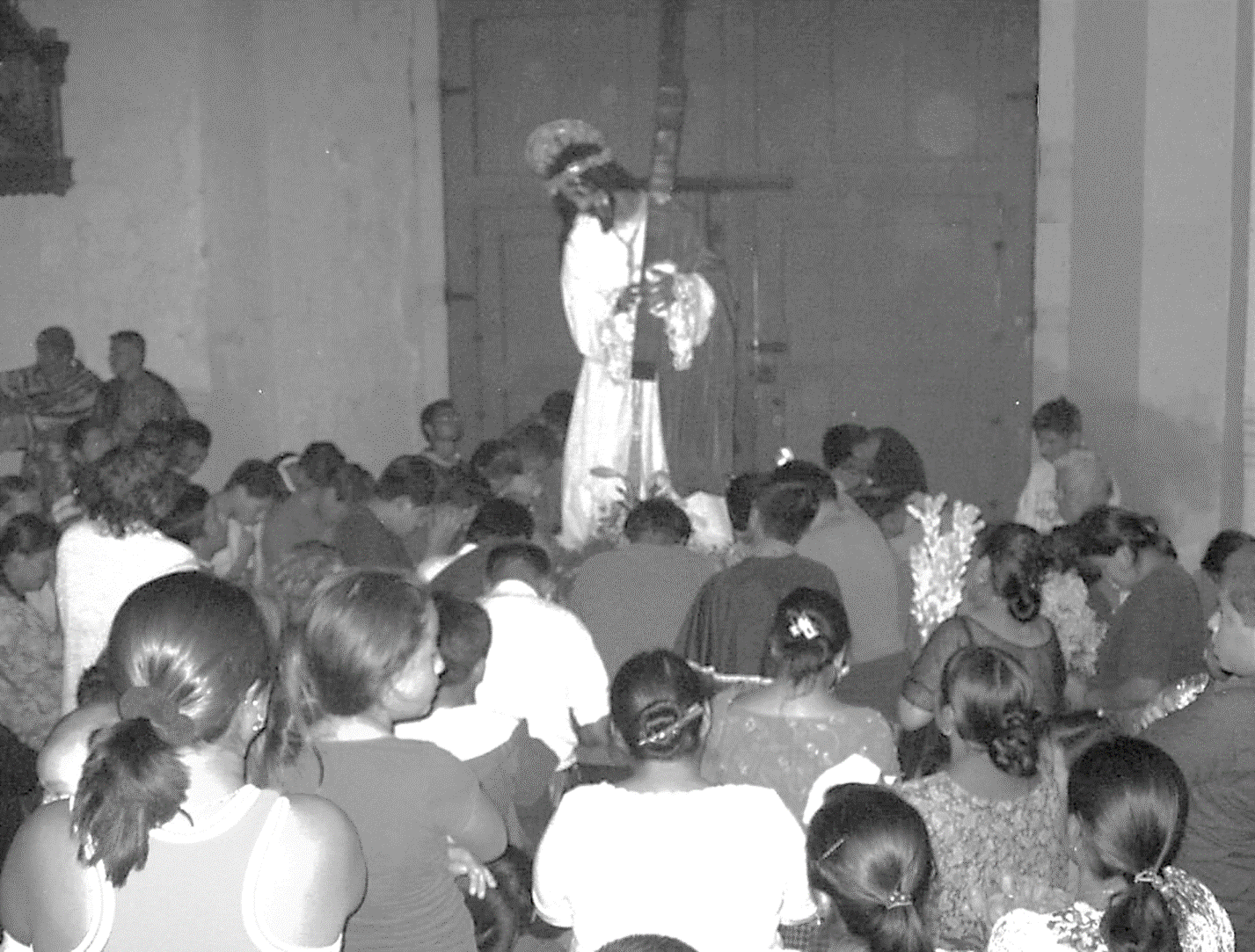
Visita a Jesús Nazareno del Perdón. Cinco de la mañana en el interior de la iglesia Catedral de Cobán Alta Verapaz.

#### Li Qaawa´Jesús Wan Sa´ Tz´Alam
Siendo las cinco de la mañana del día Miércoles Santo, feligreses de los pueblos mayas de Cobán y municipios aledaños, viajan hasta la Catedral de Cobán, algunos en grupos peregrinado durante su trayecto, con la intención de estar cerca del Gran Poder en su mística velación; representado el encarcelamiento de Jesús y pedir por ellos y agradecerle los milagros concebidos.
El día Miércoles Santo, representa para el pueblo Q'eqchi y población de Cobán, un día de silencio y de mucho respeto. La expresión "Li Qaawa'Jesús Wan Sa' Tz´Alam", hace referencia a que el Nazareno del Perdón ya está tras las rejas.

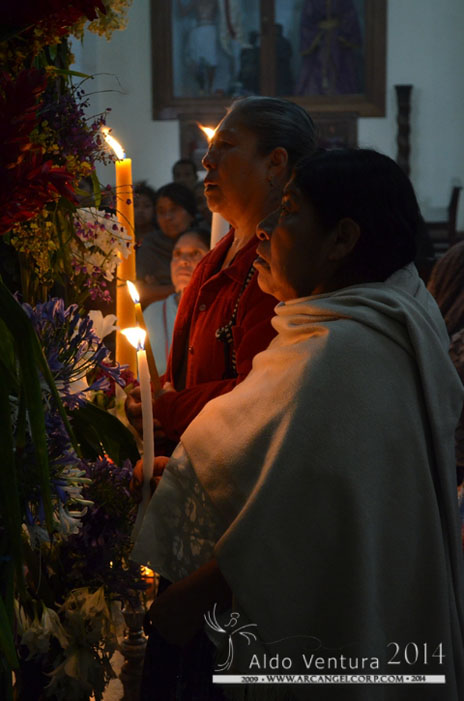
Miércoles Santo 2014, Solemne Velación de Jesús Nazareno del Perdón.

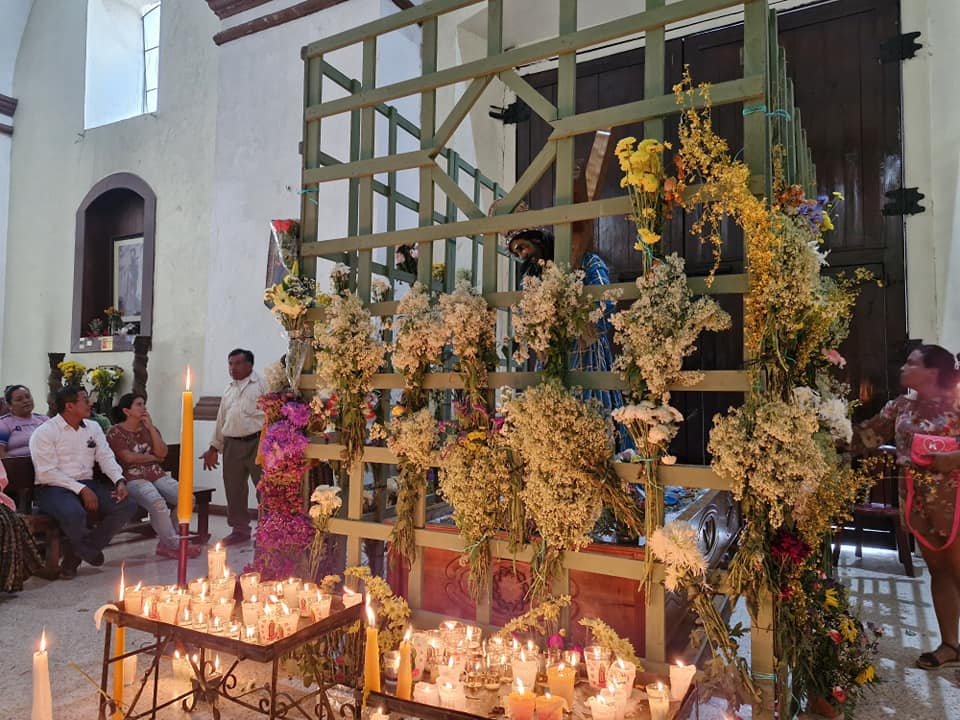
Li Qaawa´Jesús Wan Sa´ Tz´alam, Devota dando su ofrenda. Cobán, Alta Verapaz.

Para los pueblos mayas de la región del Alta Verapaz, la imagen de Jesús Nazareno del Perdón es conocida únicamente como "Jesús Nazareno". Después de su cortejo de La Reseña y de ser capturado por la Centuria Romana, el Nazareno es situado dentro de unas rejas al medio de la Parroquia. Los feligreses desde la hora ya mencionada, empiezan a visitar al Nazareno, llevándole flores, las cuales son amarradas por los Cofrades del Nazareno en su celda; también llevan consigo candelas y veladoras de todos los colores, las cuales prenden de acuerdo a lo que van a pedir. A los pies del Nazareno durante esta velación se observa que posee mucho dinero, dinero que las personas le ofrendan por los favores y milagros que él les ha concebido.
Las mujeres suelen visitar al Nazareno vistiendo la Indumentaria Maya de las regiones de donde provienen, de manera de respeto. Algunas personas suelen llevar a los enfermos para que, al momento de advocarse a Jesús, estas personas puedan ser sanadas.

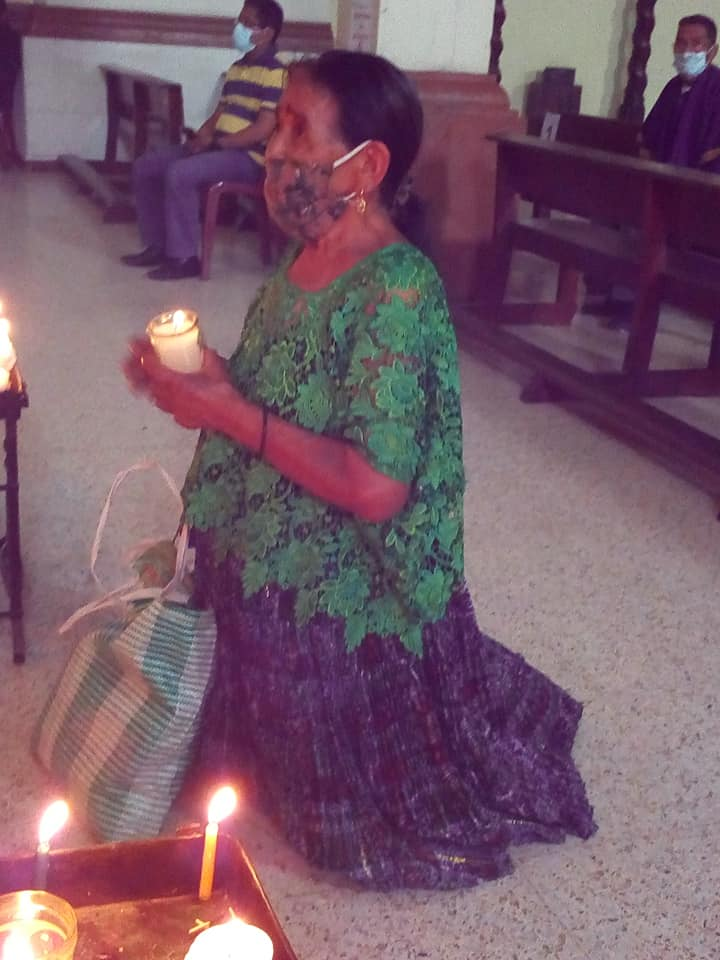
Visita de una devota a Jesús Nazareno del Perdón.

También algunas personas tienen la costumbre de ofrendarle al Nazareno del Perdón incienso y pom, otros llevan de ofrenda comida de la época; otros hacen lo posible por, aunque sea, llevar una candela, pero si hay algo que caracteriza a esta velación es que, a pesar de que las personas tengan o no tengan, aunque sea algo físico para llevar a ofrendarle al Señor, su solo acto de presencia es la ofrenda más grande que puede recibir el Nazareno de los Ancestros.
Esta velación es única en su tipo, y es el más claro ejemplo del secretismo maya y católico; hablar de esta actividad es hablar de muchos elementos, anécdotas, leyendas. Muchas personas aseguran que, al momento de rezarle al Nazareno, tienden a sentir que los está observando; otros escuchan sus lamentos; otros afirman que sienten como él está al lado de ellos en carne y hueso.
La visita al Cautivo es un momento de meditación y perdón, donde, con lágrimas en los ojos, las personas solicitan que Jesús los escuche. Durante este día dentro de la Catedral hay un gran silencio; el sonido del tzijolaj, que en algunas ocasiones se escucha, es ofrenda por algunos devotos. Desde que inicia la actividad a las 05:00 horas a 21:00 horas se queman ocho juegos de candelas de cofradía.

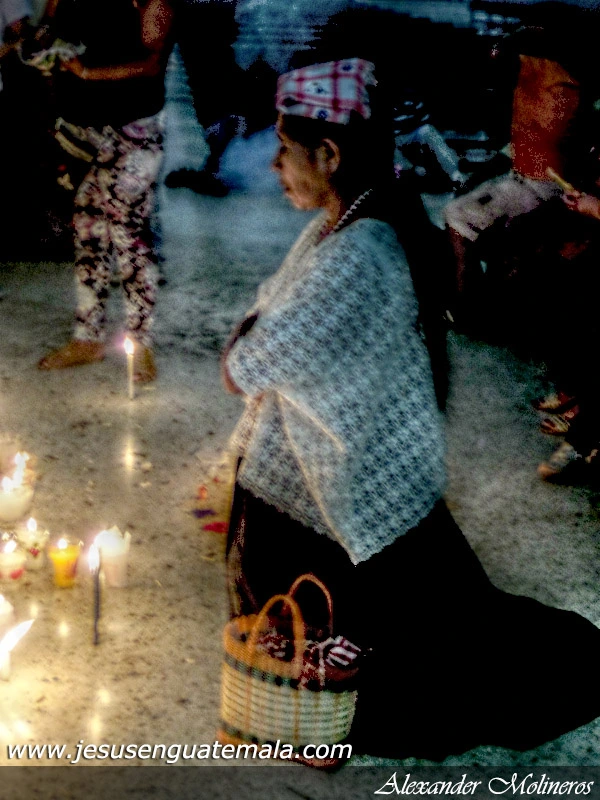
Visita de una devota de Jesús Nazareno del Perdón en su día de Velación, siguiendo la tradición de ir vestida con su traje típico, en símbolo de respeto al Señor Nazareno.

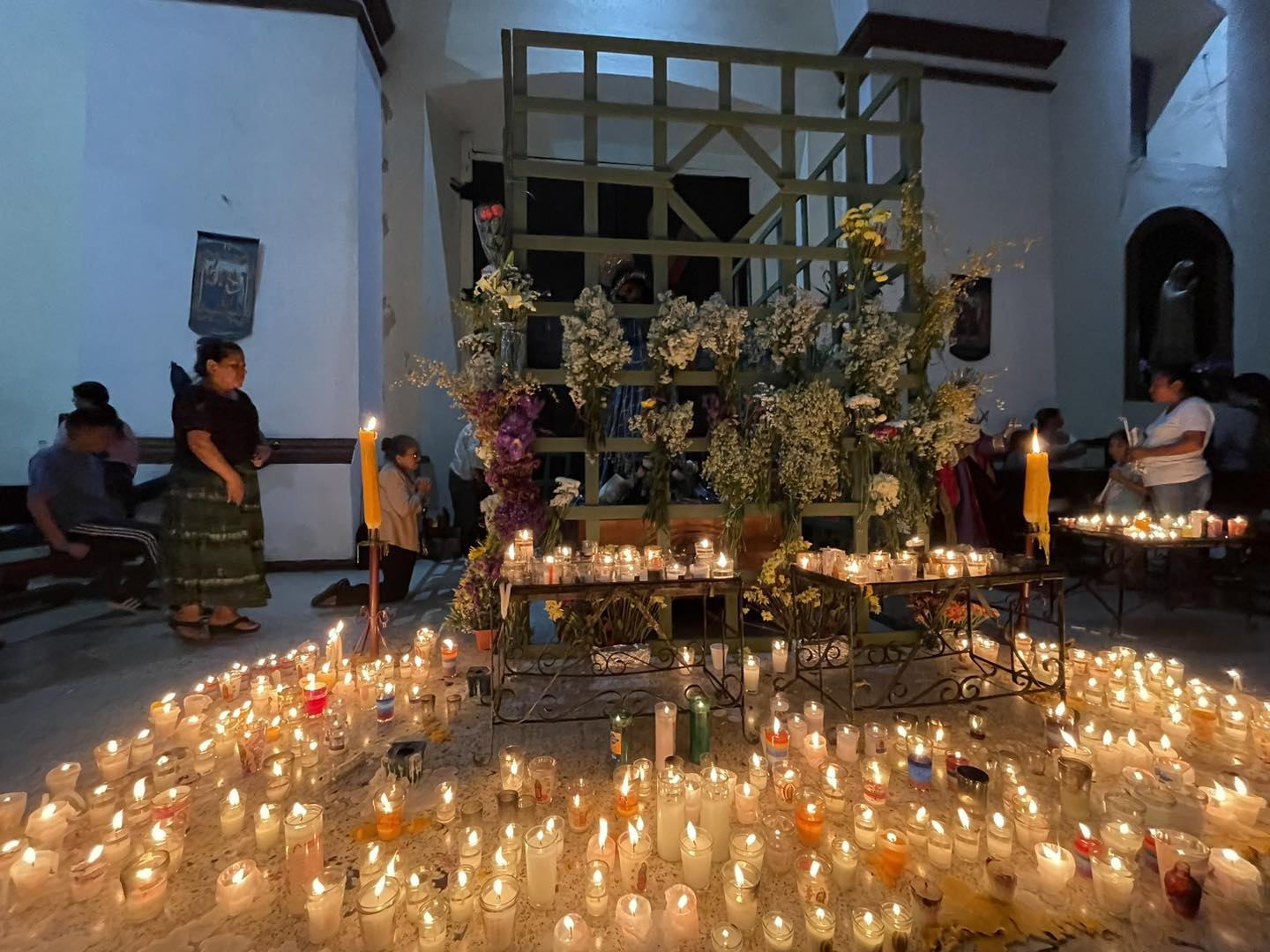
Desarrollo de la Visita a Jesús Nazareno del Perdón, en horas de la mañana. Cobán Alta Verapaz.

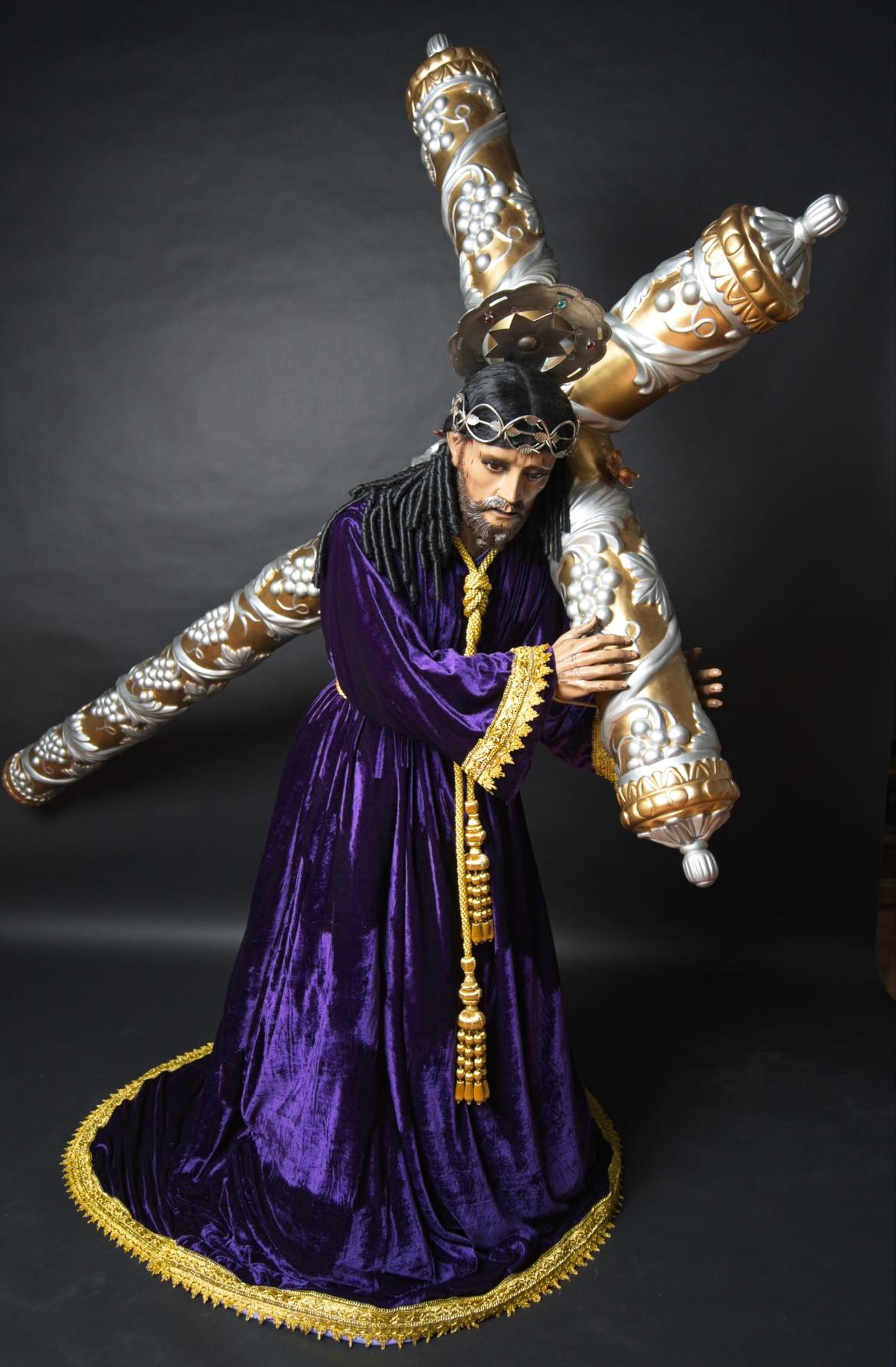
Jesús Nazareno Señor del Calvario, Cobán Alta Verapaz.

#### Jesús Nazareno “Señor del Calvario” y Virgen Dolorosa del Calvario
La imagen de Jesús Nazareno Señor del Calvario, hace un llamado a la meditación del Santo Viacrucis, práctica que se realiza cada viernes de Cuaresma. El Miércoles Santo desciende en su anda procesional las 137 gradas del templo el Calvario, para luego recorrer las principales calles de la ciudad. Su marcha fúnebre oficial es “Señor del Calvario” y su mueble procesional es de 70 brazos. Durante su cortejo es custodiado por su propio escuadrón de Romanos, quienes, en cada esquina de cada cuadra, interpretan fanfarrias romanas.
Se desconoce el autor de tan bella imagen; sin embargo, se tiene conocimiento de que el Nazareno ha estado en Cobán desde inicios del siglo XVIII. 

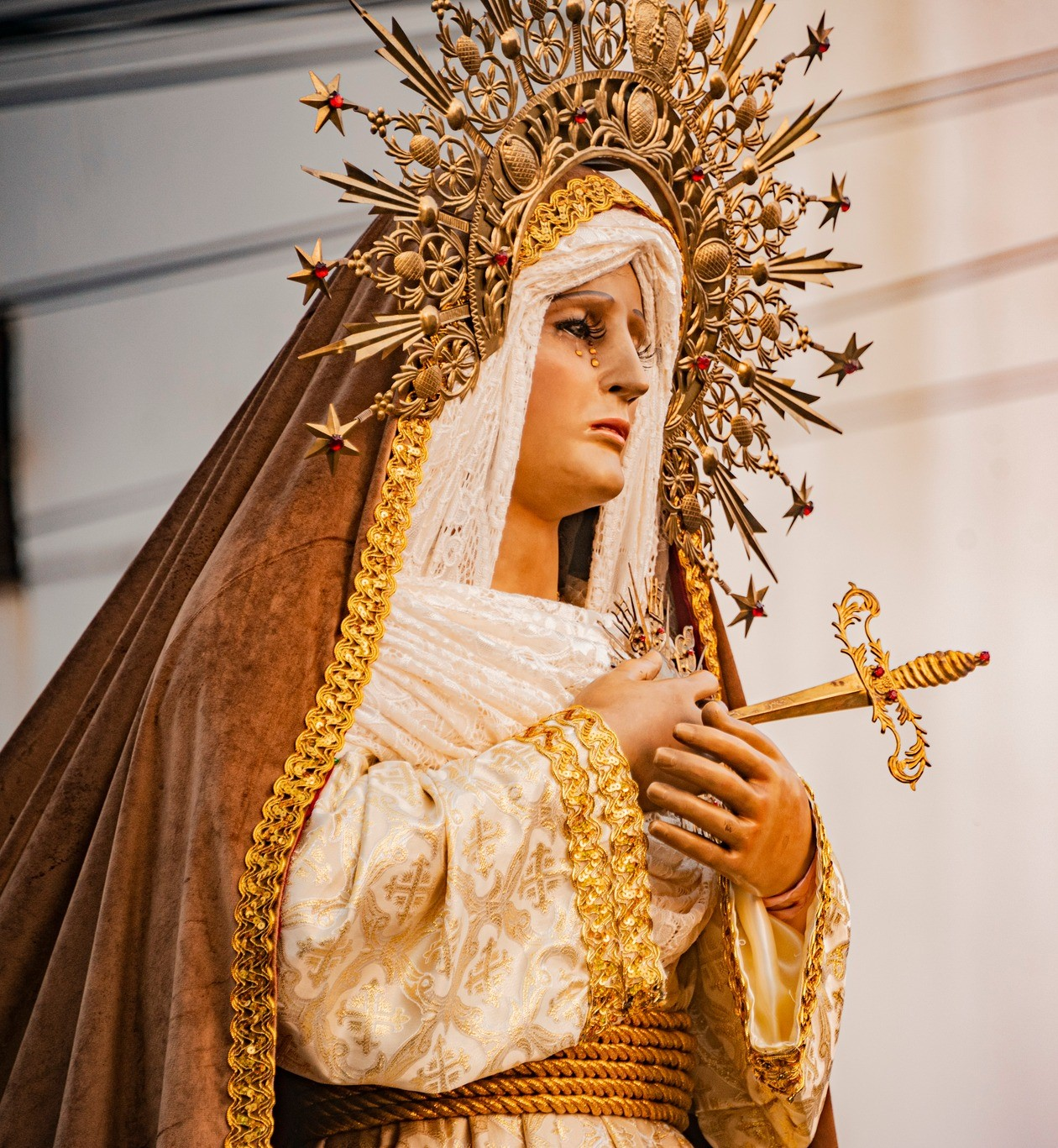
Virgen Dolorosa del Calvario, Cobán Alta Verapaz.

Antiguamente, su procesión se realizaba cada Domingo de Ramos, antes de 1966; hasta que las autoridades religiosas dispusieron que, pasará al Miércoles Santo, como es actualmente, ya que ese día no había actividades de esta naturaleza en Cobán. En aquel tiempo le acompañaban una cruz de vidrio o -Cruz Lem- de las hermandades, así como la imagen del evangelista San Juan de una cofradía.
Por su parte, la Dolorosa, que lo acompaña actualmente, llegó a Cobán en los años 90 y es procesionada únicamente los días Miércoles Santo. Antiguamente, la Dolorosa, que acompañaba al Nazareno, era una pequeña imagen que pertenecía a su Cofradía. Se cuenta que es la imagen que sacaron en procesión varios años en su inicio, luego dejaron de hacerlo por ser pequeña, pero que está vigente acompañando los viacrucis de cada viernes a Jesús Nazareno.

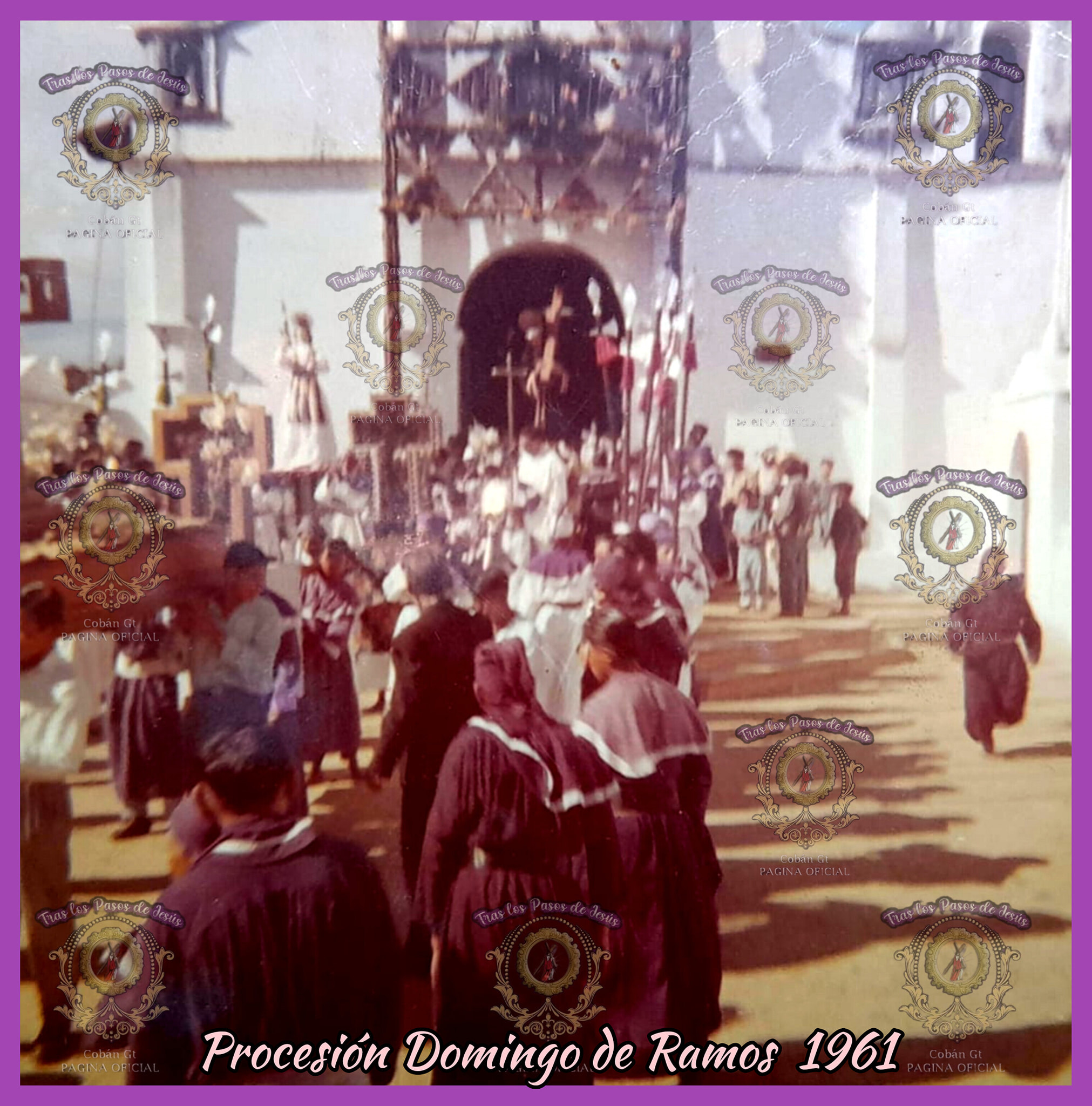
Antigua Procesión de Domingo de Ramos de Jesús Nazareno "Señor del Calvario", Cobán Alta Verapaz.

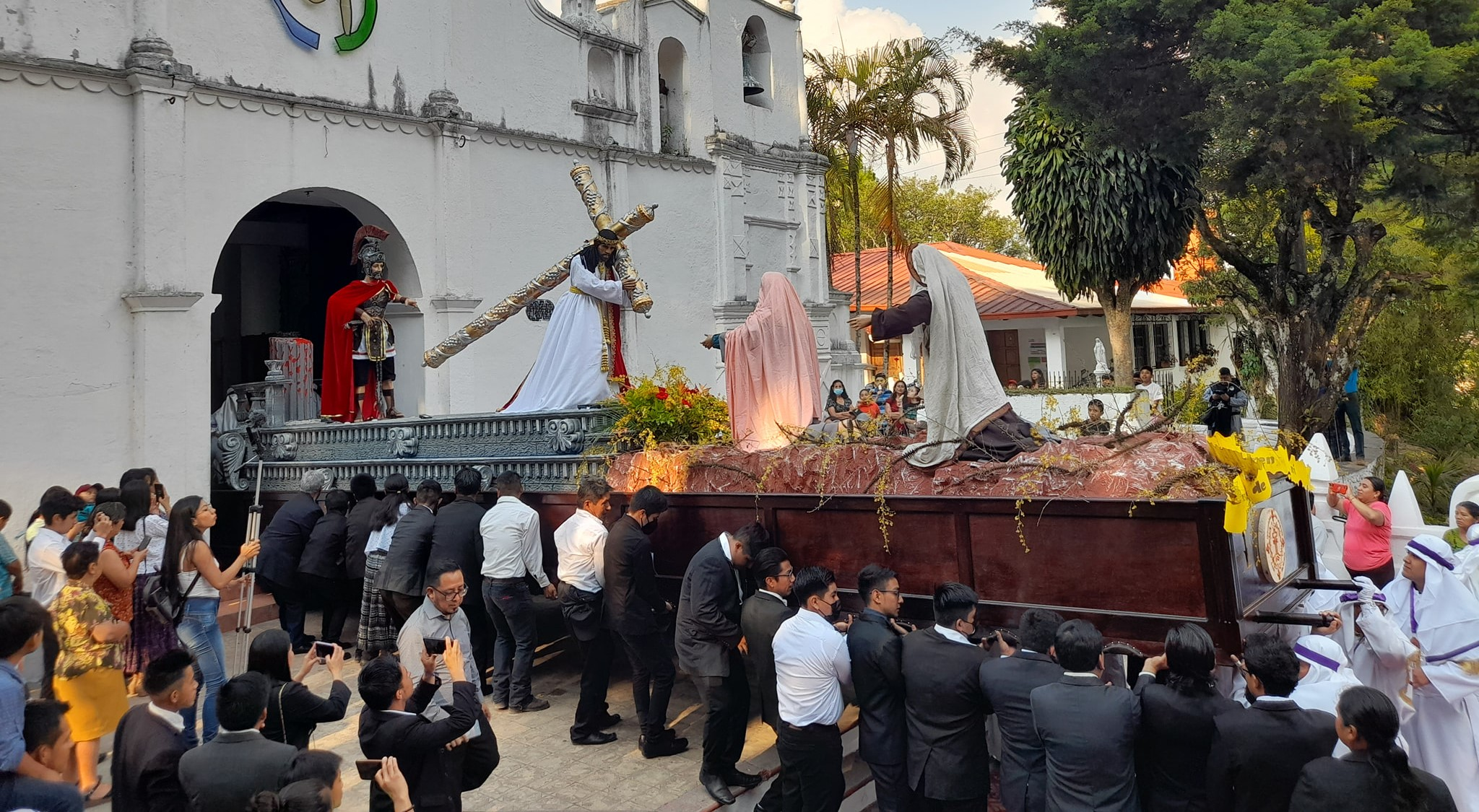
Salida del Cortejo Procesional del Señor del Calvario, Cobán Alta Verapaz.

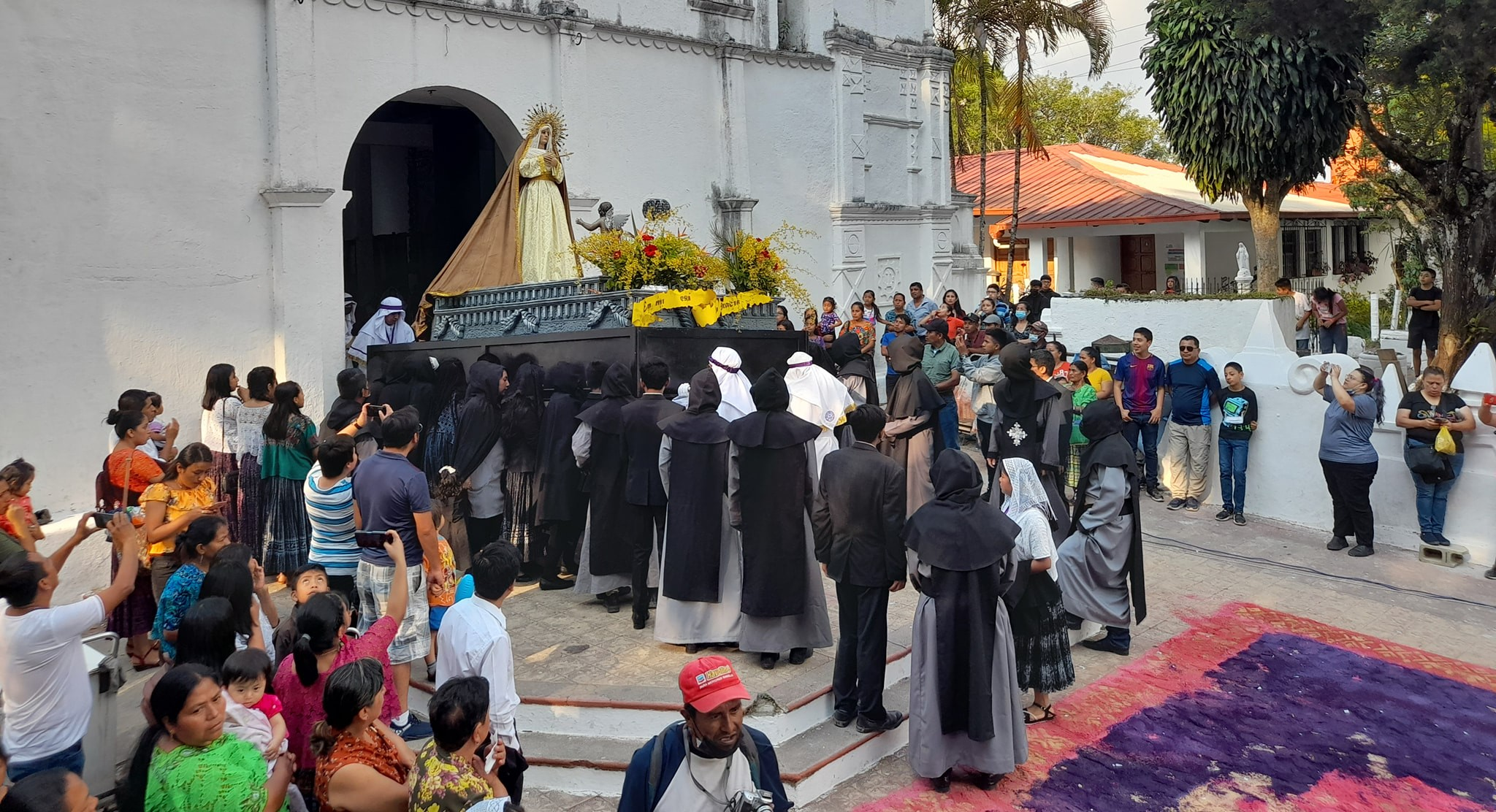
Salida del Cortejo Procesional de la Dolorosa del Calvario, Cobán Alta Verapaz.

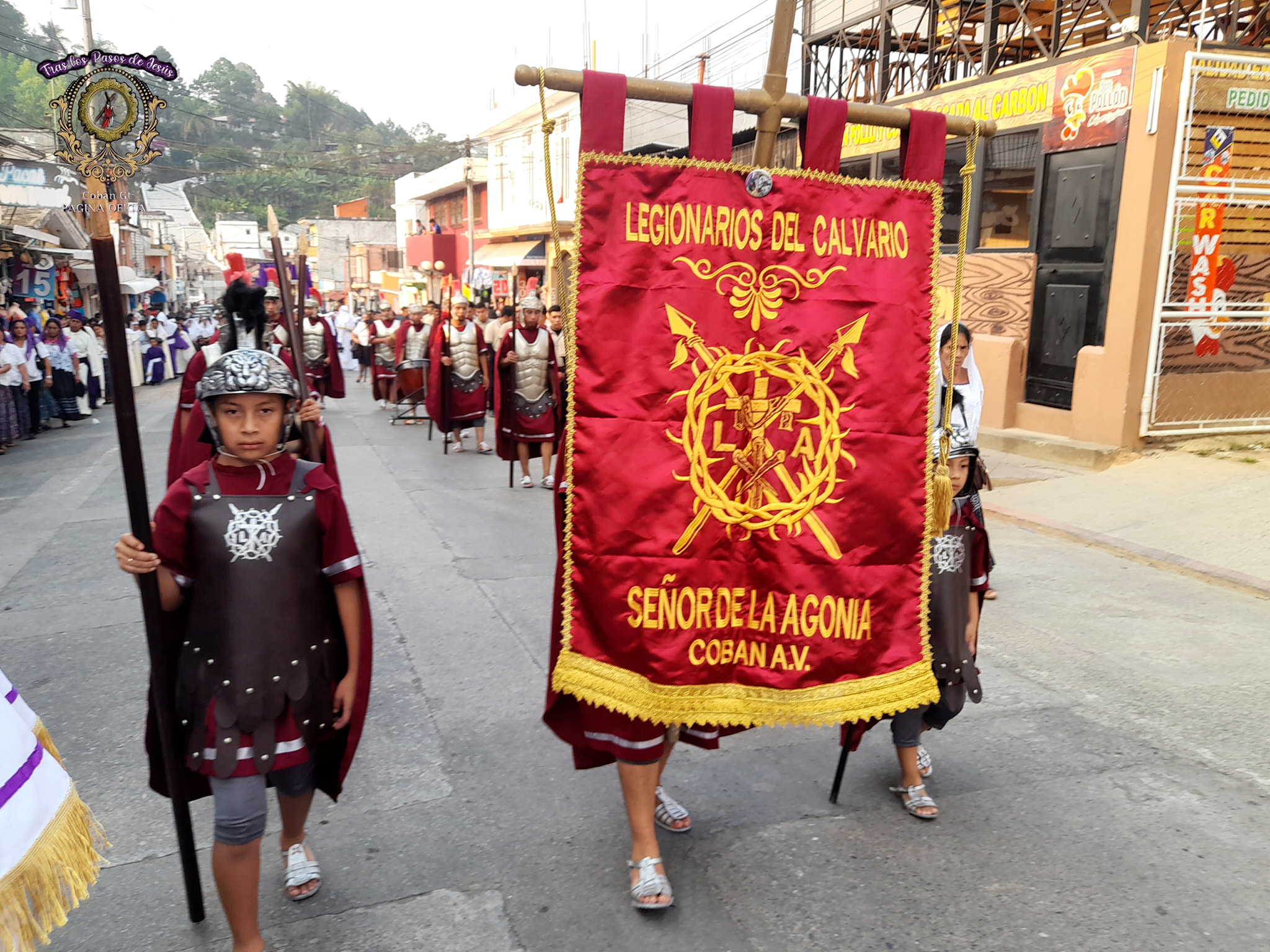
Legionarios del Calvario, Cobán Alta Verapaz.

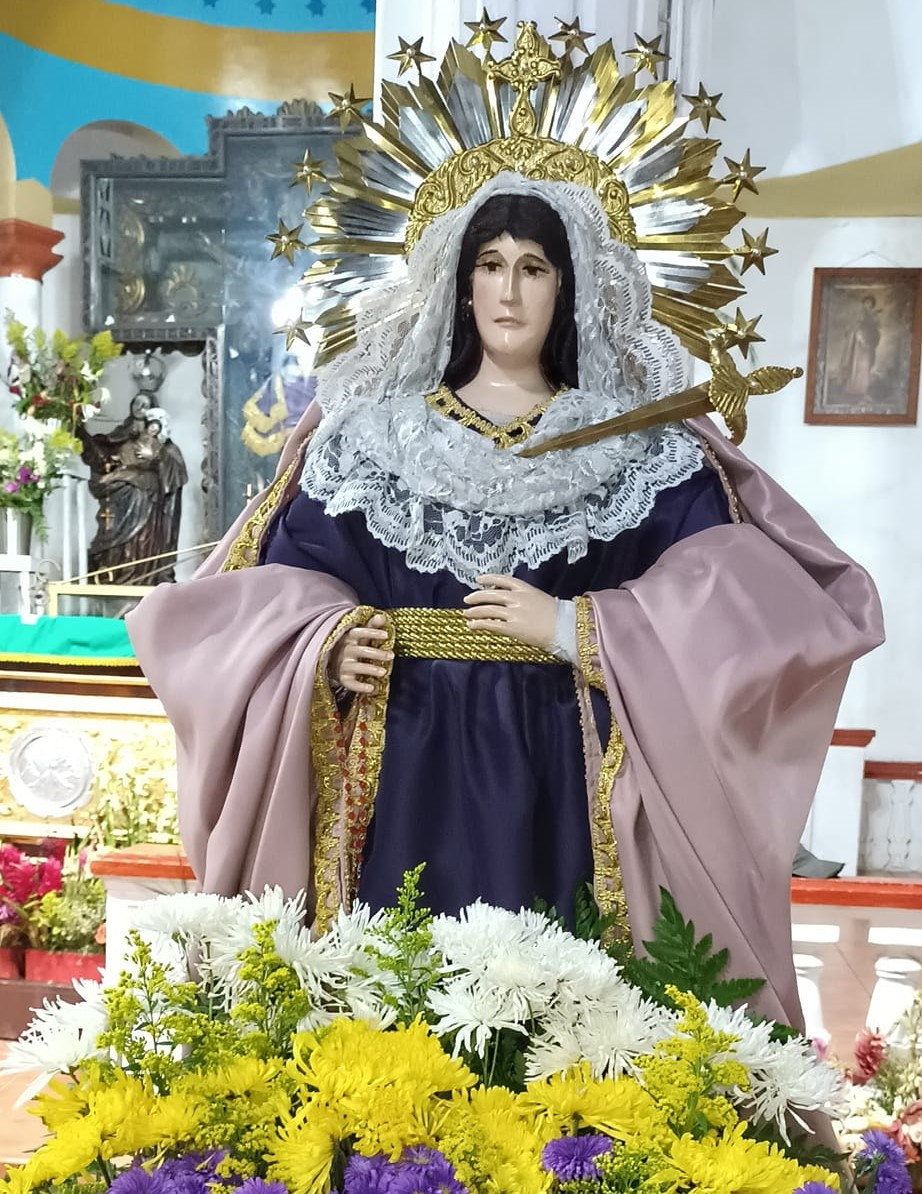
Antigua Virgen Dolorosa del Calvario

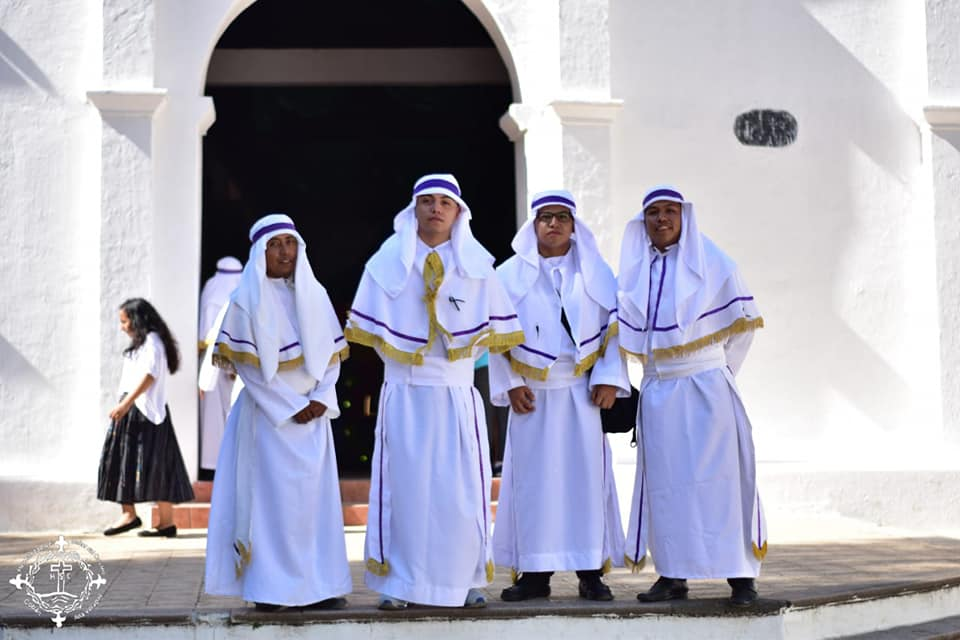
Vestimenta Oficial Hermandad Señor del Calvario, Cobán Alta Verapaz.

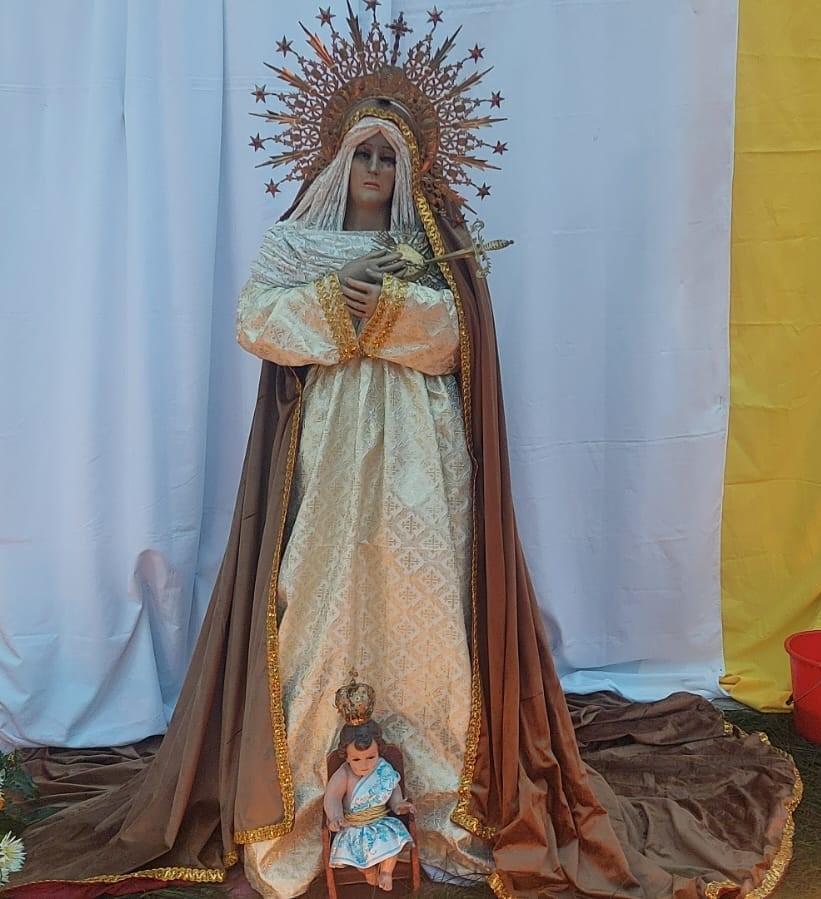
Dolorosa del Calvario

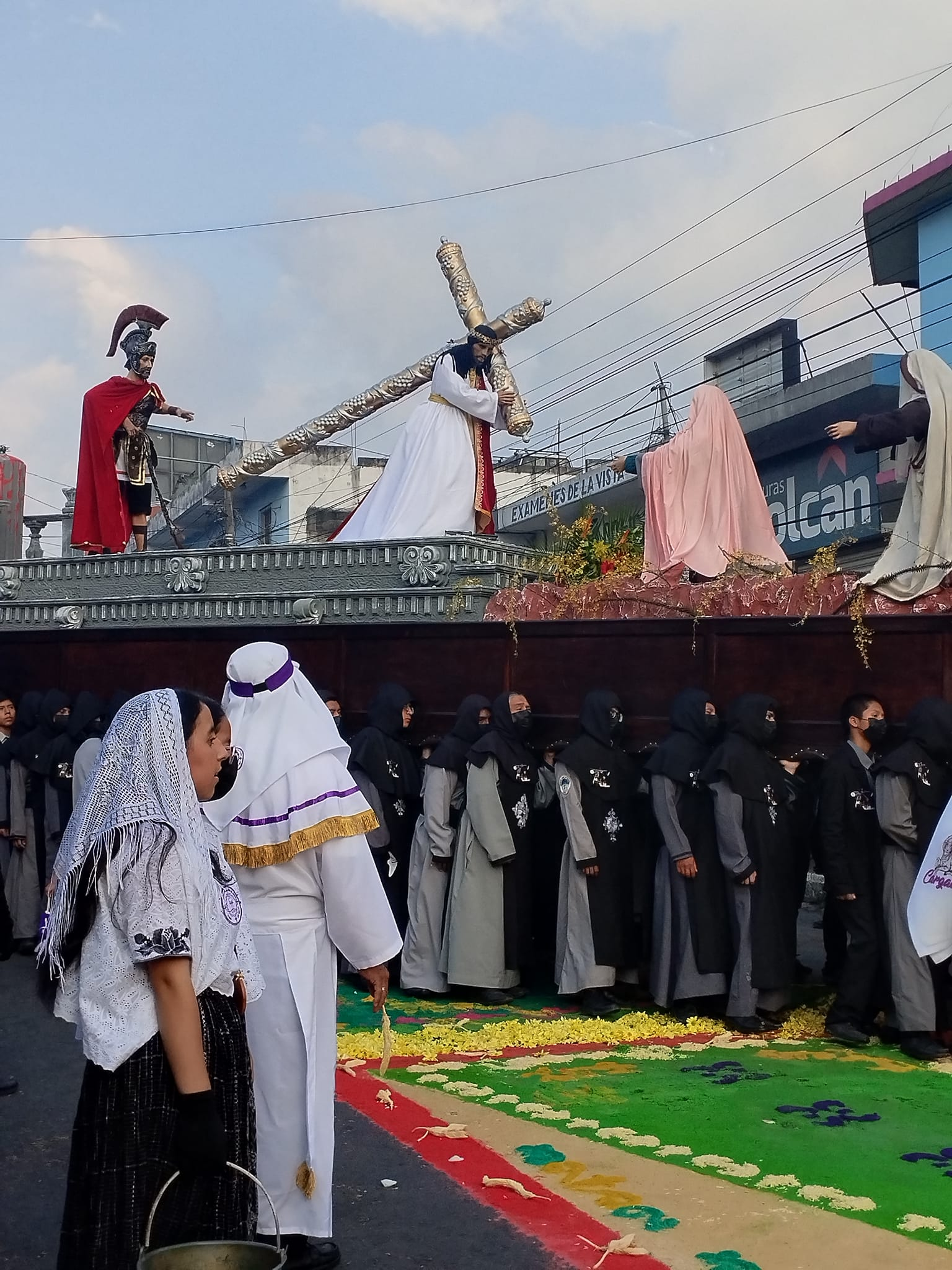
Procesión del Señor del Calvario 2023

#### Descanso en honor a Jesús Nazareno del Perdón; y Velación de Virgen Dolorosa del Perdón y la Apesarada Comitiva.

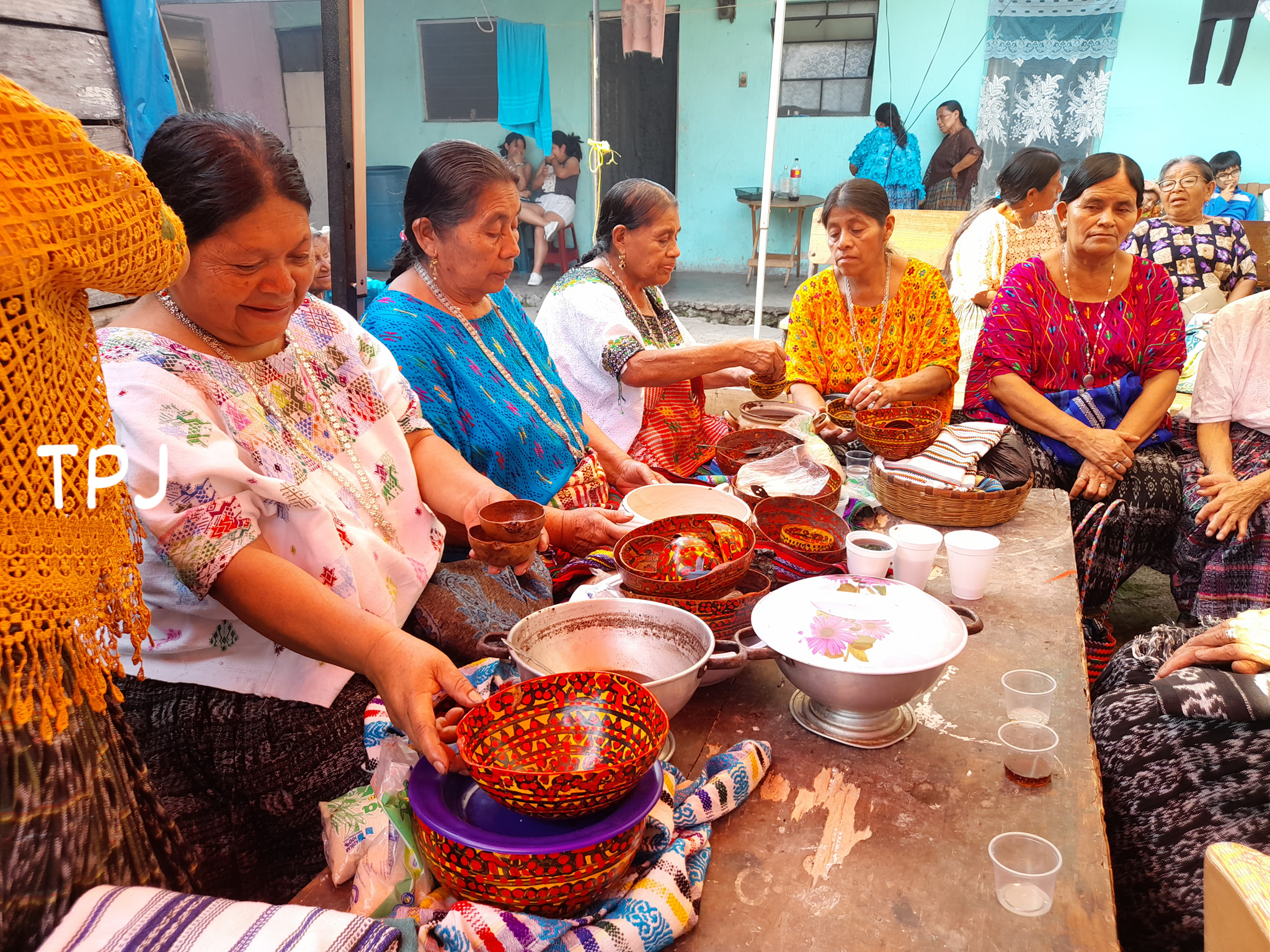
Las Cocineras de la Cofradía de Candelaria, Paabank del Señor Nazareno del Perdón.

El descaso es una actividad de carácter prehispánico único de las Verapaces, se dice que el primero en realizarse se hacía el día Jueves Santo en la Cofradía de Candelaria, antes de la procesión penitencial de Viernes Santo por la mañana. Los Cofrades solían colocar una Portada en la entrada de su casa, la cual servía de guía para que la población entrada a descansar, ya que algunos venían de lugares muy lejanos y dormían en la Cofradía. Los Cofrades solían darles alimentos a los visitantes, propios de la época y bebidas como el cacao, pinol y boj; y es de esta manera que nace esta actividad que hoy día se conoce como Paabank.

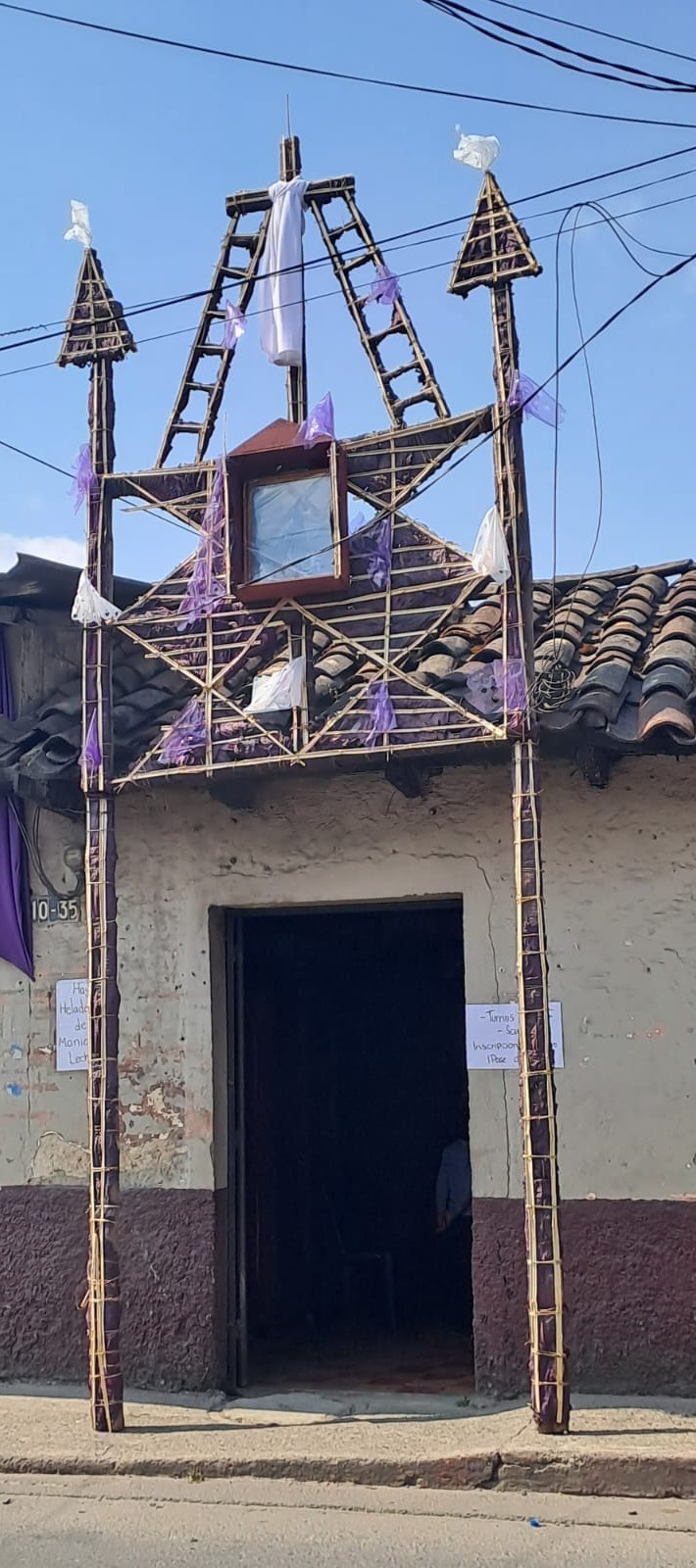
Portada de la Cofradía de Candelaria

En este día en la cofradía del Nazareno del Perdón “La Cofradía de Candelaria”, se realiza el tradicional descanso en su honor, previo a sus cortejos procesionales mayores. La actividad es paralela a su encarcelamiento, ya que la gente acostumbra ir tanto a visitarlo a catedral como el ir su cofradía y viceversa. Antiguamente, se realizaba el descanso el día Jueves Santo, sin embargo, el tiempo no alcanzaba, pues había más actividades durante ese día, y se decidió moverlo al día miércoles.
En la Cofradía, es expuesta a veneración pública la Dolorosa del Perdón; quien en horas de la tarde noche ascenderá a Iglesia Catedral para el cortejo mayor de Jueves Santo. También es expuesta a veneración la Apesarada Comitiva, conformada por: San Juan Apóstol, María Magdalena y La Verónica; quienes acompañaran al Nazareno del Perdón en sus cortejos oficiales de Jueves y Viernes Santo, y al Señor Sepultado Cristo de la Exaltación, en la tarde del último día mencionado.
Ya por último se encuentra expuesto: Jesús Nazareno de Candelaria, los cuadros, la cruz alta y las varillas altas de la cofradía. Se acostumbra que durante este día se ambiente con marimba y desde luego las tradicionales marchas fúnebres y a los visitantes se les proporciona el platillo típico del día “Pacayas en Recado” y las bebidas tradicionales.  

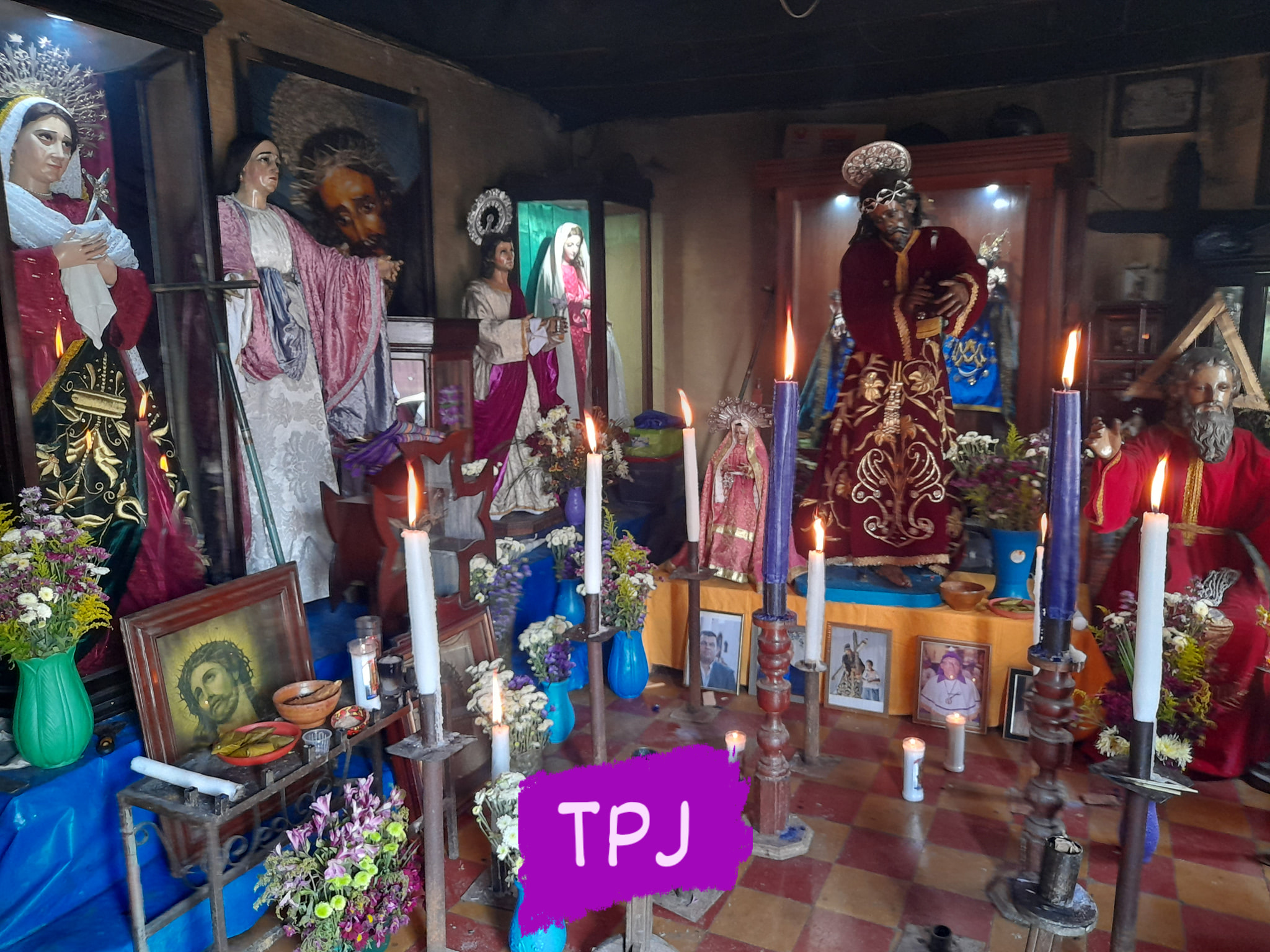
Chicab de la Cofradía de Candelaria, Miércoles Santo. Se aprecia a la Dolorosa del Perdón, Jesús Nazareno de Candelaria, Maria Magdalena, Santa Verónica, el Padre Eterno, Virgen Dolorosa Peregrina, Cuadros de la Cofradía, Candelas de cera grandes y el cuadro antiguo de la cofradía.

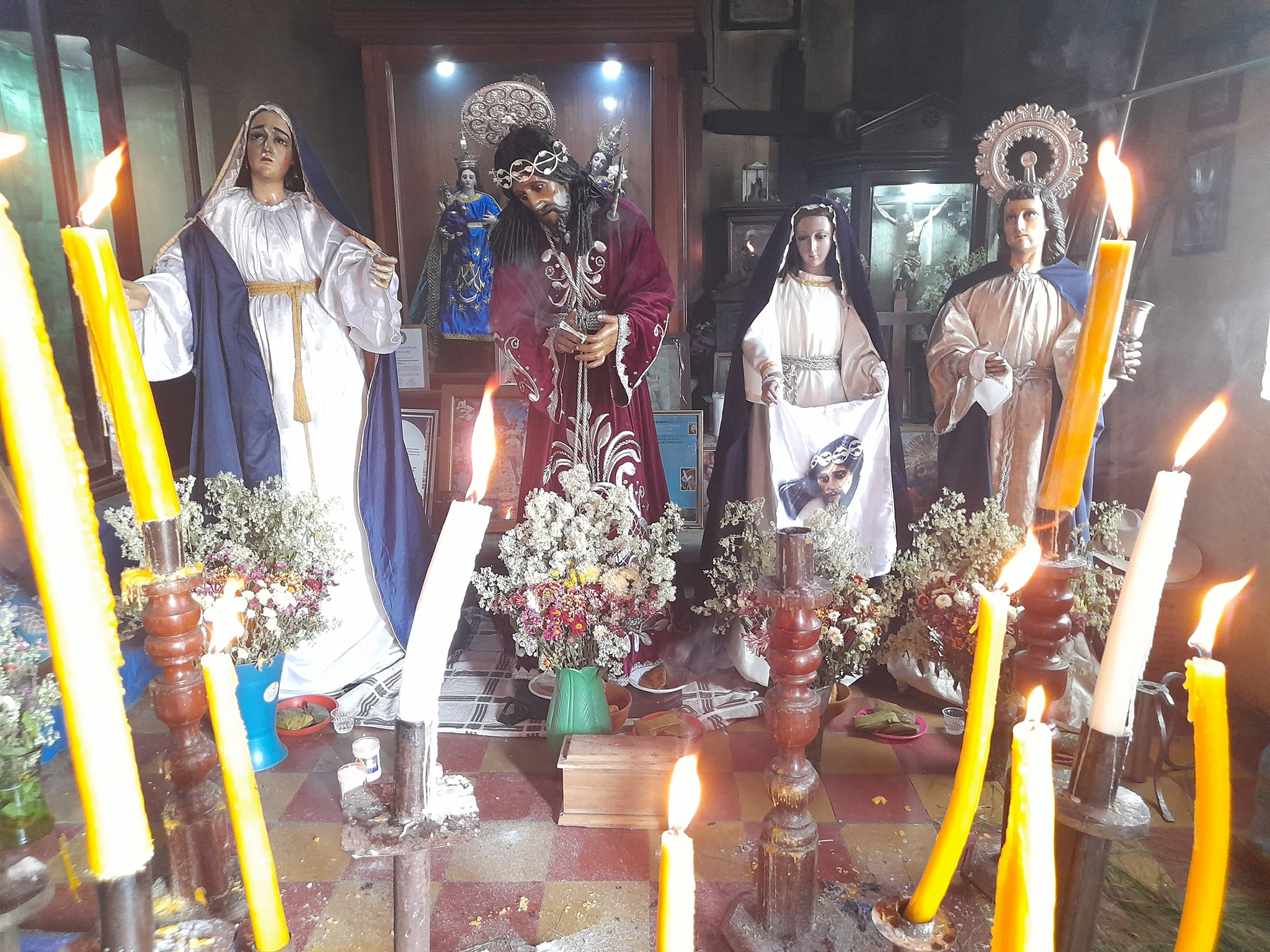
Chicab de la Cofradía de Candelaria 2023, Miércoles Santo. Se aprecia a Jesús Nazareno de Candelaria, Maria Magdalena, Santa Verónica, San Juan, Virgen de Candelaria en su camerino, y Candelas de cera grandes.

### JUEVES SANTO (JUEVES BLANCO DEL PERDÓN)

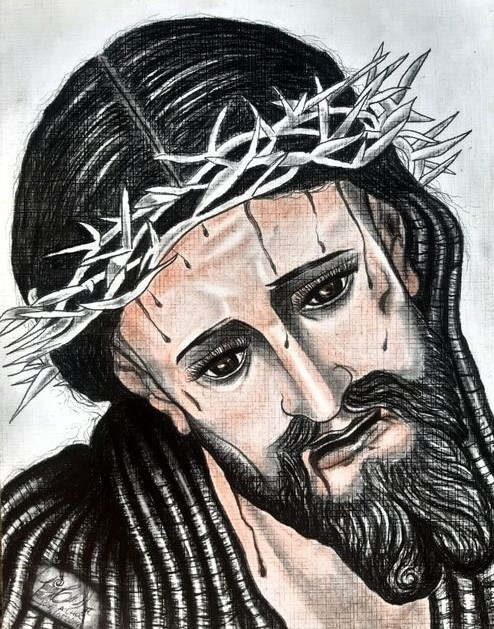
Retrato del Rostro de Jesús Nazareno del Perdón

#### Jesús Nazareno del Perdón y sus Ri 'xa 'an Q'awa'
Suena la Fanfarria Romana en el atrio de la Iglesia Catedral, las notas de la marcha fúnebre "Una Lagrima" vuelven a ser interpretadas dentro del templo, los Nazarenos visten de gala portando la vestimenta oficial del día, las mujeres portan con orgullo su indumentaria maya, las Ri 'xa 'an Q'awa' avanzan conforme se menea el anda del Nazareno, la Centuria Romana custodia el cortejo y el pueblo de Cobán se rinde de rodillas mientras esperan pacientemente la salida de Jesús Nazareno del Perdón, mientras el aroma del incienso y copal pom invaden el ambiente. El cortejo procesional de Jueves Santo en Cobán data desde el siglo XVII.

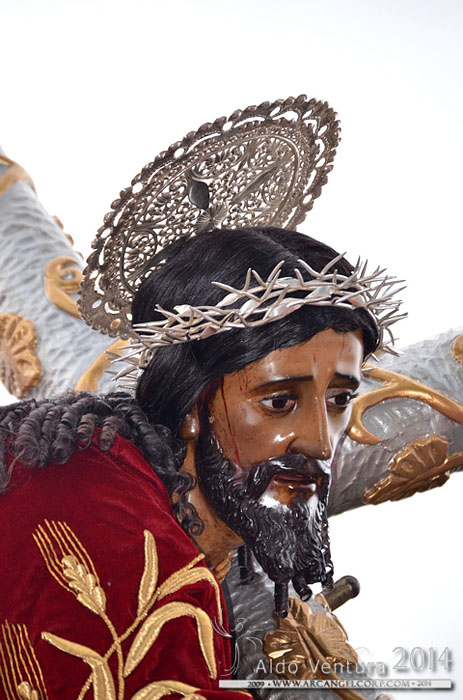
Jesús Nazareno del Perdón

La imagen de Jesús Nazareno del Perdón, mide 1.75m de altura, es una bella talla de autor desconocido; su expresión refleja el sufrimiento de Cristo rumbo al Calvario, mientras da un pequeño suspiro. Su rostro evoca una gran dulzura y su tez es morena, utiliza cabellos naturales y es el Nazareno más alto de la ciudad de Cobán. El verlo da la sensación de que realmente; está Jesús presente, y es la imagen de Jesús en Cobán, que más se parece a él. Es la imagen más respetada del pueblo Q’eqchi, y en torno a él, se realizan múltiples actividades, como la Reseña, el Encarcelamiento, su Paabank, el cortejo de Jueves Santo y el más importante, siendo su tradicional y místico viacrucis de cada Viernes Santo, conocido como La Penitencia.

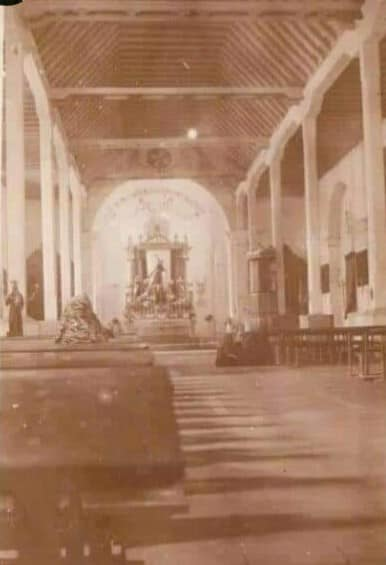
Jesús Nazareno del Perdón en el Altar Mayor de Iglesia Catedral,, Cobán, Alta Verapaz.

Los orígenes de Jesús Nazareno del Perdón son un misterio, no hay ningún documento que patente su llegada a la Iglesia Catedral de Cobán. El hablar de cómo llegó a Cobán es envolverse en relatos y leyendas, que más alimentan el enigma que rodea al Nazareno. Según personas, el Nazareno fue esculpido en 1927, ya que en su peana aparece este número varias veces. Sin embargo, esto no da certeza de su origen, ya que ese año, en el mes de enero, su Hermandad es fundada y se menciona que ya se contaba con la imagen; cabe resaltar que la hermandad ya existía antiguamente, solo que adoptaron por incluir el término Perdón. Otros afirman que el Nazareno llegó a finales del siglo XIX a la ciudad de Cobán, pero nuevamente no hay un documento que respalde esta teoría. Los más ancianos de Cobán afirman que la imagen es más antigua y argumentan que llegó en los mismos años que Jesús Nazareno de Candelaria y que antiguamente, su lugar dentro de la Iglesia Catedral, era en el Altar Mayor. Los abuelos cuentan, que en tiempos antiguos existía una gran confusión con respecto a la imagen que se procesionaba; así mismo mencionan que el Nazareno estaba en el altar mayor de la Iglesia Catedral.El misterio se torna aún más grande, pues la Cofradía de Candelaria cuenta con libros donde describen su historia y cómo adquirieron las imágenes que resguardan, y resulta asombro que nuevamente no hay ningún registro, de cómo llegó Jesús Nazareno del Perdón a ser resguardado por ellos, hasta después del año 1927, donde solo se menciona que es procesionado un Nazareno con una nueva advocación pero consiguientemente, se reintegra que ya se poseía a la imagen.  
Internamente en su cofradía se afirma que la imagen posee 450 años, y el hecho de que no existan registros de su llegada a Cobán, puede deberse, que al ser una talla muy restringida donde se prohibía estar lo más cerca posible, incluso para documentarlo, no se le halla permitido a los investigadores el poder estudiar a la imagen y hoy en día aun es así. Desde tiempos pasados, los únicos que pueden estar en contacto directo con el Nazareno, son los Cofrades. Algo que persiste hasta nuestros días, es el rito para vestir a la imagen. Solo las cofrades pueden hacer esta labor que se considera sagrada y a cuatro paredes, donde si están presentes, personas ajenas a ellas, recibirán un castigo ante la inmoralidad de ver al Ajaw, sin ser dignos; no cualquier persona puede estar presente, quienes participan directamente, llevan un camino de preparación.  

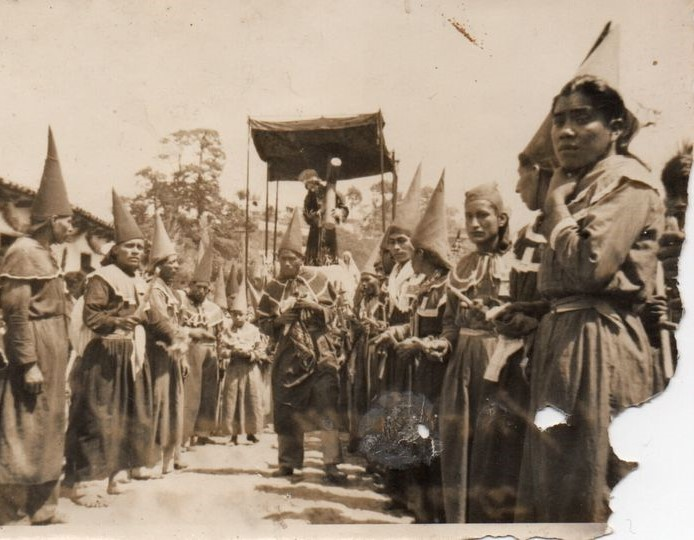
Jesús Nazareno del Perdón año 1956

La imagen es conocida por muchos aún solo como "Jesús Nazareno" y, desde tiempos pasados, así le han llamado únicamente. Una de las tantas versiones de su origen argumenta que fue esculpido en Cobán y el autor, el cual se desconoce, lo dejó en la Catedral, sin justificación alguna; según esta leyenda, la imagen quería ser resguardada dentro del templo. Cabe resaltar que la imagen jamás ha sido intervenida en algún proceso de restauración. Aunque su cortejo de Viernes Santo es el más antiguo de la Verapaces en realizarse, no se puede afirmar del todo que él haya sido el primer nazareno en procesionarse, pues la cofradía en su concepción hace 450 años se llamaba únicamente como: "La Cofradía de Jesús Nazareno". Pero sin importar cuando llegó a Cobán o cómo, es el Nazareno de los Abuelos y la imagen que mantiene la esencia de cómo fue el proceso de evangelización hace más de cuatro siglos en la Verapaces, y junto con las tradiciones y costumbres que se practican en torno a él, se mantiene viviente un legado ancestral, que mezcla el catolicismo con la cosmovisión maya y da como resultado la máxima expresión de cultura heredada de generación en generación, que jamás ha desaparecido y perdura recordando los orígenes de Cobán.

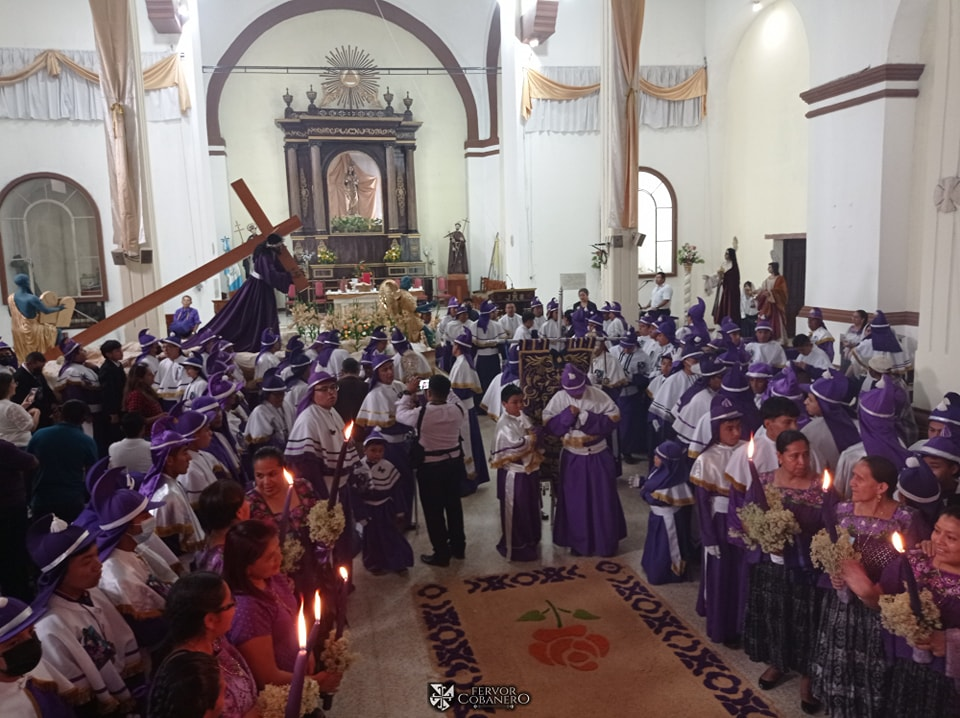
Instantes del Inicio del Cortejo Procesional de Jesús Nazareno del Perdón.

El día Jueves Santo en Cobán, también conocido como Jueves Blanco del Perdón, el cortejo procesional da inicio a las 16:00hrs., bajo los acordes de las marchas fúnebres oficiales "Jesús del Perdón" y "Una Lágrima", el mueble en que el Nazareno es procesionado es de 50 brazos, y a pesar de ser un mueble muy pequeño, es el más pesado de la Ciudad Imperial en procesionarse. Durante la tarde del Jueves Santo, siempre llueve en Cobán, sin importar en qué mes, la Semana Santa se celebre; los abuelos comentan que esa lluvia significa que Jesús está contento de volver a salir a las calles y se vuelve un milagro que las señoras Ri 'xa 'an Q'aawa', en ningún momento se les apague la llama de su candela. 

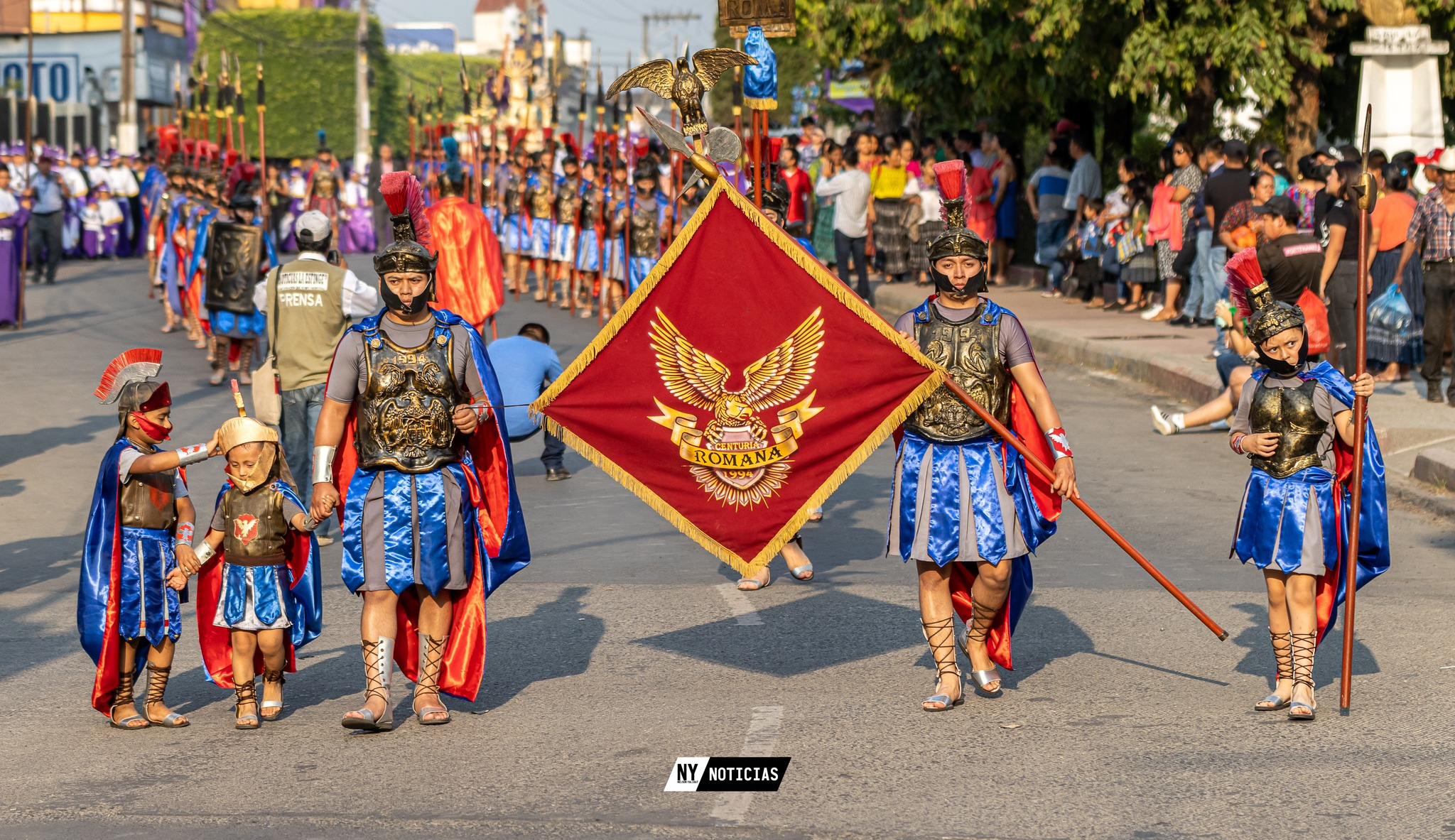
Centuria Romana de Cobán.

El Nazareno es custodiado por la Centuria Romana, dando la perspectiva de estar observando una procesión imperial, donde los más de 100 soldados hacen una enorme penitencia, que culmina al día siguiente con el ingreso del "Santo Entierro" en horas de la madrugada. En cada esquina hacen la interpretación de las Fanfarrias, anunciando que Jesús está cerca y actualmente es el primer cortejo de la Semana Santa en la que hacen su aparición los famosos Romanos.

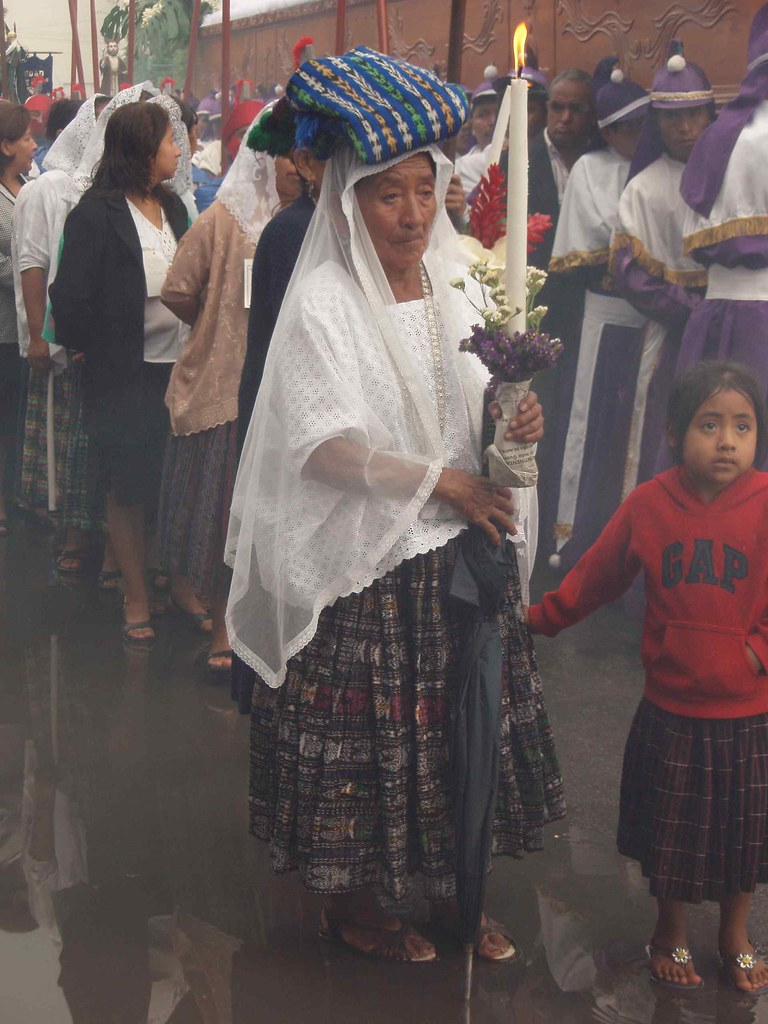
Ri 'xa 'an Q'aawa' de Jesús Nazareno del Perdón

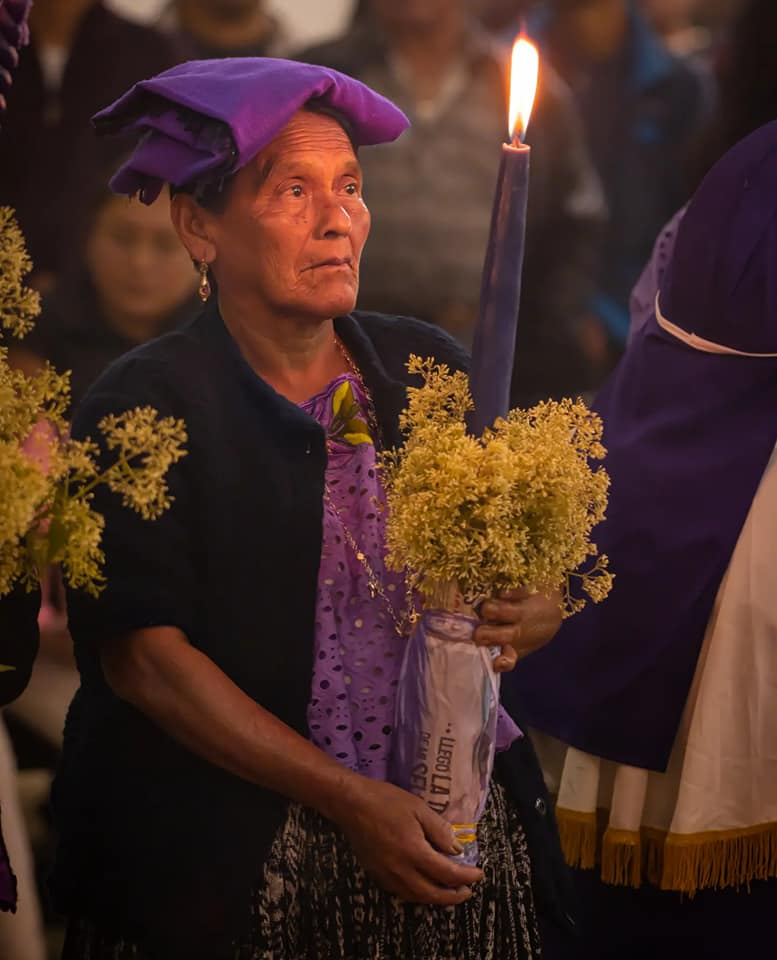
Ri 'xa 'an Q'aawa' de Jesús Nazareno del Perdón

En este cortejo procesional hacen su aparición las Ri 'xa 'an Q'aawa', las cuales son señoras que portan una candela grande sujeta con un ramo de flores, vistiendo con orgullo su traje típico: corte negro, güipil blanco y con tela de tul se cubren la cabeza en muestra de respeto; son el mayor distintivo del cortejo procesional. Algunos les llaman la comitiva de candelas y otros como las Cofrades de Candelas. La interpretación de las famosas Cofrades de Candelas surge hace cuatro siglos atrás, cuando no existía iluminación en las andas, al igual que las calles de Cobán; las Ri 'xa 'an Q'aawa' portaban sus velas de cebo y cera de gran tamaño, para alumbrar el paso del Nazareno en horas de la noche, al mismo tiempo eran las encargadas de custodiar a Jesús, y en Cobán, como no habían bandas y mucho menos bocinas para reproducir sonidos, ellas eran las encargadas de ir entonando durante todo el trayecto del cortejo, cantos de piedad popular, desde luego en su idioma materno Q’eqchi. Se puede denominar a ellas como el consejo anciano, ya que la mayoría de ellas son ancianas que por años han pertenecido a la Cofradía, y durante esos años sirven al Señor a la espera de ser las custodias del Nazareno del Perdón. El verlas a ellas acompañar al Nazareno es un gran acto de fe y durante todo el cortejo imponen respeto a la población, ya que a través de ellas reafirman las creencias ancestrales de la tierra de la verdadera paz.
En el cortejo se hacen presentes las Varillas Altas de la cofradía, representado el más alto emblema maya, que, al ir ubicadas delante del mueble procesional, dan la connotación de ir guiando el andar de la imagen. En este día hacen su presencia las imágenes de San Juan Apóstol y Santa María Magdalena, que, a diferencia de la Ciudad Capital y Antigua Guatemala, en lugar de ir con la Virgen, ellos van detrás del anda de Jesús.

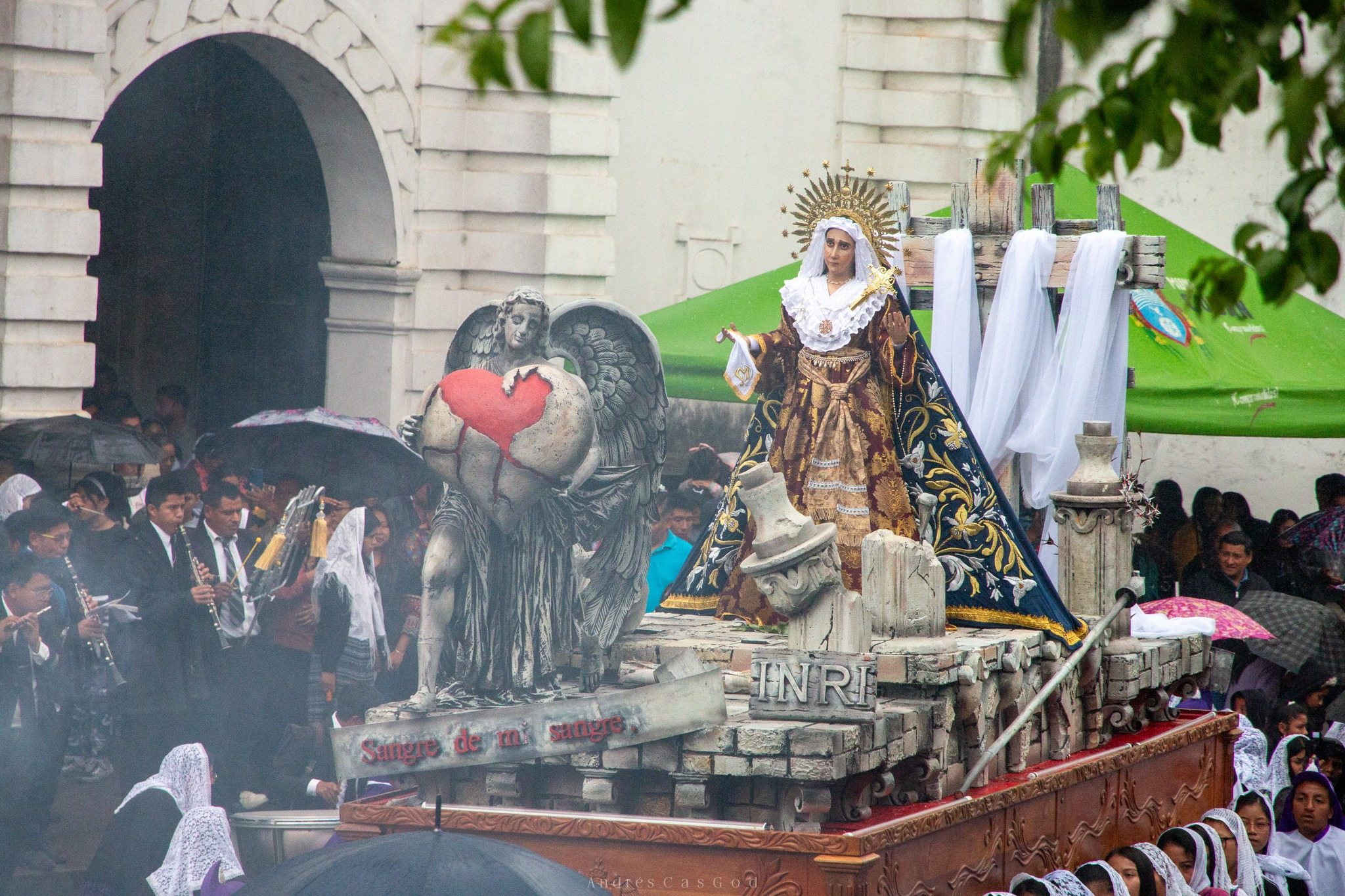
Procesión de Virgen Dolorosa del Perdón

En el cortejo de Jueves Santo, también hace su presencia la Dolorosa del Perdón, quien a su paso es la protagonista de súplicas de perdón de su pueblo, por el martirio que su hijo está sufriendo, por un pueblo cruel y pecador. La Dolorosa que antiguamente salía en procesión para este día era la Dolorosa de la Familia Bac Yat, que por siglos era la acompañante del cortejo de Jueves Santo y Viernes Santo por la mañana.

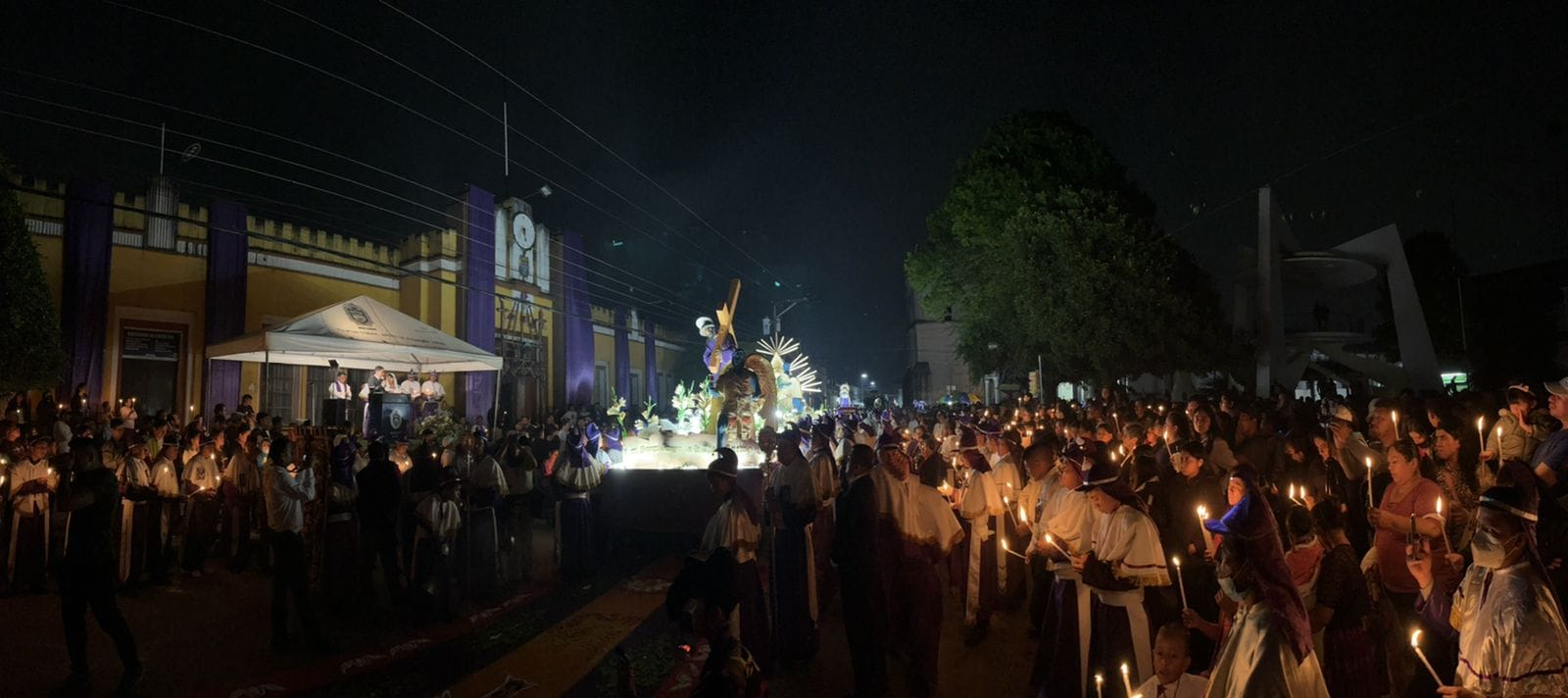
Recibimiento de Jesús Nazareno del Perdón en el Palacio Municipal de Cobán.

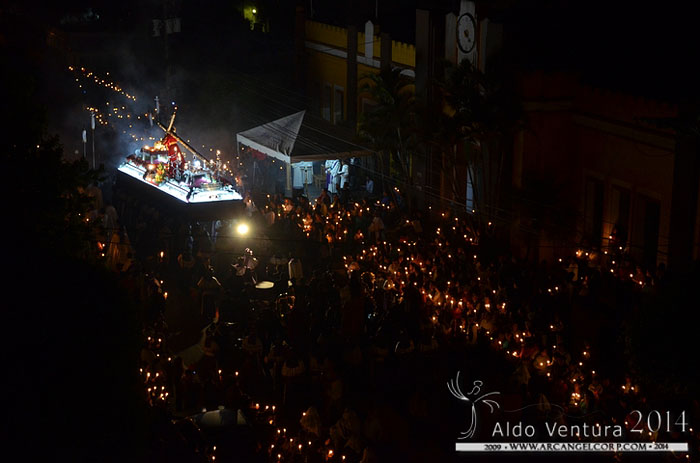
Despedida de Jesús Nazareno del Perdón en el Palacio Municipal de Cobán.

La procesión recorre las principales calles y avenidas de la Ciudad Imperial de Carlos V; en su trayecto visita su Cofradía y la Antigua Cofradía de Dolores. Siendo las 23:00 horas la procesión arriba al parque central de Cobán, y en la municipalidad, como es estipulado desde hace muchos años, se realiza una parada procesional, donde se ejecuta un protocolo; mientras tanto el parque central es abarrotado por las personas, portando una vela blanca en símbolo de respeto a lo que acontecerá en los próximos minutos. A tan solo minutos de ser media noche, y con el protocolo concluido, las andas son levantadas; y es a las 00:00hrs. cuando en el parque Gabriela Mistral se da el momento más especial de la jornada: al compás de la marcha fúnebre La Granadera, Jesús y María se despiden. La Virgen da la vuelta al parque central e ingresa a la Iglesia Catedral; la mayoría de personas se queda con ella. Por su parte, Jesús se dirige hacia al templo El Calvario, para hacer su ingreso y asombrosamente quienes más lo siguen son las mujeres. Al llegar al Calvario, se pide permiso en cada uno de los oratorios, en cada una de las portadas y los monolitos para poder subir a Jesús. Siendo ya de madrugada, se vuelve una hazaña el subir al nazareno por el cerro de 137 gradas, y cuando se está en el atrio del templo en la cima, se procede a quitarle su cruz, ya que al ser un nazareno muy alto su cabeza roza con la entrada del templo y no hay espacio para que la cruz pase. Después de lo ya mencionado, el Nazareno se resguarda en el Calvario, a la espera de unas cuantas horas de iniciar su tradicional y mítico descenso rumbo a Catedral, en su histórica procesión de La Penitencia.
En el año 2023, por parte de la Municipalidad de Cobán, la Hermandad de Jesús Nazareno del Perdón y Cofradía de Candelaria, fue declarada Patrimonio Cultural Intangible del Municipio, por su legado e historia, al ser los pioneros en las actividades de piedad popular hace más de 450 años, reafirmando la importancia de la que es considerada la más alta cofradía de la región instruida por los habitantes originarios de Cobán y los Dominicos.

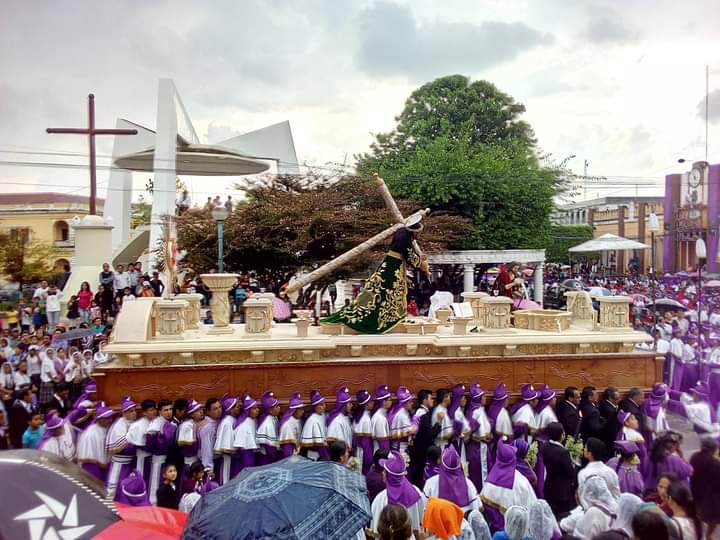
Cortejo Procesional de Jesús Nazareno del Perdón.

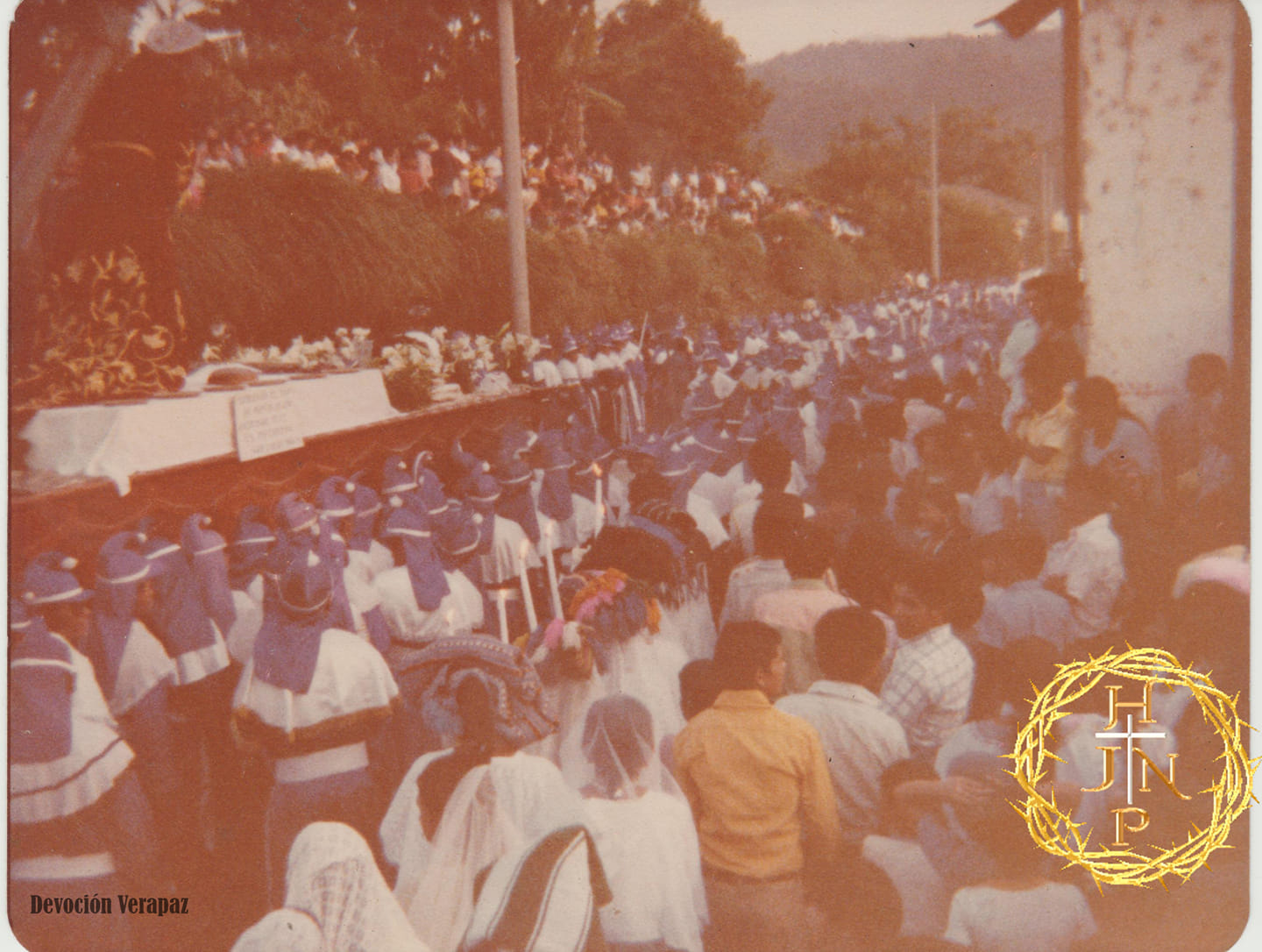
Antiguo Recorrido de la Procesión de Jueves Santo 1990

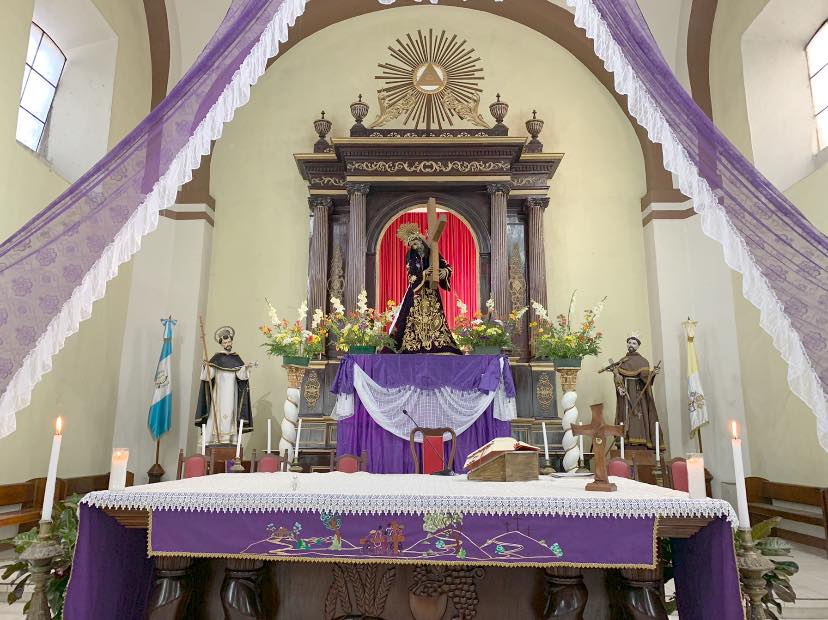
Jesús Nazareno del Perdón, en el Altar Mayor de la Iglesia Catedral, después de 60 años

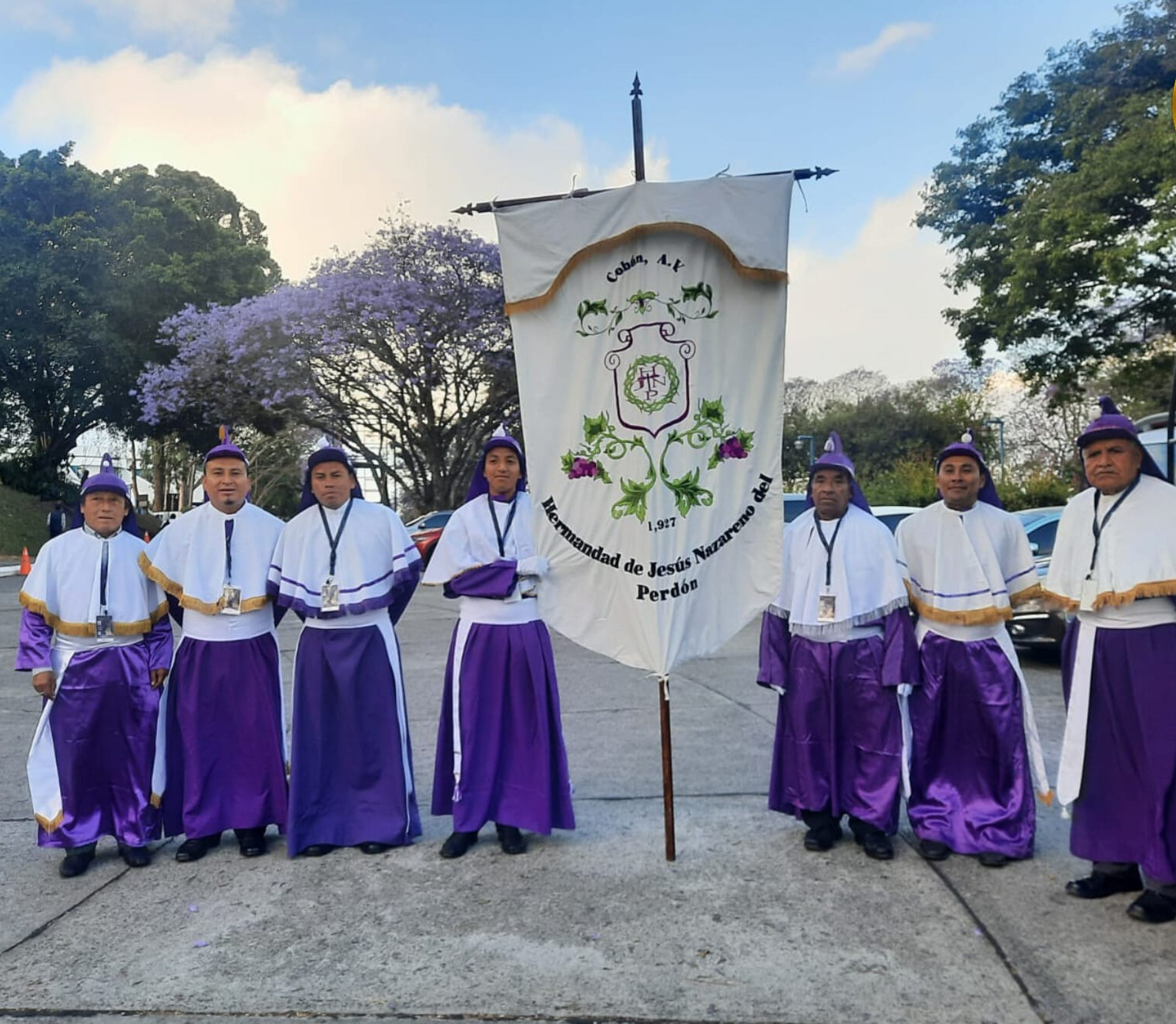
Hermandad de Jesús Nazareno del Perdón y Cofradía de Candelaria

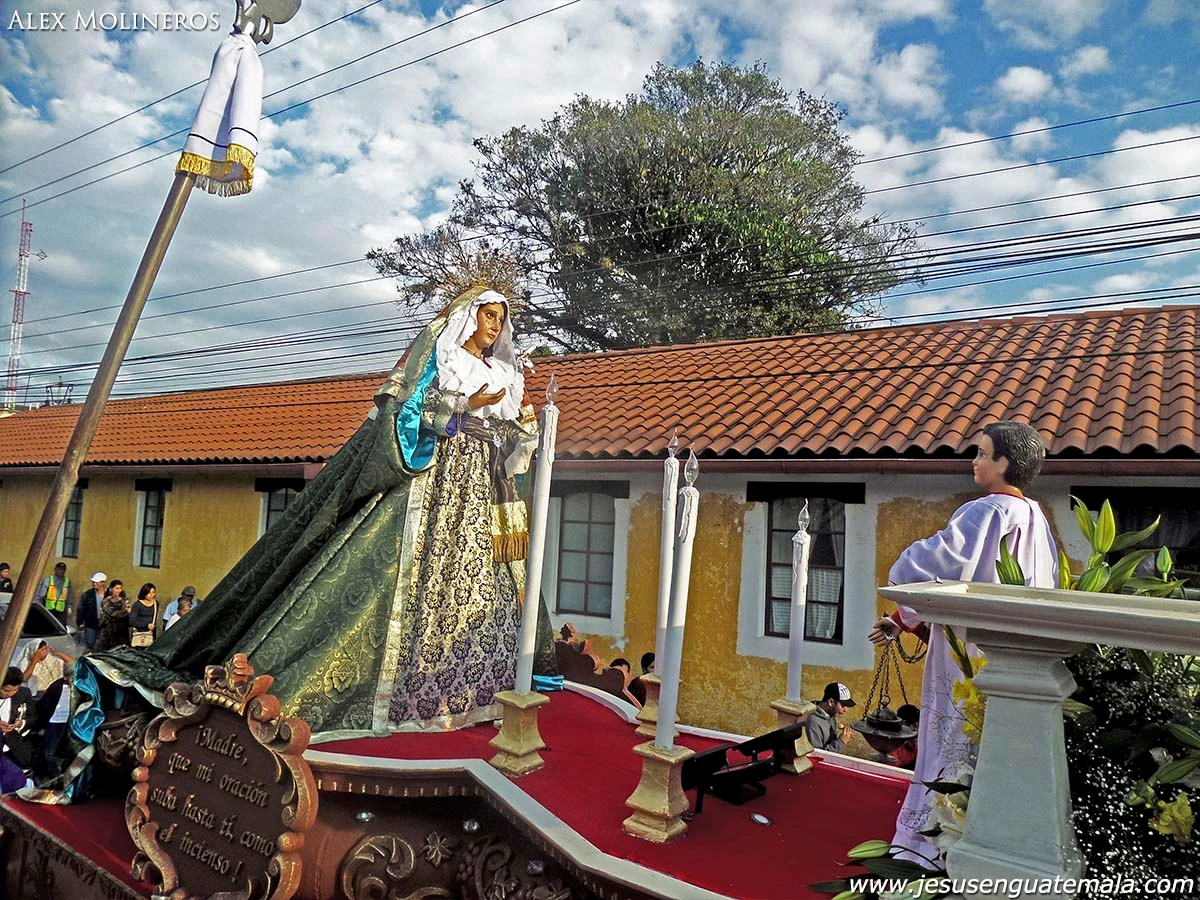
Procesión de Virgen Dolorosa del Perdón Cobán, Jueves Santo 2015.

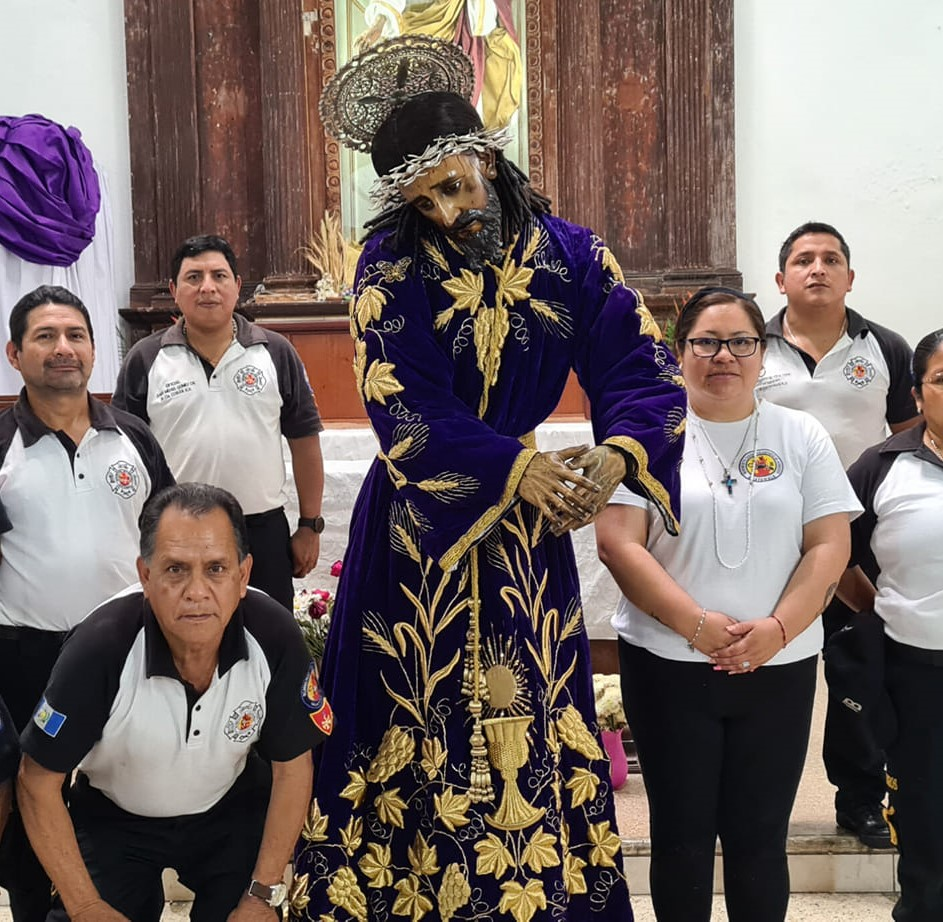
Jesús Nazareno del Perdón y 36 Compañía de bomberos voluntarios, quienes cada año gustosos realizan la alfombra en el interior de Santa Iglesia Catedral, en Jueves Santo.

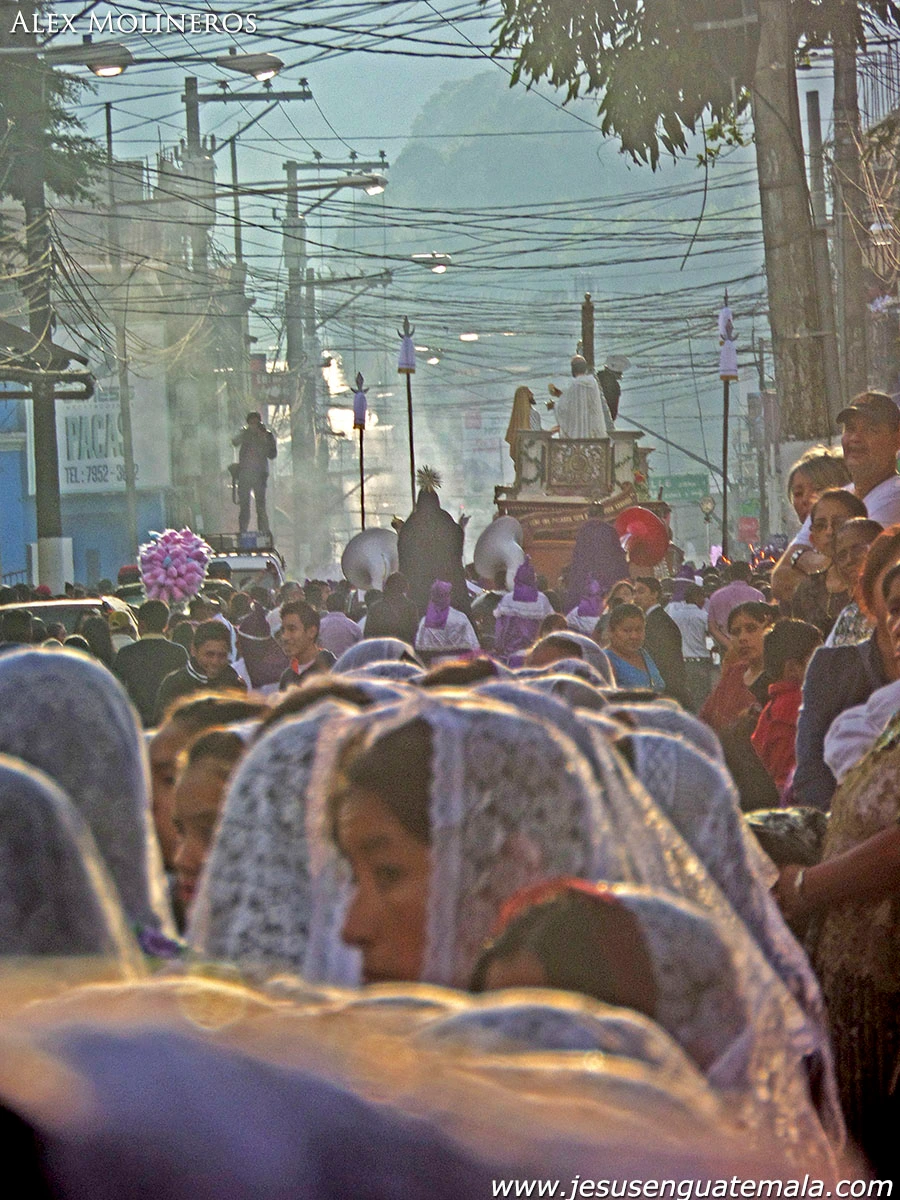
Postal de Cortejo Procesional de Jesús Nazareno del Perdón

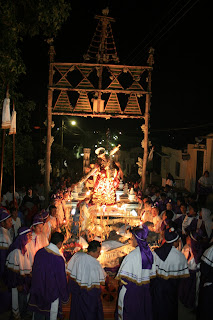
Llegada de Jesús Nazareno del Perdón al pie del Calvario, de fondo la Antigua Gran Portada y feligresía.

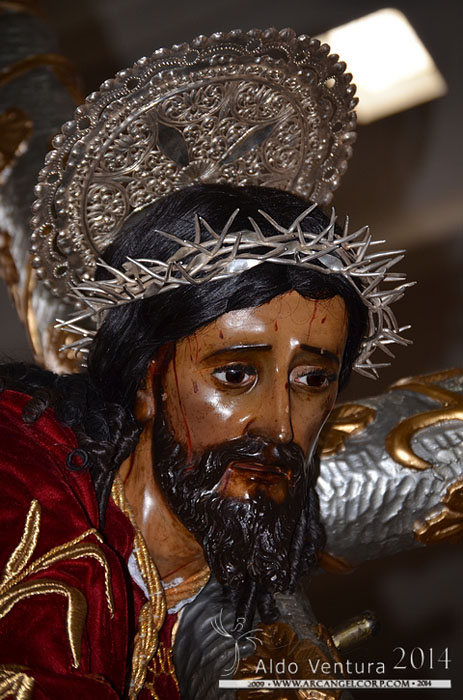
Rostro de Jesús Nazareno del Perdón, Cobán Alta Verapaz.

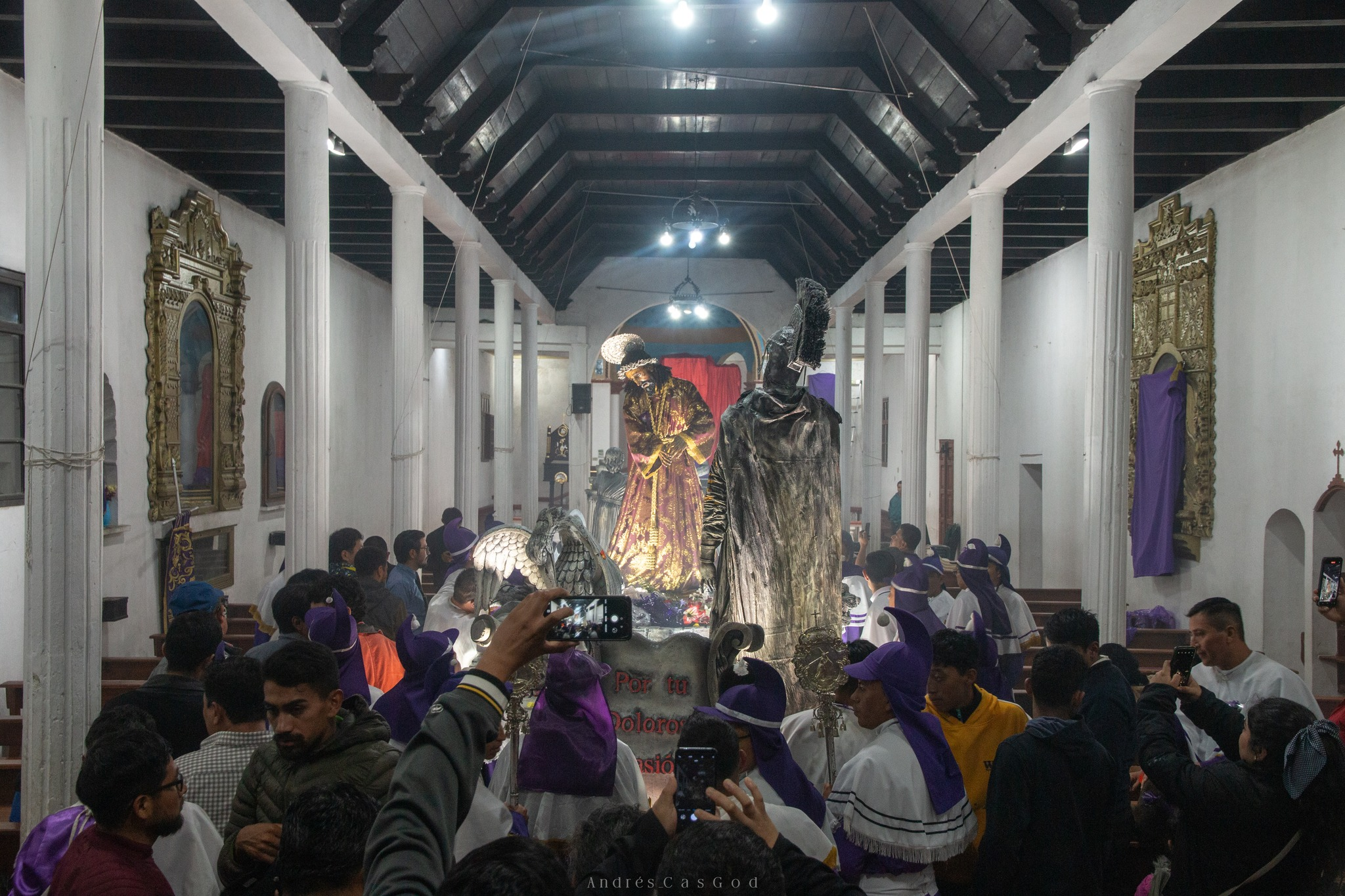
Jesús Nazareno del Perdón en el Interior del Calvario, Cobán, Alta Verapaz, año 2024.

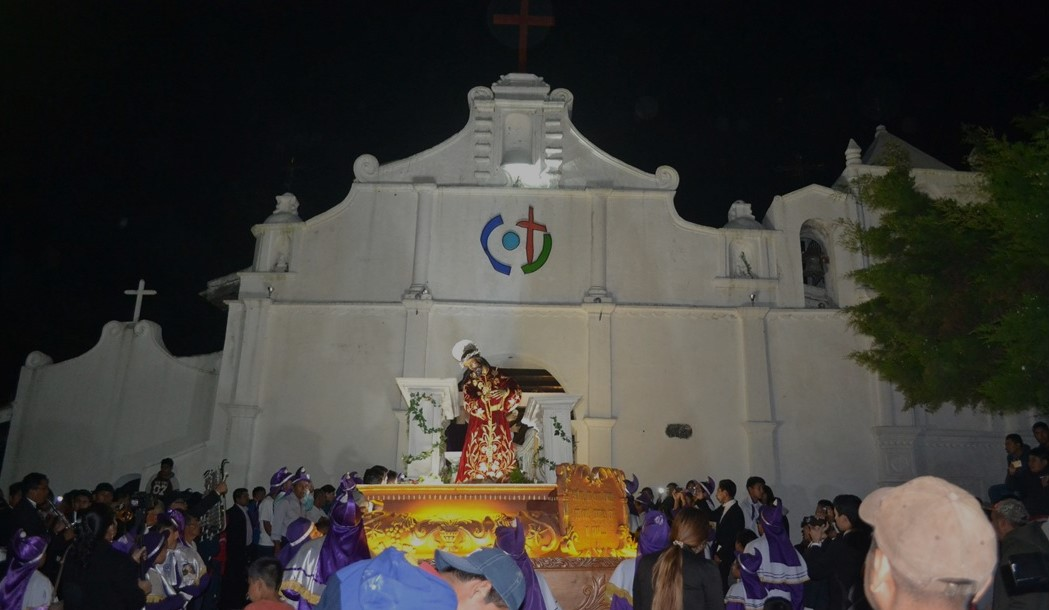
Jesús Nazareno del Perdón, en la cima del cerro sagrado. Atrio del Templo "El Calvario".

### VIERNES SANTO

#### Jesús Nazareno del Perdón “La Penitencia” Procesión Ancestral

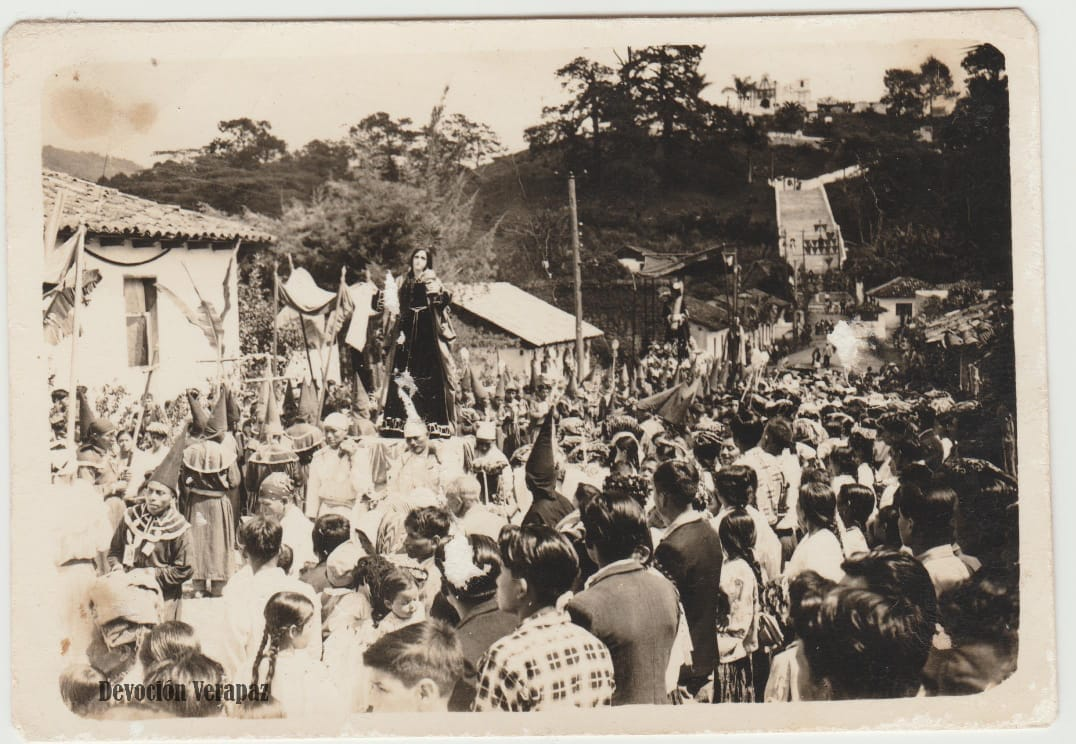
Cortejo Procesional de Jesús Nazareno del Perdón en Viernes Santo por la mañana, siglo XX

A los primeros rayos de luz del día, se puede apreciar cómo el pueblo Q’eqchi empieza a subir el Calvario mientras en cada oratorio, portada y monolito, se detienen para pedir permiso de continuar subiendo al templo, para contemplar al Nazareno del Perdón, que alrededor de las 7:30:00 horas emprenderá su Viacrucis con rumbo a la Iglesia Catedral para ingresar a las 12:00 horas.
Es el cortejo más antiguo del cual se tiene registro en la ciudad de Cobán. Fue enseñado por los frailes dominicos a los habitantes originarios hace más de 450 años, y es un cortejo que reúne elementos únicos que mezclan el catolicismo y la cosmovisión maya. Es considerada la procesión de procesiones por parte del pueblo Q’eqchi y la más importante de la región. Es la manifestación viviente de cómo fue el periodo de evangelización hace más de cuatro siglos en la Verapaz, y la esencia de los pueblos originarios de Guatemala.

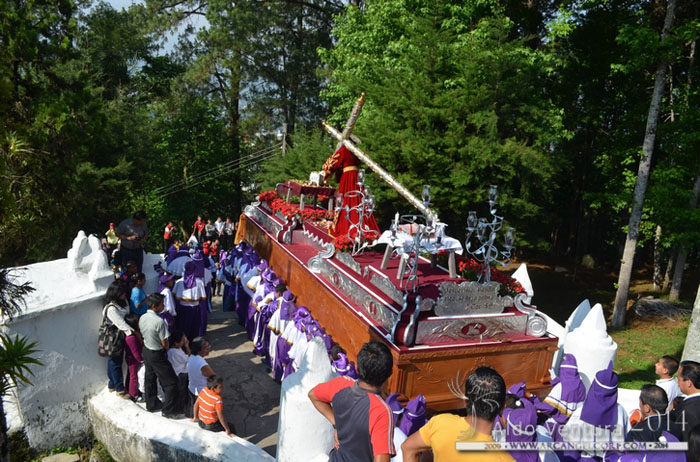
Primer giro en el graderío del cerro sagrado, "La Penitencia" el Calvario, Cobán, Alta Verapaz.

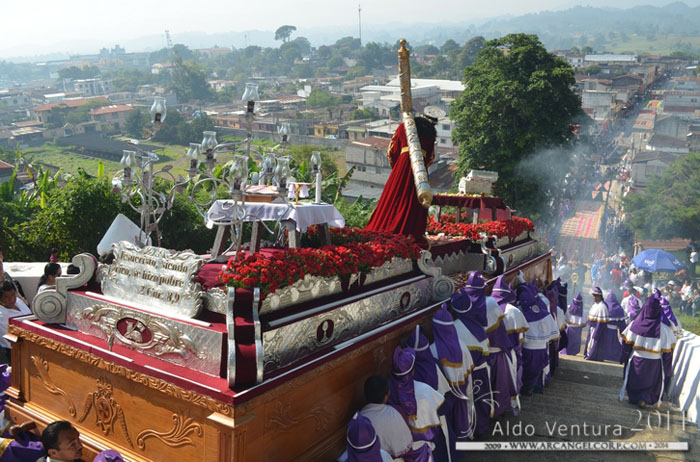
Último giro en el graderío del cerro sagrado, "La Penitencia" el Calvario, Cobán, Alta Verapaz.

Para este día, el Nazareno porta su tradicional túnica roja, misma que solo usa el Viernes Santo y lleva consigo su cruz más antigua. Para descender del Calvario, son necesarios siete turnos. Hablar de esta procesión es mencionar muchos elementos que la hacen única. Durante todo el recorrido se escucharán cantos en idioma Q’eqchi; el viacrucis también es rezado en el idioma mencionado; cabe resaltar que el viacrucis sufre una modificación: la estación 4, la cual es el encuentro de Cristo con su Madre, pasa a ser la estación 6, el motivo: mientras Jesús desciende el Calvario, la Virgen de Dolores egresa de la Iglesia Catedral para el encuentro con su hijo en el histórico cruce de la Avenida del Calvario, donde se realiza el encuentro desde siglos pasados. Se hacen presentes en el cortejo, la apesarada comitiva, las tres cruces de la antigua cofradía Rokik Cha, Jesús Nazareno Peregrinó y el cuadro de la Cofradía del Dulce Nombre de Jesús, quienes, antes de que Jesús ingrese a Catedral, realizan la cortesía de despedida, indicando que todo ha terminado.

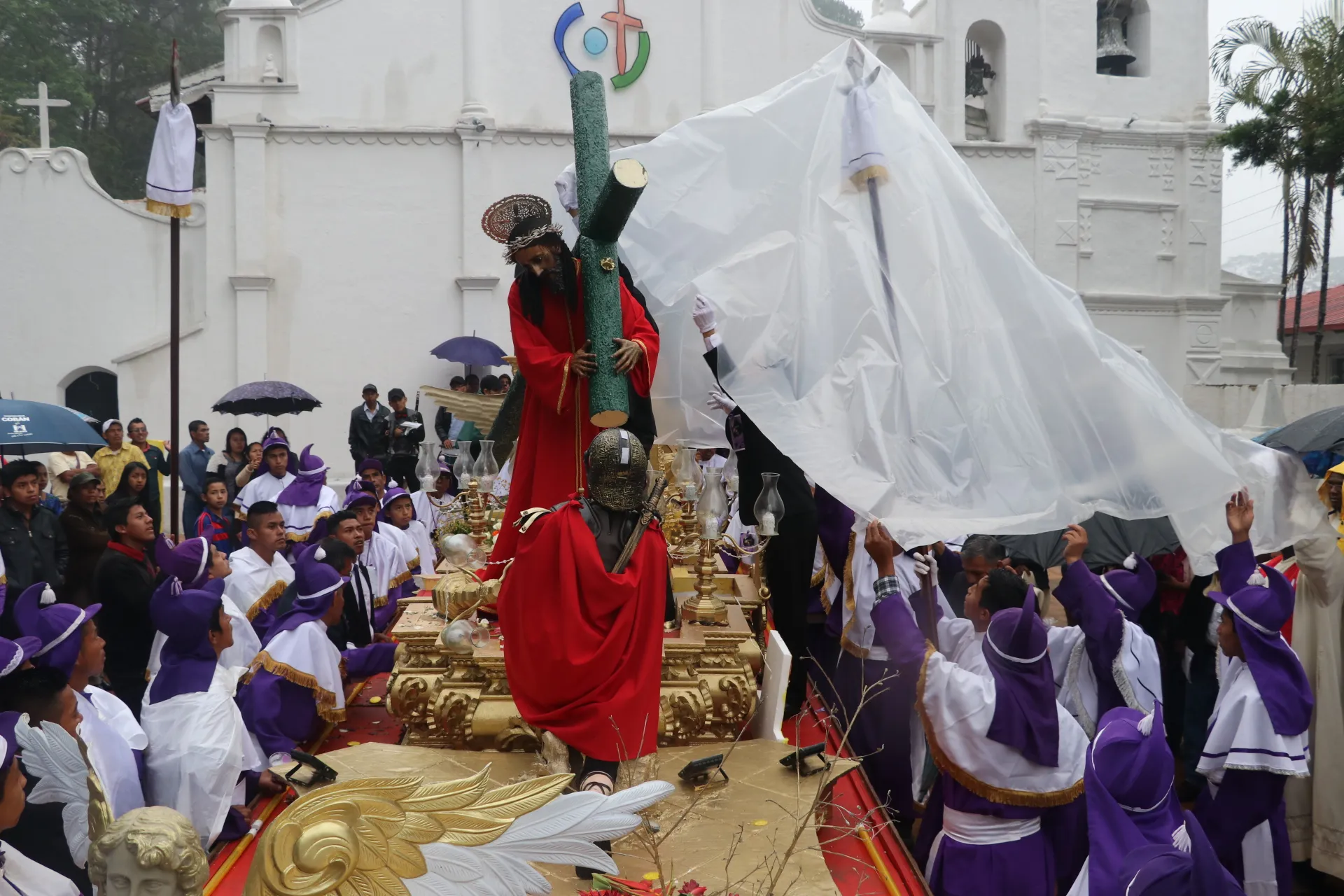
Jesús Nazareno del Perdón "La Penitencia" 2019. Dicho cortejo fue un año antes de pandemia, y durante todo su trayecto la lluvia se hizo presente de manera torrencial. Los abuelos comentaron que era una señal de algo malo que pronto se viviría.

Enfrente de la Iglesia Catedral, antiguamente estaba construida una Cruz, donde se realizaban quemas por parte de los Q’eqchies en tiempos ancestrales. Dicho monumento ya no existe y en su lugar actualmente hay una réplica; cuando el cortejo se solía situar en dicha cruz en siglos pasados, Jesús era descendido y el pueblo se colocaba de rodillas al estar en el punto más sagrado del pueblo Q’eqchi, y actualmente antes de que el cortejo ingrese al Templo, la procesión se detiene ante el punto maya; esto significa que Jesús se está despidiendo de todos los presentes y desde luego de todos los muertos. Se tiene la creencia que para esta procesión los difuntos participan, bajando del otro mundo al momento de que la procesión llegue a la Antigua Gran Portada y después de estar toda la madrugada velando al Nazareno; durante este cortejo caminan desde el Calvario hasta la Catedral y es a través de la Antigua Cruz que está ubicada enfrente del Templo, que se abre el portal para regresar al otro mundo luego de acompañar al Señor Nazareno. 
Con el ingreso de Jesús Nazareno del Perdón al mediodía a la Iglesia Catedral, inician los actos de crucifixión en los templos de Cobán, pues desde hace siglos, ni un sepultado es levantado en Viernes Santo, hasta que el Nazareno esté ya resguardado en su templo.

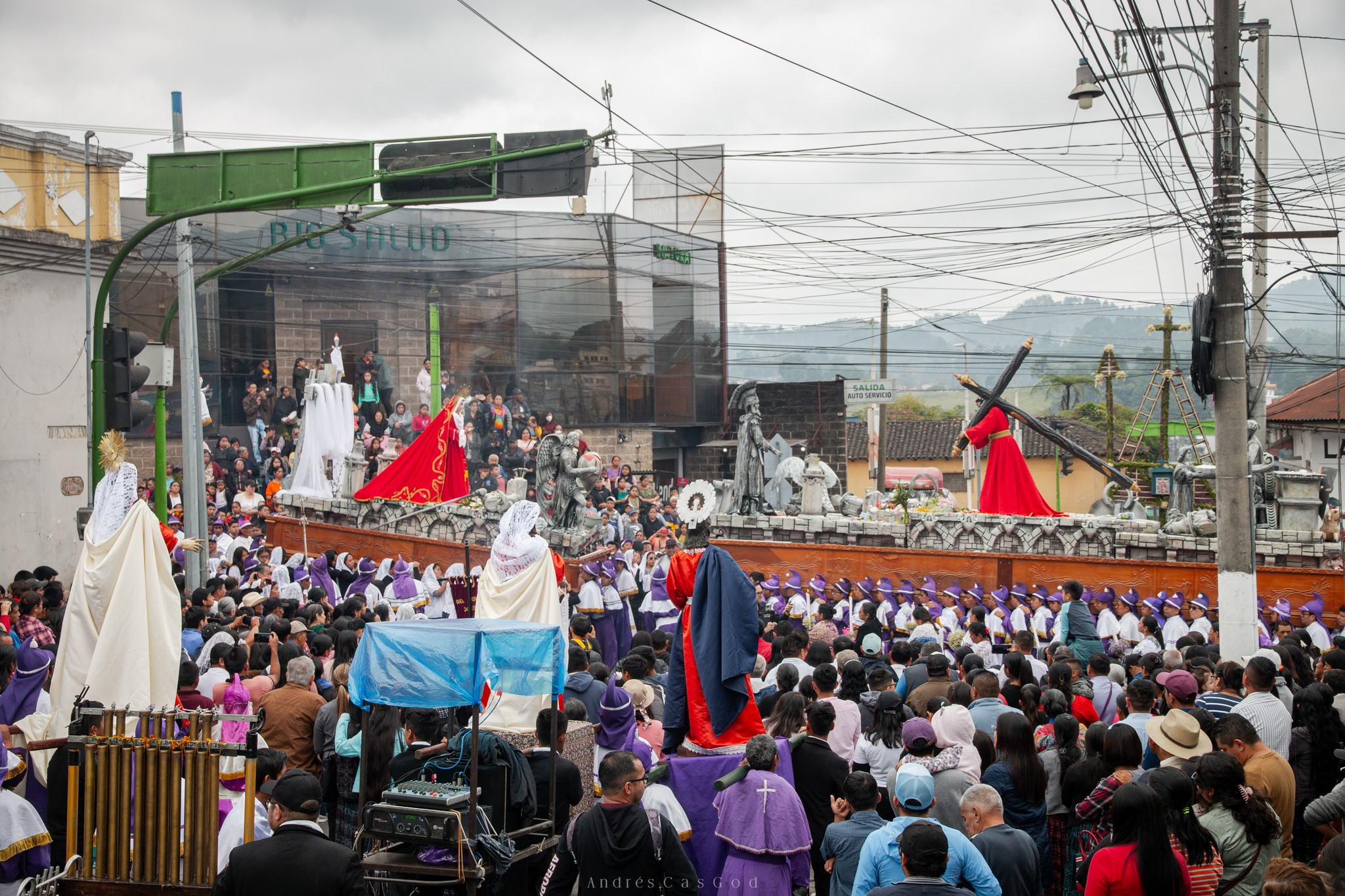
Jesús Nazareno del Perdón "La Penitencia". Cuarta Estación, Jesús encuentra a su Madre, Cobán, Alta Verapaz, 2024.

#### Señor Sepultado “Cristo Yacente de la Exaltación”

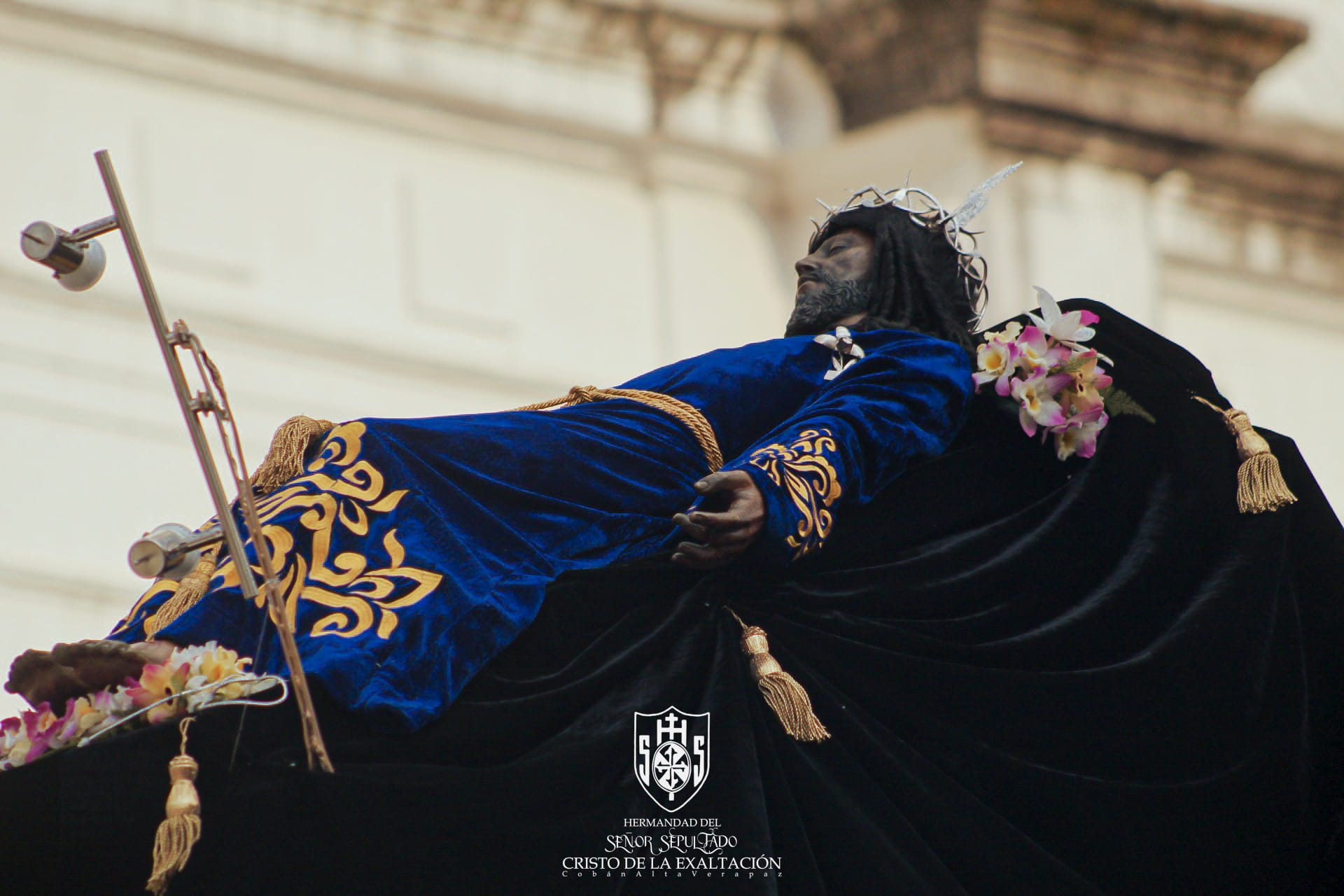
Señor Sepultado Cristo de la Exaltación.

La imagen del Señor Sepultado “Cristo Yacente de la Exaltación”, llegó a Cobán un día quince de septiembre hace doscientos años, es un Cristo de piel morena con el cual se realiza el solemne acto de crucifixión.  Su cofradía “La Cofradía de Exaltación” es la segunda más antigua de la región de las Verapaces. Desde tiempos remotos ha tenido vínculos que hasta la fecha persisten con la Cofradía de Candelaria, y su hermanamiento ha permitido que ambas persistan en sus costumbres y tradiciones.

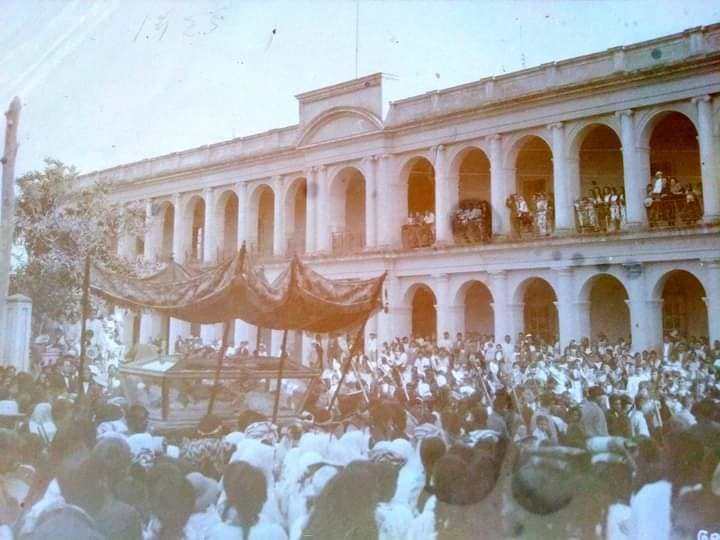
Cortejo Procesional del Señor Sepultado Cristo de la Exaltación 1935, Cobán Alta Verapaz.

Riguroso luto, se vive en la tarde de cada Viernes Santo, las túnicas moradas cambian a color negro, la ciudad es repleta de alfombras al paso del Cristo, la atmósfera es de tristeza y siendo las 16:00 horas. Jesús ha muerto, dando inicio a la procesión del Santo Entierro bajo los acordes de su marcha fúnebre oficial “Dios Mio”.  El Señor Sepultado es custodiado por la Centuria Romana que desde la década de los 90, son los encargados de tal labor. La apesarada comitiva se hace presente también, mientras que, en horas de la mañana, vestían ropajes en colores cálidos, ya al caer la tarde: San Juan Apóstol, María Magdalena y Santa Verónica, visten de negro luto, y van detrás del anda del señor sepultado, afligidos ante tan gran dolor.

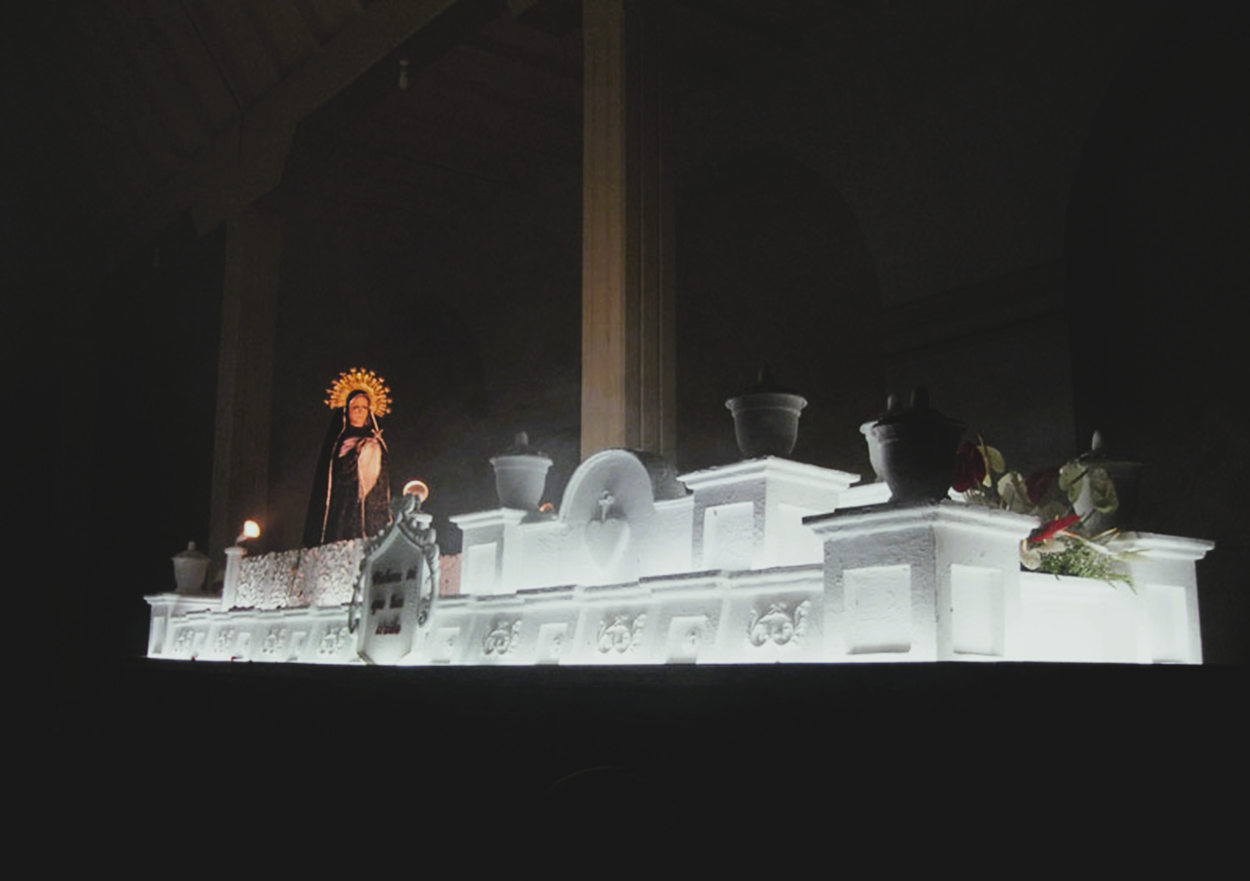
Virgen de Dolores "Reina y Madre de la Divina Gracia", Santo Entierro 2015.

En el cortejo se hace presente la Virgen de Dolores “Reina y Madre de la Divina Gracia”, quien, desconsolada por la muerte de su hijo, va por las calles de Cobán en busca de un abrazo de consuelo ante la soledad que hay en su corazón. Nuestra Señora de Soledad, posee un rostro sufriente que conmueve al espectador.  “Hombre, fuiste causa de esta soledad, llora tu pecado y llora tu maldad”.
El anda del Señor Sepultado es de 90 brazos y la de la Dolorosa es de 50. El cortejo realiza el mismo recorrido que la procesión de Jueves Santo e ingresa a Iglesia Catedral a las 01:30hrs. Es la procesión más concurrida en la tarde del Viernes Santo en Alta Verapaz.

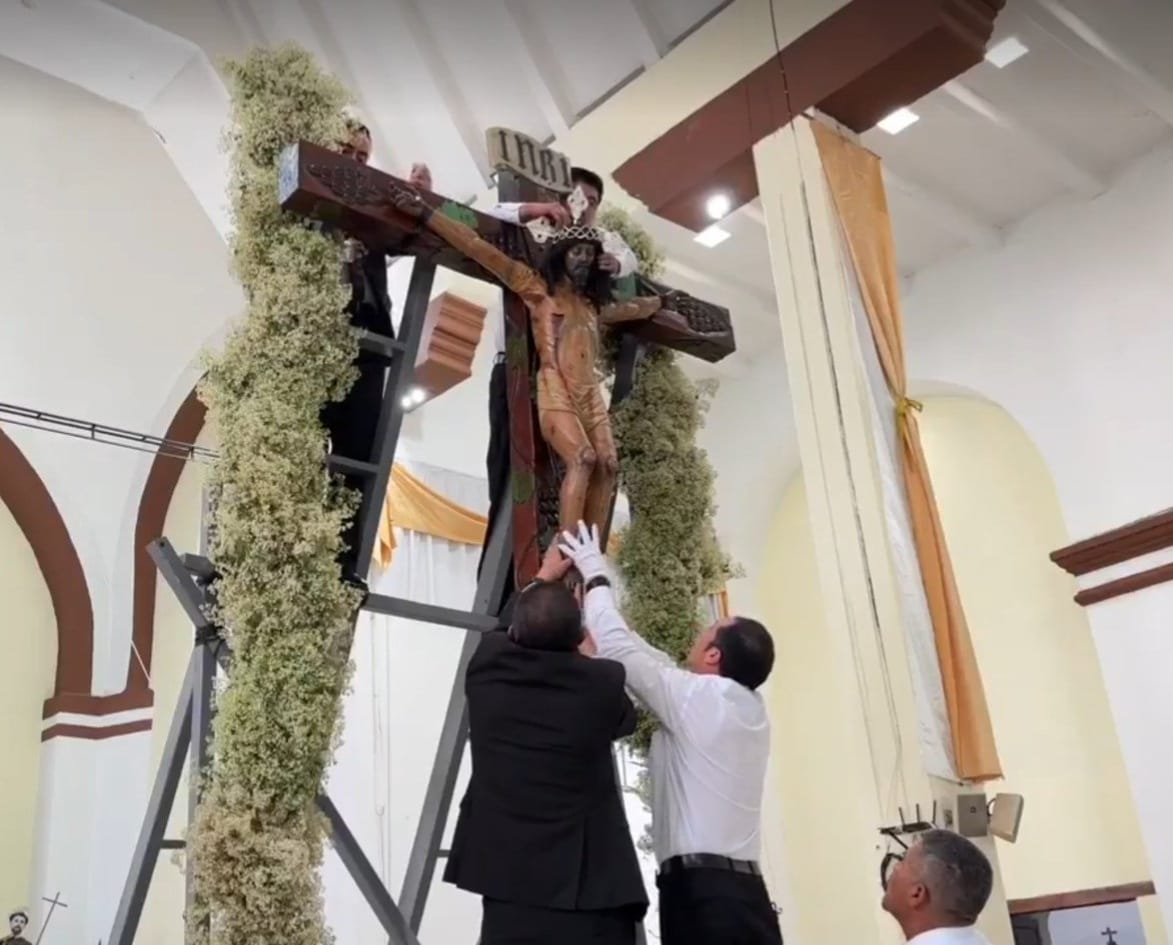
Solemne Acto de Crucifixión del Cristo de Exaltación.

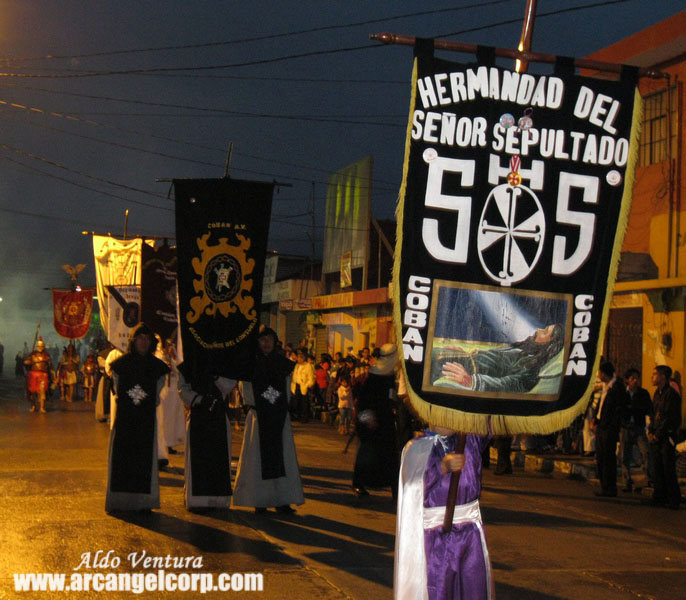
Antiguo Estándar de la Hermandad del Señor Sepultado.

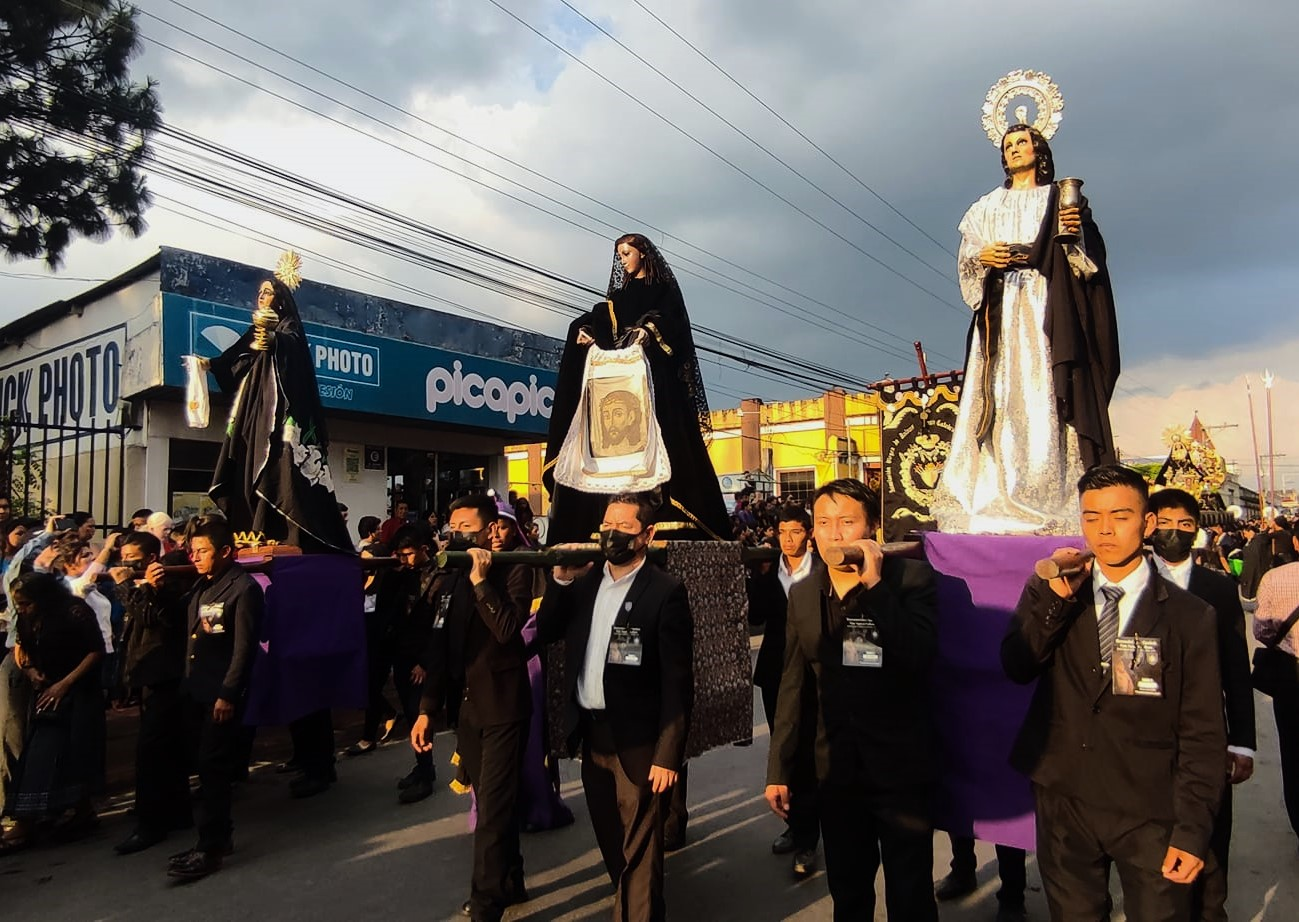
Apesarada Comitiva, Cofradía de Candelaria.

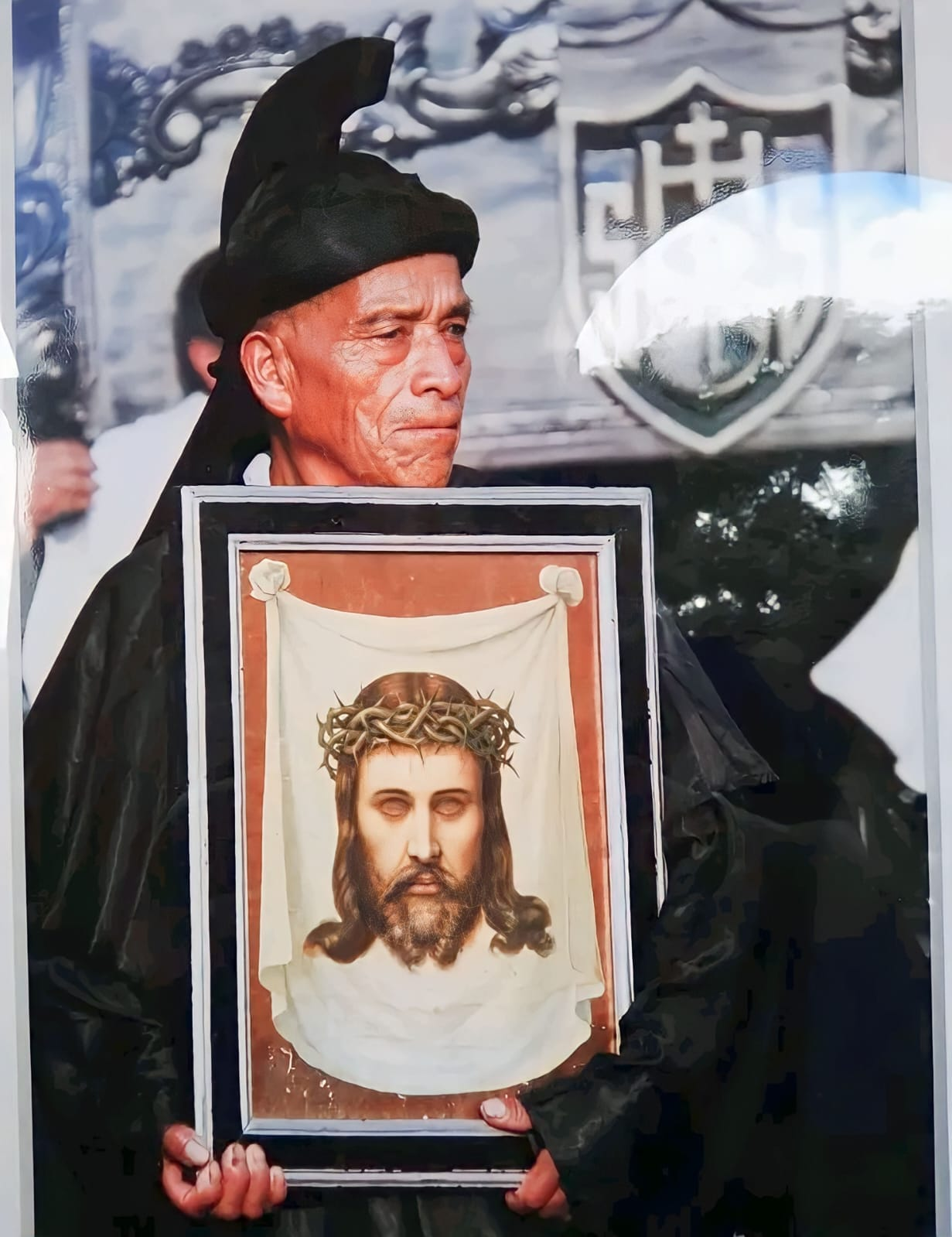
Cuadro de la Cofradía de Exaltación.

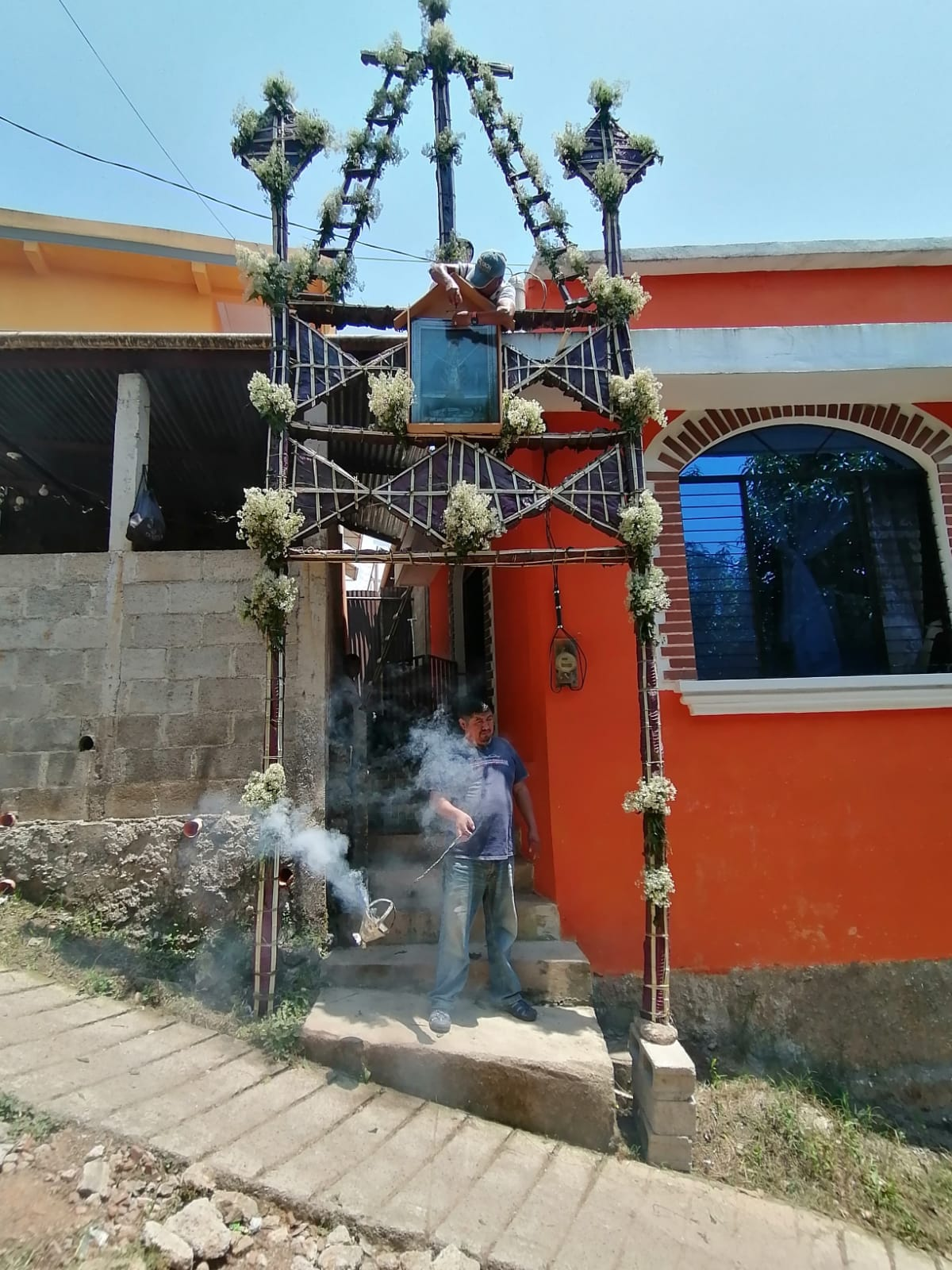
Levantamiento de la Portada de Exaltación.

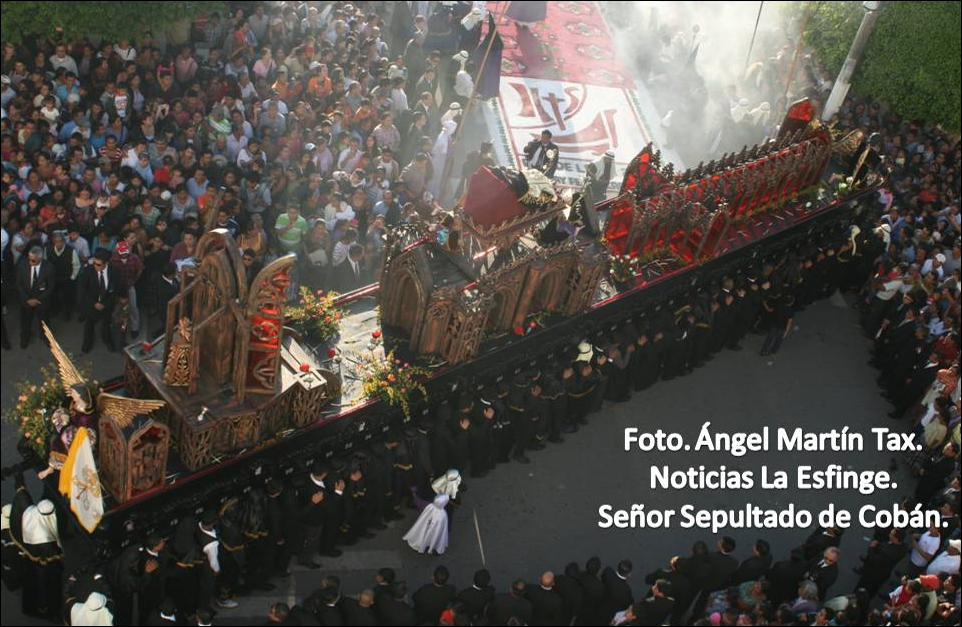
Cortejo Procesional de Santo Entierro 2013, Cobán, Alta Verapaz.

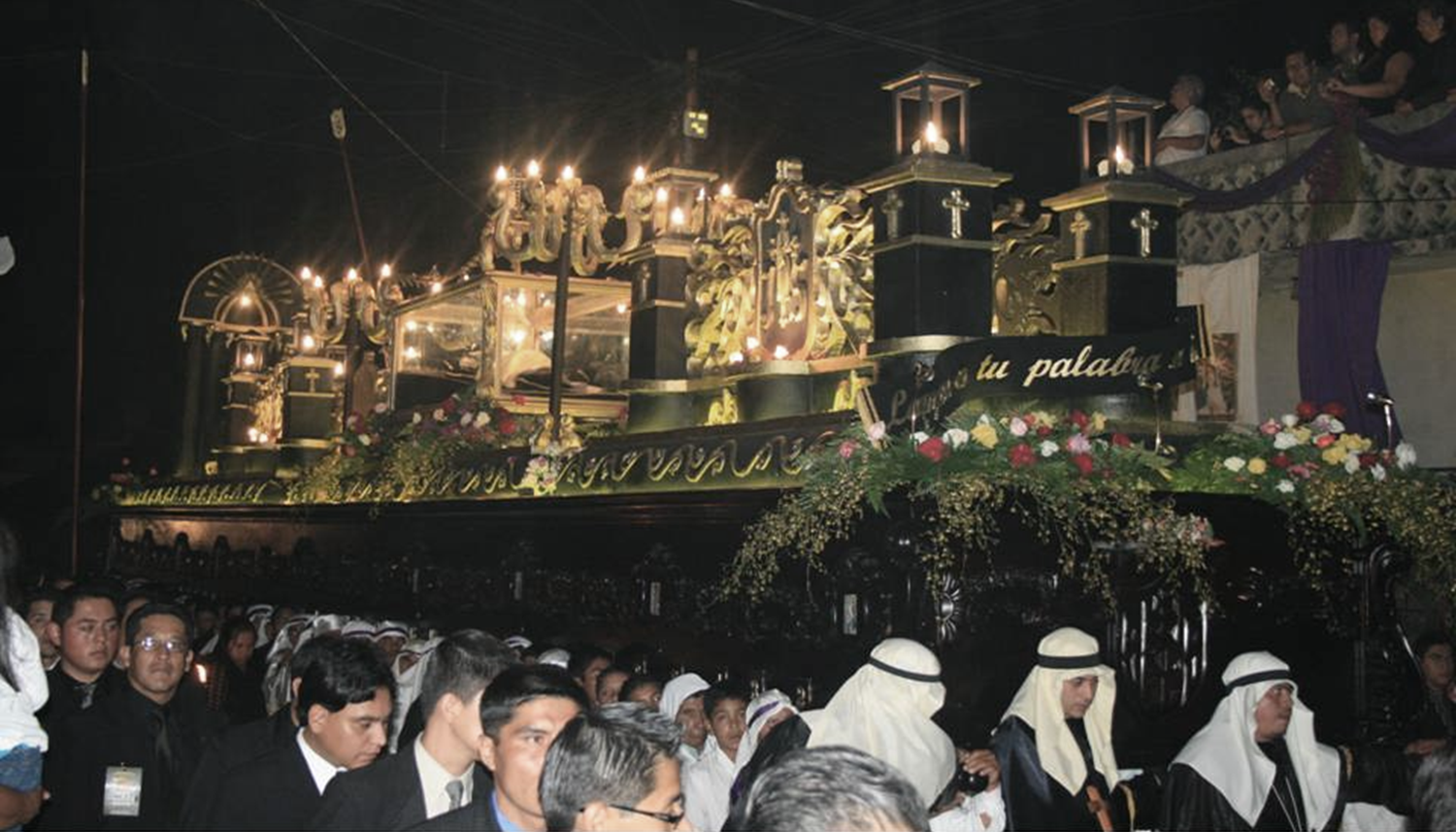
Cortejo Procesional de Santo Entierro 2010, Cobán, Alta Verapaz.

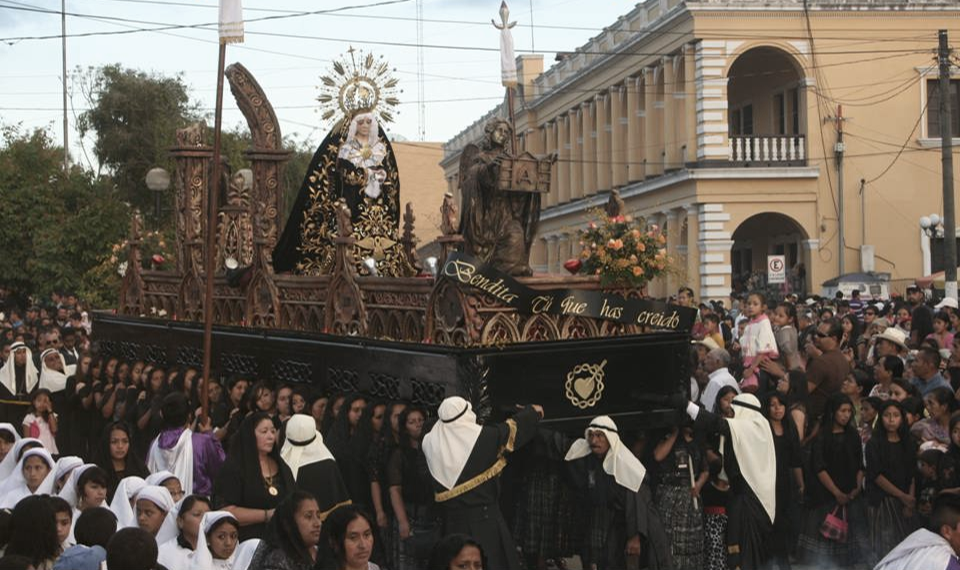
Cortejo Procesional de Santo Entierro 2014, Cobán, Alta Verapaz.

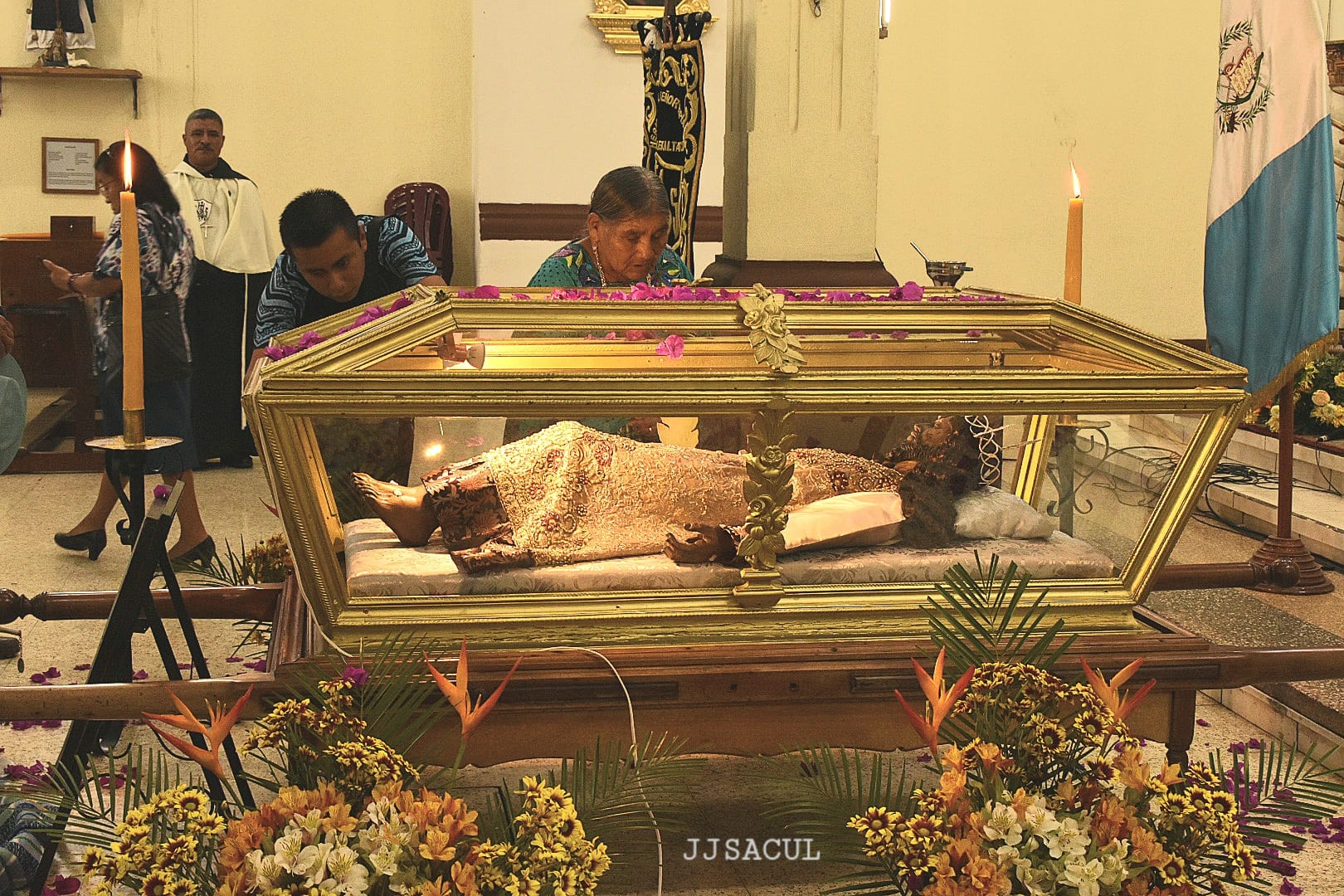
Señor Sepultado "Cristo de la Exaltación" en su urna.

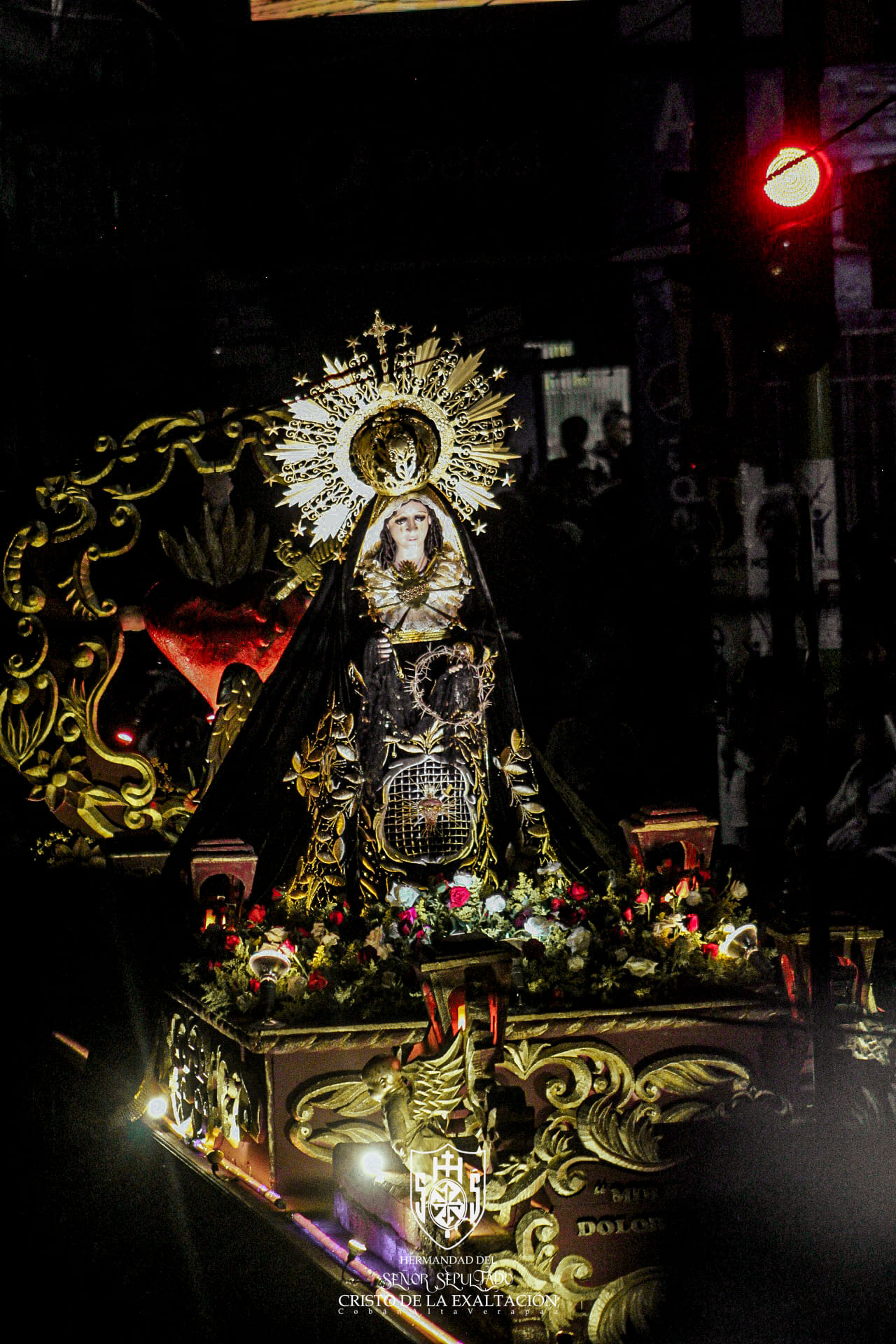
Virgen de Soledad, Santo Entierro 2023.

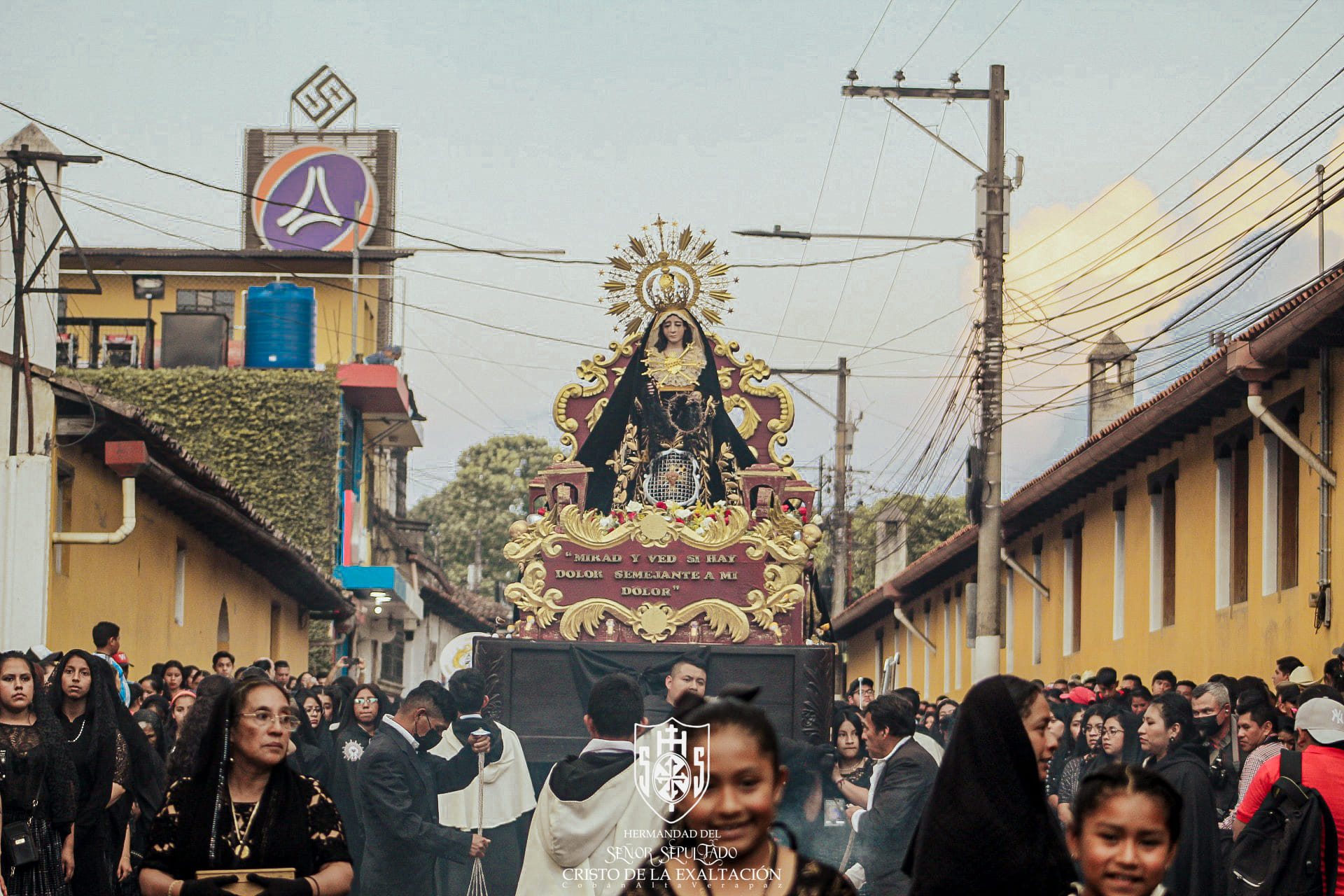
Cortejo Procesional de Santo Entierro 2023, Cobán, Alta Verapaz.

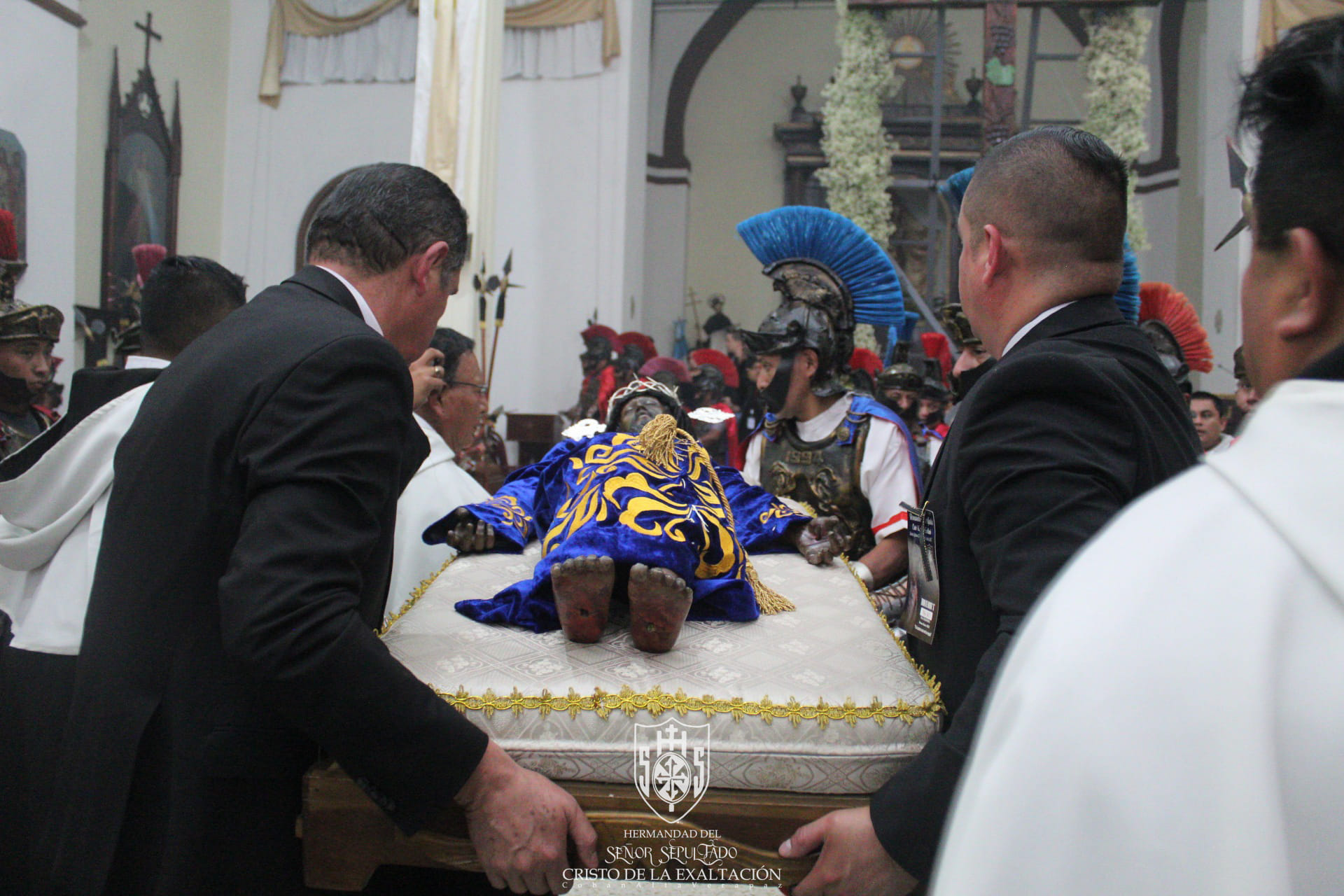
Traslado al nicho del Señor Sepultado al culminar el Cortejo de Santo Entierro.

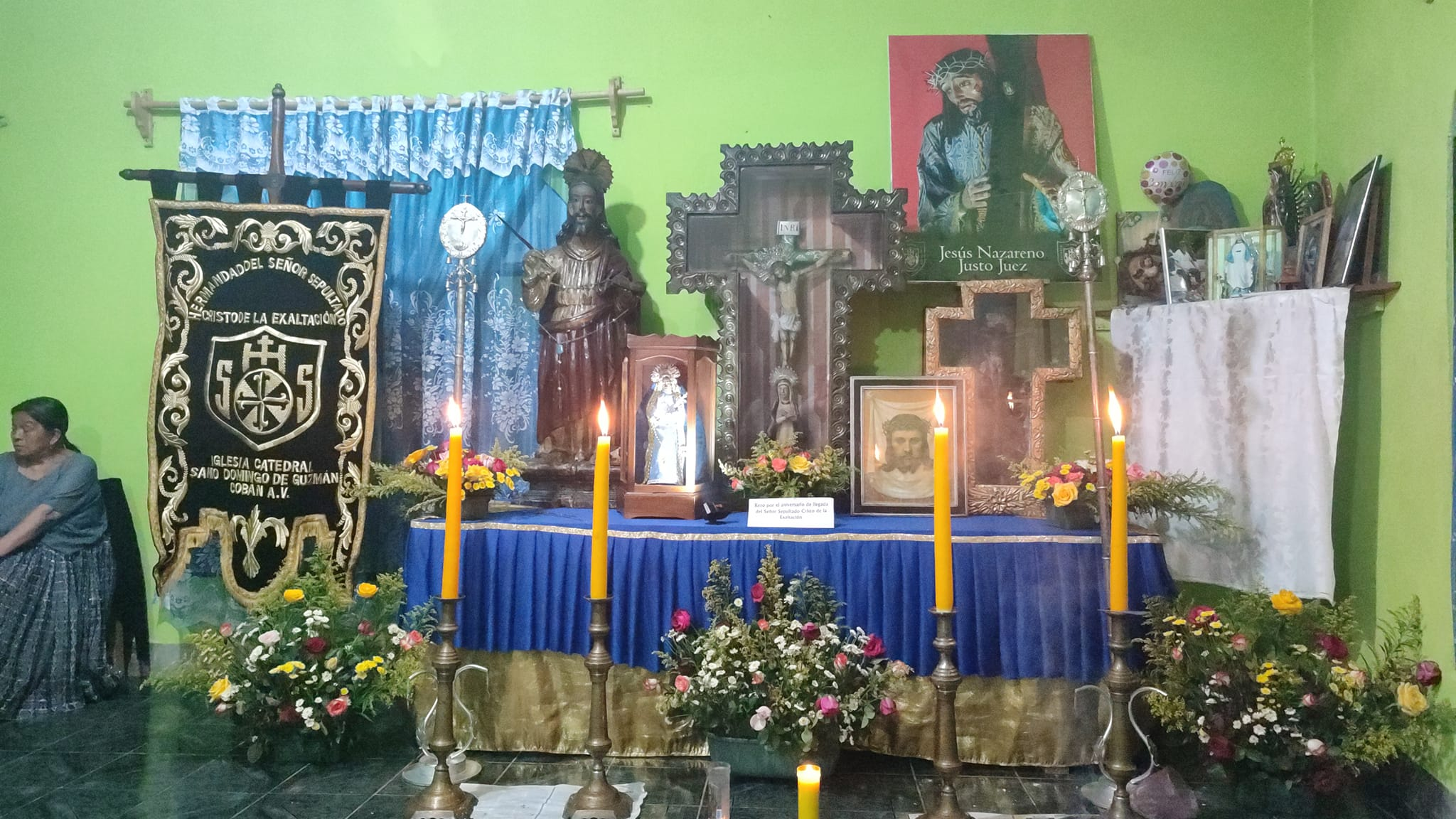
Chicab, de la Cofradía de Exaltación de Cobán, Alta Verapaz,

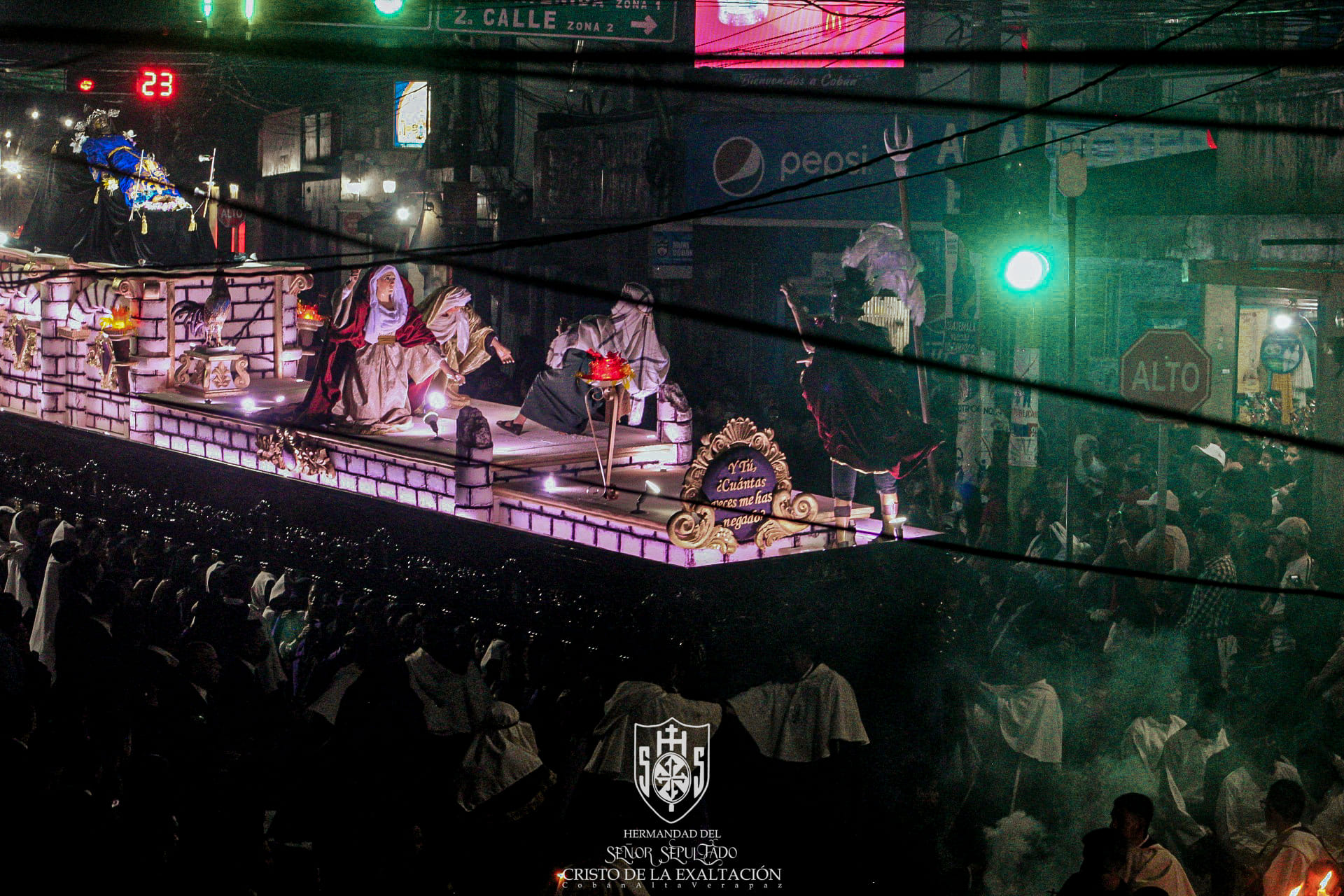
Cortejo Procesional de Santo Entierro 2024, Cobán, Alta Verapaz.

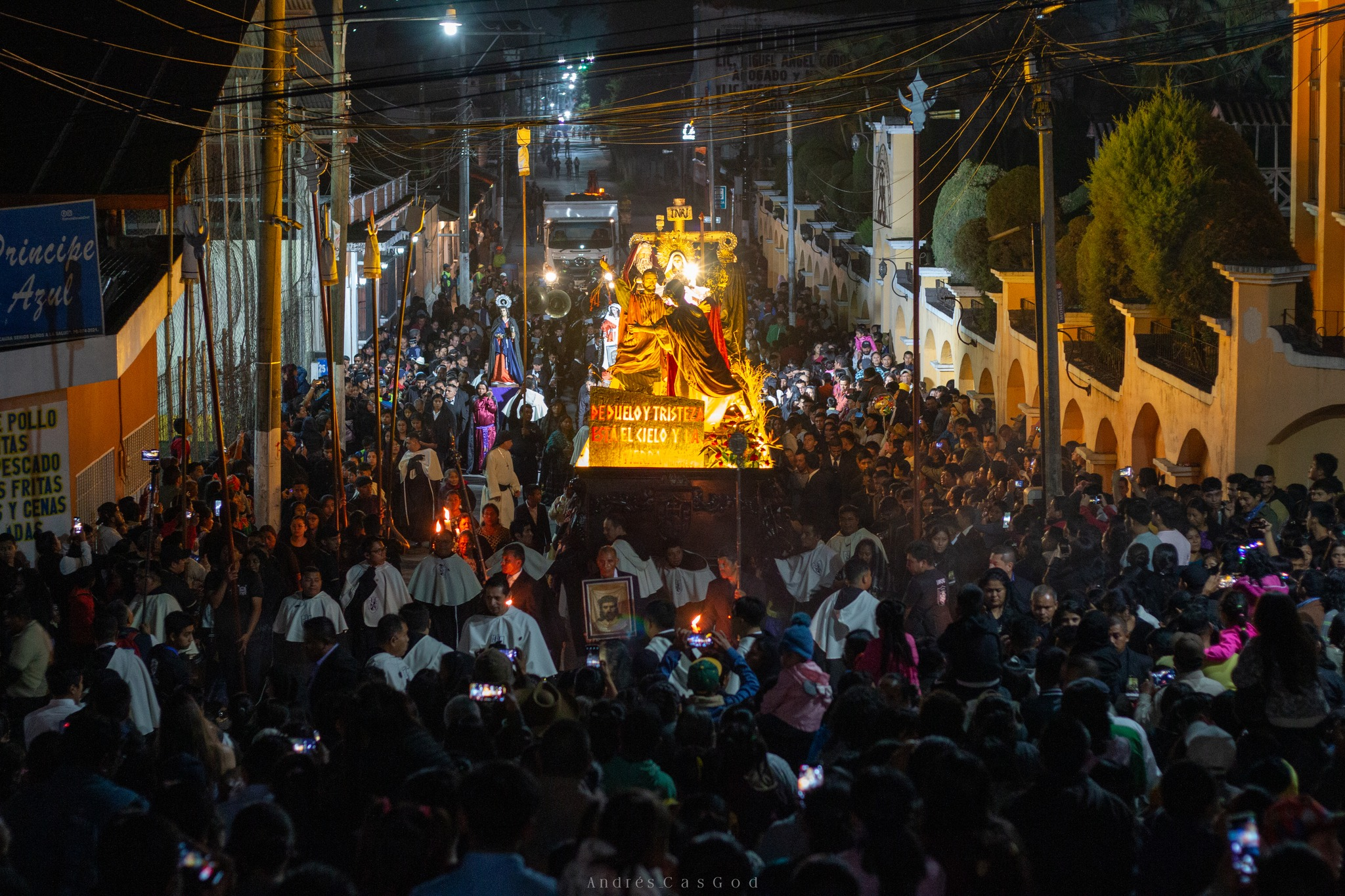
Cortejo Procesional de Santo Entierro 2024, Cobán, Alta Verapaz.

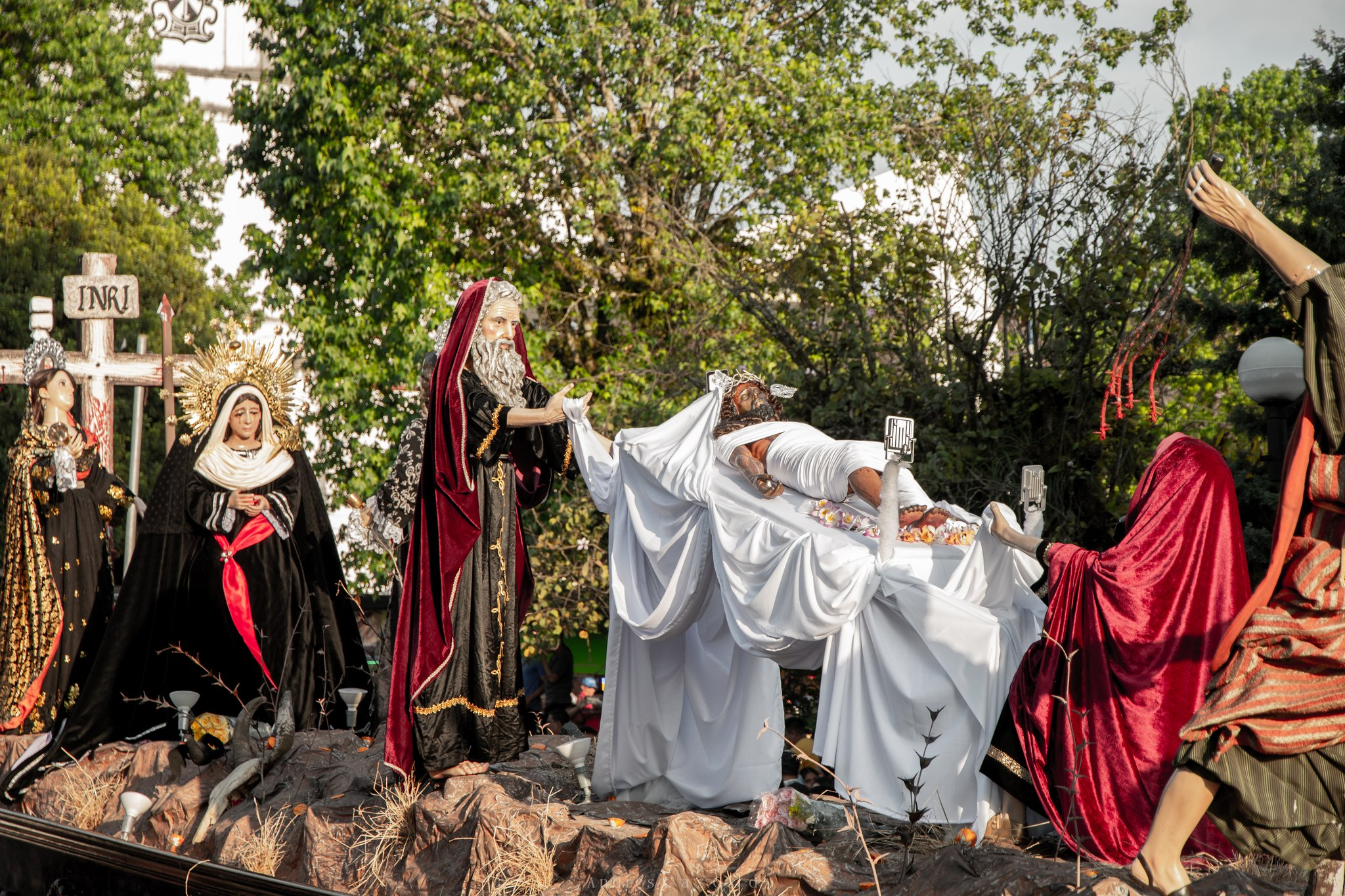
Cortejo Procesional de Santo Entierro 2024. En este año el Cristo de la Exaltación y la Virgen de Dolores "Reina y Madre de la Divina Gracia", compartieron el mismo mueble procesional. Cobán, Alta Verapaz.

Señor Sepultado “Cristo de la Agonía” Señor del Calvario 

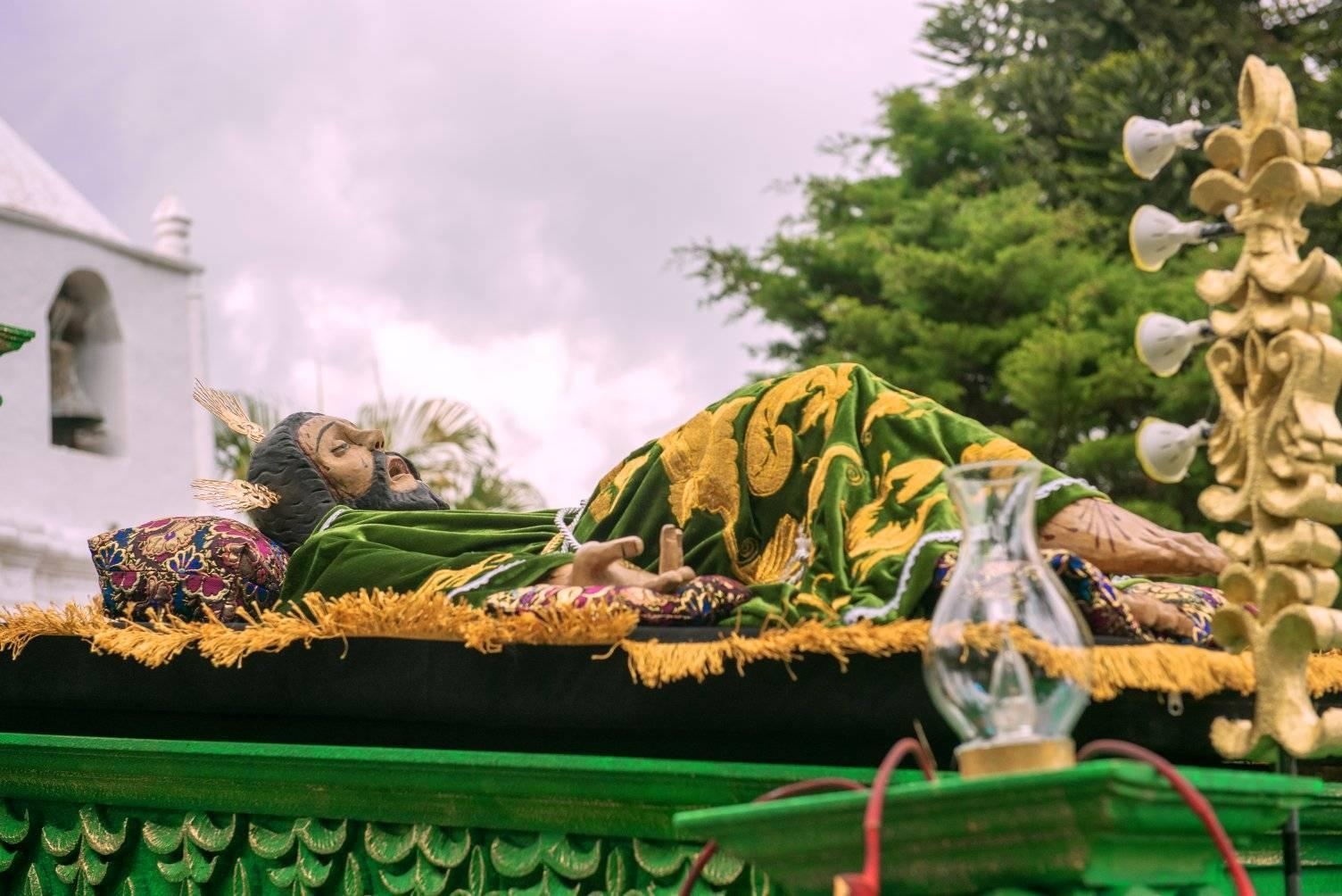
Señor Sepultado "Cristo de la Agonía", Cobán, Alta Verapaz.

Su expresión agonizante estremece al espectador, para los pueblos originarios Q’eqchi’ y Poqomchi’, es una imagen de mucho respeto y de gran devoción. Las leyendas relatan que si el Cristo de la Agonía salía a las calles llovería sin cesar, sin embargo, desde el año 2012 se organiza su procesión sin ninguna novedad.

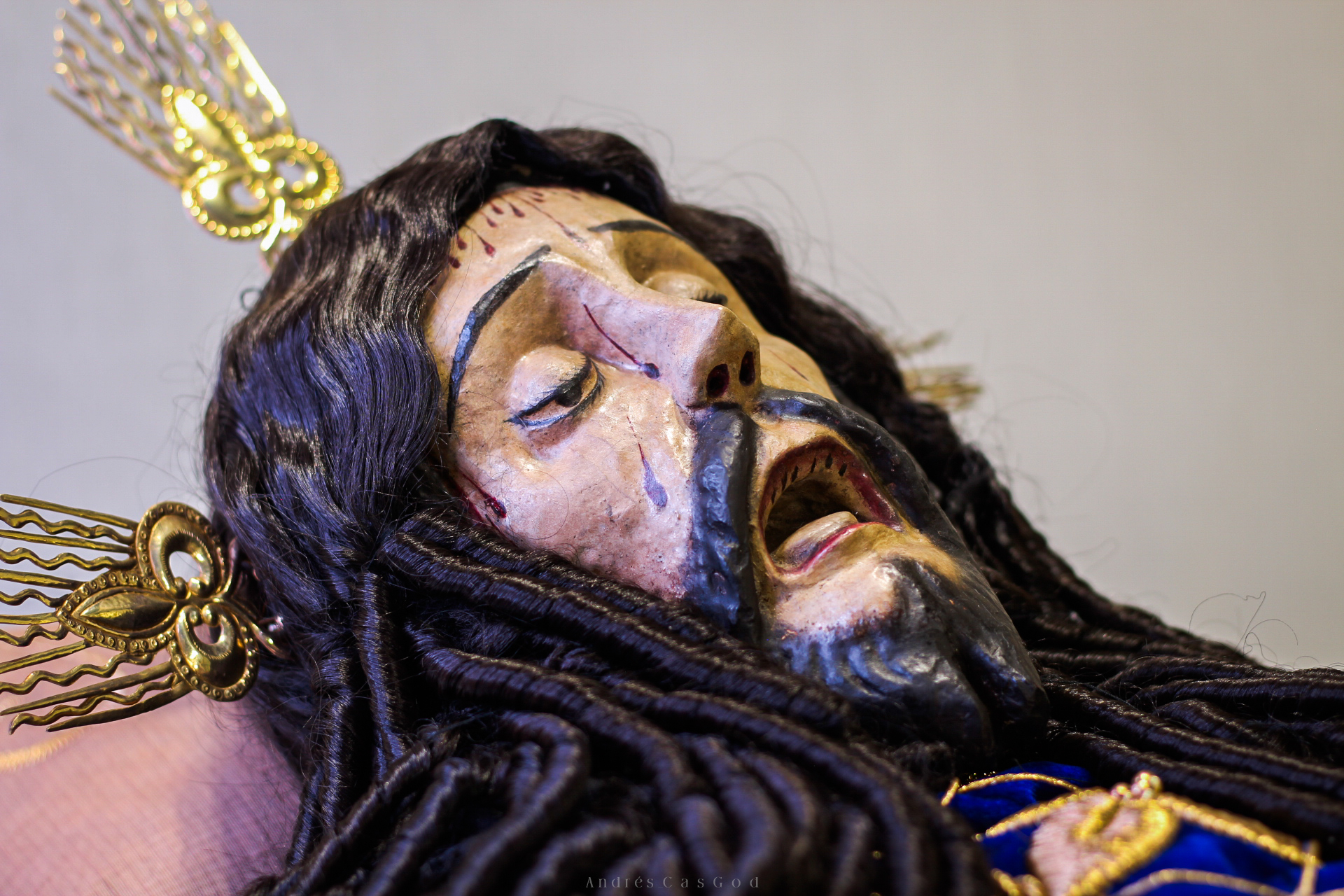
Rostro del Señor Sepultado Cristo de la Agonía, Cobán, Alta Verapaz.

La tradición oral narra que, a principios del siglo XIX, dos cazadores descubrieron al Señor de la Agonía en un lugar donde, previamente, habían avistado a dos tigres albinos. Este hallazgo los preocupó enormemente y decidieron informar al cacique Francisco Pop. Este líder aportó los fondos necesarios para la construcción de una ermita pequeña, la cual, con el paso de los años, se amplió hasta adquirir la forma que conocemos hoy en día.
Con la imagen también se realiza el solemne acto de Crucifixión, su cortejo inicia a las 16:00 horas en el Templo El Calvario y culmina a las 00:00 horas. Su marcha fúnebre oficial es “Señor del Calvario” y es él, el mero, mero Señor del Calvario.

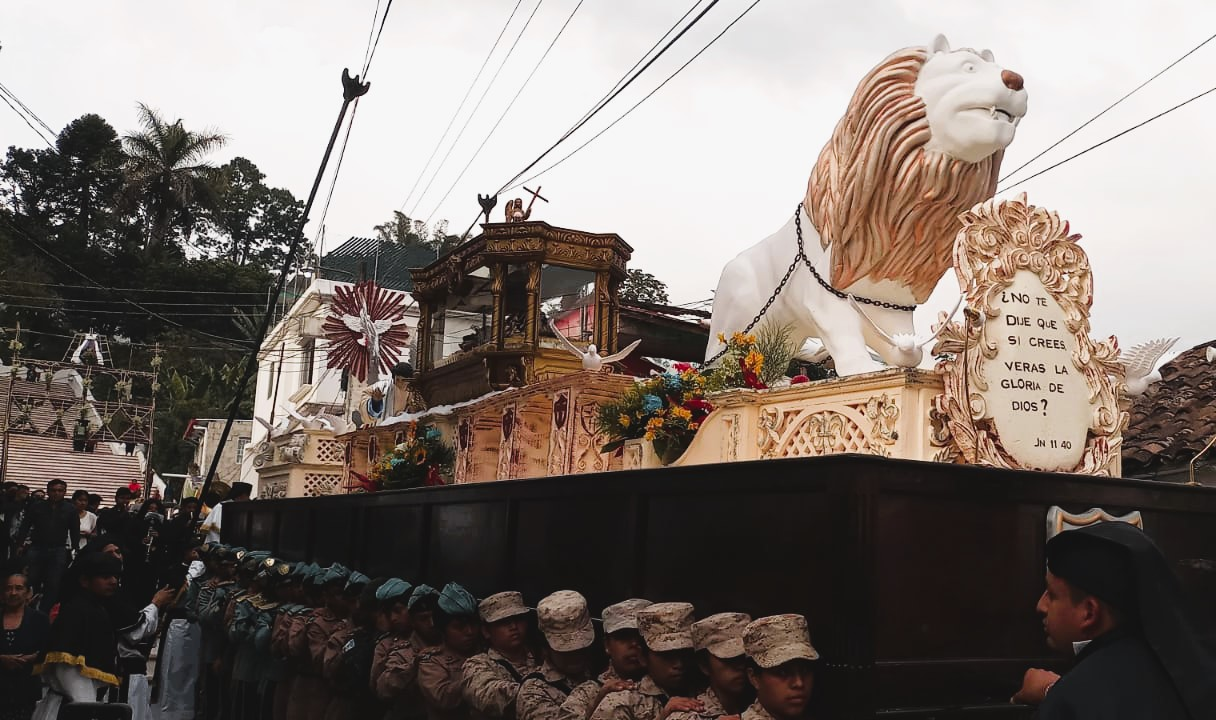
Solemne Cortejo Procesional de Santo Entierro del Señor Sepultado "Cristo de la Agonía", el Calvario 2023. Cobán, Alta Verapaz.

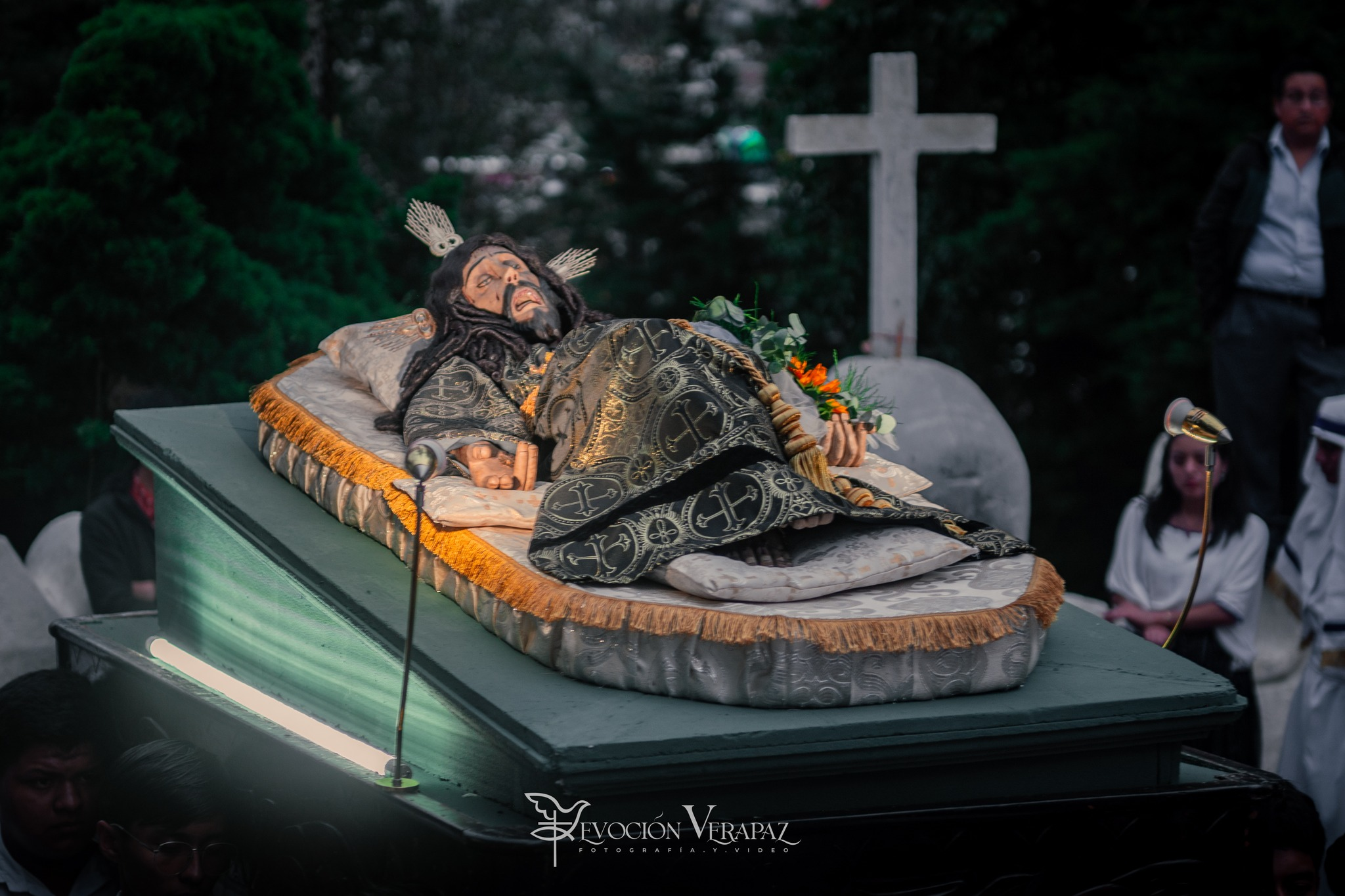
Solemne Cortejo Procesional de Santo Entierro del Señor Sepultado "Cristo de la Agonía", el Calvario 2022. Cobán, Alta Verapaz.

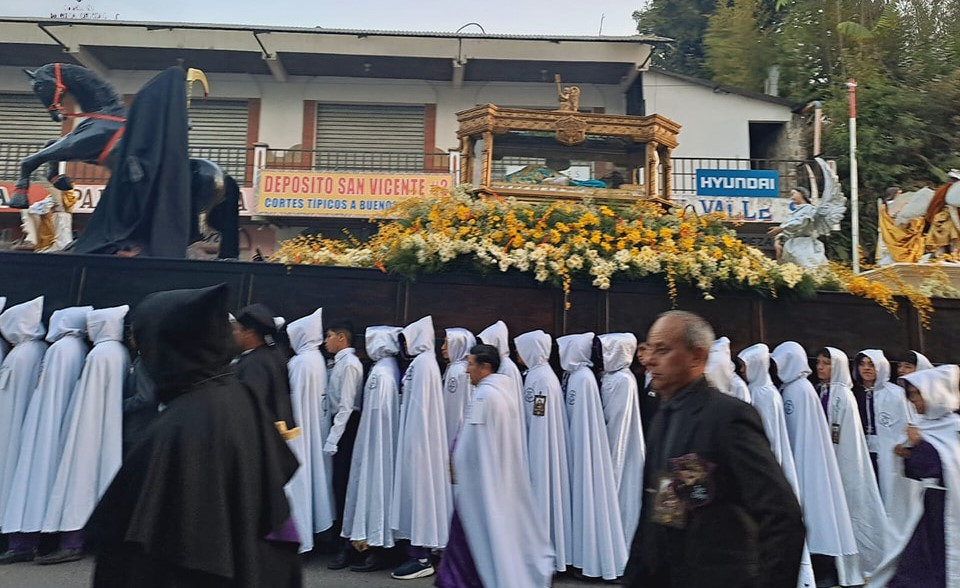
Solemne Cortejo Procesional de Santo Entierro del Señor Sepultado "Cristo de la Agonía", el Calvario 2024. Cobán, Alta Verapaz.

### SÁBADO DE GLORIA

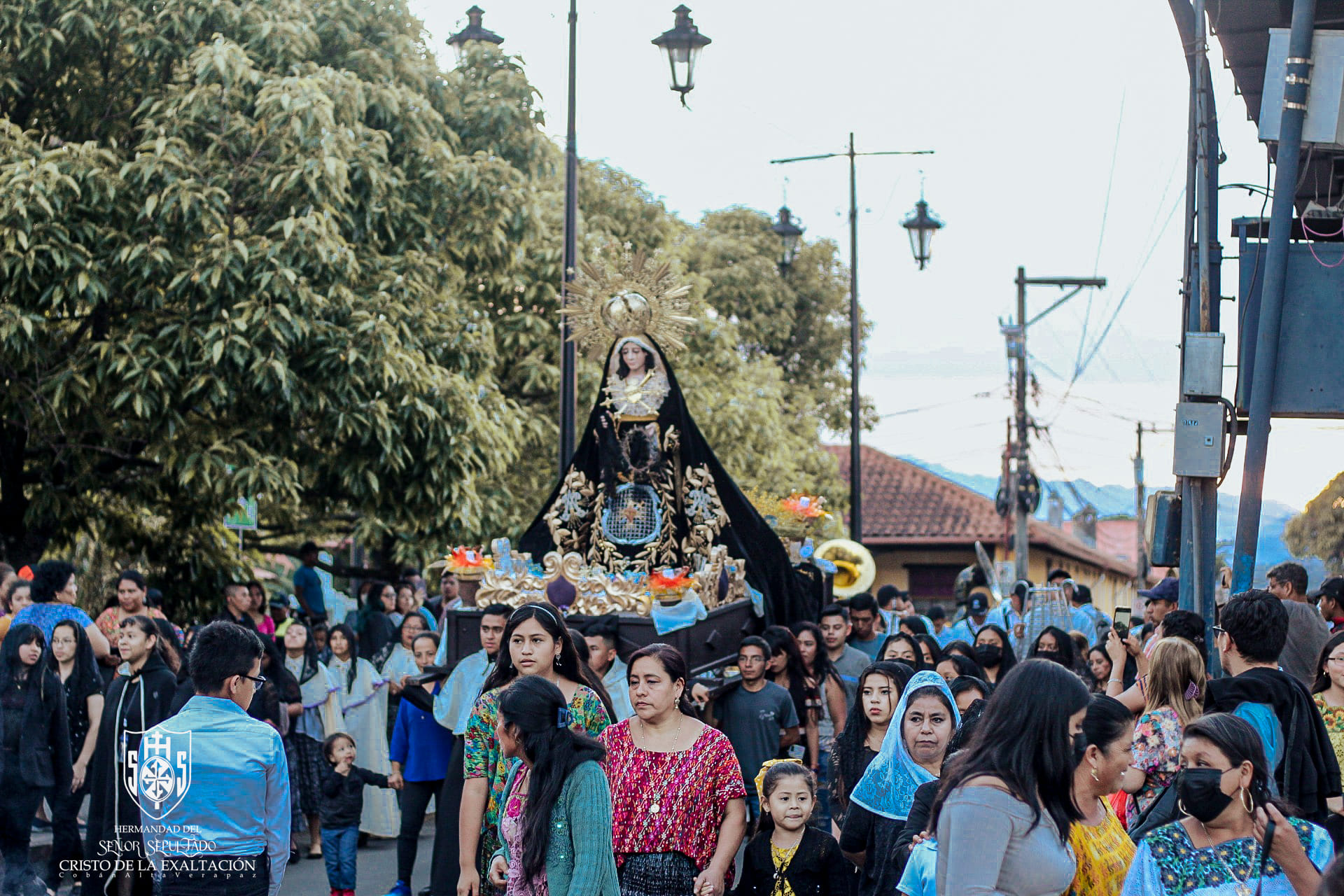
Pésame a la Virgen Dolorosa "Reina y Madre de la Divina Gracia".

#### Virgen de Dolores “Reina y Madre de la Divina Gracia”
Siendo las 16:00 horas del día Sábado de Gloria inicia el Cortejo Procesional de Pésame con la Virgen de Soledad. La Soledad realiza el mismo recorrido del día Viernes Santo, pero a la inversa. Su ingreso es a las 19:00 horas en su sede “Asociación de Dolores”.  Para este día se emplea un mueble de dimensiones más pequeñas, que el del día anterior. Es el último cortejo de la semana mayor de carácter fúnebre y marca el final de un periodo de dolor y resignación.

### DOMINGO DE RESURRECCIÓN

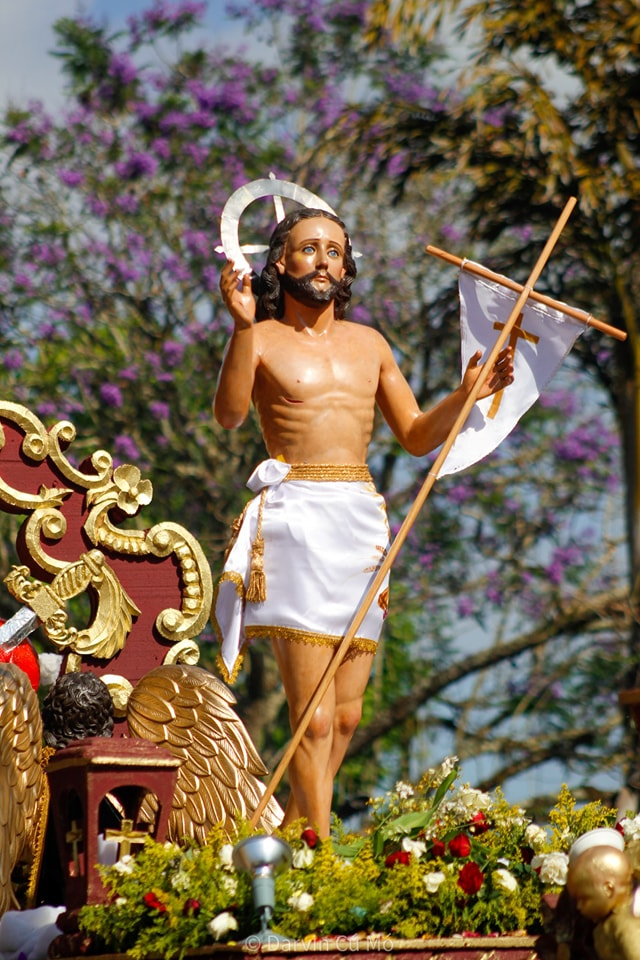
Señor Resucitado de Cobán.

#### Señor Resucitado
La representación visual del Señor Resucitado marca el cierre del triduo pascual, que conmemora la gloriosa resurrección de Jesús. La procesión festiva da inicio a las cinco de la mañana y es anunciada con bombas de trueno y cohetillos, es acompañada por una banda que interpreta sones y alabados.
Al llegar al parque San Marcos, se lleva a cabo uno de los ritos más arraigados en el pueblo de Cobán, donde las cofradías municipales realizan sus tradicionales cortesías en saludo al Señor Resucitado. Antiguamente la procesión salía a las tres de la madrugada del Templo El Calvario, hoy en día sale de Catedral a las cinco de la mañana, sin perder ese carácter de gozo y alegría que tanto la caracteriza. La procesión culmina a las nueve de la mañana en Catedral y es así como se culmina la Semana Santa en la Ciudad Imperial de Carlos V. 

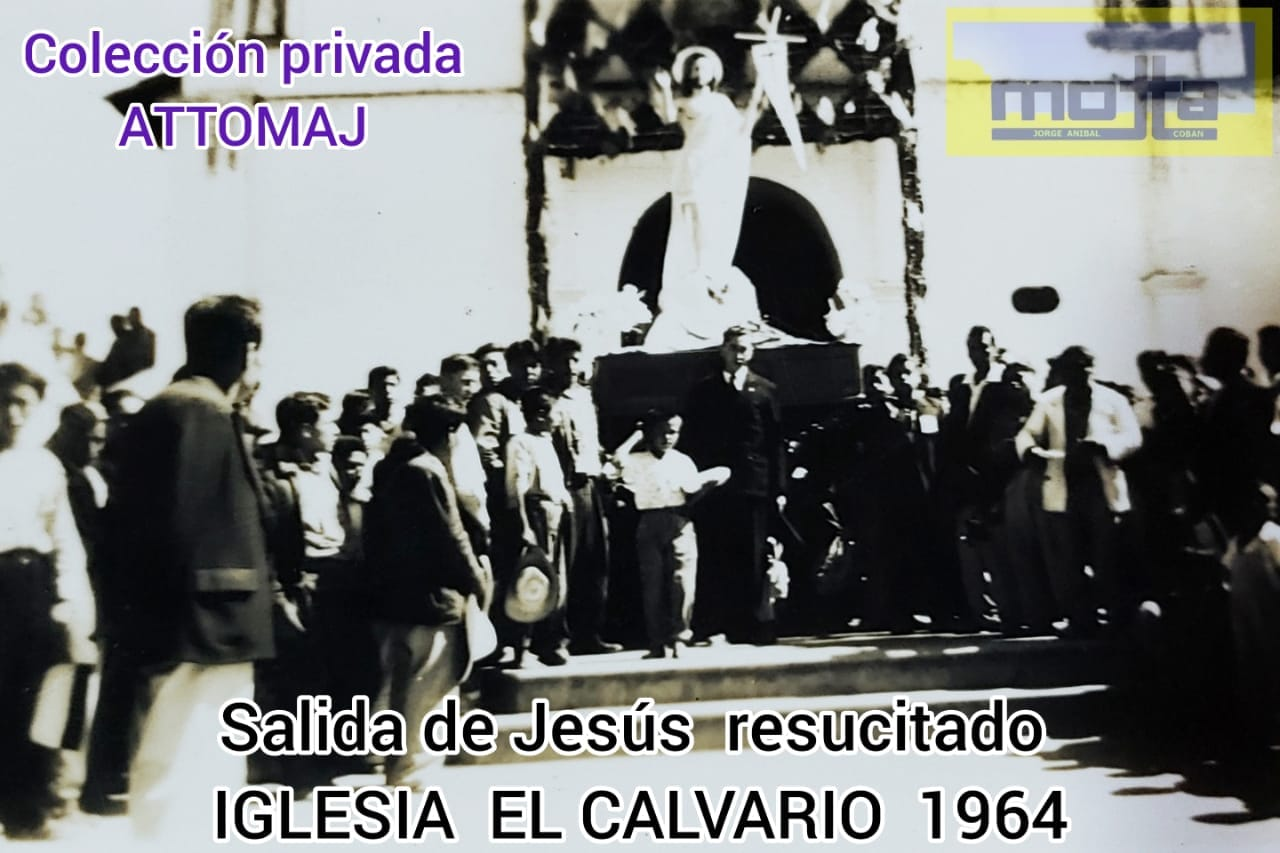
Procesión del Señor Resucitado 1964

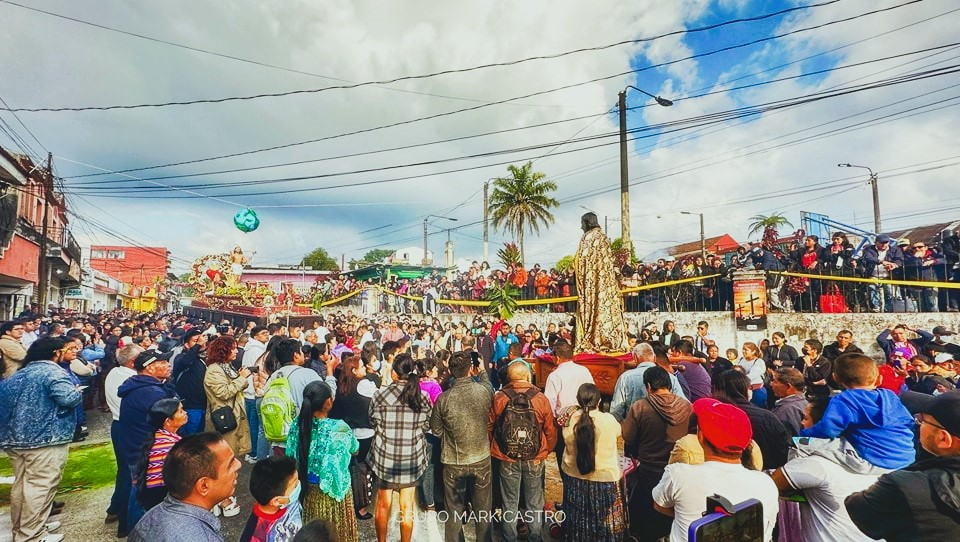
Procesión del Señor Resucitado 2019, Cortesías, Cobán, Alta Verapaz.

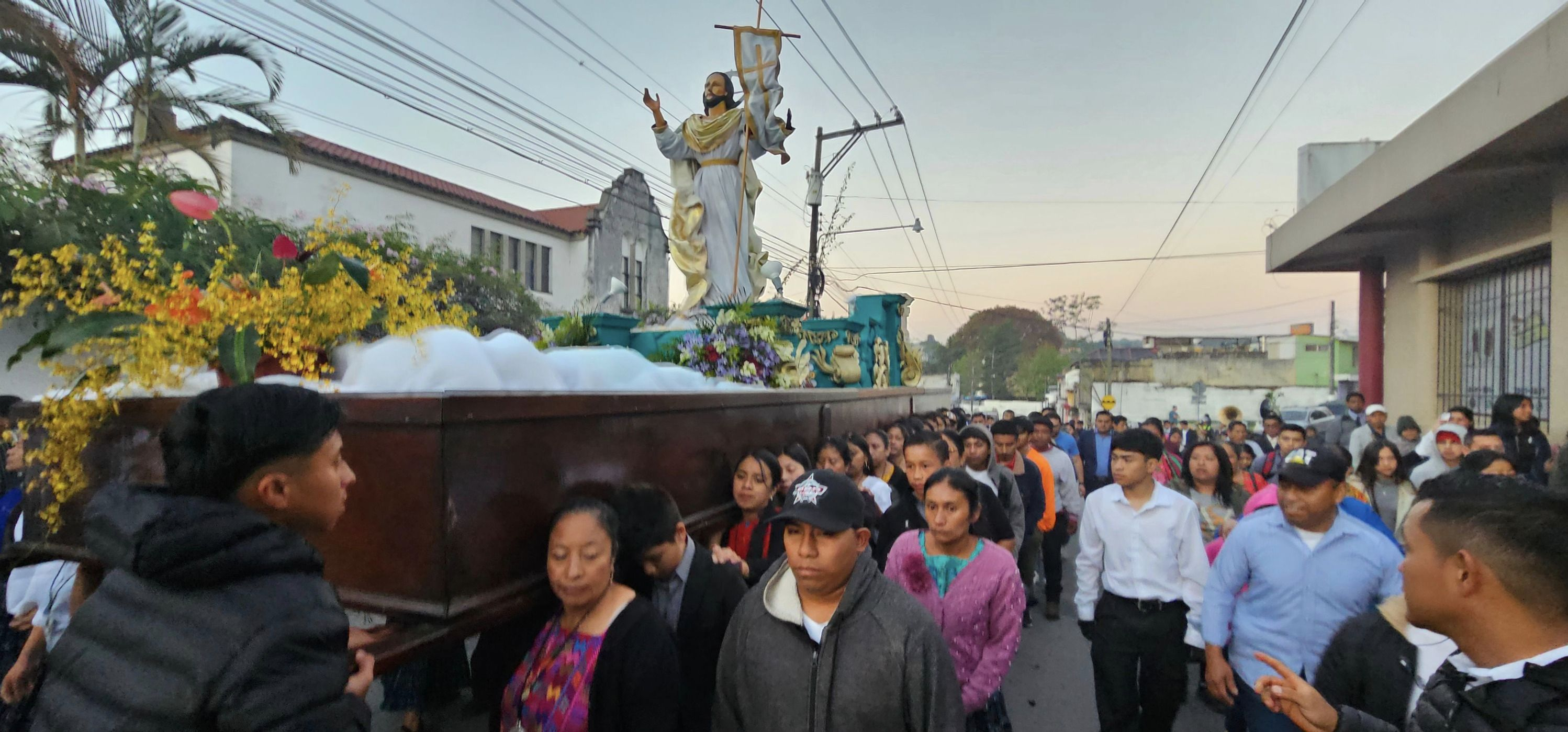
Señor Resucitado de Cobán 2024

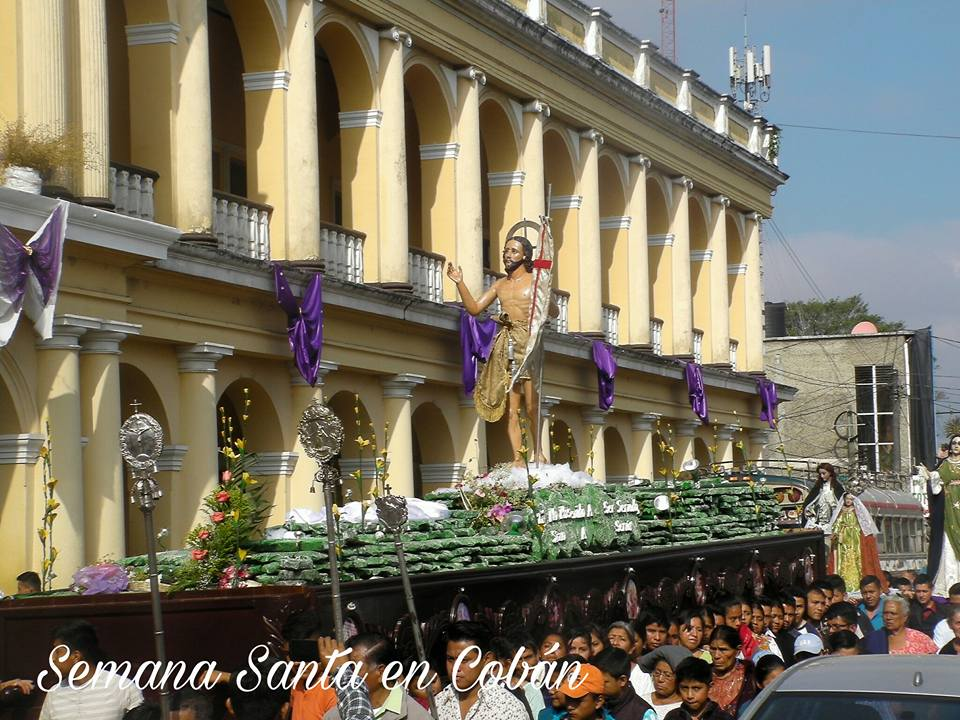
Señor Resucitado de Cobán 2017

## La Reseña

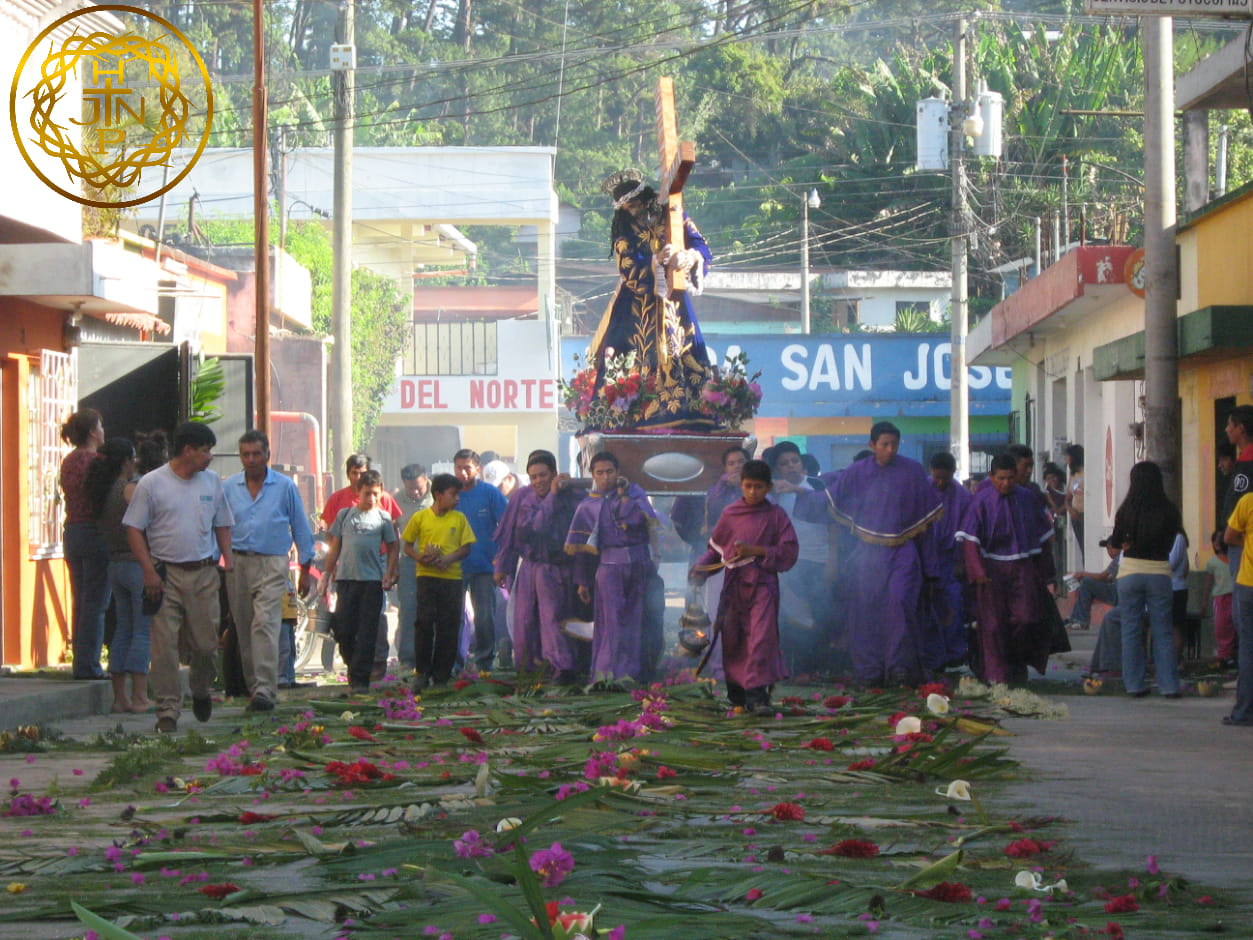
La Reseña, Tradicional cortejo procesional de Jesús Nazareno del Perdón, Martes Santo Cobán Alta Verapaz

En la región de Alta Verapaz, se realiza cada año, las famosas visitas de hogares. Por lo general se hacen un día antes del cortejo mayor de cada hermandad. Los cucuruchos suelen llevar en su mayoría a los Nazarenos de puerta en puerta, en andas de dimensiones muy pequeñas que permiten la movilización de una mejor manera de la procesión. Algunas de las más famosas en Cobán, son la visita de hogares de Jesús Nazareno “Señor del Calvario”, Jesús Nazareno “Señor de las Ánimas”, Jesús Nazareno de las Tres Caídas y desde luego "La Reseña". 

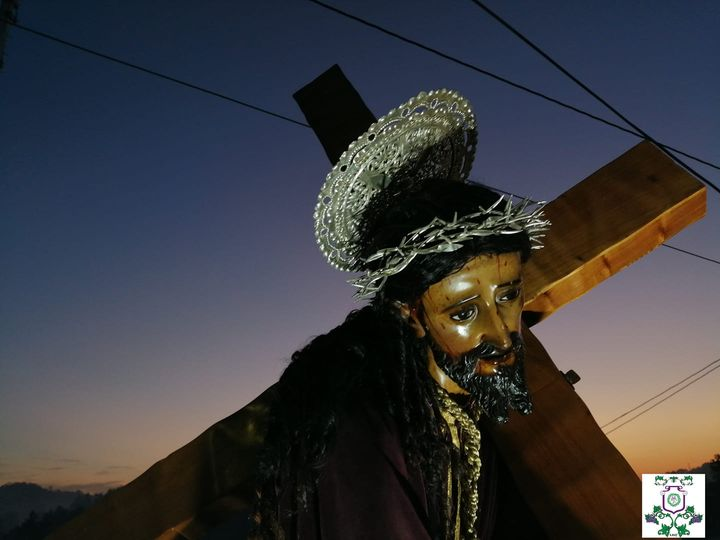
Amanecer con Jesús Nazareno del Perdón.

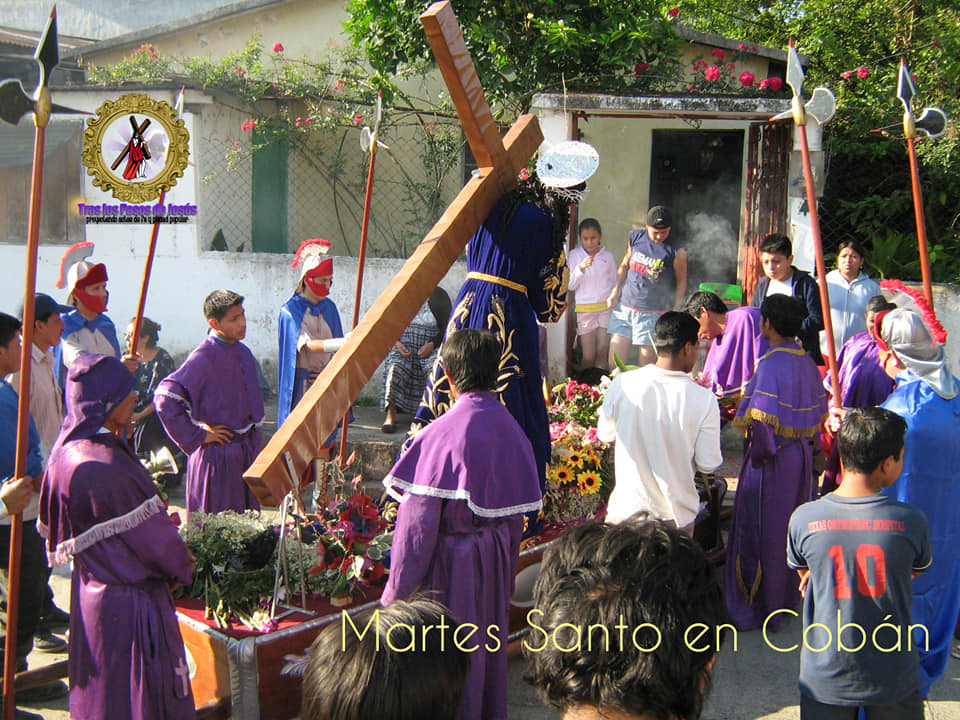
El Nazareno visitando el sector del Barrio San Marcos.

Al momento de realizar una visita de hogares, las familias elaboran Altares Cuaresmales en las entradas de sus casas. Estos altares evidencian la creatividad y fervor de los Cobaneros, quienes con telas de color blanco o morado recubren mesas, donde sitúan a las imágenes de su devoción que resguardan en sus hogares, así mismo suelen situar fotografías de sus seres queridos ya fallecidos. También se prenden veladoras, las flores se hacen presentes realizando hermosos arreglos florales, algunos colocan comida y otros elaboran pequeñas alfombras, alrededor del altar. El momento cumbre es cuando la imagen que se procesiona, llega al altar y la familia quien está recibiendo la visita, solicita una marcha fúnebre, la cual es ejecutada y mientras tanto, un miembro de la familia con un incensario, empieza a desahumar a la imagen que visita su hogar; dándole una vuelta entera, creando así nubes de incienso y copal pom, que dan vida al altar. Se tiene la creencia que el altar es un portal, similar a la connotación de los Altares de Día de Muertos en México, solo que con la diferencia que el altar es dedicado a un Santo, sin ser día de su santoral y en el caso de haber fotografías de familiares fallecidos, es un permiso que se le pide a Dios para que pueda contemplar a la imagen de su devoción que está frente a él.

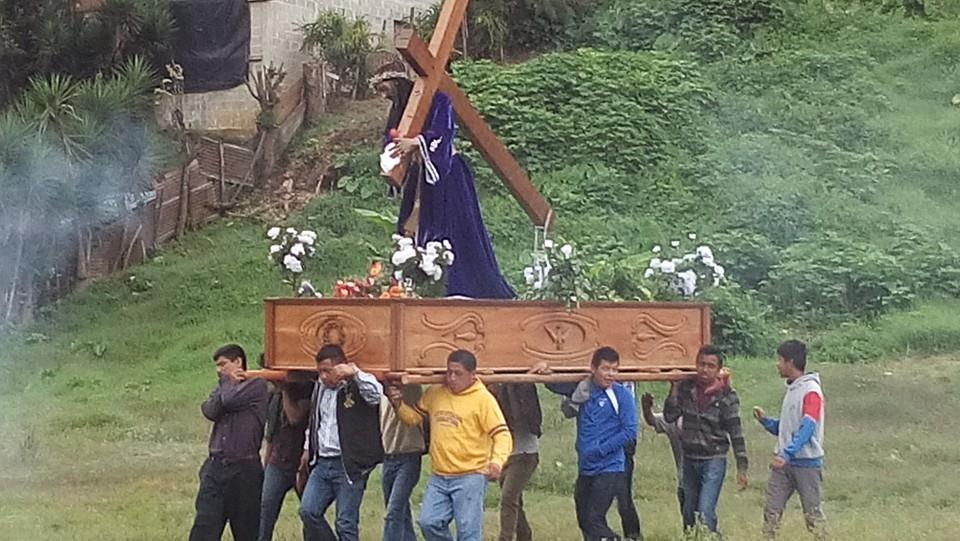
La Reseña 2018, Tradicional cortejo procesional de Jesús Nazareno del Perdón, Martes Santo Cobán Alta Verapaz

Hablar de cuando se originaron las visitas de hogares en la Verapaz, es situarnos hace muchos años atrás sin poder determinar una fecha exacta. En sus inicios la realización de procesiones de este tipo, ayudó a la Orden de Dominicos a infundir más rápido; el rendirle culto a la Iglesia Católica. La visita de hogares más antigua de la cual se tiene conocimiento de manera oral y por ende la más importante es la procesión de “La Reseña”.
En Guatemala, el día Martes Santo se realizan varios cortejos a los cuales muchos se refieren como "La Reseña". El ejemplo más concreto, es el cortejo procesional de Jesús Nazareno de la Merced, quien durante su recorrido; los capitalinos le arrojan ramos de flores en muestra de fe. Este cortejo es histórico por la gran historia que posee y lo que representó y sigue representado actualmente.  

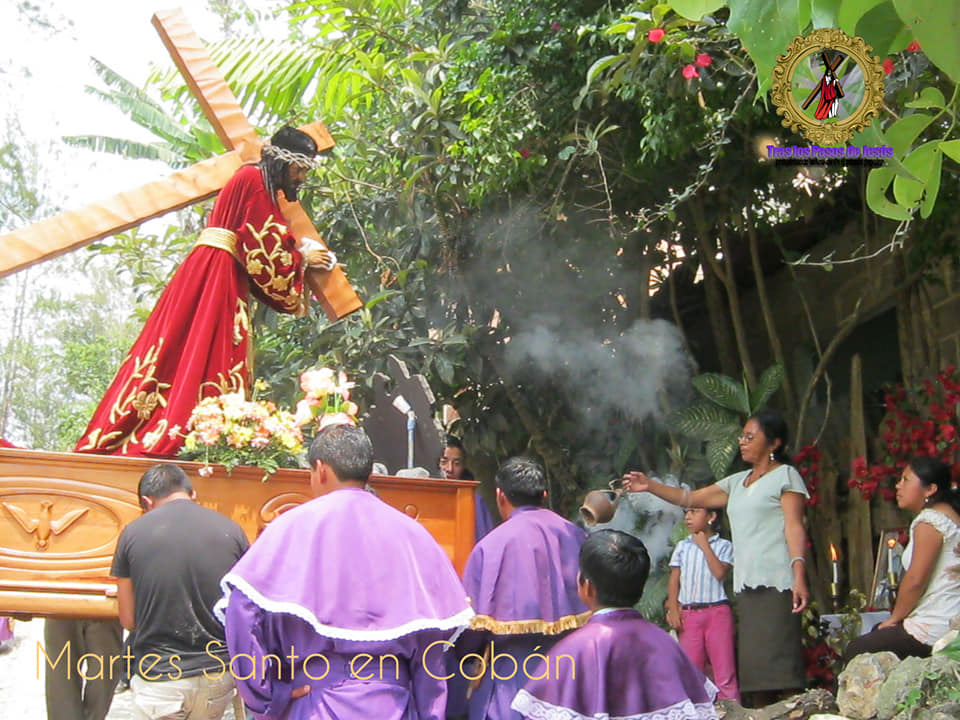
Devota desahumando a Jesús Nazareno del Perdón durante La Reseña.

Mientras que la Ciudad Capital, el cortejo de "La Reseña" del Señor de la Merced estaba ayudando a crecer año con año la población católica, en Alta Verapaz, se optó por algo similar; cabe resaltar que en esta región las costumbres y tradiciones del pueblo Q'eqchi, eran muy fuertes, así que se debería de realizar una actividad que ayudará a aumentar el número de pobladores evangelizados. Y es con lo último mencionado que nace la procesión de “La Reseña”, un cortejo que se usaría para instruir a la gente a participar en las actividades, creando un vínculo con las actividades de Miércoles Santo y Viernes Santo por la mañana, donde los curas utilizaban a la imagen del Nazareno como recurso pedagógico para explicar el misterio de la pasión de Cristo.

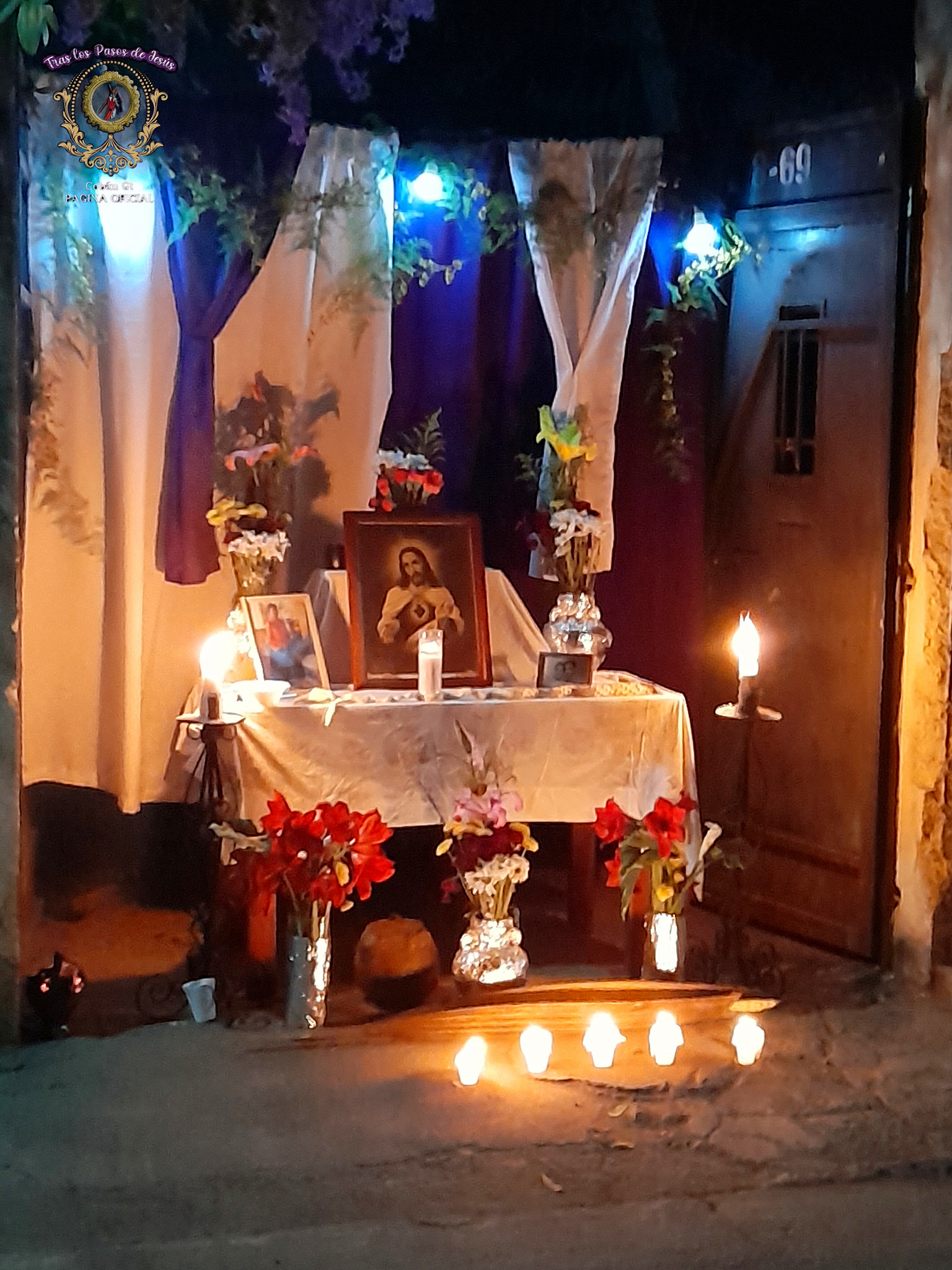
Altar Cuaresmal en Cobán, "La Reseña".

Los Altares en cada casa, representaban una ofrenda y símbolo de respeto y gratitud ante el honor de tener a Jesús unos minutos en la entrada de cada hogar. El hecho de que la imagen se detuviera enfrente de una vivienda, representa algo sagrado y de mucho respeto.

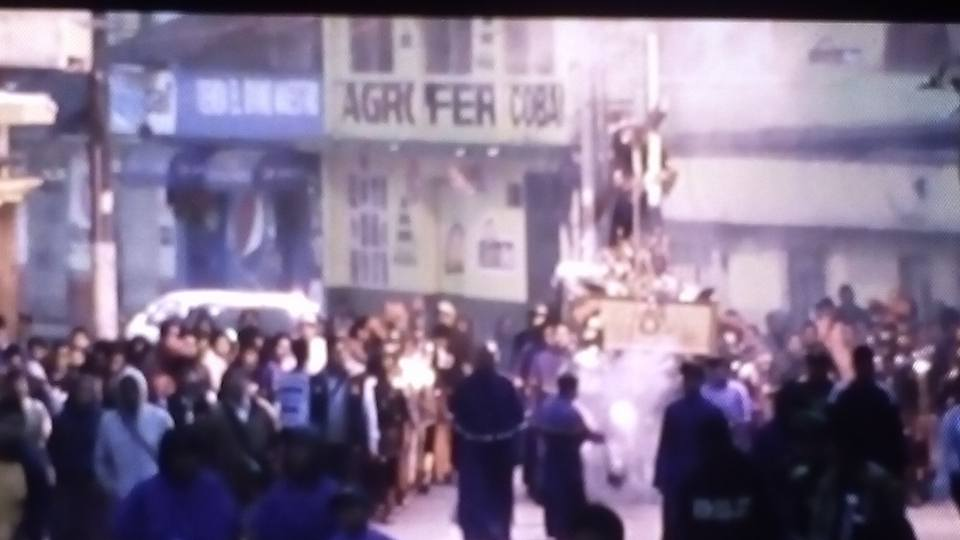
Instantes de la Captura del Señor Nazareno.

Antiguamente durante el cortejo de “La Reseña”, se utilizaba un mueble especial, el cual era de caoba  con 3.50 metros de largo, con bolillo y timonel. ocho palmas en su faldón ,  cuatro  elípticos y esquineros  labrados registrado en 1932 con su respectivo tornillo y referido amortiguador, donde se portaba a Jesús Nazareno del Perdón, lamentablemente el mueble se extravió. Actualmente se utiliza un mueble de 6 a 8 cargadores, donde el Nazareno es procesionado.  El cortejo inicia a las 07:00 horas y culmina a las 05:00 horas del día Miércoles Santo. Es considerada la procesión con más duración de tiempo de la Semana Santa a nivel nacional.

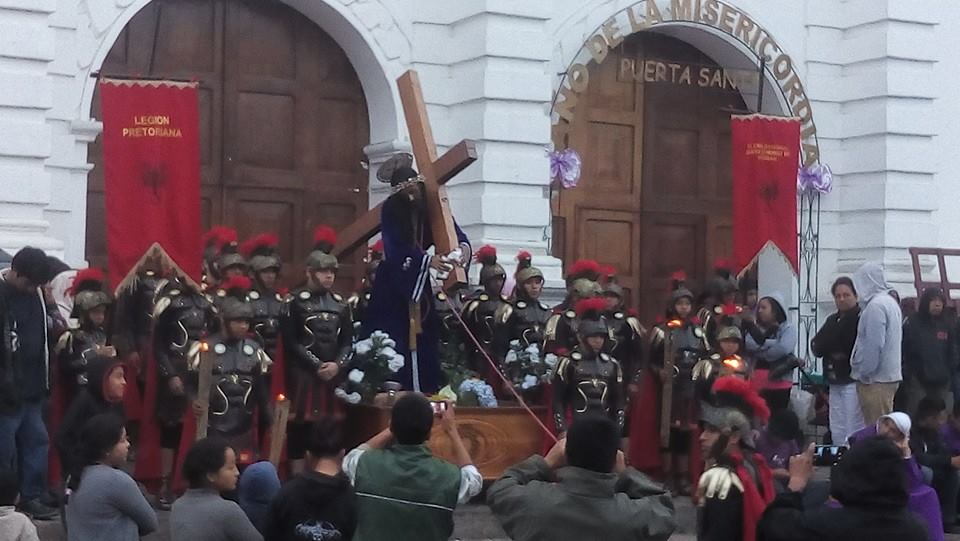
Captura de Jesús Nazareno del Perdón a las cinco de la mañana.

Durante el cortejo de “La Reseña”, se puede escuchar una melodía particular la cual es conocida como el tradicional “Miserere de Martes Santo”.  En Cobán desde tempranas horas, las familias elaboran sus altares, la procesión hace la gran hazaña de recorrer casi en su totalidad todas las zonas de la ciudad. A pesar de ser una actividad donde la población no carga y tampoco siguen el cortejo, la penitencia es esperar a que Jesús llegue a su hogar; no se sabe con exactitud a qué hora el Nazareno estará por un barrio, se puede decir que como en tiempos antiguos los vecinos de una zona a otra avisan donde esta y las familias deben de esperar inclusive hasta horas de la madrugada la visita a su hogar.

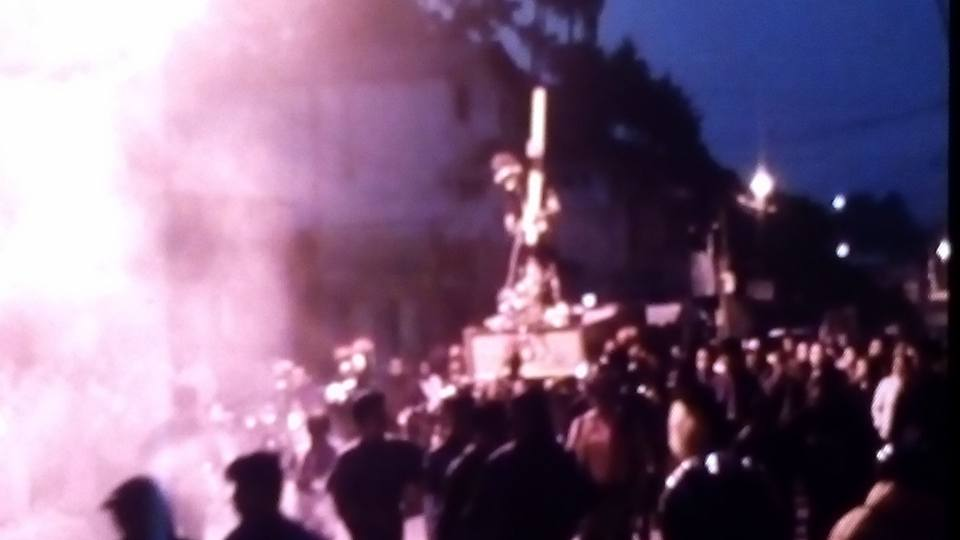
La Reseña en la Madrugada, Cobán, Alta Verapaz.

Los encargados de realizar el cortejo, son los miembros de la Hermandad de Jesús Nazareno del Perdón y desde luego su Cofradía, quienes durante un margen de 22 horas aproximadamente, deben de estar con Jesús, sin importar las condiciones del clima o el cansancio. Esta hermandad porta dos trajes de cucurucho: el Cuaresmal y el de Jueves Santo. Durante el cortejo de la reseña, es el último día en que se puede ver a los Morados como les dicen de cariño, portando la vestimenta tradicional de cucurucho guatemalteco. La procesión culmina con la captura de Jesús, a las 05:00 horas  por parte de la Centuria Romana, quienes aprenden a la imagen agarrándolo de las manos. Concluyendo el rito de la Centuria Romana de Cobán, se dirigen rumbo a Catedral con antorchas prendidas guiando aún el camino a oscuras, para dar inicio a la mítica y ancestral velación del Nazareno del Perdón “Li Qaawa´Jesús Wan Sa´ Tz´Alam”.

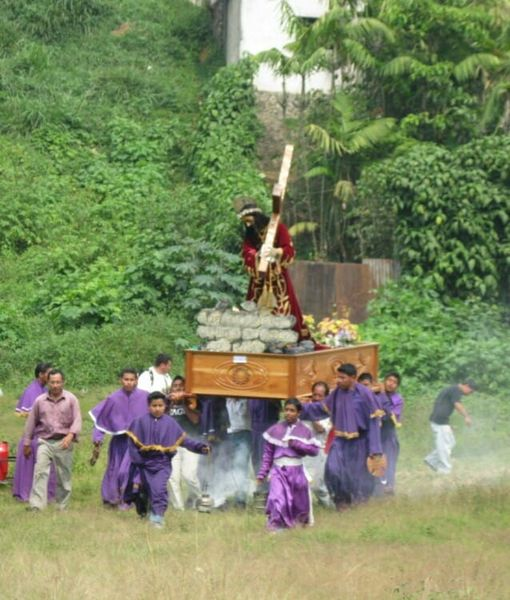
La Reseña, Tradicional cortejo procesional de Jesús Nazareno del Perdón por el sector del Cerro Sapens, Martes Santo Cobán Alta Verapaz.

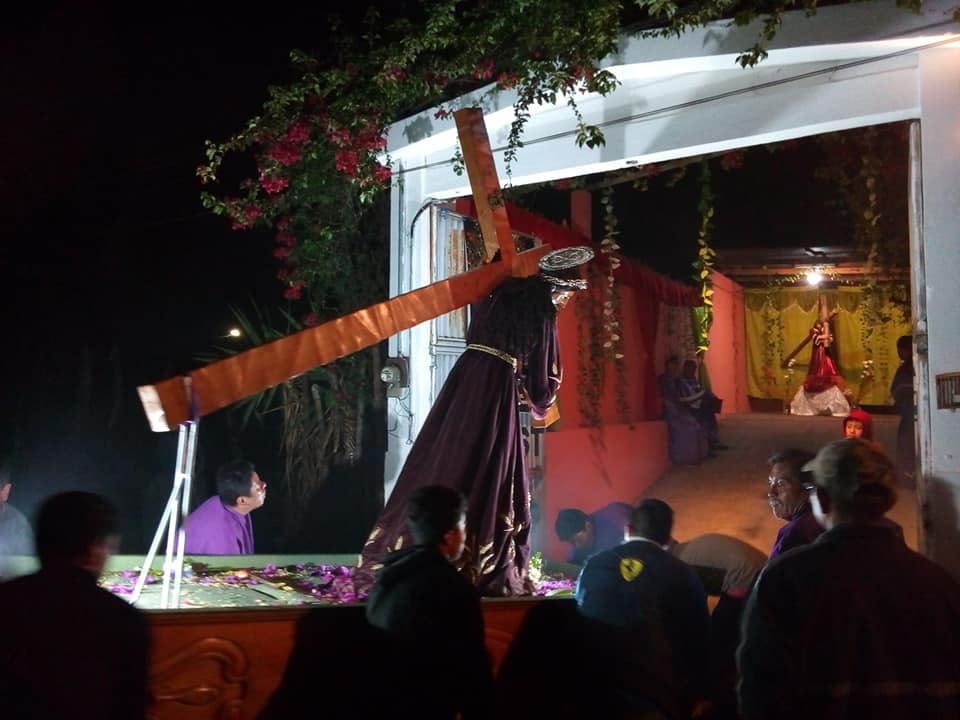
Visita a la Residencia de la Familia Mota "La Reseña".

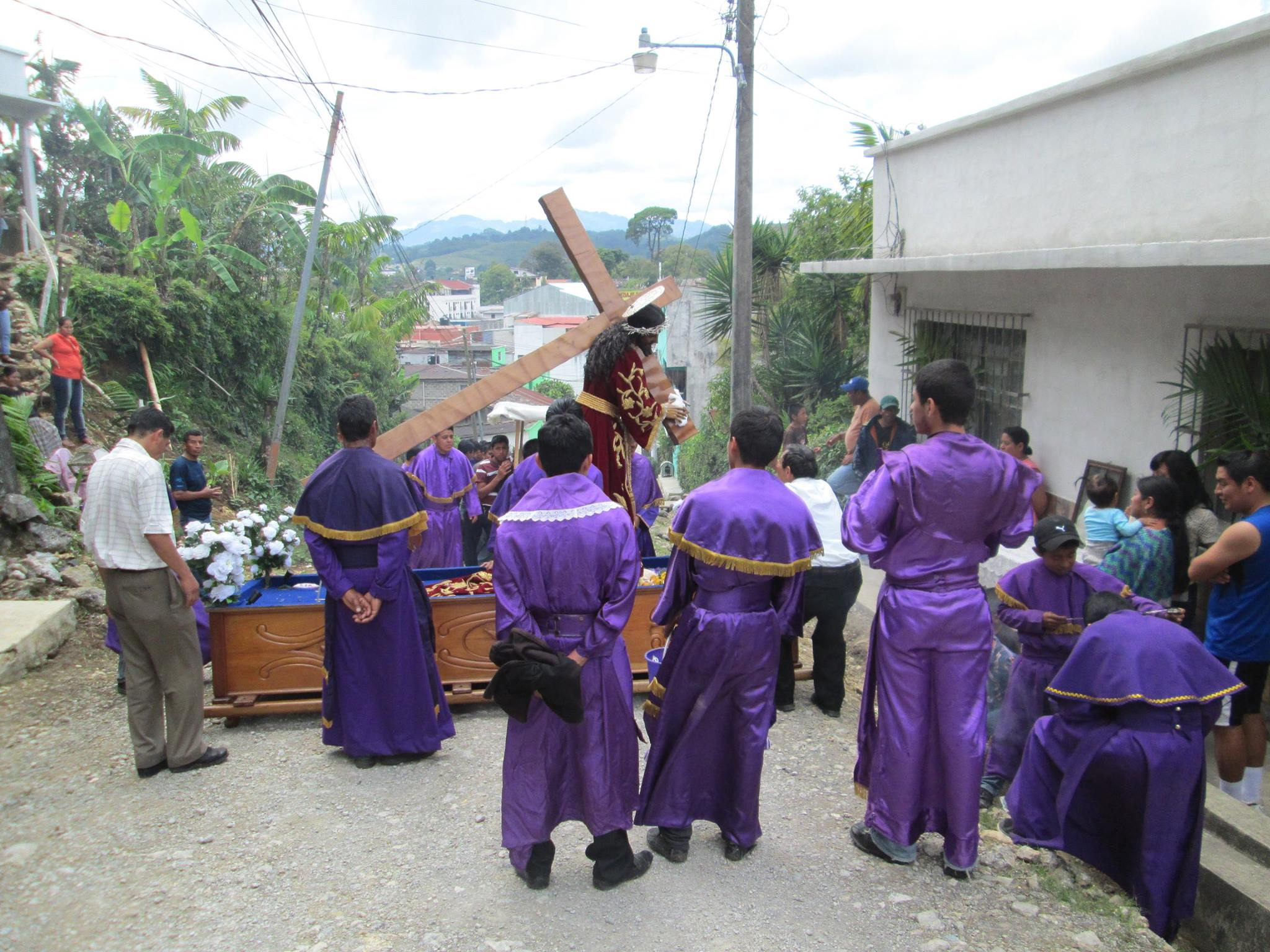
La Reseña, Tradicional cortejo procesional de Jesús Nazareno del Perdón por el sector de las Ventanitas, Martes Santo Cobán Alta Verapaz.

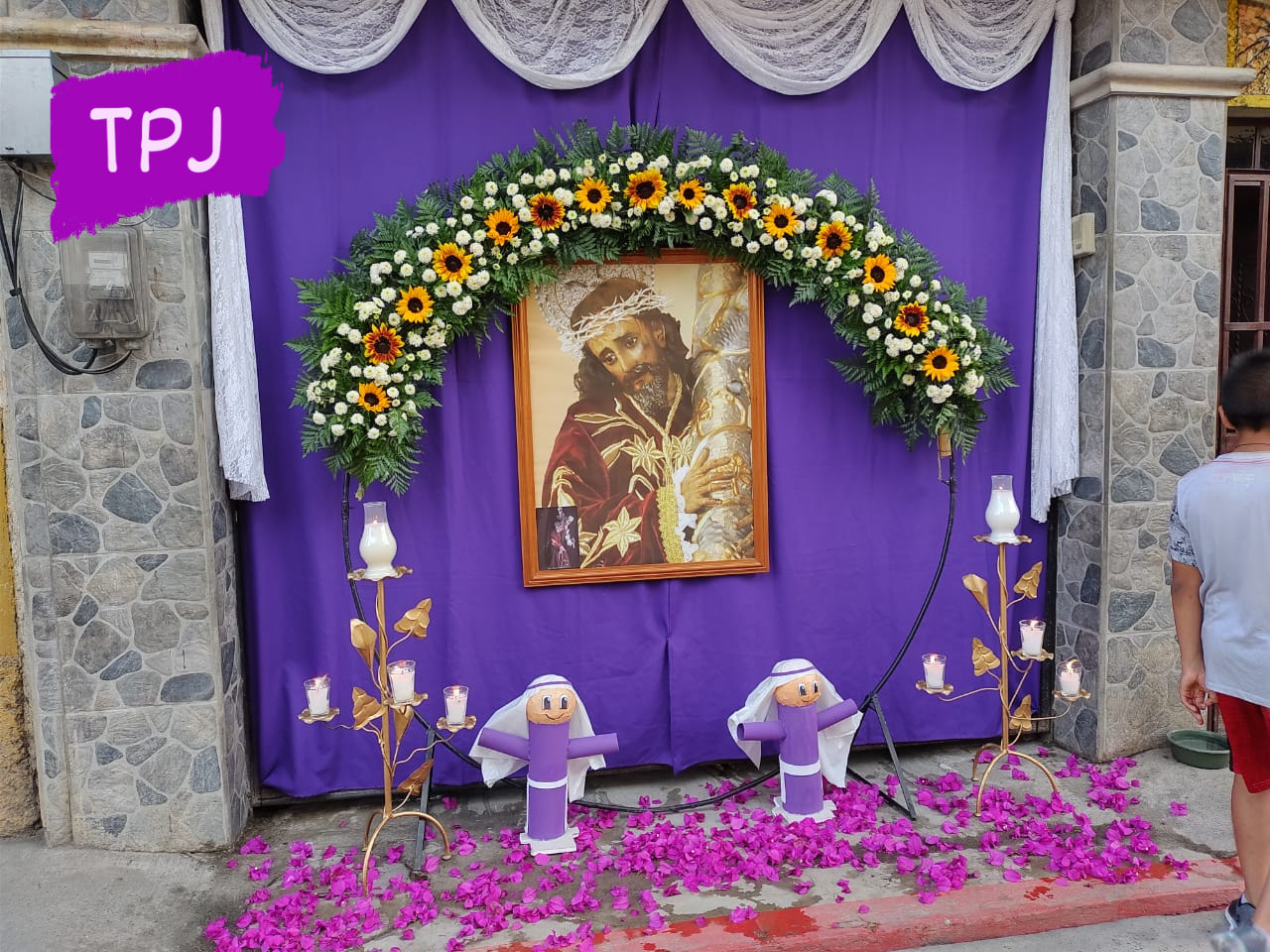
Altar Cuaresmal Cobanero, en el centro entronado un cuadro de Jesús Nazareno del Perdón. Martes Santo, Cobán, Alta Verapaz.

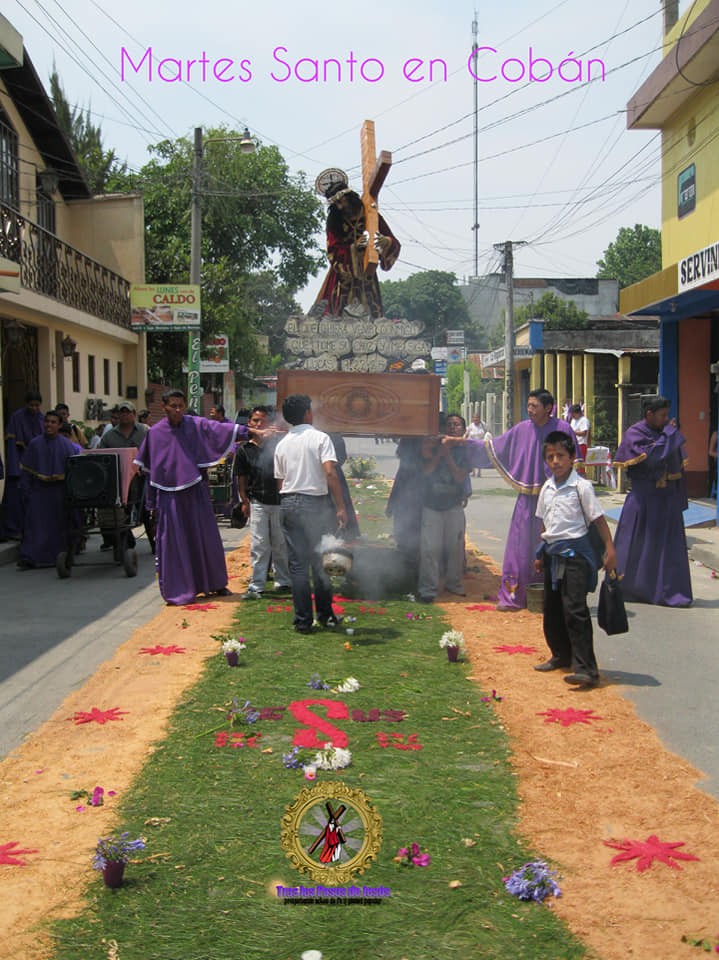
Ofrenda de una Familia a Jesús Nazareno del Perdón, durante "La Reseña", Cobán, Alta Verapaz.

## Li Qaawa´Jesús Wan Sa´ Tz´Alam

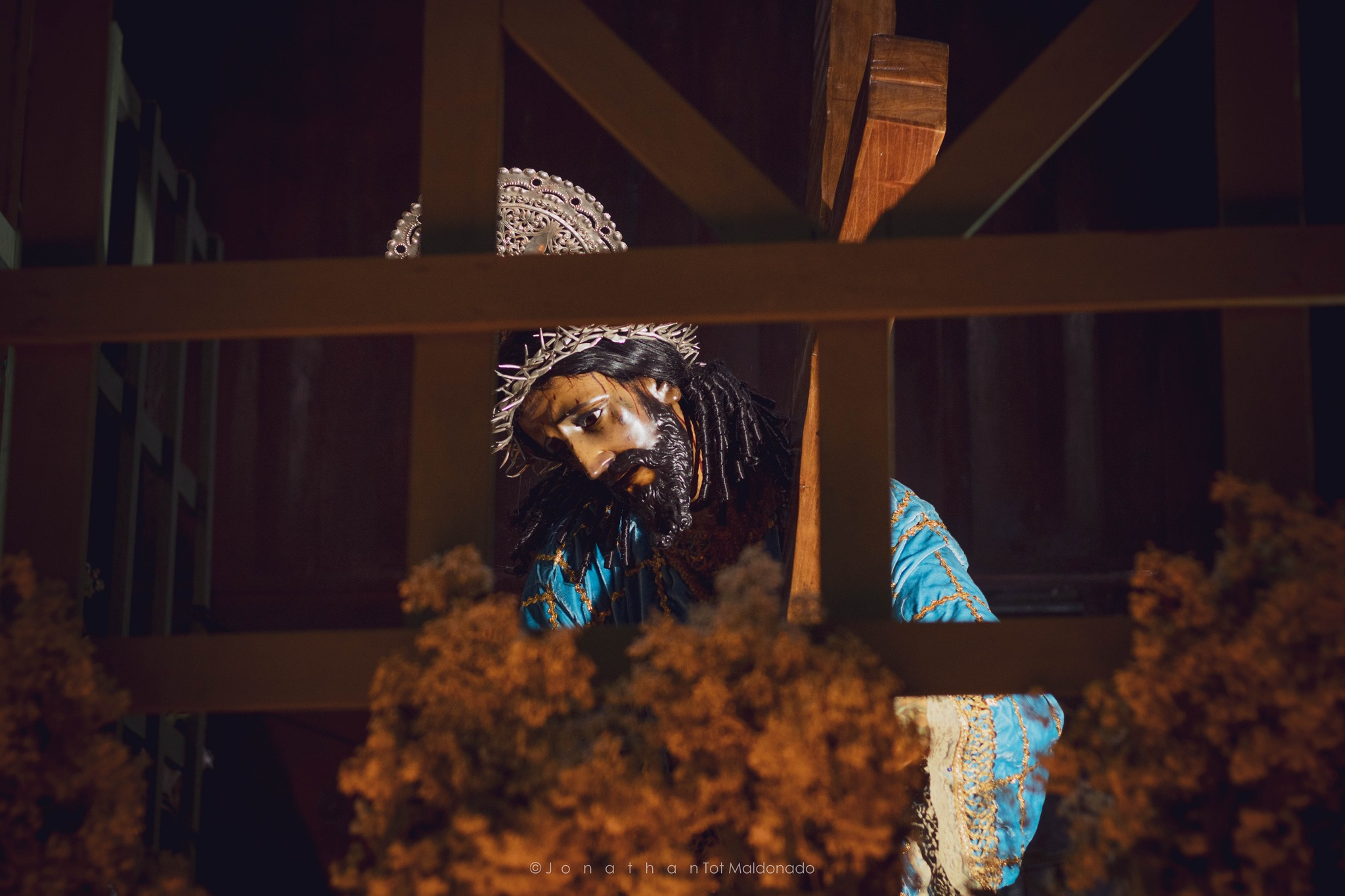
Li Qaawa´Jesús Wan Sa´ Tz´alam.

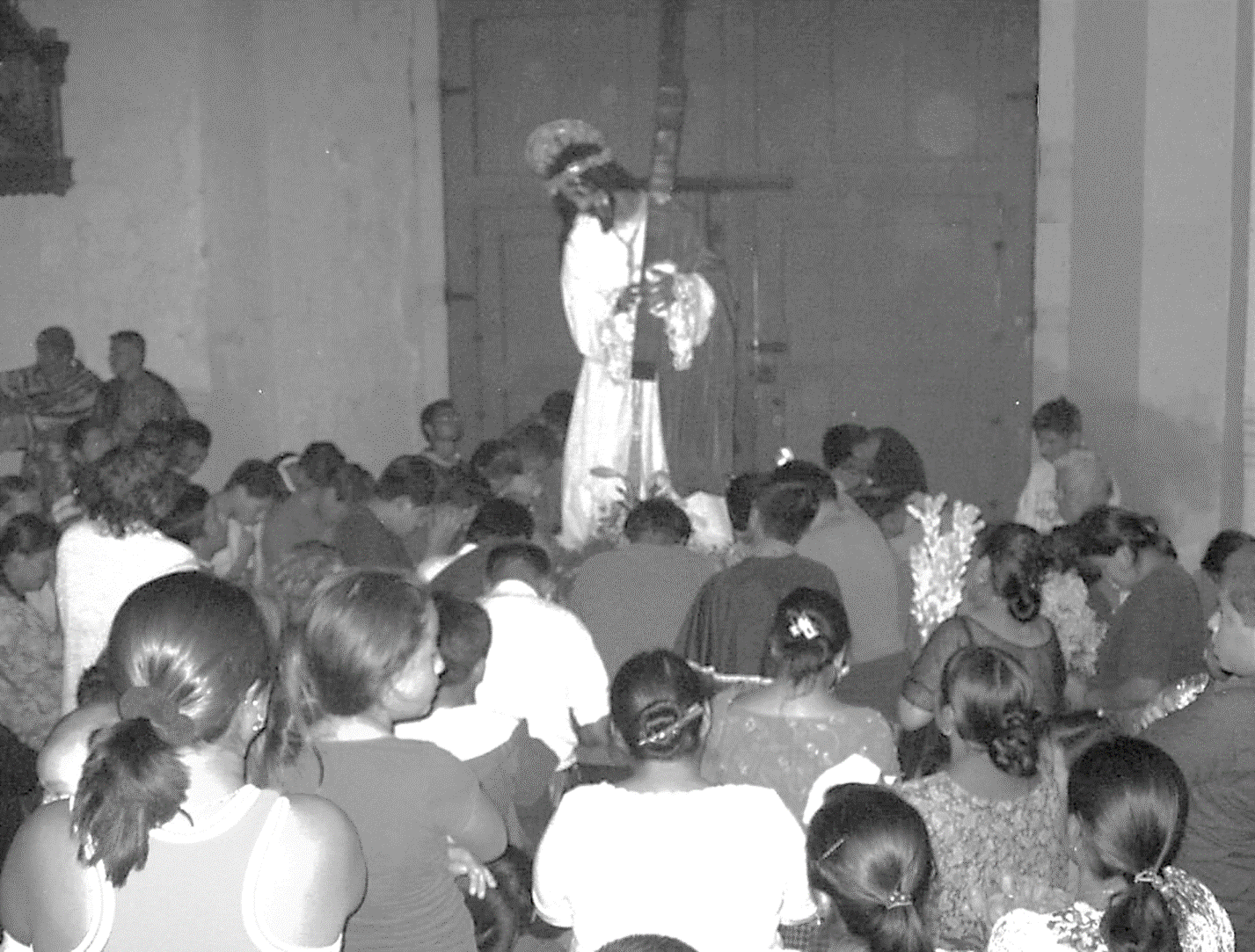
Li Qaawa´Jesús Wan Sa´ Tz´alam.

Desde tiempos antiguos los pueblos ancestrales de la región norte de Guatemala, desde horas tempranas del Miércoles Santo, empiezan a llegar a Iglesia Catedral de Cobán “Parroquia Santo Domingo de Guzmán”, con la intención de estar lo más cerca posible de Jesús Nazareno del Perdón, quien, en este día, se encuentra tras las rejas.  La representación del Señor de Señores en prisión, da lugar a su mítica y ancestral velación.
Todos los días de la semana más santa del año, son importantes; sin embargo, para el pueblo Q'eqchi, los días más sagrados son el Miércoles Santo y Viernes Santo, por las manifestaciones de fe y cultura que se viven y practican.  El día Miércoles Santo, representa para el pueblo Q´eqchi y población de Cobán, un día de silencio y de mucho respeto, la expresión “Li Qaawa´Jesús Wan Sa´ Tz´Alam”, significa “Nuestro Señor Jesús, está en la Cárcel”.
Para los pueblos mayas de la región del Alta Verapaz, la imagen de Jesús Nazareno del Perdón, es conocida únicamente como “Jesús Nazareno”.  Después de su cortejo de “La Reseña” y de ser capturado por la Centuria Romana; el Nazareno es colocado tras unas rejas de color verde, connotando la presencia de un criminal. Desde las cinco de la mañana, inicia la visita al cautivo. Los orígenes de esta tradición se remontan hace más de tres siglos, siendo una representación por parte de los Q’eqchies; del momento en que Jesús es capturado en el Huerto de los Olivos por el Ejército del Sanedrín y como fue esa madrugada en que Jesús se encontró preso, previo a su condena de muerte.  

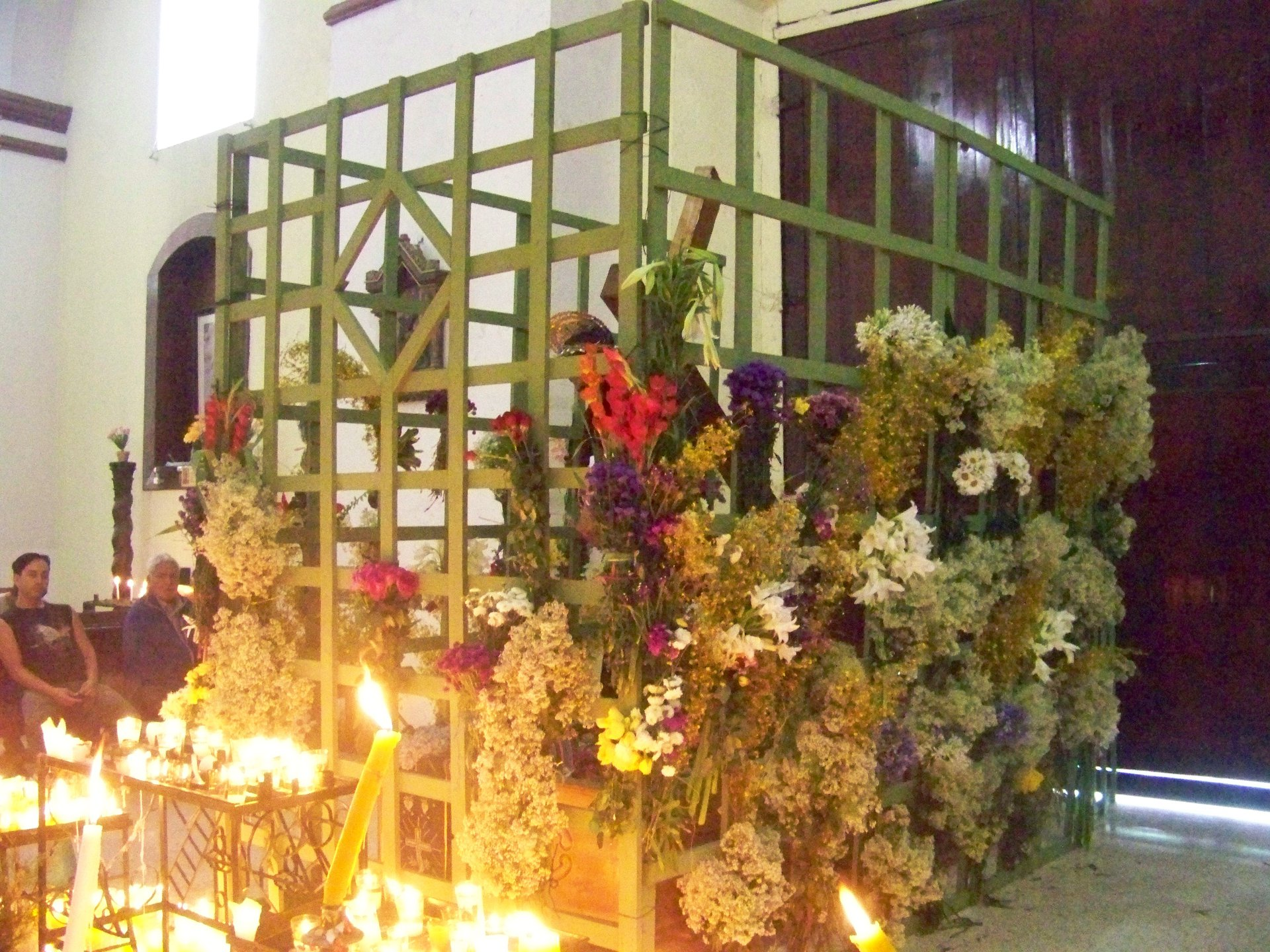
Li Qaawa´Jesús Wan Sa´ Tz´alam, Celda del Señor Nazareno

Para los Q’eqchies, el ver a Jesús en prisión significa uno de los actos más humillantes que vivió, y el observar como el Nazareno está cautivo, provoca en ellos sentimientos de tristeza y culpa al contemplar la oscuridad que hay en torno al hijo de Dios, por nuestra culpa. Por lo general si una persona se encuentra en prisión, sus familiares llegan a visitarlo y suelen llevar más de algo para hacer más amena la instancia, en cambio a Jesús ¿Quién los visitó? ¿Quién estuvo con él para abrazarlo?, fue entonces que la visita al cautivo tomó su gran significado: El visitar a Jesús en la Cárcel y el llevarle una ofrenda simboliza el acercarse, para pedir perdón por nuestras acciones.

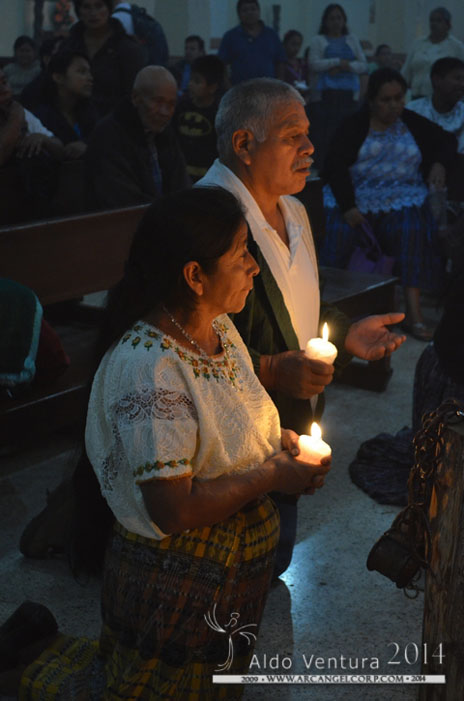
"Devoción Eterna" Li Qaawa´Jesús Wan Sa´ Tz´alam

Durante este mítico y ancestral rito donde toda la población es partícipe, hay tres elementos que dan realce: Las flores, las velas y el folclor.  Jesús es encerrado en una celda de color verde al medio de la Iglesia, cuando la feligresía inicia a visitar al Nazareno, se acostumbra llevar un ramo de flores. Los ramos de flores que porta la feligresía, son entregados a los Cofrades de Jesús, quienes aun en ramo, las amarran a la celda. El amarrar el primer ramo flores, permite que la celda, se convierta en un portal donde se manifiesta el Ajaw, siendo este Jesús. Para los Q’eqchies las flores son vistas como un símbolo de renacimiento y regeneración, que poseen el poder de purificar el alma y conectarla con el mundo espiritual. Las personas que pueden amarrar las flores a la celda son únicamente los Cofrades, después de que el devoto haya realizado la visita y por lo tanto el ramo esté conjugado y encomendado con las peticiones de quien lo está ofrendado. En Cobán esta actividad representa lo contrario a la procesión de la Reseña en la Ciudad Capital; mientras que la gente a Jesús de la Merced le arroja ramos de flores durante su cortejo, en la Ciudad Imperial, los ramos se deben de llevarse como ofrenda al cautivó, implicando el tener que visitar a Jesús.

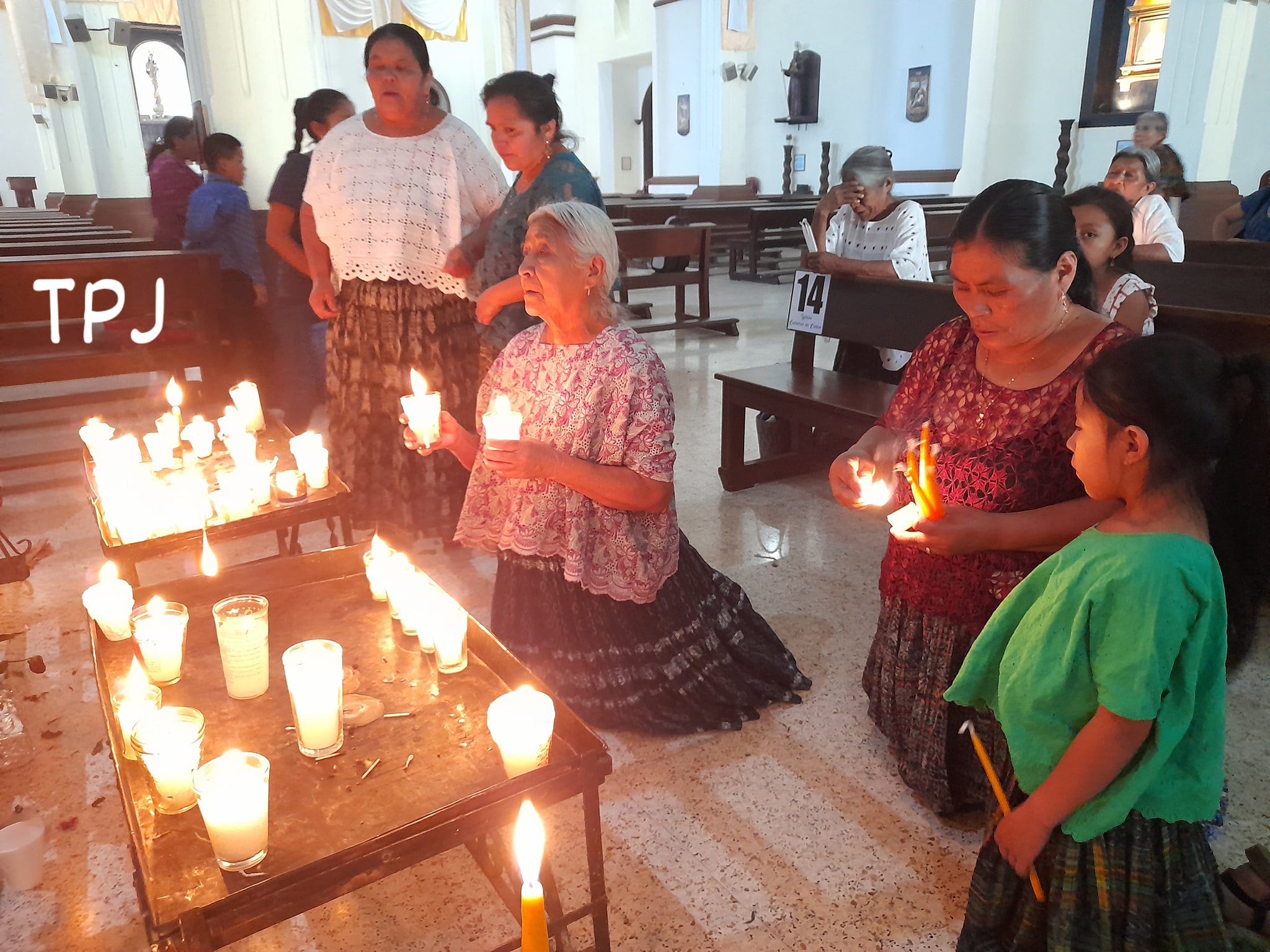
Devoción Eterna Li Qaawa´Jesús Wan Sa´ Tz´alam "Ofrenda de Velas"

El segundo elemento que siempre se hace presente, son las velas. Las personas que llegan a visitar a Jesús, suelen llevar por lo general candelas y veladoras como ofrendas. Las velas antes de ser encendidas son encomendadas al Nazareno para pedir un milagro y agradecer por aquellas peticiones que han sido escuchadas y atendidas. Se tiene la costumbre de primero pasarle las candelas o veladoras a Jesús Nazareno del Perdón en sus manos y túnica, y luego que la persona las pase por todo su cuerpo; al concluir son situadas delante de la celda y se encienden.  Por parte de la Cofradía, son quemados durante todo el día, ocho juegos de candelas propios, que simbolizan la presencia de autoridades religiosas ancestrales.  Según el color de las candelas o veladoras que las personas lleven, de acuerdo a las peticiones pueden ser:
- Vela azul: Corazón del cielo, se encienden para agradecer al Creador y para pedir protección del cielo.
- Vela celeste: Se enciende para que los niños de las familias estén bien, y para pedir sabiduría y creatividad.
- Vela verde: Significa corazón de la tierra y se enciende para agradecer a la tierra por el sustento y el alimento. Se enciende una vela color verde para pedir abundancia y prosperidad económica.
- Vela morada: Se enciende para pedir perdón por las faltas cometidas, humildad y para evitar los vicios y malos pensamientos.
- Vela roja: Lugar de salida del sol, el oriente. Se enciende para pedir por el amor, luz y comprensión. También se asocia con la sangre y al maíz rojo.
- Vela amarilla: Lugar del aire y el sur. Las velas amarillas se encienden para que cada persona tenga equilibrio en su forma de ser, y que el sagrado viento se lleve sus problemas. Se asocia con la lluvia, las mujeres y el maíz amarillo.
- Vela Rosa: Se enciende por los niños de las familias, para pedir salud y esperanza.
- Vela Blanca: Significa lugar del frío, las heladas y el norte. Se enciende para pedir bendiciones y protección. Se asocia con el lugar de los hombres y el maíz blanco.
- Vela Negra: Significa lugar del descanso, el occidente y la noche. Se enciende para que no haya dificultades o problemas y se asocia con el maíz negro. También se prenden para pedir protección en contra de enemigos.
- Velas de Cebo: Simbolizar la luz y la guía espiritual, representando la conexión entre el mundo terrenal y el divino. Se usan para invocar a Jesús y pedir protección, favores o agradecer.

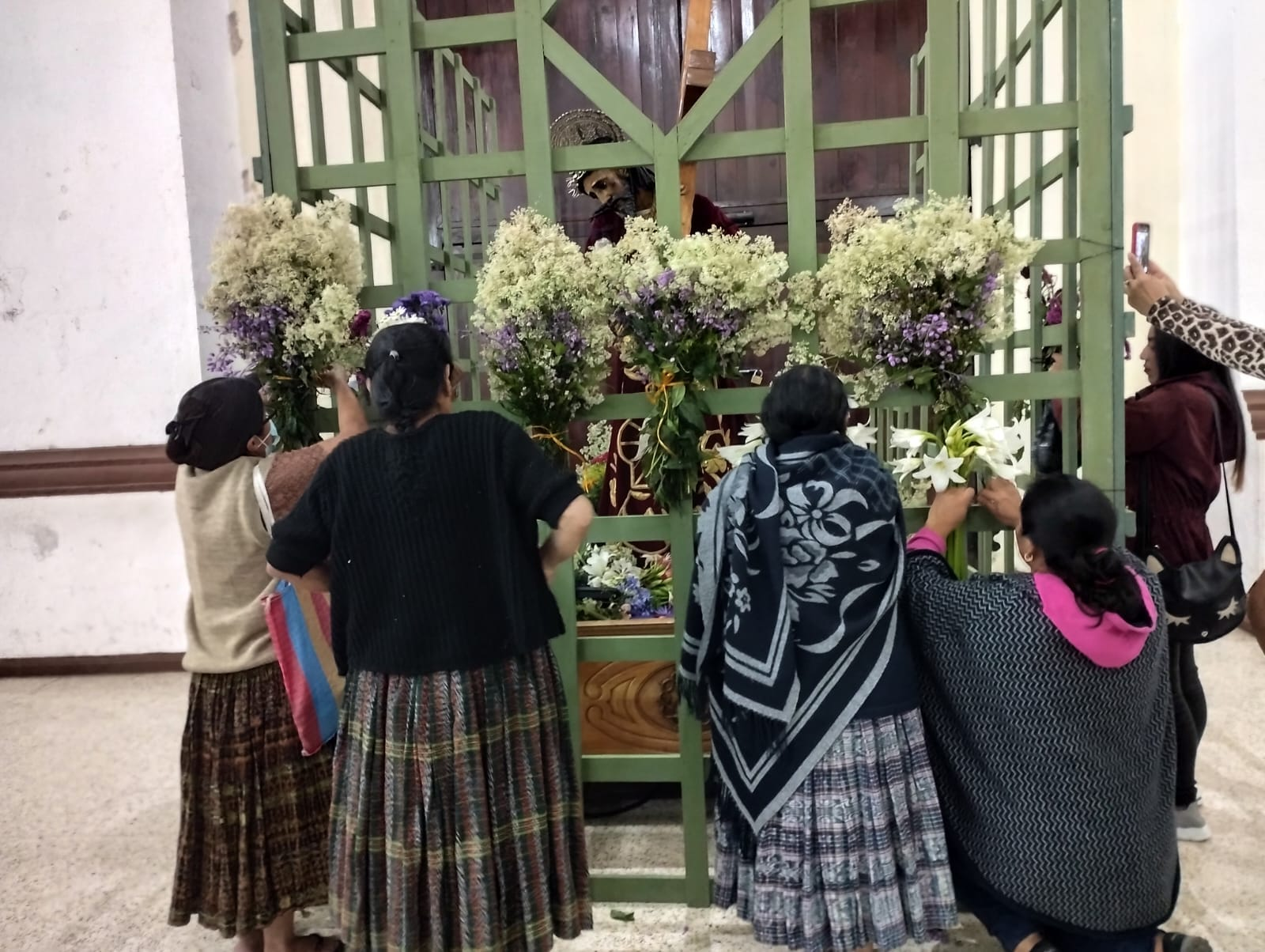
Visitando a Jesús del Perdón "Conjugando Flores". Li Qaawa´Jesús Wan Sa´ Tz´alam

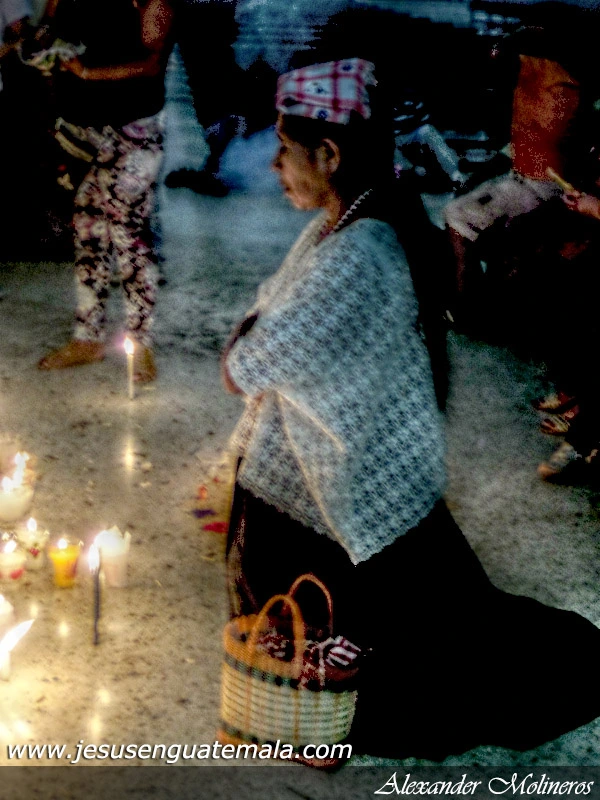
Símbolo de Respeto al Señor Nazareno "El perraje".

El tercer elemento presente es el Folclore, pues en torno a la visita hay muchas creencias y tradiciones que realizan las personas. Las mujeres mayas como manera de respeto suelen visitar a Jesús portando su indumentaria original: corte, güipil, tupuy y en algunos casos se recubren la cabeza con tela de tul; algo a resaltar es que la mayoría de personas que visitan a Jesús son mujeres, y la costumbre de portar el traje típico demuestra la mezcla de sincretismo religioso que predomina en la región.  Las ofrendas que son dadas al Nazareno Dominico, son variadas, desde flores y candelas, hasta comida y dinero en efectivo.  Por los milagros y favores que el Nazareno del Perdón a  concebido, aquellos que le llevan de ofrenda dinero, lo colocan a los pies de la imagen y alrededor de la túnica, los abuelos advertían que el dinero jamás debe de ser tocado durante la velación y mucho menos después por personas que no pertenecieran a la Cofradía, pues las consecuencias serían recibir un castigo muy grande y duro; cabe aclarar que por los milagros y favores que la imagen concede el dinero no es la única ofrenda, pues muchos de los elementos que se han mencionado, pueden ser prometidos a Jesús y obsequiados a él.

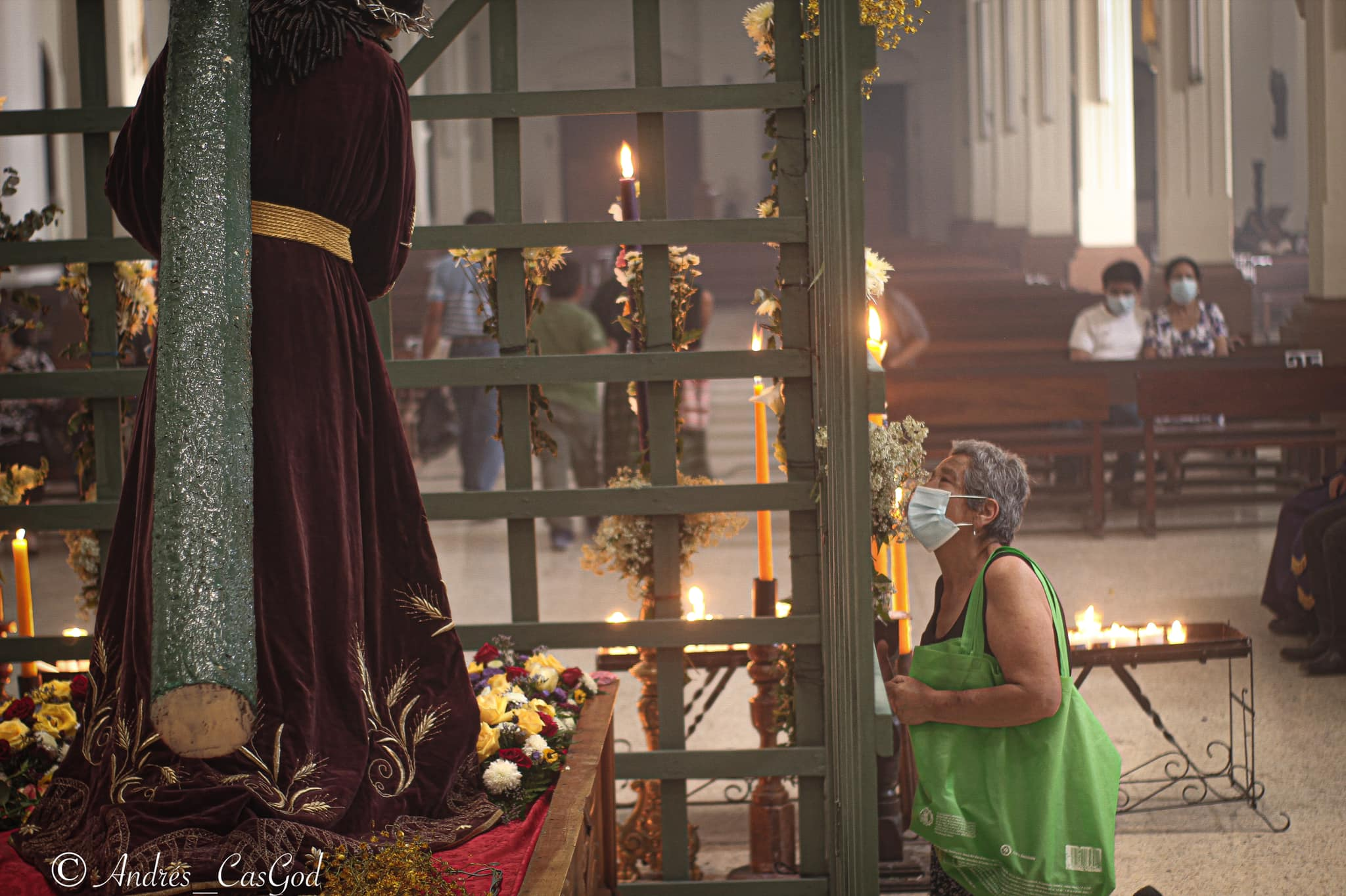
Suplica a Jesús "Li Qaawa´Jesús Wan Sa´ Tz´alam"

La visita a Jesús del Perdón, es un día muy especial para pedir, algunos creyentes llevan su propio incensario, incienso y copal pom y lo queman como ofrenda a Jesús. Las personas suelen llevar a los enfermos a la visita, y se realizan ritos para buscar la intersección del Nazareno. A lo largo del día, se pueden apreciar todo tipo de rituales y prácticas religiosas mayas, que en su mayoría son realizadas por personas ancianas, que las están enseñando a hijos y nietos. Es el único día que la Iglesia da autorización para realizar una velación de tal clase, ya que, en su mayoría, velaciones de este tipo se hacen en las cofradías, sin embargo, en muchas de estas hay elementos que solo en el encarcelamiento están presentes, por eso es considerada una Velación Mítica y Ancestral, la velación de velaciones, la velación del pueblo maya, el día de estar con Jesús.

Durante toda la jornada existe un gran silencio dentro de Iglesia Catedral, en ocasiones solo se escucha la chirimía y el tzijolaj, los cuales son ofrendas que personas otorgan a Jesús. Los feligreses esperan pacientemente su turno para estar ante el Gran Poder, quien al ser un Nazareno de talla natural de 1.75m da la impresión de estar ante un hombre de carne y hueso; es imposible no conmoverse al contemplar las lágrimas de tantas personas quienes, arrodillados, piden perdón por sus pecados y le ruegan desconsoladamente a Jesús, que sus plegarias sean escuchadas.
| Oración Señor, yo para mí, no pido nada a pesar de saberme miserable, ya has colmado mi vida de favores y me has dado lo mejor de todo la enorme dicha de creer en Ti. Sólo te pido que me des aliento para llevar al corazón de los que sufren, de los que por la vida van desamparados sin el consuelo de creer en Ti. De los hundidos en el abismo de su egoísmo, la paz del alma y el fuego ardiente de la devoción por Ti. Se que no tengo rostro para estar frente a ti, Y a pesar de ser pecador Aún conservo la esperanza De que me puedas oír. El negro pesar de tu frente, Tus lágrimas y sangre derramada Tu martirio con una cruz ajena La cual era mi condena. Señor, te ruego, te suplico Que puedas conceder mis peticiones ¡Y hágase tu voluntad! Se que me estás viendo llorar Y eso me provoca más dolor, Pero sé que a pesar de todo Tu estas junto a mí. Jesús Nazareno, perdónanos Señor. Nazareno Dominico, escúchanos Señor. Nazareno Ancestral, No nos abandones. Jesús Nazareno del Perdón, ten piedad de nosotros. |

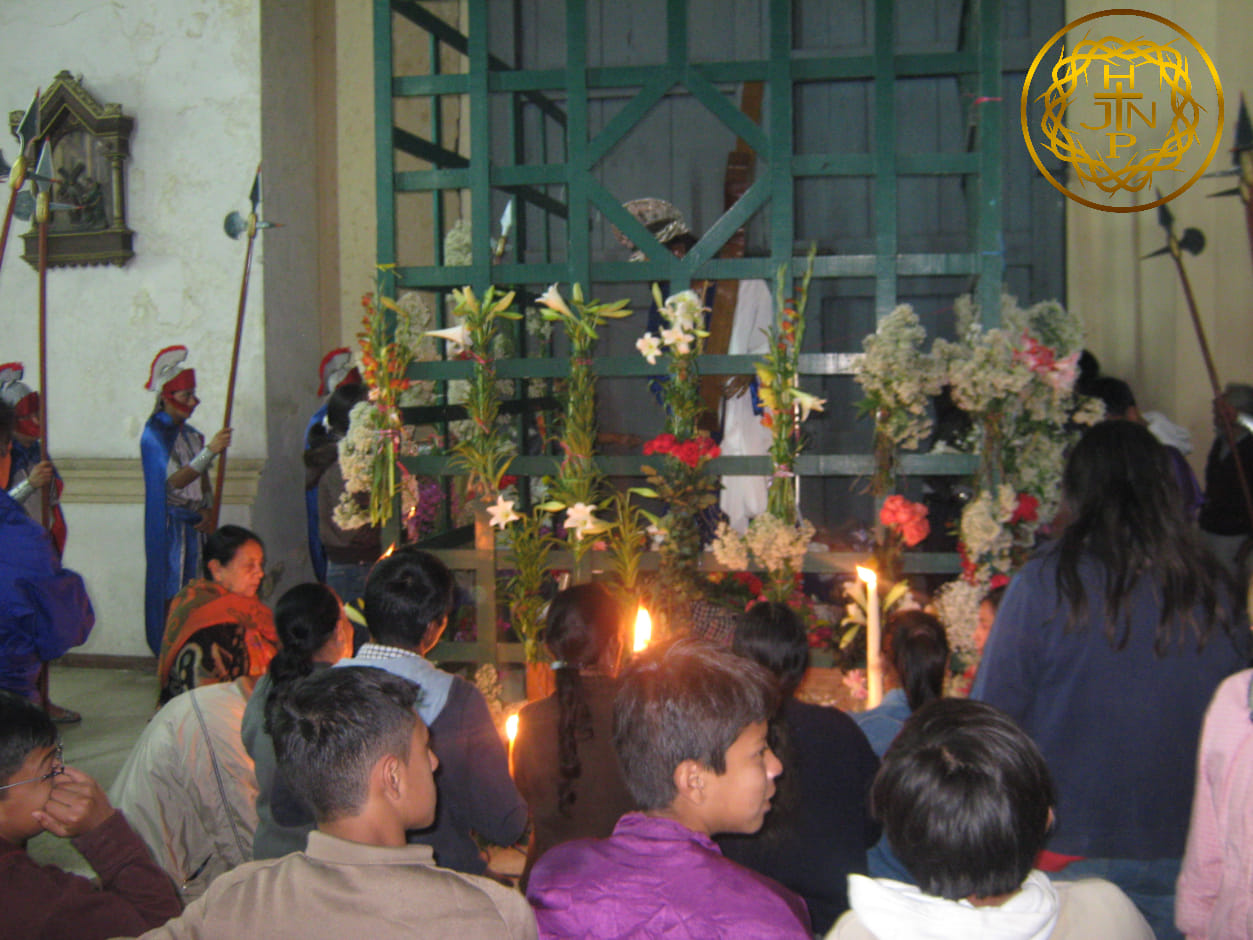
De rodillas, "Li Qaawa´Jesús Wan Sa´ Tz´alam"

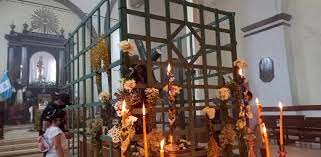
"Li Qaawa´Jesús Wan Sa´ Tz´alam" Durante Pandemia.

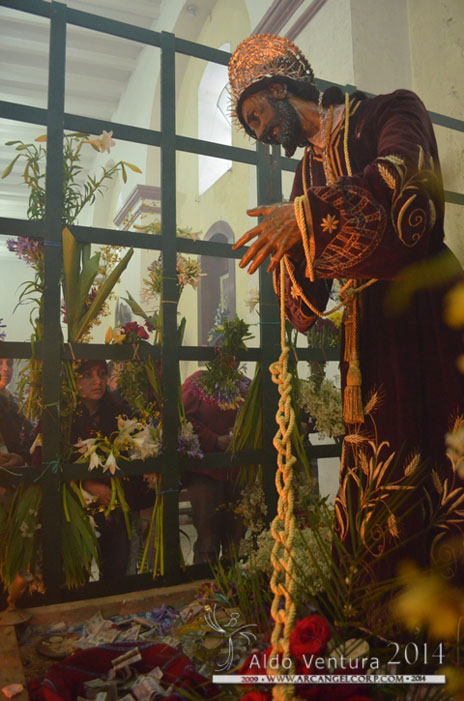
Conjuntado Ramos de Flores

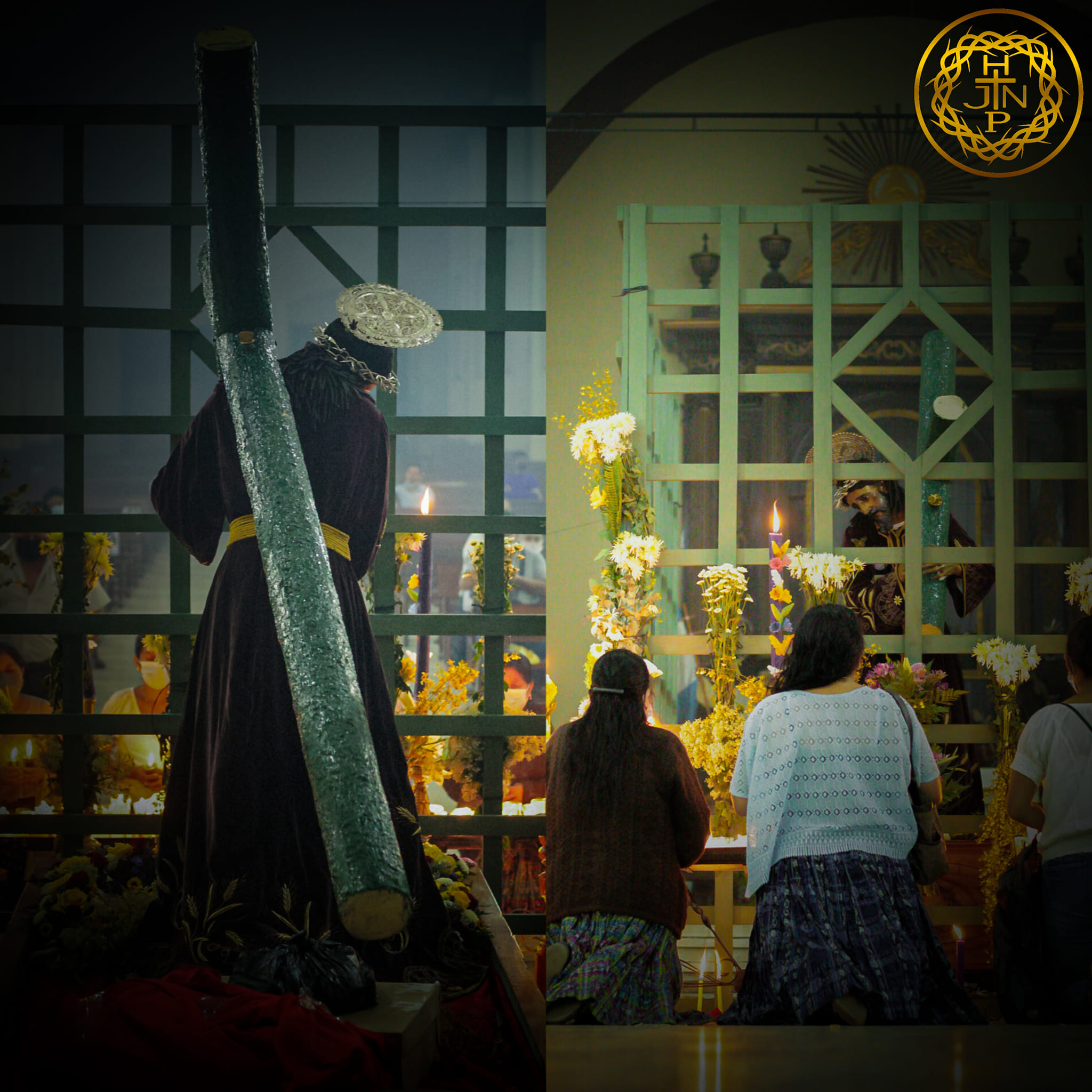
"Li Qaawa´Jesús Wan Sa´ Tz´alam" Durante Pandemia.

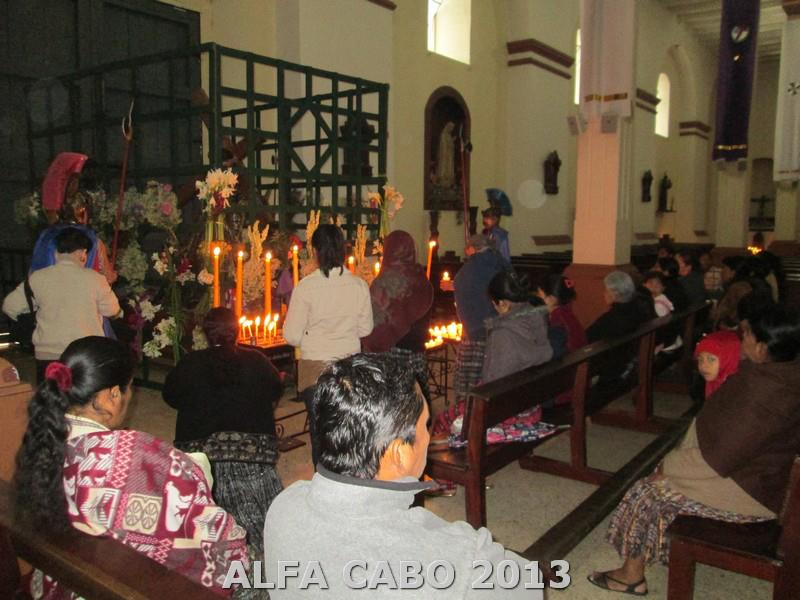
"Li Qaawa´Jesús Wan Sa´ Tz´alam" 2014

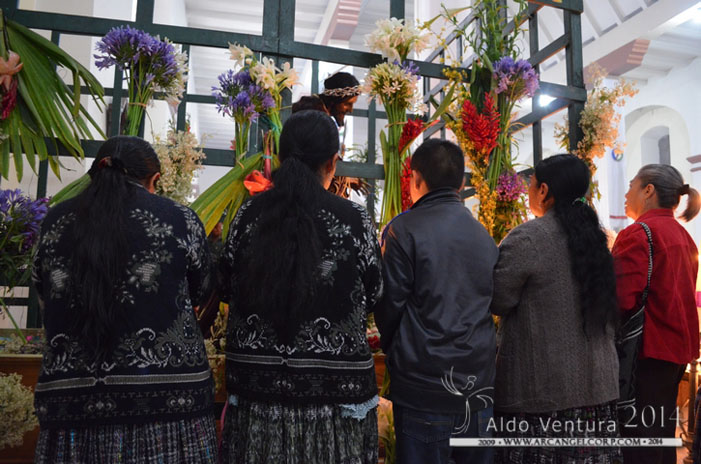
"Li Qaawa´Jesús Wan Sa´ Tz´alam" 2014

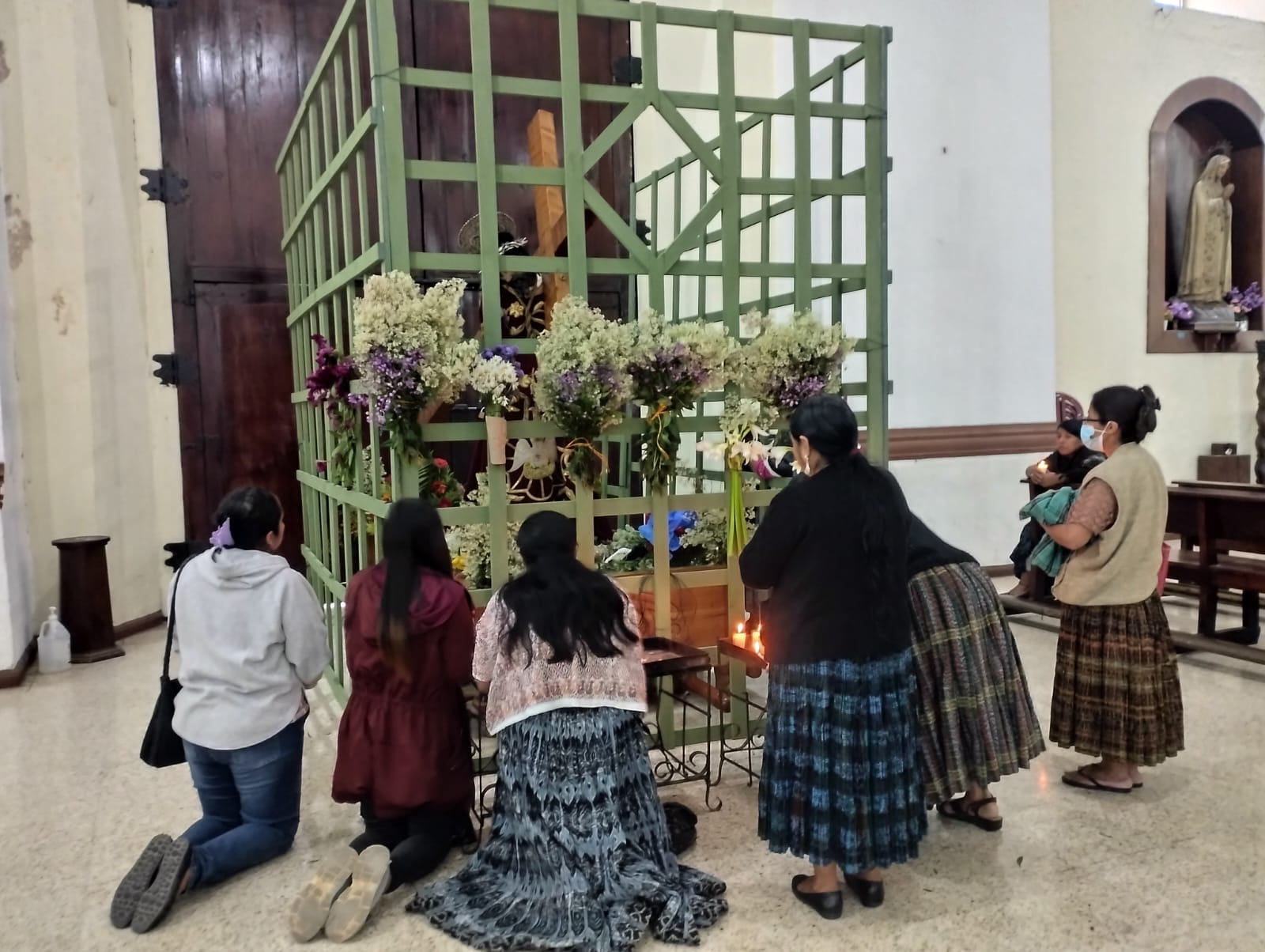
"Li Qaawa´Jesús Wan Sa´ Tz´alam" La Oración

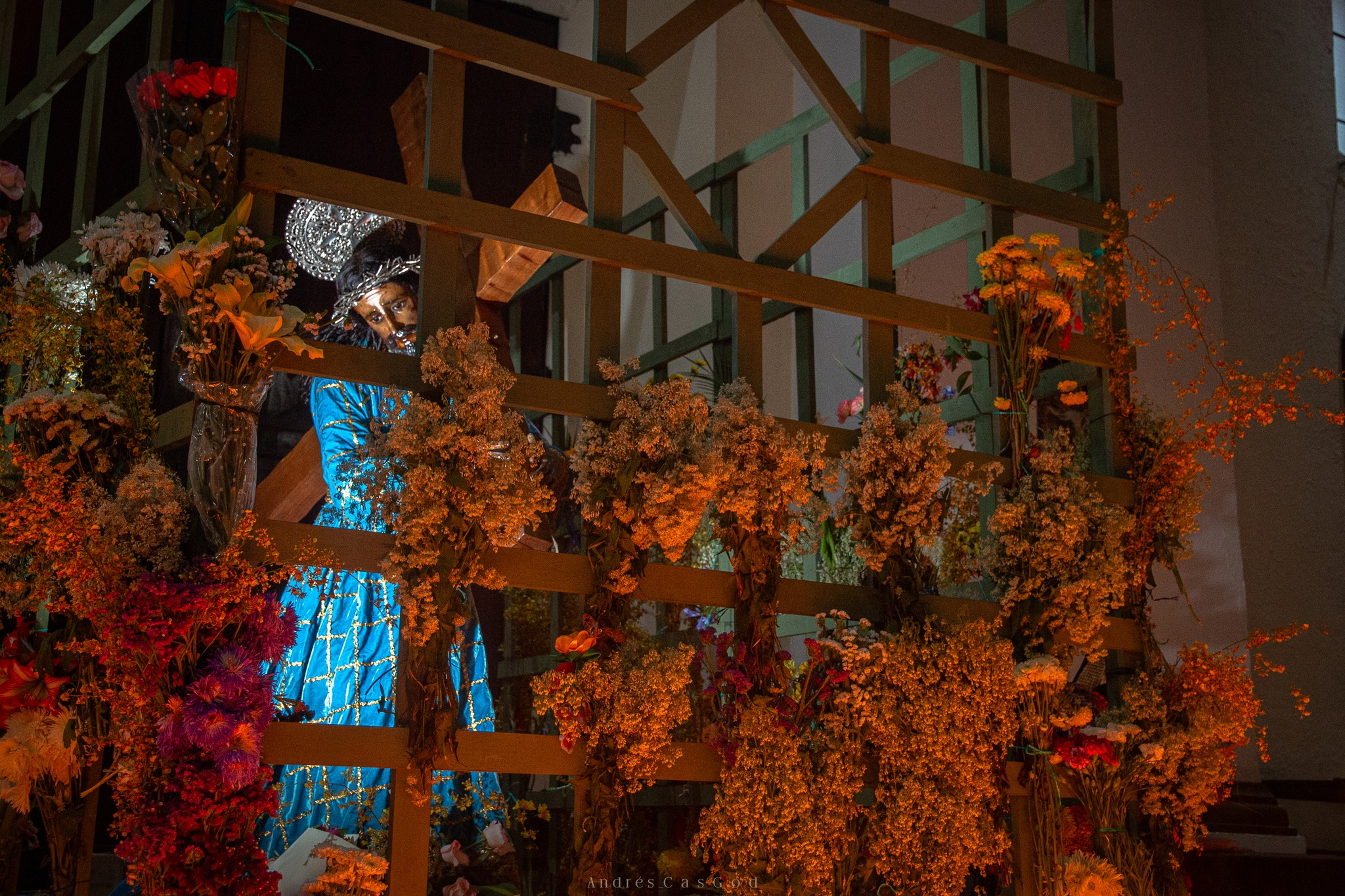
Finalización de "Li Qaawa´Jesús Wan Sa´ Tz´alam" 2024

El Encarcelamiento es una actividad donde toda la población de la región participa, y es el ante sala de lo que era y aún es la actividad más importante de la Semana Santa Verapacense. Jesús Nazareno, predicó en cada hogar su mensaje durante la Reseña, los feligreses lo visitan en prisión previo a su condena, el jueves Santo arrepentidos ven cómo asciende las 137 gradas del Calvario, y el Viernes Santo, se da una de las máximas expresiones de la cultura Q'eqchi, en la procesión de “La Penitencia”. 

## La Penitencia

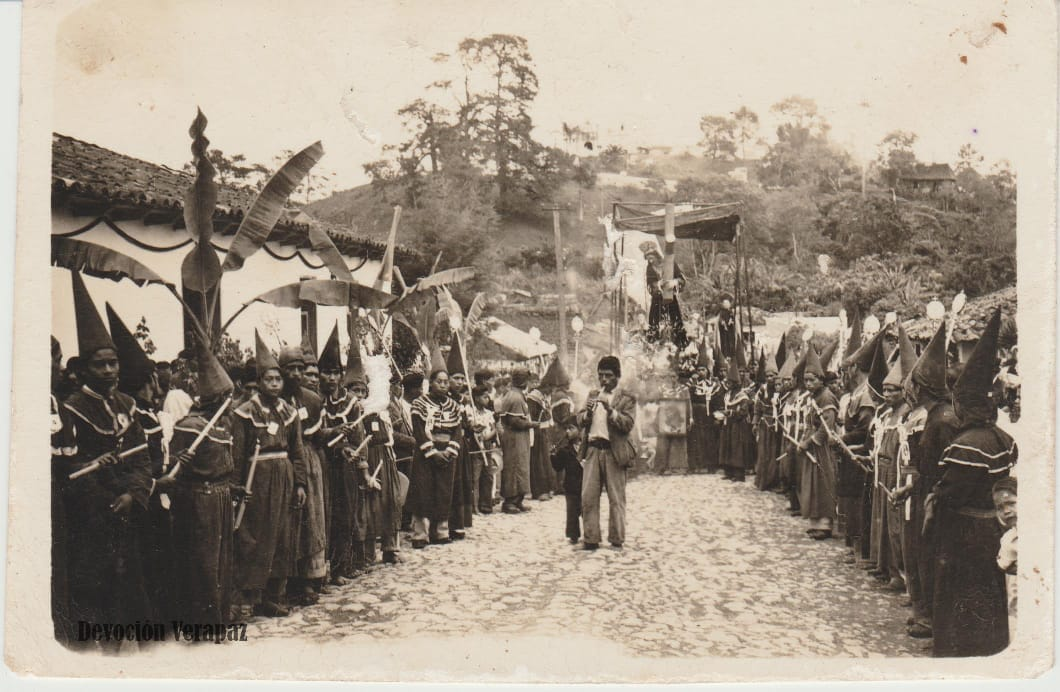
Santo Viacrucis de Viernes Santo en la Mañana,. "La Penitencia"

El cortejo más antiguo del cual se tiene registro en la ciudad de Cobán, es la procesión penitencial del Viernes Santo por la mañana. Dicho cortejo fue enseñado por los frailes dominicos a los habitantes originarios de Cobán hace más de 450 años, y es un cortejo que reúne elementos únicos que mezclan el catolicismo y la cosmovisión maya. Es considerada, la procesión de procesiones por parte del pueblo Q'eqchi y la más importante de la región. Es la manifestación viviente, de cómo fue el periodo de evangelización hace más de cuatro siglos en la Verapaz y la esencia de los pueblos originarios de Guatemala.

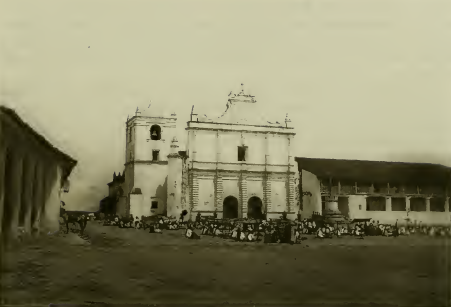
Cobán año 1888

Con la fundación de Cobán el 4 de agosto de 1538 y la construcción de la Iglesia Catedral en el año 1543, la Orden de Dominicos que se asentaron a evangelizar a la población de la antigua Tezulutlán dieron lugar a la Verapaz, territorio que en tiempos pasados era Alta y Baja Verapaz juntos. Hoy en día, aunque territorialmente se enmarca los dos Departamentos como independientes, en Cobán está la diócesis de Verapaz que ante a la Iglesia Católica de Guatemala, reconoce al territorio como uno solo. Con la llegada de los Frailes Dominicos, se empieza a esparcir el catolicismo; a diferencia de otras partes de Guatemala, donde se tuvo que derramar sangre para imponer, en la Verapaz, los Frailes lo optaron por la vía pacífica, respetando las creencias de los Q’eqchies, intentado de paso en paso, el enseñarles a ellos quién era realmente Dios y su hijo Jesús. Su objetivo fue concretado, habían evangelizado a casi toda la población maya de la Verapaz, sin uso de la violencia.

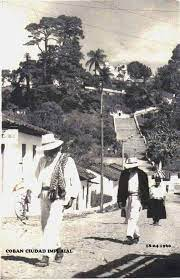
Cofrades de la Antigua Cofradía de Jesús

En la Ciudad de Santiago de los Caballeros (Antigua Guatemala) en el año 1560, se comenzaron a dar las primeras manifestaciones de fe, siendo el primer antecedente de la Semana Santa en Guatemala. En un periodo de diez años, el número de creyentes en el centro del país aumentó a pasos agigantados, gracias a la enseñanza de actividades de piedad popular, mismas que fueron bien recibidas por los pueblos mayas de la región central, al percatarse de cómo los españoles procesionaban a imágenes, asimilando a los antiguos palanquines, en los que eran transportados sus líderes.  La Orden de Dominicos al observar, el fenómeno que se estaba viviendo en el interior del país y los resultados positivos que traía consigo, toman la decisión de enseñarles a los Q'eqchies como realizar estas actividades. Sin embargo en el camino había muchos obstáculos para el lograr enseñar estas prácticas religiosas, las barreras más grandes fueron: El idioma; casi ningún habitante original dominaba el idioma español y muchos aun no lo hablaban, cabe resaltar que los Frailes si aprendieron a hablar el Q'eqchi, pues fue de esa manera como lograron esparcir la fe católica desde un inicio en la región, y la segunda barrera que poseían era que al haber respetado las costumbres y tradiciones de los habitantes originarios, el instarlos a practicar de un momento a otro actividades nuevas,  podría provocar en ellos cierto rechazo al sentir que serían obligados a participar, y los frutos de la misión de los Dominicos en la región, podrían peligrar.   
Fue entonces que los Dominicos, decidieron enseñarles a los Q'eqchies como practicar actividades religiosas, con el detalle de integrar sus conocimientos, prácticas, tradiciones y costumbres, en una sola actividad. Todas aquellas ofrendas y ritos que hacían, serían ofrendados a un único creador; El Ajaw era Dios, Jesús fue relacionado con el Ajaw y el Dios de Sol, y la Virgen Maria fue relacionada con la Diosa Ixchel.  Esta idea serviría para instruir las primeras actividades de Semana Santa en Cobán, que con el pasar del tiempo se conservarían y otras serían modificadas.  
Con lo anterior dicho, es así como se fundan las primeras cofradías en la Ciudad Imperial de Carlos V, las cuales en sus inicios eran la máxima autoridad delegada de la Iglesia, donde se profesaba culto y veneración a Jesús y a otros Santos. La Cofradía representa el principal crisol mágico y misterioso donde se conjuntan las voces que viven del pasado más remoto prehispánico con el cristianismo colonial y da voz al mundo maya contemporáneo, entrelazando las costumbres y tradiciones que hasta nuestros días son sagradas. El observar a una imagen tallada, ayudó a disipar el desconocimiento de quién era Jesús y todo lo mencionado hasta el momento, daría pie a la manifestación de fe y tradición más antigua de la Verapaz.
Siglo XVI año 1570 el Viernes Santo por la mañana, sale de las puertas de la Iglesia Catedral de Cobán, la primera procesión de la región norte del país. Un Nazareno con la cruz a cuestas, mujeres con ramos de flores en los que se portaban candelas, mujeres con bellos adornos florales, personas que ambientaban el cortejo con cantos enseñados por los Dominicos en Q’eqchi, la presencia de los Frailes quienes enseñaron cómo rezar el santo Viacrucis y que en cada parada donde la imagen descendía, era una estación donde de rodillas se rezaba. Se quemaba incienso y copal pom, en el suelo se colocaban hojas de pino y en la cofradía de Jesús, se situaba la portada. La portada era una señal, que indicaba que las personas de lejos podían quedarse a dormir en la casa donde estaba situada, y los cofrades ofrecían alimentos a los huéspedes a la espera del día de esta procesión.

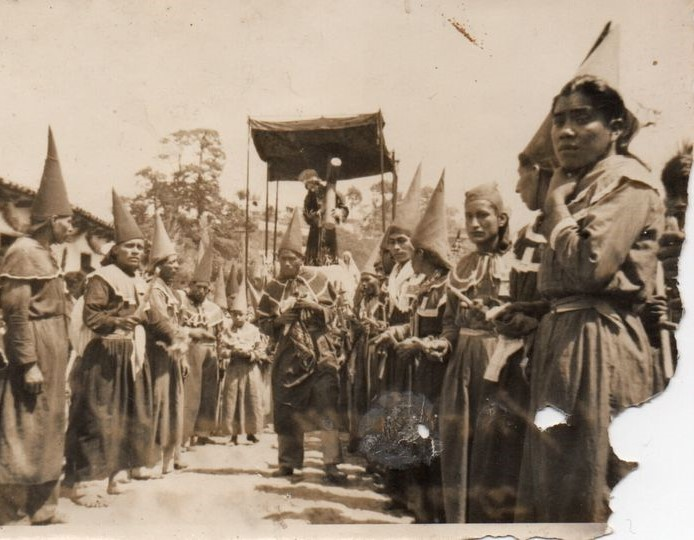
Jesús Nazareno del Perdón año 1956

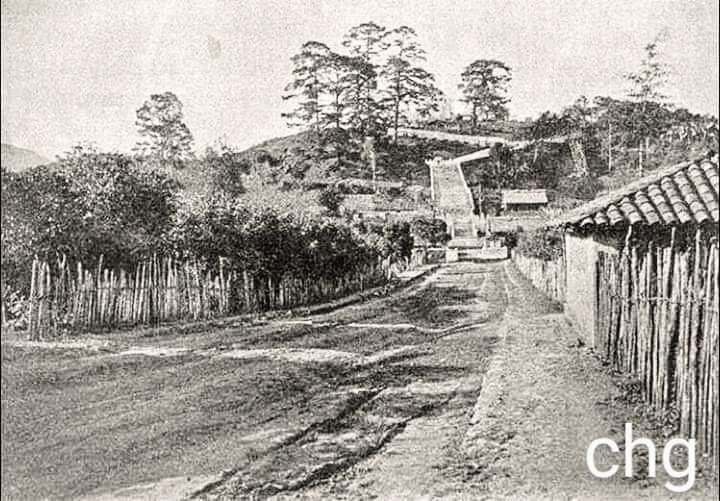
El Calvario, Siglo XIX

La procesión fue enseñada por los Dominicos, y los habitantes de la región la transformaron, creando una identidad propia de la celebración de la Semana Santa en Guatemala. Con el pasar de los años la procesión empezó a tomar más fuerza e integrar más elementos y es después del año de 1810, con la construcción del Calvario, el día Jueves Santo la procesión comenzó a subir las 137 gradas del templo en horas de la madrugada, de manera tal que el Viernes Santo, se represente como Jesús inicia su vía Dolorosa  hasta el Gólgota, y al ser construido El Calvario en un cerro de mucho respeto, la procesión se volvía a un más mística, nuevamente se integraban más elementos del pueblo Q'eqchi.

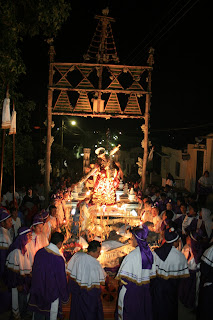
Llegado del Nazareno al Calvario

Actualmente, en horas de la madrugada Jesús Nazareno del Perdón, asciende las 137 gradas del Calvario, y en cada Portada y Ermita, la feligresía solicita permiso para subir a Jesús hasta dentro del templo, el cual está en la parte más alta del cerro. Las personas que el día Viernes Santo, suben al Calvario para estar con Jesús, realizan la misma costumbre, le piden permiso a las Portadas y Ermitas para subir al templo. Las comunidades Q’eqchies de la región, desde las cinco de la mañana abarrotan El Calvario, pues desde tiempos ancestrales, esta actividad representa una penitencia a la espera de las que continuarán en el transcurso de la mañana; es común ver que algunas personas prendan candelas y realicen quemas antes del cortejo procesional.

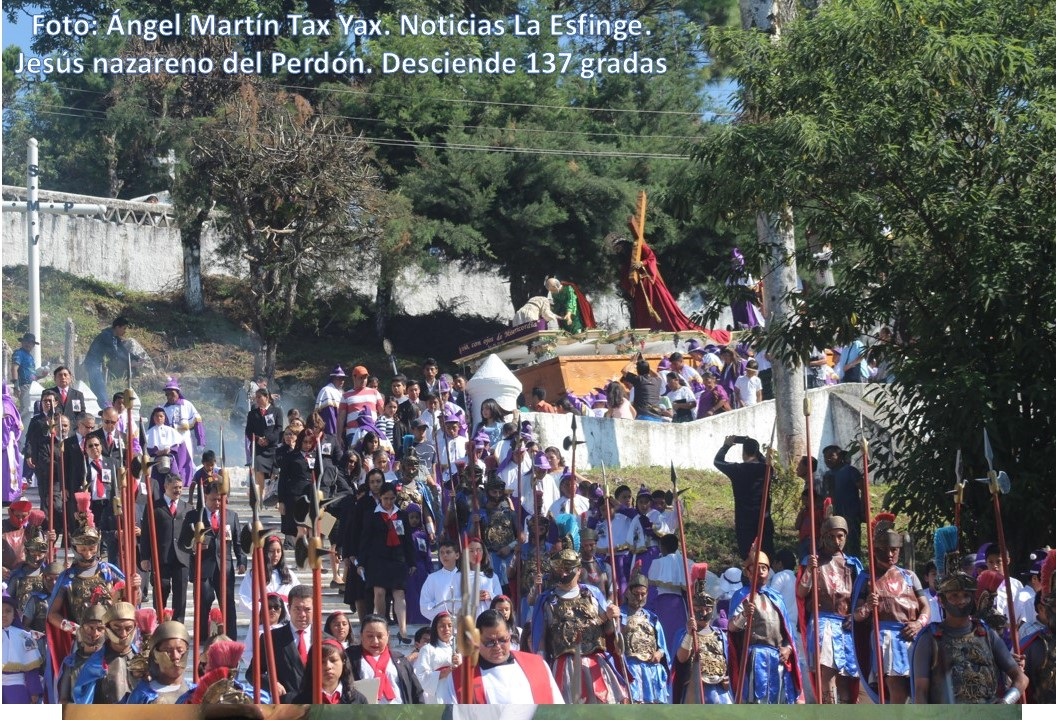
Descenso del Calvario "La Penitencia"

Siendo las ocho de la mañana inicia la Mítica Procesión de la Penitencia, en la cual se realiza el rezo del Santo Viacrucis en puntos estratégicos. Jesús recorre las calles de antaño de la antigua Tezulutlán, donde las familias originarias de Cobán, elaboran desde la una de la mañana, alfombras que ofrendan al Nazareno de los Abuelos y Abuelas, y desde luego los tradicionales Altares Cuaresmales.  El momento cumbre del cortejo, es cuando Jesús se encuentra con su madre y se realizan la cortesía en el primer cruce del mueble rumbo a Iglesia Catedral, donde será su ingreso al medio día.  Por tradición ningún sepultado es levantado en Cobán, hasta que ingrese Jesús Nazareno del Perdón a la Iglesia Catedral.

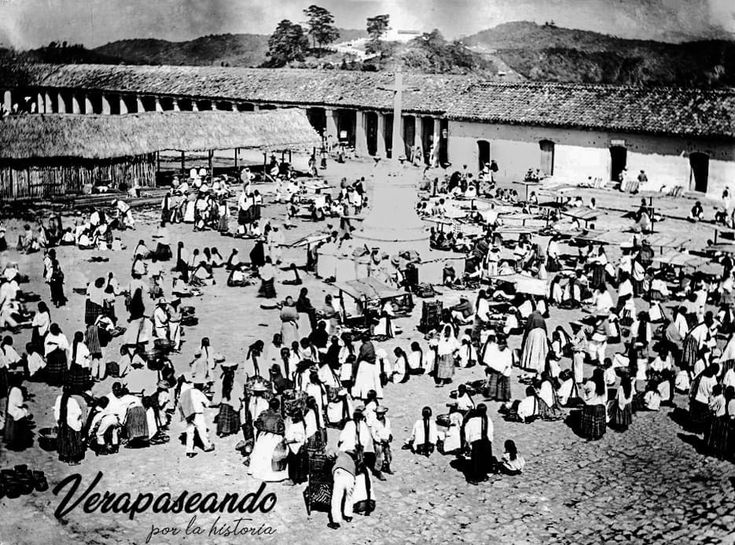
Santa Cruz de Cobán, en la plaza mayor de Tezulutlan

El hablar de esta procesión, es tener que narrar muchas cosas que la vuelven, de lo que fue y sigue siendo. Es extenderse a lo largo de la historia y remontarse al pasado. Hay variedad de sucesos de este cortejo que se pueden contar, por ejemplo: A pesar de las situaciones que se han vivido a lo largo de los siglos, esta procesión siempre sale, esté lloviendo o no el cortejo se realiza, inclusive aun en pandemia se organizó la procesión. Se pueden hablar de tantas leyendas, milagros y muestras de amor. Algo muy importante del cortejo, es la parada que se realiza enfrente de la Catedral. Antiguamente en frente del templo estaba construida una Cruz, donde se realizaban quemas por parte de los Q’eqchies en tiempos ancestrales. Dicho monumento ya no existe y en su lugar actualmente hay una réplica; cuando el cortejo se solía situar en dicha cruz en siglos pasados, Jesús era descendido y el pueblo se colocaba de rodillas al estar en el punto más sagrado de Tezulutlán, y actualmente antes de entrar el cortejo, la procesión se detiene ante el punto maya, recordando a Jesús Nazareno cómo fue su pueblo antiguamente y el seguir representando las creencias de un pueblo antiguo y mítico. Sin duda alguna, es la máxima expresión de cómo fue el proceso de evangelización hace más de 450 años en el territorio Verapacense y el orgullo de un pueblo que nunca y jamás desaparecerá.
Jesús Nazareno del Perdón, Li Qaawa o Jesús, con tus ojos has observado a través del tiempo, como en esta tierra; tu gente de arropo, y siendo faro en sus vidas los has guiado. En sus tristezas los has acompañado, en sus alegrías has estado presente, si les hablas y no te escuchan; ahí estás con ellos. Este cortejo es la esencia de la Semana Santa original y el cortejo de la Ciudad Imperial, donde se vive una Semana Santa Mítica y Ancestral.  

### Elemento

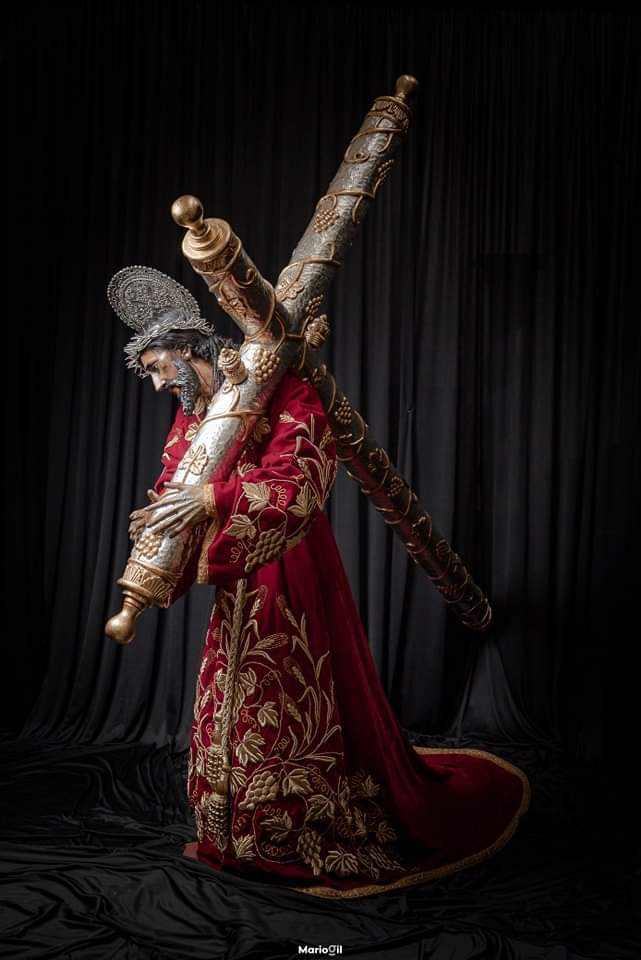
Jesús Nazareno del Perdón, también conocido como: "Señor Nazareno", "Jesús Nazareno", "Nazareno Dominico" y "Li Qaawa". Cobán Alta Verapaz.

1. Jesús Nazareno del Perdón
Conocido desde tiempos pasados únicamente como "Jesús Nazareno". Su autor es desconocido y se desconoce como llegó a ser resguardado en la Catedral de Cobán. Es el Cristo con la cruz a cuestas más alto de Cobán, las abuelas y abuelos dicen que cuando sale todos los Jueves Santos llueve y que en la madrugada de Viernes Santo cuando inicia a subir el Calvario, todos los difuntos y antepasados van acompañando la procesión y al entrar, se quedan todos los muertos en la madrugada a velar a Jesús. Se dice que esa madrugada se escuchan marchas fúnebres en la cima del cerro y los cantos en Q'eqchi. Los abuelos y abuelas, dicen que no cualquiera puede cargar en la procesión de Viernes Santo en la Mañana, es un sacrificio enorme al tener presente las energías de los difuntos quienes acompañan al Señor Nazareno durante todo el cortejo hasta su ingreso. 
Jesús Nazareno del Perdón, es la imagen más respetada por el pueblo Q'eqchi y durante toda la Semana Santa se realizan actividades en torno a él, cada una con su propio significado que resalta la riqueza cultural de la Ciudad Imperial de Carlos V.
2. El Calvario
Jesús Nazareno del Perdón sube al templo El Calvario en la madrugada del Viernes Santo, tras culminar su cortejo de Jueves Santo. El día Viernes Santo en horas de la mañana nuevamente el Nazareno desciende las 137 gradas del templo. En el Calvario para este día se pueden apreciar algunas portadas que han sido situadas. Las personas que suben al templo, le piden permiso a las Portadas y Ermitas para subir, pero en especial a las figuras (custodios) que hay a los lados del graderío; la primera significa “Los Abuelos”, la segunda “Los Pasados” y la tercera “Los Ancestros”. Al momento de que Jesús desciende, se le pide permiso a los custodios para que Jesús pueda bajar y no pase nada malo, lo mismo se hace cuando sube en la madrugada, y cuando una persona sube en Viernes Santo en la mañana. Es en pocas palabras, pedirle permiso al cerro para subir y bajar al creador, y hacer otras actividades, pero todo en torno al cortejo de Penitencia. 
La fachada del Templo fue por primera vez erigida a principios de la década del siglo XIX, algo que contribuye a que se constituya en un monumento arquitectónico importante, se conoce que aproximadamente medio siglo después de crearse, se construyeron más de 137 gradas que conducen al templo. Su arquitectura, que posee dimensiones pequeñas, sirve para realizar misas en Q'eqchi y en español todos los domingos. Además, sirve como mirador con una hermosa vista hacia la ciudad de Cobán
Desde los puntos más altos de Cobán, a distancia se puede apreciar cómo Jesús Nazareno del Perdón, desciende el graderío del imponente templo.
3. Las Portadas

El Calvario de Cobán, último graderío.

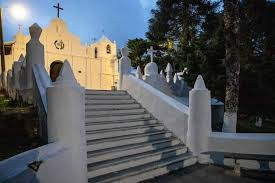
El Calvario de Cobán, centro de la Ermita del Tigre.

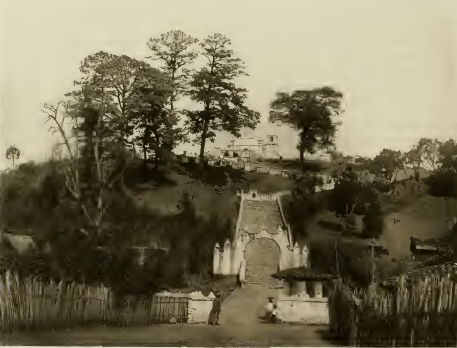
Edificación del Templo "El Calvario" en el Sagrado Cerro.

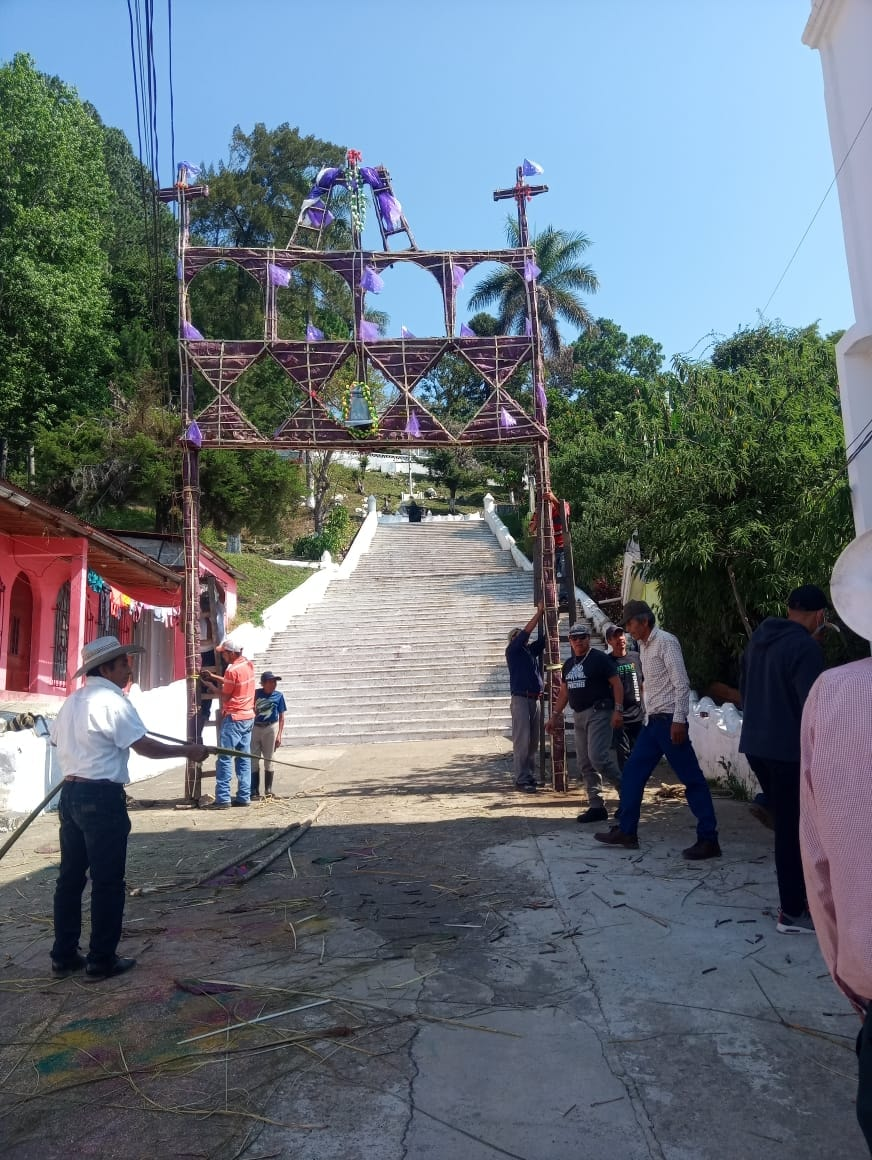
Levantamiento de la Antigua Gran Portada, Cobán Alta Verapaz.

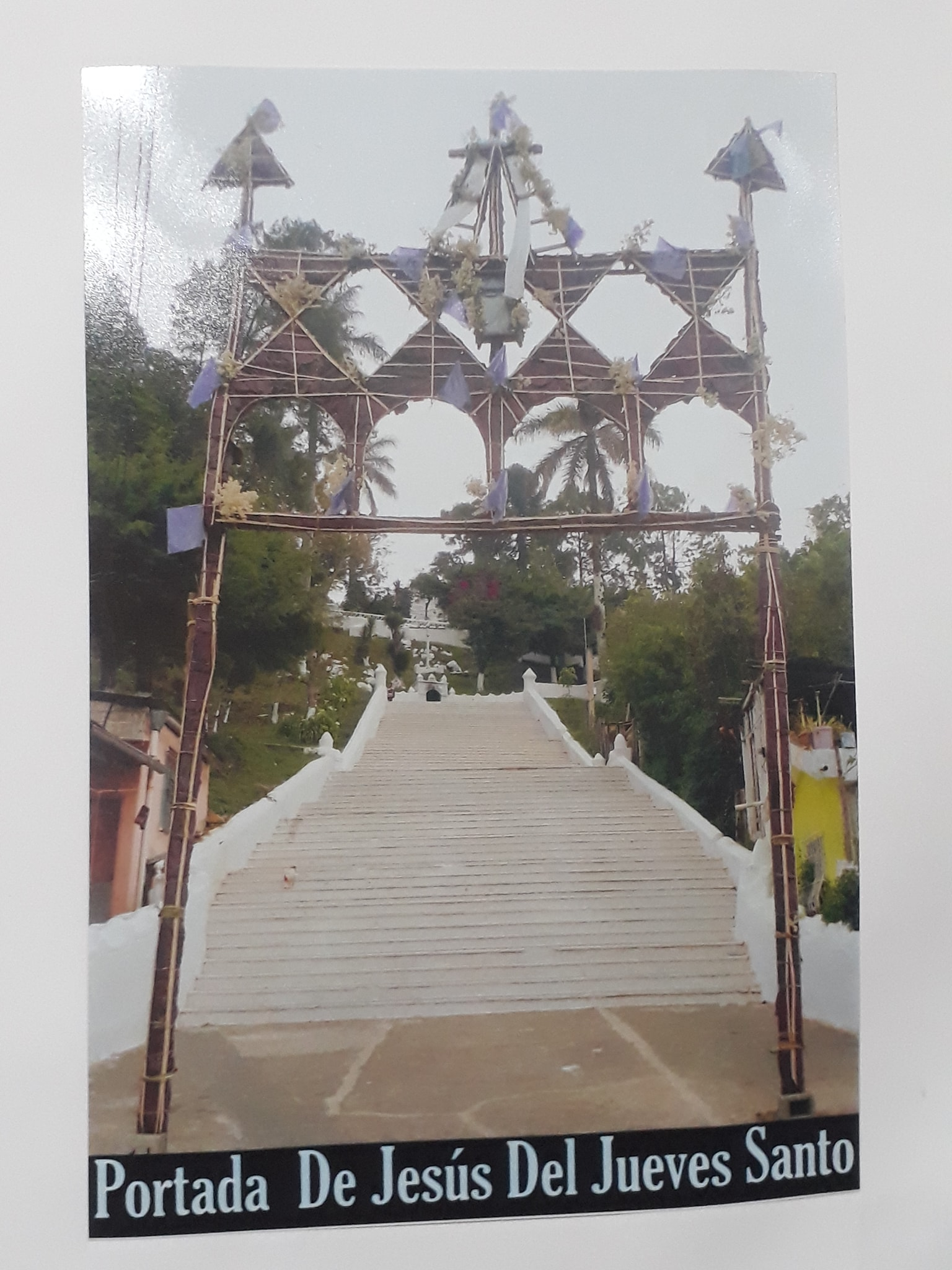
Antigua Gran Portada, conocida también como la Portada de Jueves Santo.

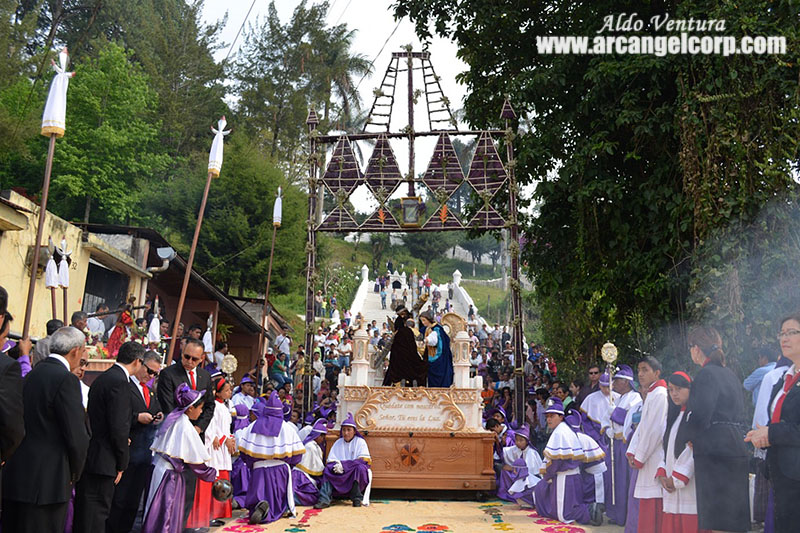
Oración de Permiso en la Gran Portada, Viernes Santo en la Mañana, Cobán, Alta Verapaz.

Para llevar a cabo un descanso, se debe inicialmente preparar una portada nombrada en idioma Q’eqchi como Xa’pche’, estas instalaciones temporales constan de; estructuras de madera, insignias de la pasión de Cristo, plantas de la región, hojas de liquidámbar y pino. Sin embargo, el Viernes Santo en la mañana, las cofradías auxiliares de Cobán, como en siglos pasados, sitúan en cada una de las Ermitas del Calvario, una portada que representa un punto de oración, en el cual se debe de pedir permiso para continuar subiendo o descendiendo del templo. Antiguamente en cada una de las Ermitas del Calvario, había una portada (Ermita del Tigre, Ermita de San Salvador del Mundo o Dulce Nombre de Jesús y la Ermita de Santo Domingo), sin embargo, con el pasar del tiempo esta tradición se perdió, pero aún se conservan dos, las más importantes: La Gran Portada y la Portada del Dulce Nombre de Jesús.  Todas las portadas son ofrendas a Jesús Nazareno del Perdón
- Gran Portada: Es situada al pie del Calvario, es llamada también como la Antigua Gran Portada. Sus dimensiones son enormes, llegando a medir más de 7.15m de altura y 5m de ancho, es la portada más grande que se arma en Cobán.  Es el primer punto donde se pide permiso para subir al templo y viceversa. Para el pueblo Q’eqchi, es el máximo portal por donde se hace presente el Ajaw durante la Semana Mayor.  Está situada el día Jueves Santo en horas de la tarde y la Cofradía encargada de montarla es la Cofradía de Jesús Nazareno Peregrino. Se tiene la creencia que por medio de ella, los difuntos descienden del mundo espiritual, para ser partícipes de la procesión hasta su ingreso al medio día, cuando el Señor Nazareno a ingresado a su templo. Levantamiento de la Antigua Gran Portada, Cobán Alta Verapaz.Antigua Gran Portada, conocida también como la Portada de Jueves Santo.Oración de Permiso en la Gran Portada, Viernes Santo en la Mañana, Cobán, Alta Verapaz.

- Portada del Dulce Nombre de Jesús: Los encargados de montarla es la Cofradía de San Salvador del Mundo o El Dulce Nombre de Jesús. Sus dimensiones son de 2.50m de altura y es ubicada a la mitad del graderío del Calvario. Es actualmente la única portada en una Ermita, lo que la vuelve muy especial, para realizar quemas en el portal.Portada del Dulce Nombre de Jesús. Jesús Nazareno llegando a la portada para el permiso respectivo. Viernes Santo en la Mañana, Cobán, Alta Verapaz.

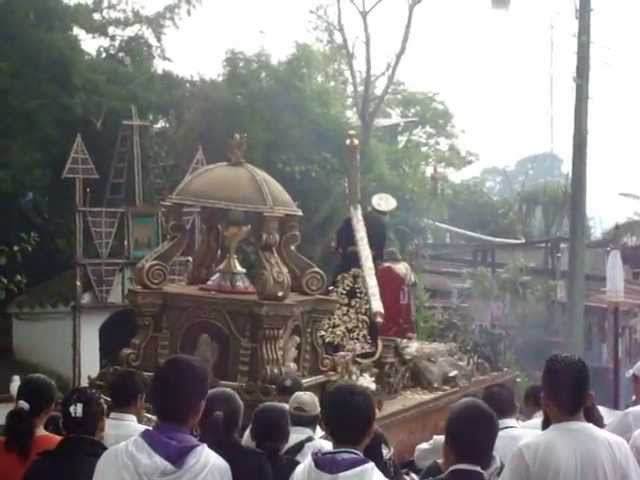
Portada del Dulce Nombre de Jesús. Jesús Nazareno llegando a la portada para el permiso respectivo. Viernes Santo en la Mañana, Cobán, Alta Verapaz.

- Portada de la Cooperativa Samac: Los cofrades de la comunidad de la Aldea Samac, por costumbre viajan hasta al centro de la ciudad para ubicar una Portada en el cruce de la avenida El Calvario. La portada es situada en Jueves Santo en la Noche. Los cofrades ofrendan a Jesús Nazareno del Perdón el sonido de la chirimía y tzijolaj. Dentro de la estructura poseen una Santa Cruz antigua. Cuando Jesús está por encontrarse con su Santísima Madre, el cofrade sale a encontrar a Jesús con su incensario y desahúma su trayecto hacia Maria. Durante ese día, el desahumar a Jesús significa jalar su espíritu, guiarlo y entregarlo a Dios.

4. Cruz Alta de la Cofradía

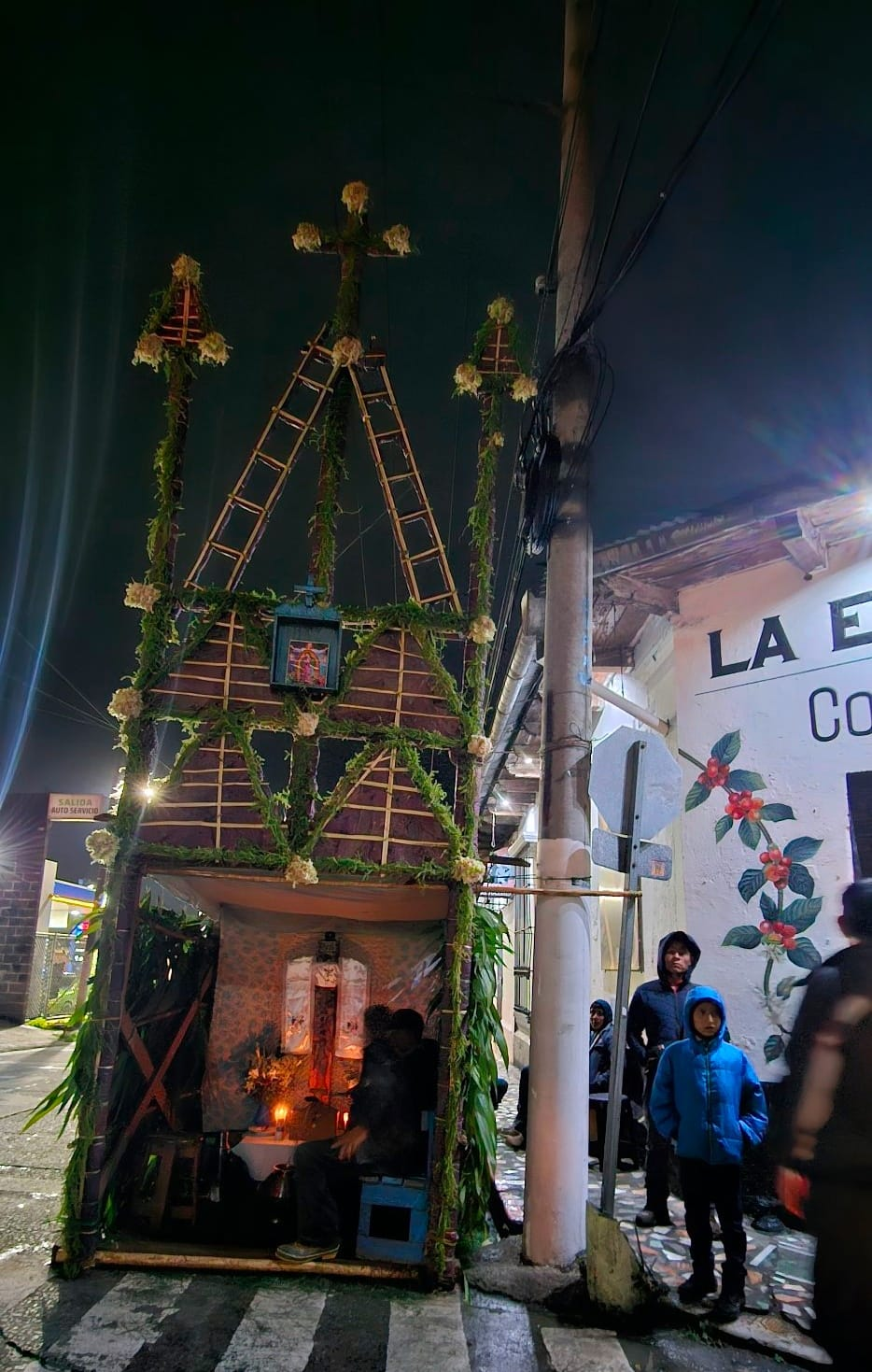
Portada de la Cooperativa Samac. Velación de la Portada hasta el paso de Jesús Nazareno del Perdón en Viernes Santo por la Mañana, Cobán Alta Verapaz.

Desde tiempos antiguos los cortejos procesionales son aperturados por las Cruces Altas en Cobán. La Cruz que hoy en día se porta para el cortejo no es la misma que se usó hace más de 450 años, antes se usaban cruces de madera que eran pintadas de color verde o marrón. Actualmente la Cruz Alta de Jesús Nazareno del Perdón es de colores plateados y es resguardada por dos faroles del mismo color. El significado de esta cruz para los Q’eqchies era la simbología de los 4 puntos cardinales, Norte, Sur, Oeste y Este; donde el centro (corazón del cielo) estaba siendo presenciado por ellos mismos, siendo este Jesús que venía en procesión.
5. Monaguillos

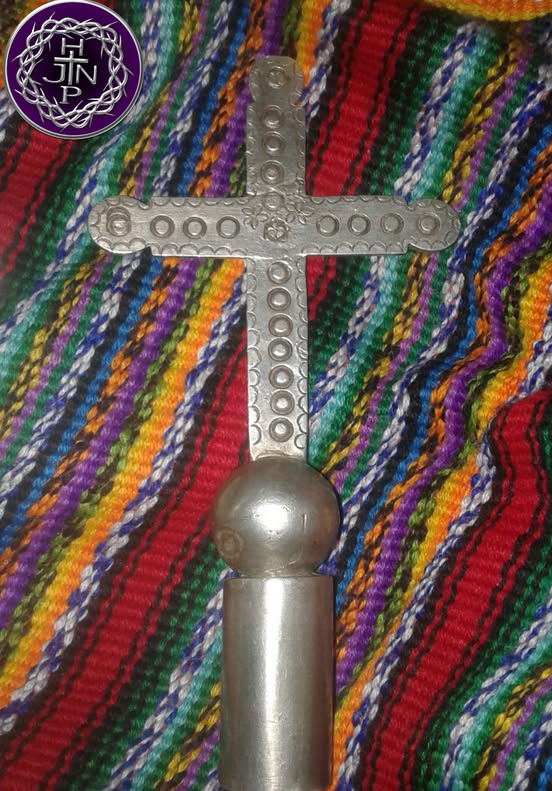
Cruz Alta de la Cofradía de Candelaria (Cofradía de Jesús Nazareno) Cobán, Alta Verapaz.

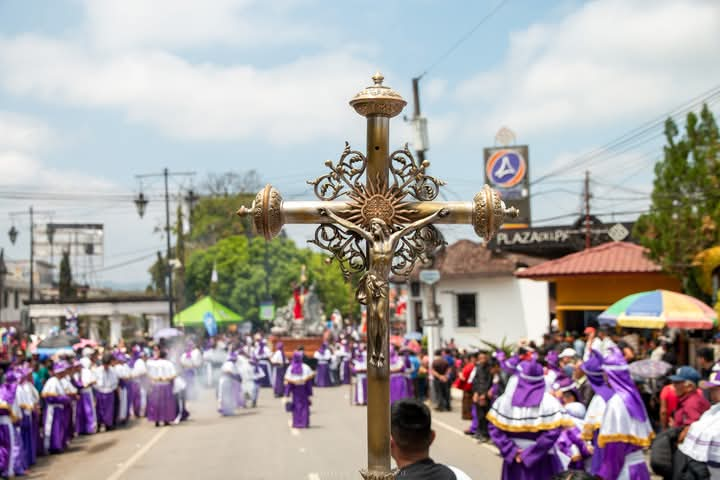
Cruz alta de la Cofradía del Perdón, Cobán Alta Verapaz.

La participación de los Monaguillos en esta procesión, es la representación de los primeros niños indígenas de la Verapaz, quienes decidieron servir a la Iglesia por voluntad hace cuatro siglos. Es el único cortejo de la Cuaresma y Semana Santa, en la que participan Monaguillos e igualmente hacen la gran penitencia de acompañar todo el cortejo de Viernes Santo en la mañana, hasta el ingreso del Nazareno Dominico en la Iglesia Catedral.
6. Autoridades Religiosas

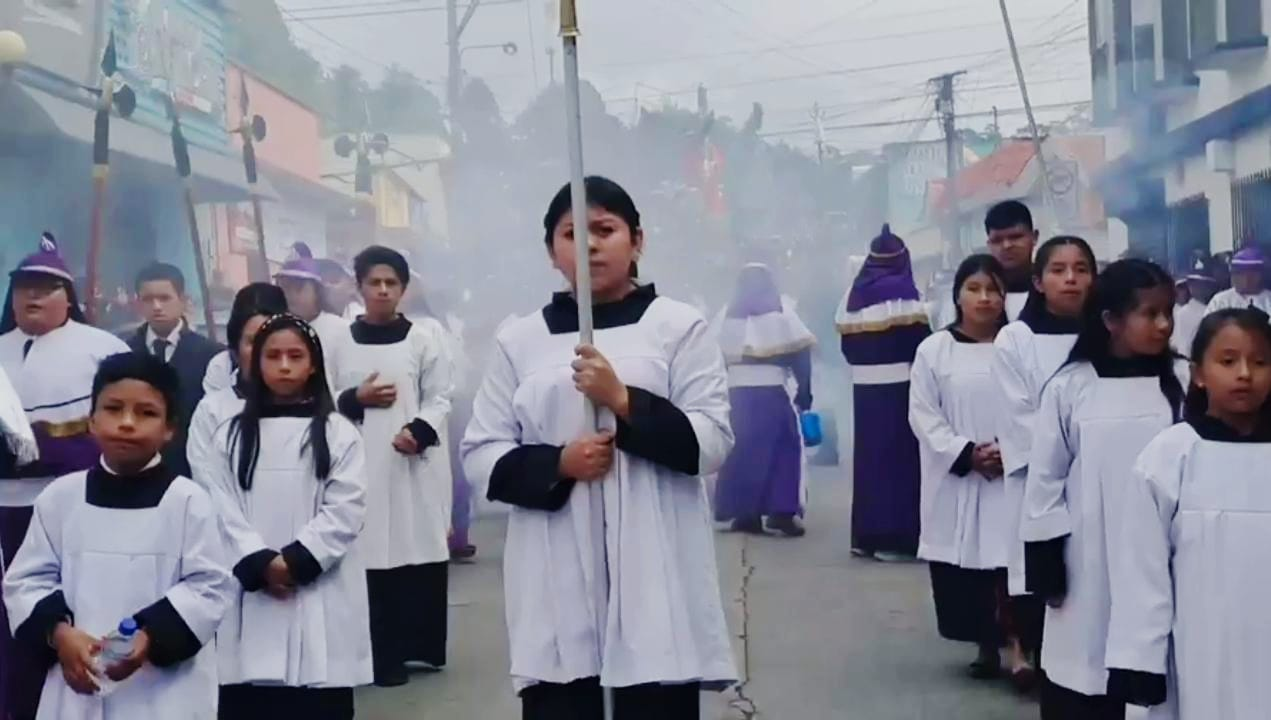
Monaguillos en la Penitencia, Cobán Alta Verapaz.

Tal y como hace 450 años, obispos y sacerdotes se hacen presentes en el cortejo penitencial de Viernes Santo. En algunas estaciones del Santo Viacrucis en las que intervienen, suelen dar una analogía de situaciones actuales, con relación a la estación que se está desarrollando.  Los Sacerdotes que se hacen presentes normalmente en el cortejo, predican en el Calvario y Santa Iglesia Catedral. Por tradición, ellos van hasta enfrente del cortejo procesional, donde avanzan lentamente por donde los antiguos Dominicos caminaron en la gran Tezulutlán.
7. Centuria Romana

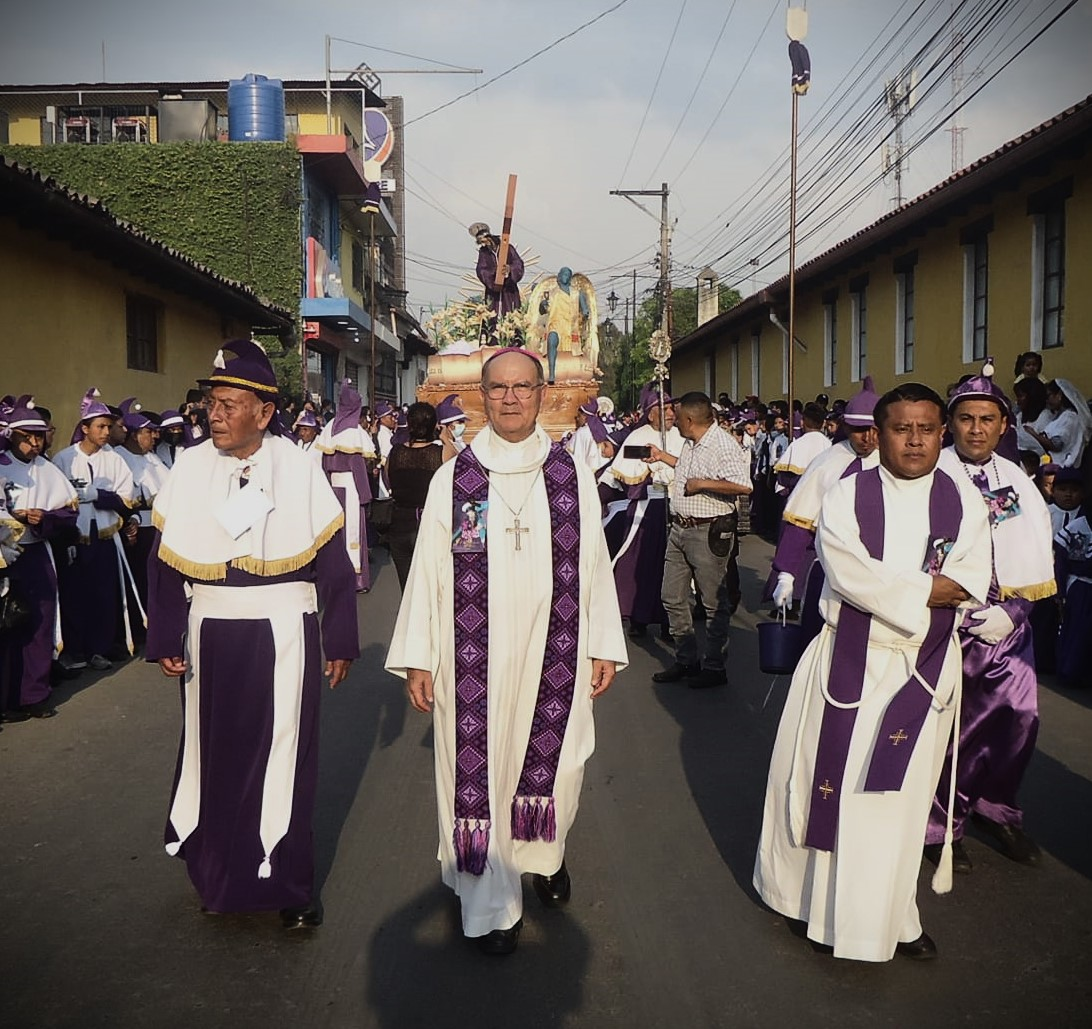
Autoridades Religiosas durante la Penitencia.

Suenan las fanfarrias romanas, que anuncian el paso de un condenado a muerte. Desde su fundación en el año 1994, más de cien hombres revestidos con indumentaria romana son los encargados de custodiar al Nazareno en sus cortejos de la Semana Mayor y desde luego al Señor Sepultado “Cristo de la Exaltación”.  Desde tempranas horas del Viernes Santo, la Centuria Romana ya se encuentra formada en el atrio del Calvario, donde son partícipes de uno o dos de los siete turnos que se requieren para descender el mueble por el graderío del cerro. Su presencia impone a los espectadores, visibilizando una Procesión Imperial.  Desde hace unos 10 años, se les confirió el honor de realizar la captura de Jesús durante la Reseña y su presencia en la Penitencia, juega un papel clave al momento de ir haciendo las paradas procesionales según las estaciones del Santo Viacrucis. La penitencia de estos hombres es una de las más grandes y admirables, durante el Jueves Santo son los encargados de custodiar también a Jesús del Perdón, y el viernes participan en dos cortejos de  “La Penitencia” en horas de la mañana y “Santo Entierro” en horas de la tarde.
8. Chirimía y Tzijolaj

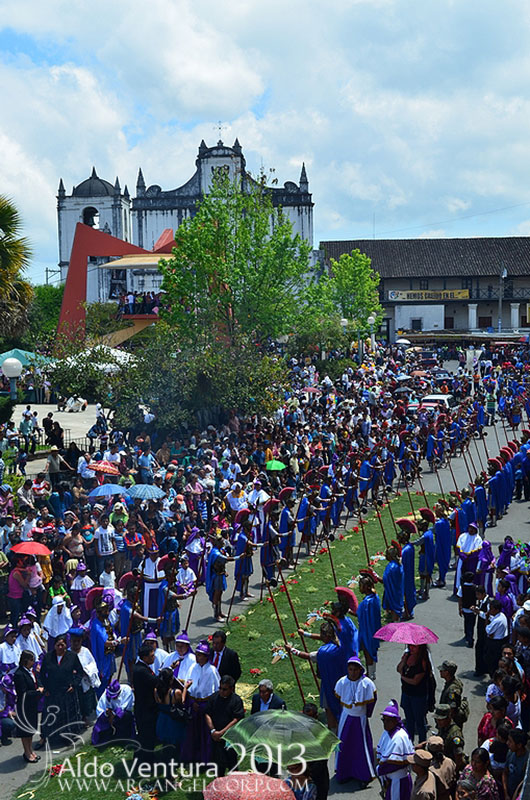
Centuria Romana de Cobán, formación ante el Palacio de Gobernación, durante el Cortejo de Penitencia en Viernes Santo por la Mañana.

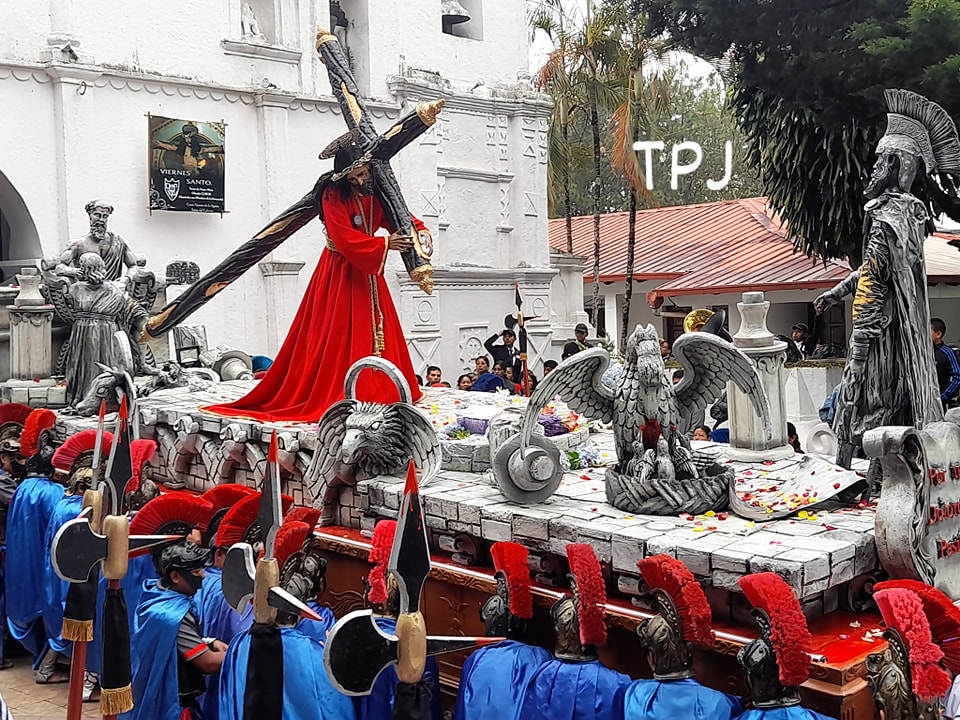
Primer turno de la Centuria Romana de Cobán durante la Penitencia. Viernes Santo en la mañana, Cobán Alta Verapaz.

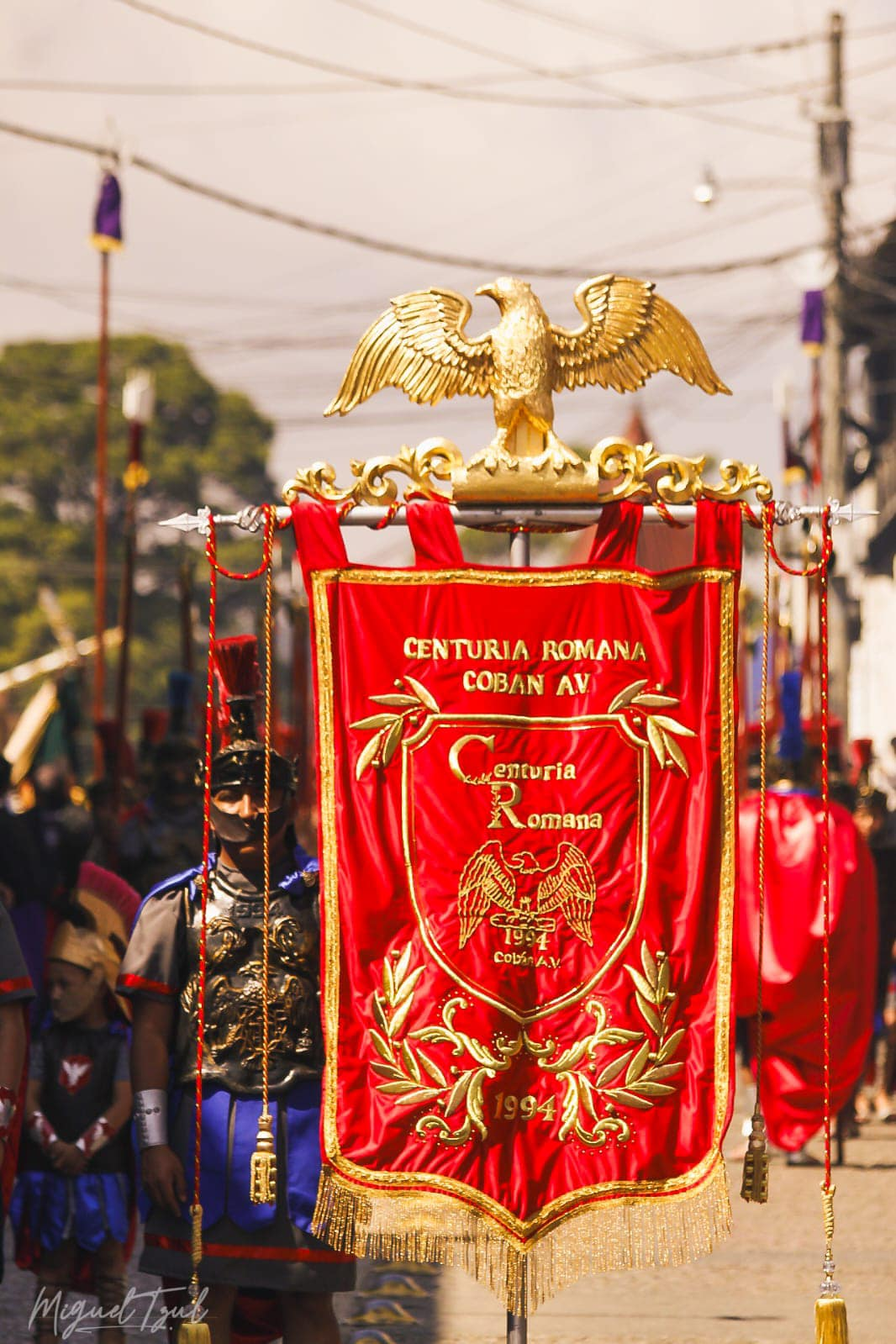
Estandarte de la Centuria Romana de Cobán.

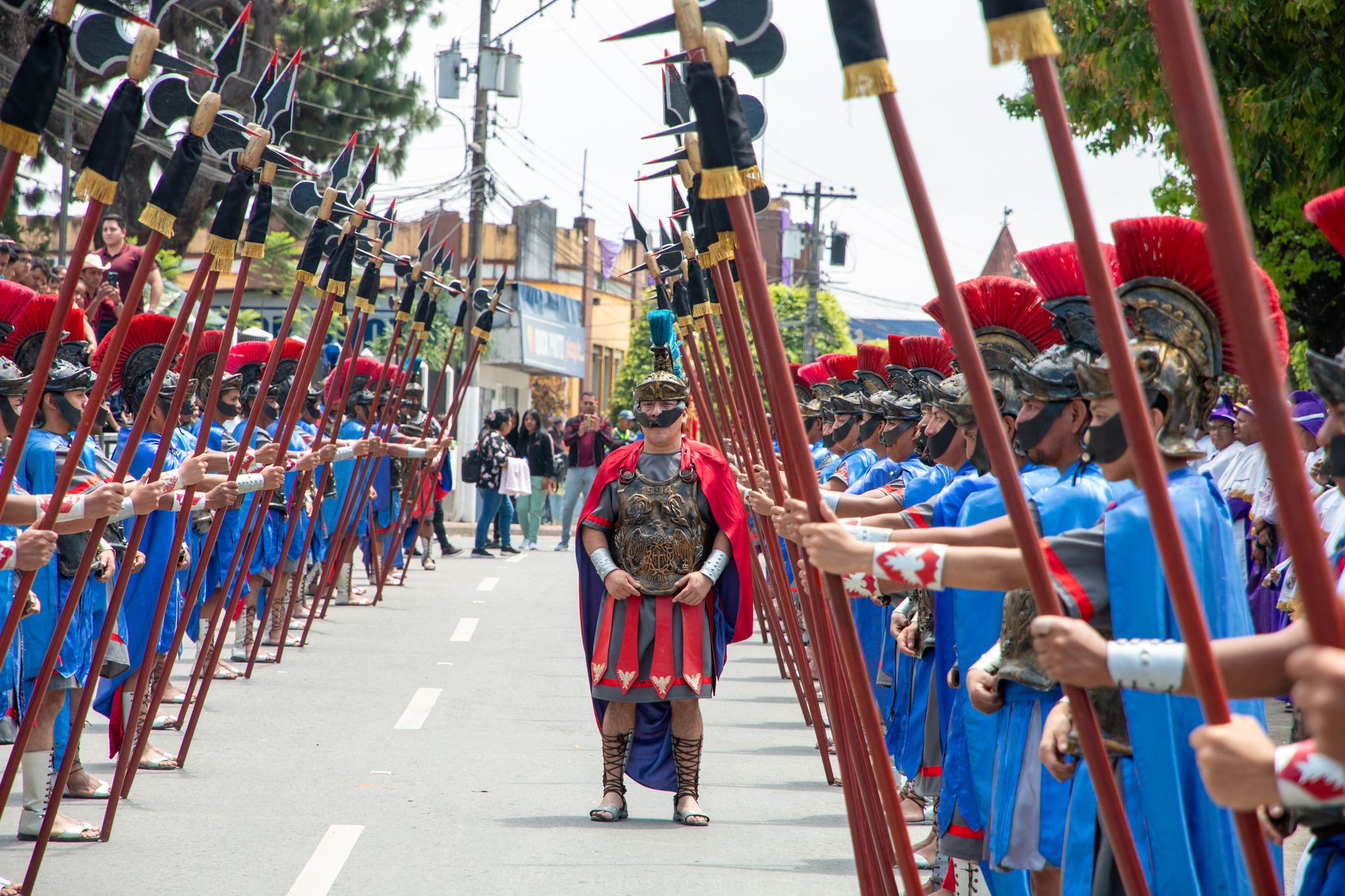
Centuria Romana de Cobán durante la Penitencia. Viernes Santo en la mañana, Cobán Alta Verapaz.

Desde tiempos inmemoriales, la Cofradía de Samac, cada Viernes Santo sitúan su portada en la avenida el Calvario, a la espera de Jesús Nazareno del Perdón.  Los Chinams antiguos, son los encargados de ofrendarle durante todo su recorrido a Jesús; las notas armónicas propias de la época, interpretadas por la Chirimía y Tzijolaj. Otras personas también ofrendan el por decirlo de cierta manera “música” al Señor Nazareno durante su cortejo.  

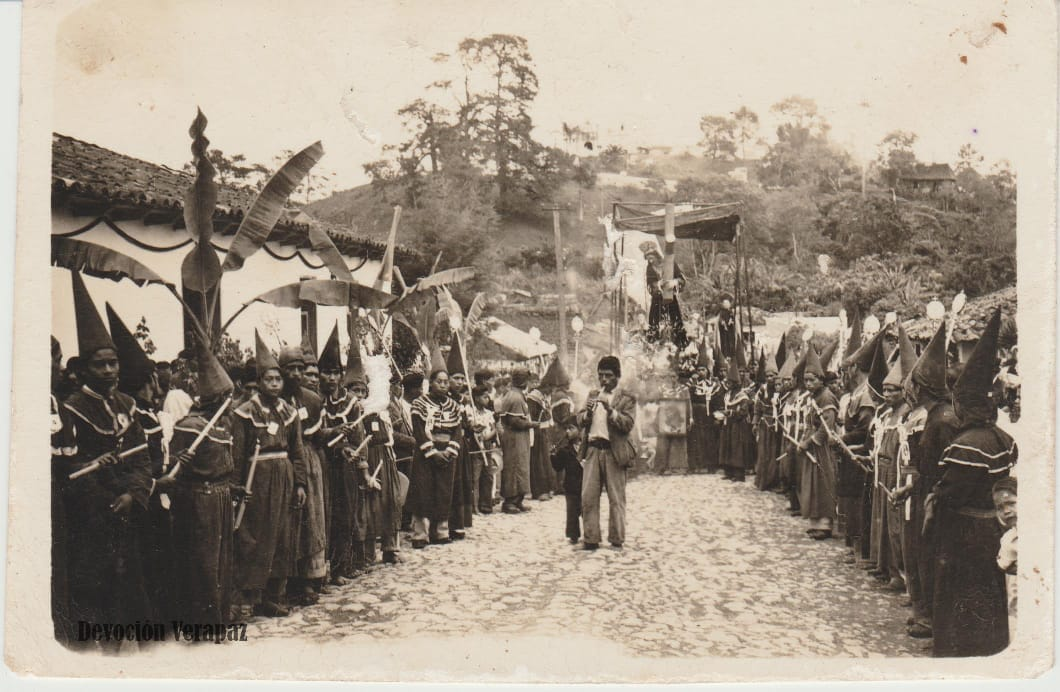
Enfrente del mueble procesional se aprecia la ejecución de la Chirimía y Tzijolaj. La Penitencia siglo XX

9. Cuadros de la Cofradía: Antes de las imágenes religiosas de bulto o para vestir, las primeras representaciones de Jesús y la Virgen Maria, fueron a través de cuadros, los cuales en las cofradías servían para veneración durante los rezos. Con la adquisición de imágenes, los cuadros siguieron teniendo la misma importancia, algunos ahora sirven para enaltecer a las portadas, identificando a las Cofradías. Durante el Viernes Santo en el cortejo de Penitencia, se pueden apreciar antiguos cuadros de la Cofradía de Candelaria, los cuales son ubicados en medio de las Varillas Altas, evocando la memoria de Jesús, dando el significado de un difunto, situando su retrato frente de él.  

10. Varillas Altas de la Cofradía

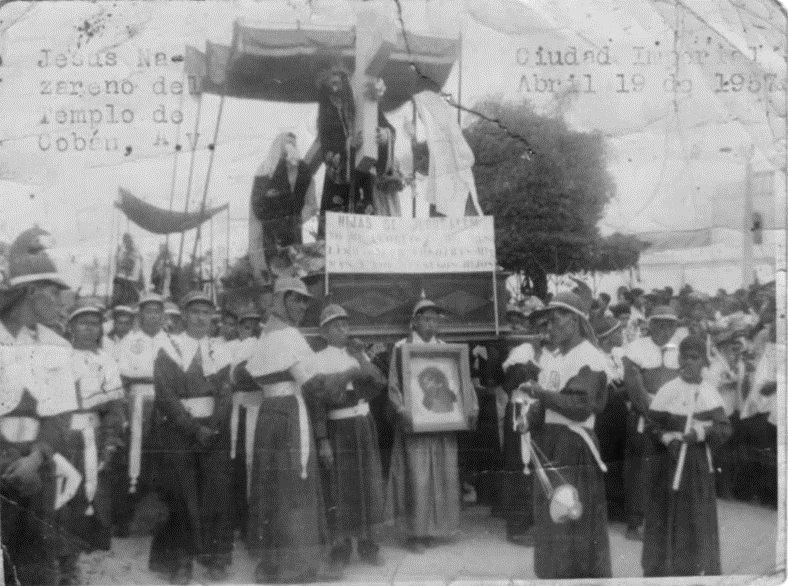
Cortejo Procesional de Jesús Nazareno del Perdón en Viernes Santo por la Mañana "La Penitencia"/"Solemne Viacrucis" año 1957. Enfrente se aprecia el cuadro de la Antigua Confradía de Jesús Nazareno.

Son la representación más alta de una cofradía, suelen ser varas de color plateado que en sus puntas poseen insignias con elementos que permiten identificar la imagen custodiada por los cofrades, a su alrededor cuelgan campanillas. El tener las varillas en un hogar, representa ser el Cofrade en turno. Antiguamente, los abuelos solían ir caminando en comunidad en comunidad portando las Varillas Altas de Jesús Nazareno, su objetivo era encontrar a nuevas personas que quisieran formar parte de la Cofradía, y cuando las personas accedían, las Varillas entraban a los hogares a bendecirlos y se realizaba una juramentación ante dichas insignias, donde las personas se comprometían a cumplir su promesa. 

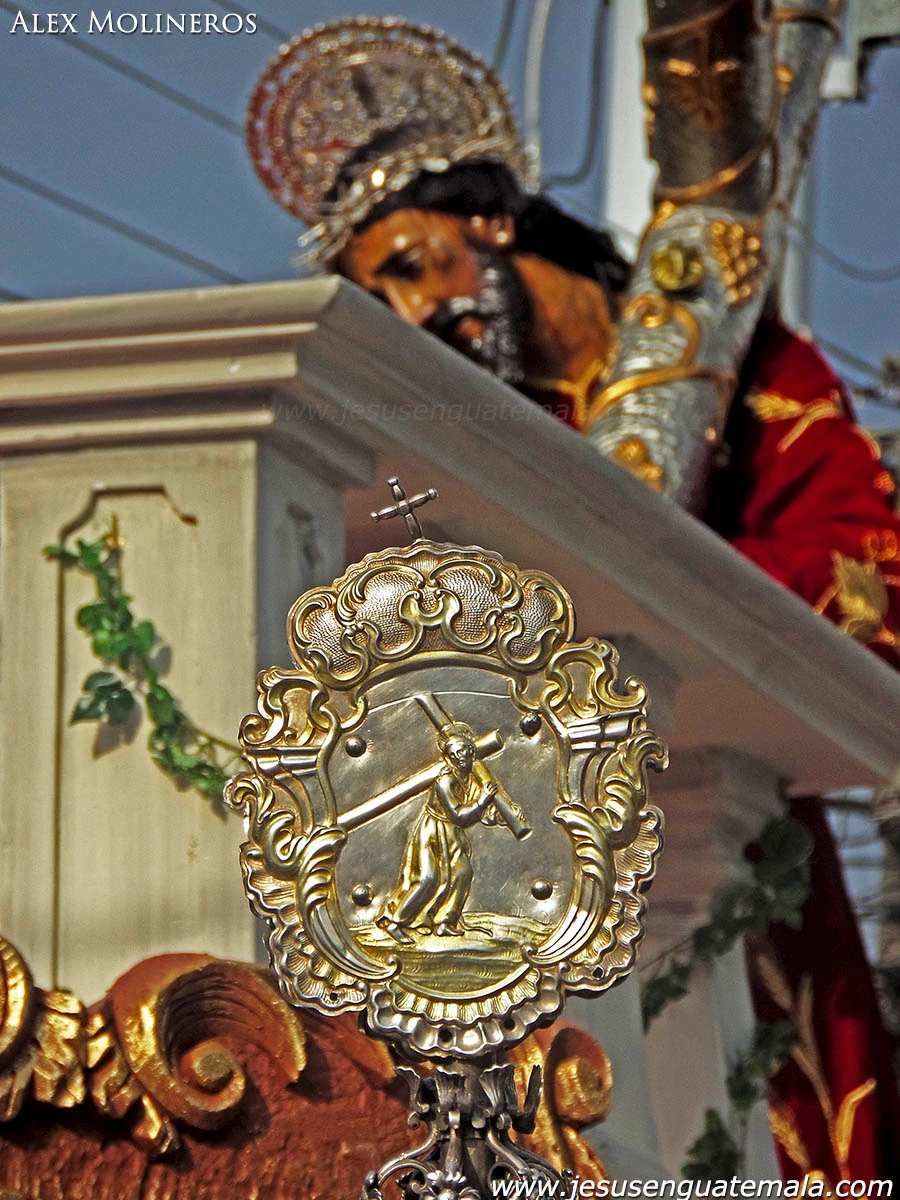
Varilla Alta de la Antigua Cofradía de Jesús, Cobán Alta Verapaz.

En Cobán, las varillas de esta cofradía, son la más alta representación de la Cofradía y Hermandad  de Jesús Nazareno, sus insignias y blasones de Vara, elaboradas en Plata Fina de primera Ley, en su anverso la Imagen de Nuestro Señor con su Cruz, en el reverso la imagen de Nuestra Santa Patrona la Santísimas Virgen de Candelaria. Cada vara consta de siete canutos, canutos  de igual manera elaboradas en plata. El verlas en las calles durante esta procesión, es el recuerdo de como hace más de 450 años, frailes Dominicos y Cofrades salían en busca de nuevos peregrinos por los lugares más profundos de Tezulutlán, y hoy en día durante los cortejos nos invitan a servir a Jesús no solo en un grupo religioso, si no en la vida misma.
11. Cofrades

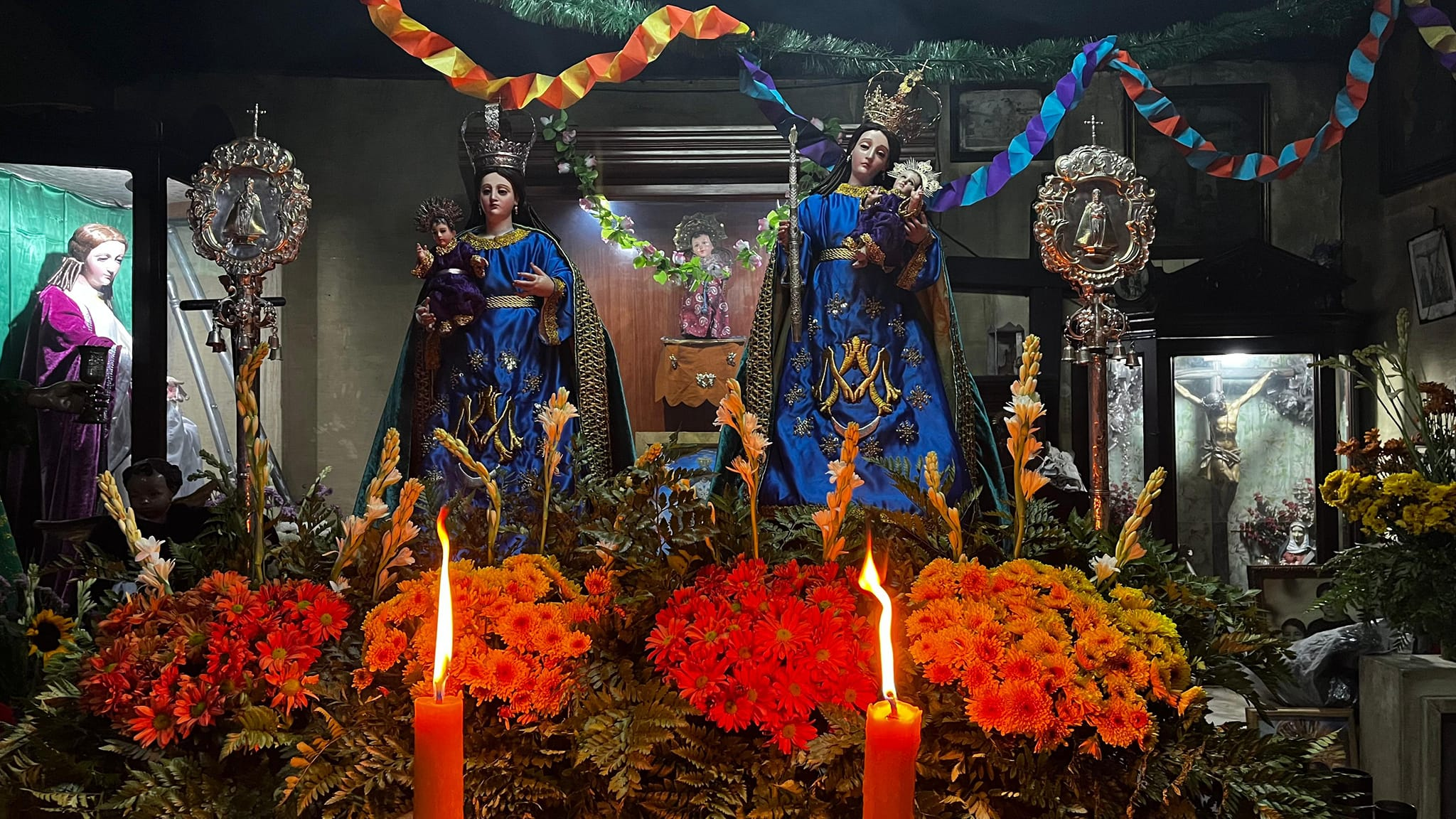
La Varillas que se observan en la ilustración, pertenecen a la Cofradía de Candelaria (Antigua Cofradía de Jesús Nazareno). Se puede apreciar de frente a insignias de Nuestra Señora de Candelaria y en el reverso insignias de Jesús Nazareno del Perdón.

Con ayuda de los Frailes Dominicos, hace 450 años se fundó la Cofradía de Jesús Nazareno, la cual fue pionera en la realización de actividades de pasión y piedad popular en la región de la Verapaz. Con el pasar de los siglos la cofradía sufrió unos cambios, sin embargo, no desapareció y actualmente es la “Cofradía de Candelaria”; Patrimonio Cultural Intangible del Pueblo de Cobán. La primera procesión en la Verapaz fue el Viernes Santo por la mañana y los encargados de realizarla, fue la cofradía ya nombrada.  En Cobán, las Cofradías representan la máxima autoridad religiosa, y su estructura es considerada sagrada. La persona que posee el honor de tener las Varillas Altas en su hogar o la imagen recibe el nombre de Chinam. Por lo general si es hombre o mujer, deben de designar a una mujer para ser la Kulul Ula, organizar a las Cofradías Auxiliares de portadas y candelas, poseer una comitiva de ataviado; la cual es encargada de vestir a las imágenes y son personas de edad ya adulta, entre otras más tareas y designaciones. El día del Cortejo de Penitencia, antes del mueble procesional están todos los Cofrades de Jesús Nazareno del Perdón (En turno y Pasados), quienes avanzan conforme al cortejo y resaltan esa esencia propia de la Semana Santa Verapacense.
12. Incensaristas

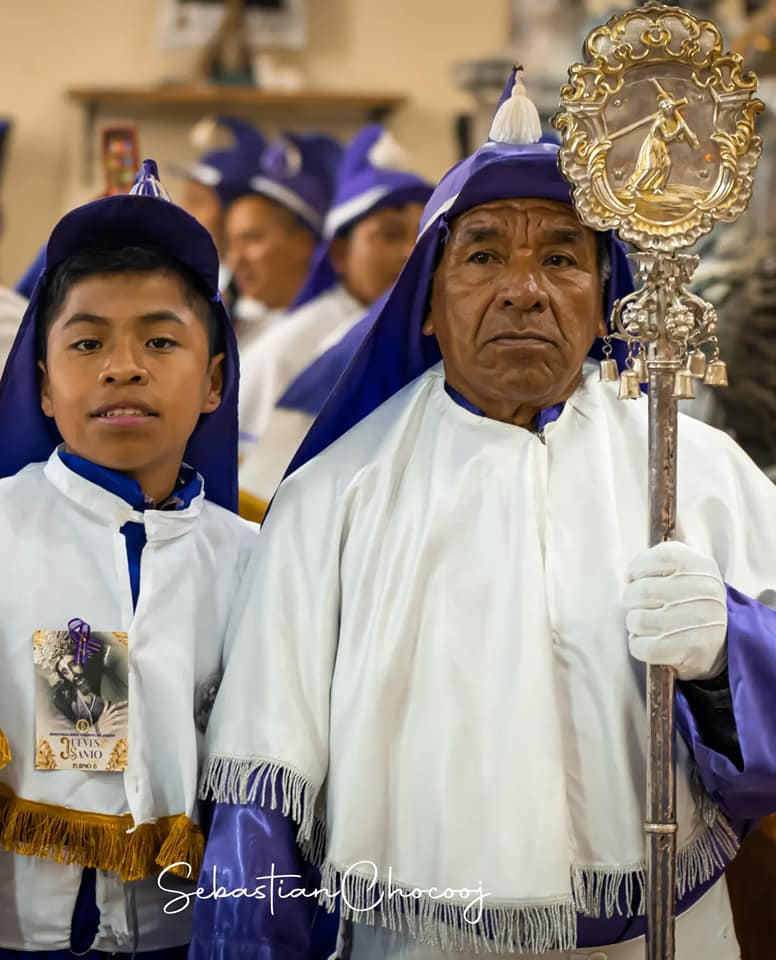
Al lado derecho se encuentra el Cofrade de Jesús Nazareno del Perdón. Cobán Alta Verapaz.

Durante ese día el desahumar a Jesús significa jalar su espíritu, guiarlo, entregarlo a Dios.  El Cofrade de la Ermita de la Aldea Samac, por costumbre, cuando Jesús esta por encontrarse con su Santísima Madre, sale a encontrarlo con su incensario y desahúma su trayecto hacia Maria. Jesús Nazareno del Perdón trae sus propios Incensaristas, quienes queman incienso y copal durante su recorrido, también las personas que vienen a ver el cortejo traen como ofrenda el incensar a Jesús. Hay una persona, quien tiene la tarea de incensar durante el recorrido, pero con la noción de jalar el espíritu de Jesús o el Ajaw, su deber es guiarlo por ser invocado en esa mañana y que observe el acto penitencial que se realiza en honor a él, quien en tan solo horas morirá. El significado de esto último, también aplica con los Señores Sepultados que serán procesionados en la tarde, se guiarán sus espíritus al santo sepulcro.  
13. Túnica Roja del Nazareno

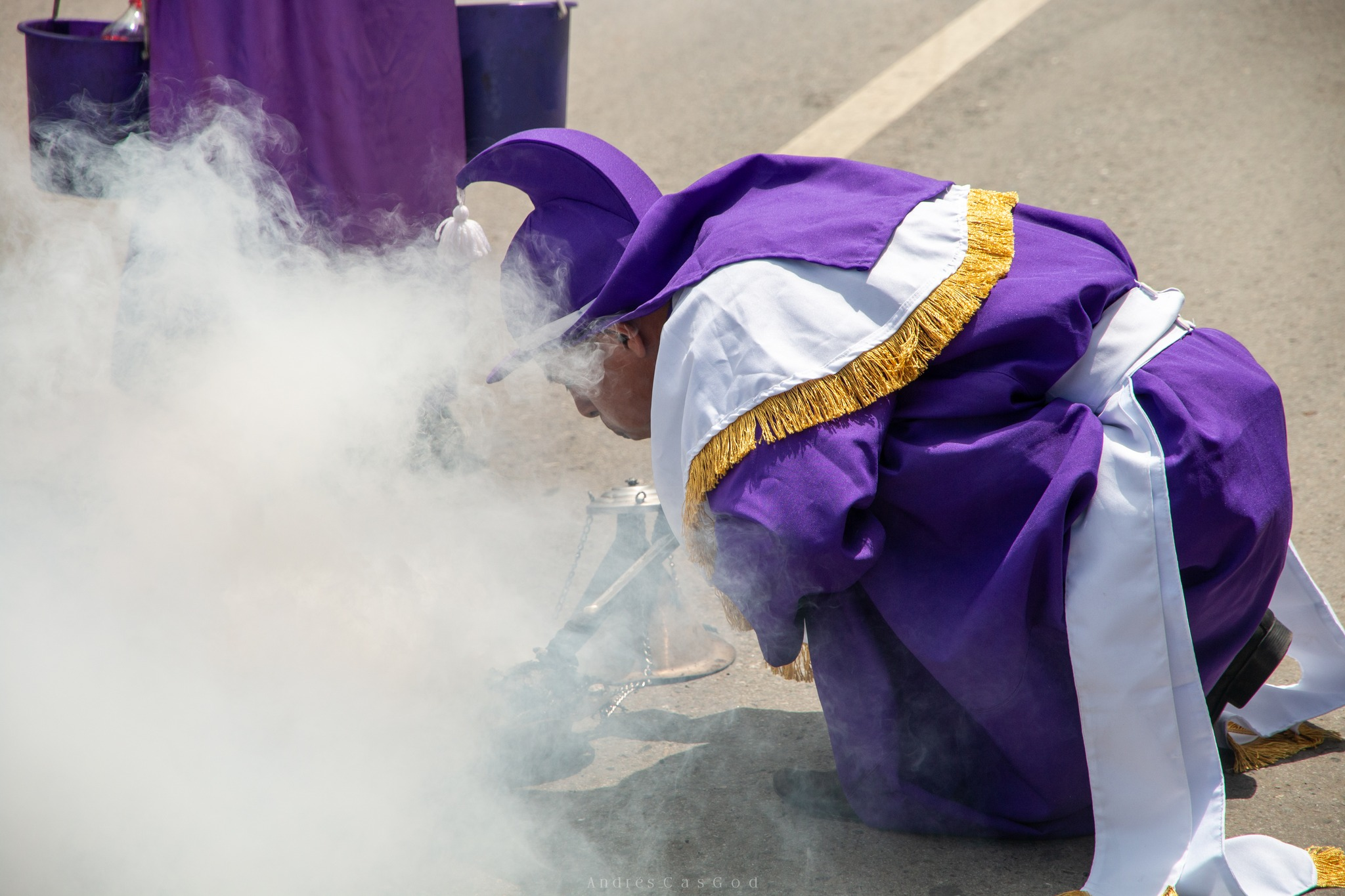
Incensarista de Jesús Nazareno del Perdón. Cobán Alta Verapaz

Tratando de representar de la manera más fiel posible, el martirio que vivió Jesús rumbo al Monte Calvario donde sería crucificado, se tiene la costumbre para el día del cortejo, observar a Jesús Nazareno del Perdón, vestir una túnica color rojo sangre.  El Nazareno es cambiado por sus Cofrades y Comisión de Ataviado en horas de la madrugada, tras culminar el cortejo de Jueves Santo. En algunas ocasiones Jesús no porta su antigua túnica roja y se le aprecia de otro color, el motivo se puede deber a que alguna persona ha ofrendado tal pieza de vestir por un milagro concebido o por una rogativa y súplica.  
14. Cruz Antigua

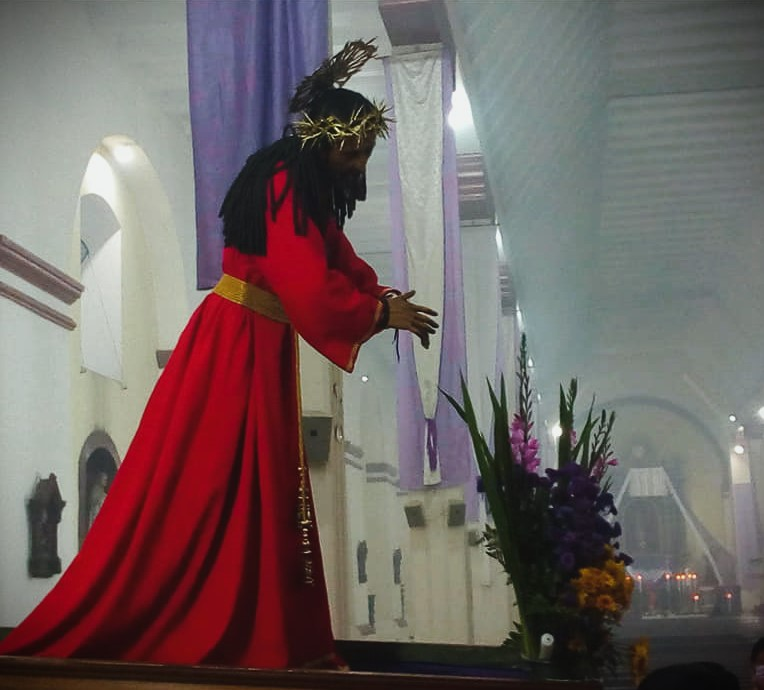
Túnica roja de Jesús Nazareno del Perdón

El Señor del Perdón para su cortejo de Viernes Santo, suele utilizar su cruz más antigua la cual es de color verde. Esta cruz representa la unión de la religión maya con la religión cristiana. Las cruces de color verde son un símbolo que se ha encontrado presente en la cultura Maya desde el Clásico Posterior, así que cuando los misioneros y religiosos Dominicos empezaron a evangelizar Tezulutlán, fue sencillo que los indígenas mayas se identificaran con este símbolo religioso del cristianismo.
Existen dos interpretaciones de las cruces en el mundo maya. La primera ve a la cruz como una representación del árbol del mundo, árbol de la vida o ceiba. Este árbol es el centro del universo, es símbolo de la muerte como inicio de la vida y es por este árbol que las almas de los muertos pasan al inframundo. La segunda interpretación de la cruz simboliza a la planta del maíz. El maíz fue un alimento base para la cultura maya, es por eso que se encuentran cruces en forma de una planta de maíz antropomórfica. Estas están relacionadas con el dios de la lluvia, pues se necesitan lluvias para el cultivo. En algunas ocasiones Jesús no porta su antigua cruz verde y se le aprecia con una de otro color, el motivo se puede deber a que alguna persona ha ofrendado una cruz por un milagro concebido o por una rogativa y súplica.  
15. Las Ri 'xa 'an Q'awa'

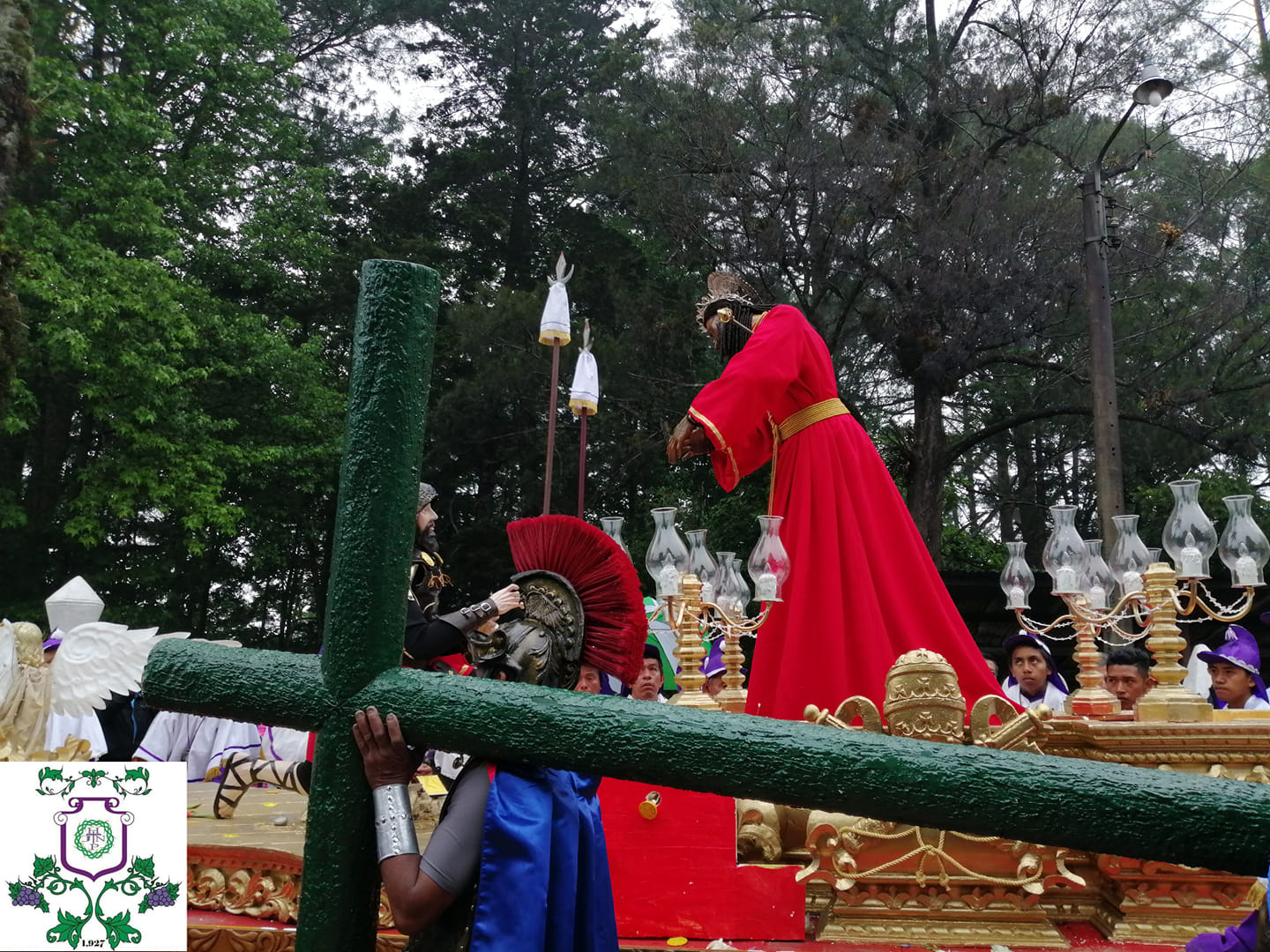
Cruz Antigua de Jesús Nazareno del Perdón, Cobán Alta Verapaz.

Mientras más crecía la feligresía en torno a Jesús Nazareno, la procesión empezó a extenderse durante más jornada de horas; y es que el cortejo de Jueves Santo surgió unos años después de la Penitencia, y al no poseer un mecanismo para alumbrar a Jesús durante la noche, se instruye las Cofrades de Candelas mejor conocidas como  Ri 'xa 'an Q'awa'. En el pasado eran las encargadas de alumbrar a Jesús con una gran candela de cebo en un ramo de flores, mismo que debía de ser quemado en una ceremonia, quince días después del cortejo. Actualmente las Ri 'xa 'an Q'awa', siguen presentes imponiendo una figura de autoridad, ya que se les considera señoras muy sabias, consejeras y curanderas; por lo general son mujeres muy adultas que desempeñan este rol y su vestimenta es con indumentaria maya: corte, güipil y con tela de tul u otra tela se cubren la cabeza de manera de respeto al Señor del Perdón, pues fueron y seguirán siendo siempre las custodias de Jesús Nazareno, por los siglos y siglos.
16. Cantores

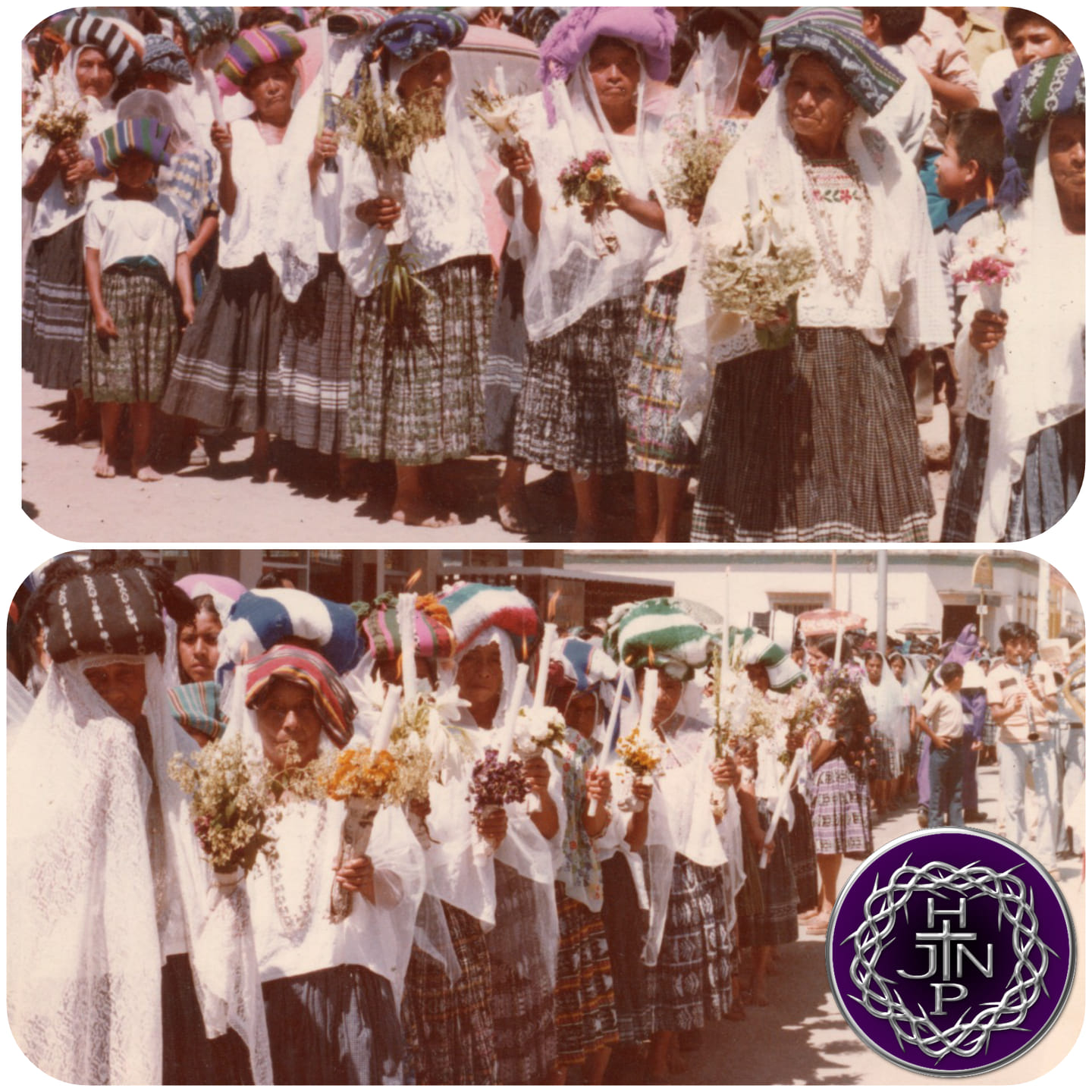
Vestimenta antigua de las Ri 'xa 'an Q'aawa' de Jesús Nazareno del Perdón.

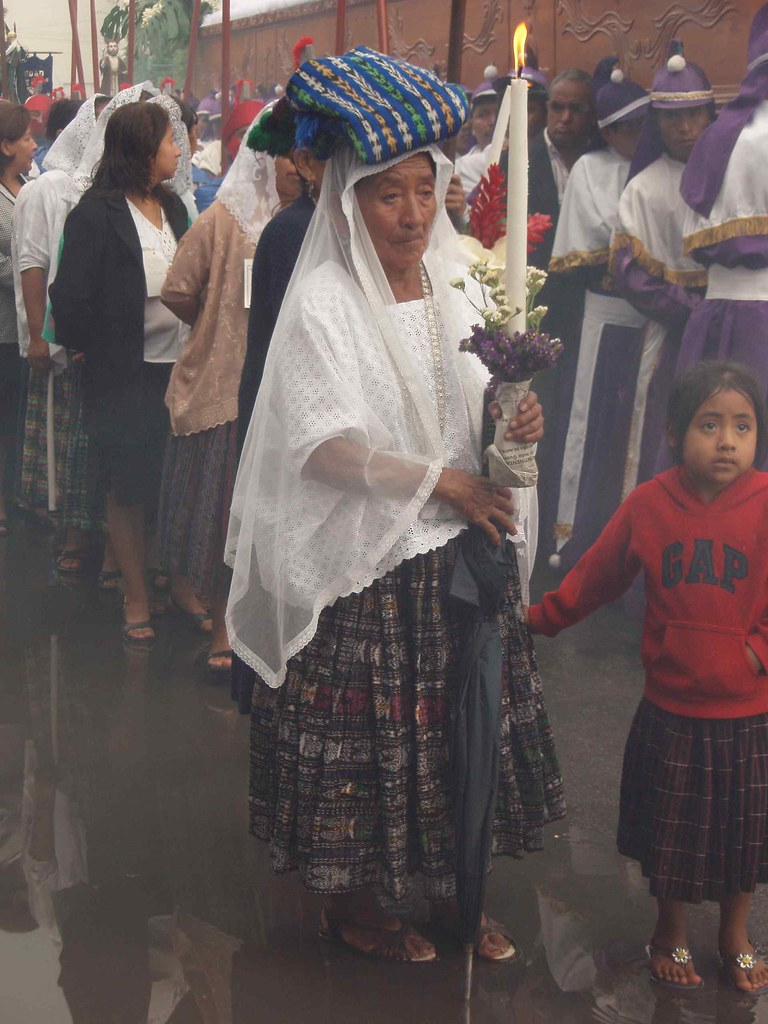
Ri 'xa 'an Q'aawa' de Jesús Nazareno del Perdón. Cobán, Alta Verapaz.

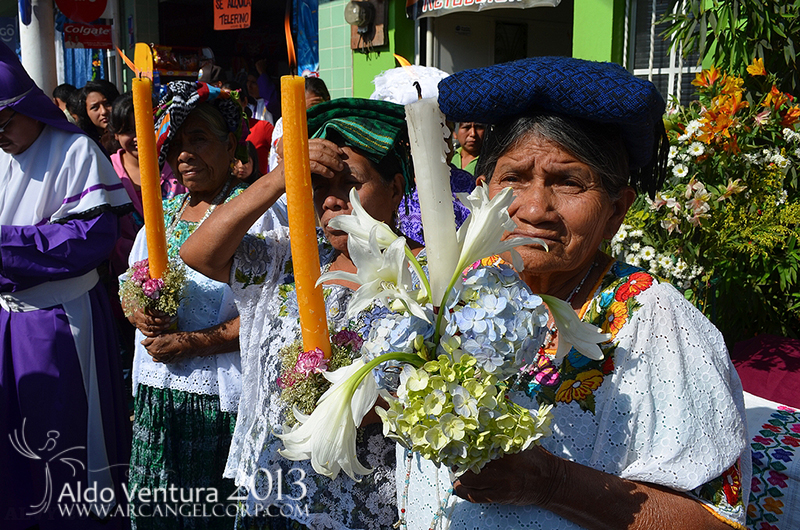
Ri 'xa 'an Q'awas de Jesús Nazareno del Perdón. Cobán, Alta Verapaz.

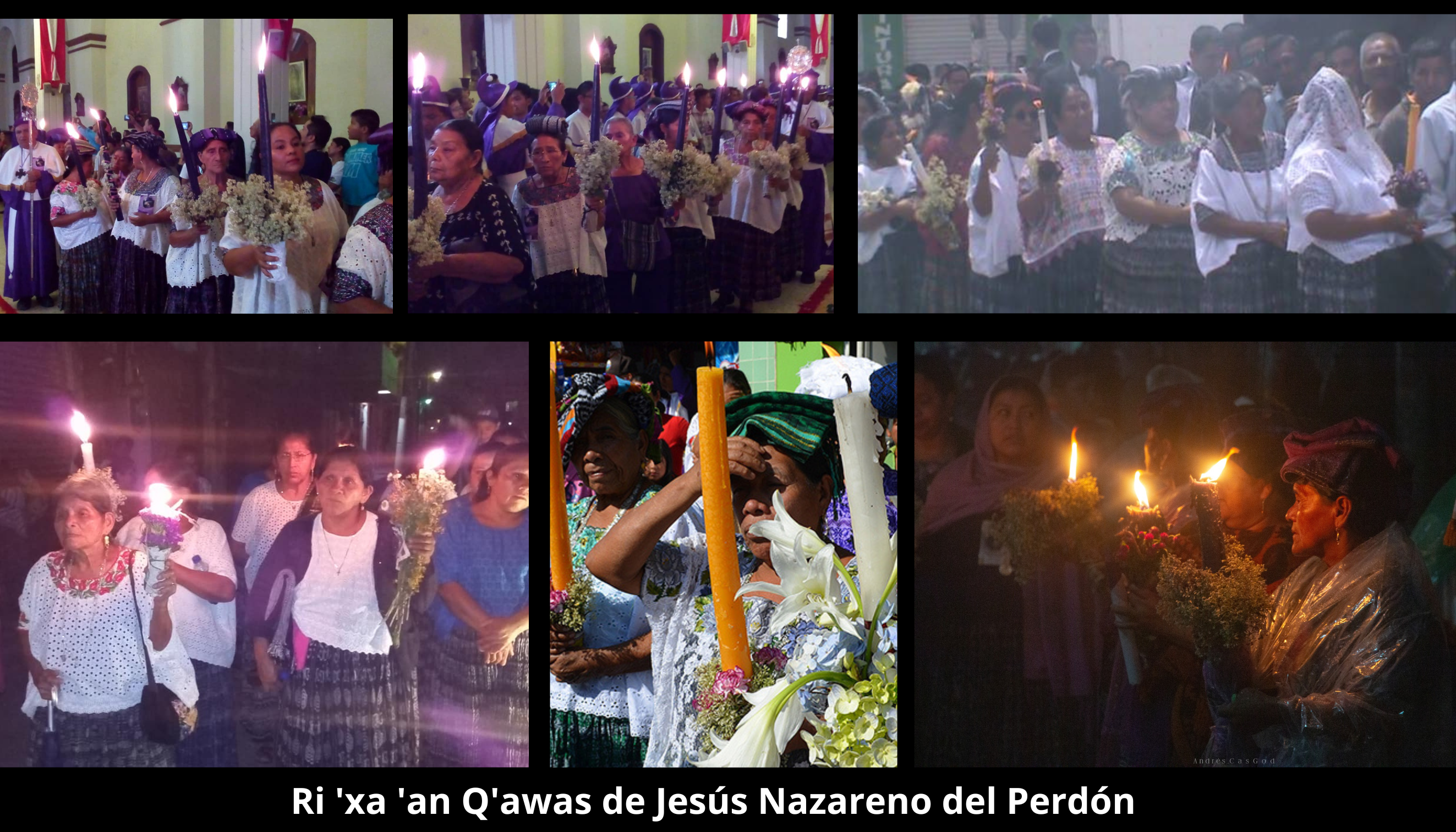
Ri 'xa 'an Q'awas de Jesús Nazareno del Perdón. Años variados.

Cuando salió la primera procesión en Cobán, no se contaba con bandas de filarmónico que interpretarán marchas fúnebres y con el pasar de los años inclusive siglos, en Cobán no había bandas para ambientar los cortejos procesionales. Sin embargo, desde ese primer Viernes Santo en horas de la mañana, el no poseer marchas fúnebres no fue un problema para los Q’eqchies, pues los Dominicos les habían enseñado cantos y ellos por su voluntad de servir y honrar a Jesús, les pidieron a los Dominicos que les enseñaran, nuevos cantos religiosos y los Dominicos ante tal petición accedieron, enseñándole los primeros cantos de piedad popular.  Los cantos que se escuchan cada Viernes Santo en Cobán en la mañana, son muy antiguos y mayoritariamente solo con ellos se ambienta gran parte de la procesión. Los cantos son interpretados en idioma Q'eqchi, y durante el cortejo participa un gran grupo de cantores, siendo en su mayoría mujeres, quienes llevan a su descendencia para heredar tal costumbre.  La voz masculina también se hace presente, y en este caso, son en gran parte hombres ya muy adultos. El ser cantante de Jesús del Perdón, es una bendición y la manifestación de cómo el lenguaje universal, ha estado presente en la Ciudad Imperial de Carlos V y como se ha heredado de generación en generación.  
17. Rezadoras

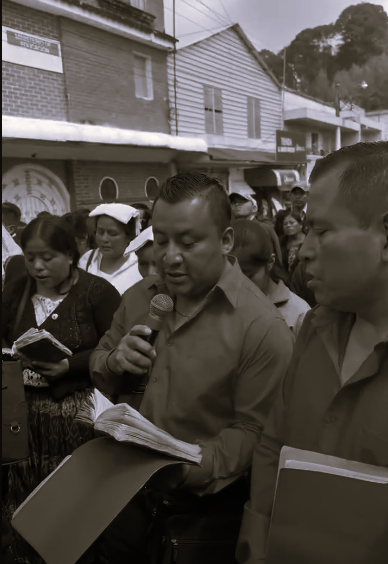
Cantores de Jesús Nazareno del Perdón durante la Penitencia. Viernes Santo en la mañana Cobán, Alta Verapaz.

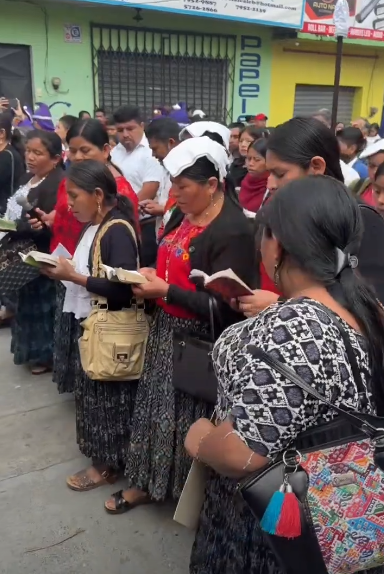
Cantores de Jesús Nazareno del Perdón durante la Penitencia. Viernes Santo en la mañana Cobán, Alta Verapaz.

Para los mayas, la mujer merecía mucho respeto y dentro de las Cofradías, son las que desempeñan roles muy importantes. Las rezadoras de Jesús Nazareno, lo han acompañado desde su primera procesión, siendo las encargadas de orar el Santo Viacrucis en cada parada que se tiene contemplada. El rezo durante la Penitencia, es en idioma Q'eqchi y es muy admirable la entrega de fe que demuestran estas mujeres, que nuevamente son mujeres ya muy adultas, quienes en cada estación se arrodillan en el asfalto hirviendo de las calles de Cobán, para cumplir con su penitencia de año con año. Una peculiaridad de las rezadoras de Jesús Nazareno, es que se dice que deben de ser mujeres con mucha fuerza, ya que el rezo de este día se considera sagrado y si no se posee fuerza, por las energías que se manejan durante esa mañana; buenas y malas, al ser ellas las catalizadoras de esas energías, se pueden botar. Todas las rezadoras, usan la misma vestimenta de las Ri 'xa 'an Q'awa', con excepción del ramo de flores y la vela, que se sustituye por Biblias y libros en idioma Q'eqchi.
18. Feligresía

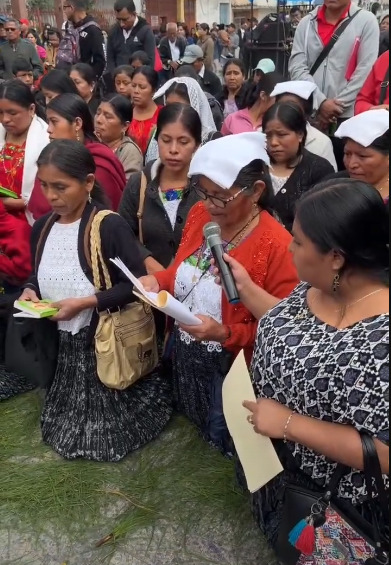
Rezadoras del Señor Nazareno, rezo de la tercera estación. La Penitencia, Viernes Santo por la Mañana.

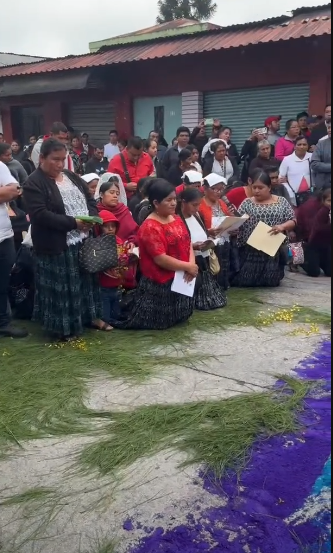
Rezadoras del Señor Nazareno, rezo de la tercera estación. La Penitencia, Viernes Santo por la Mañana.

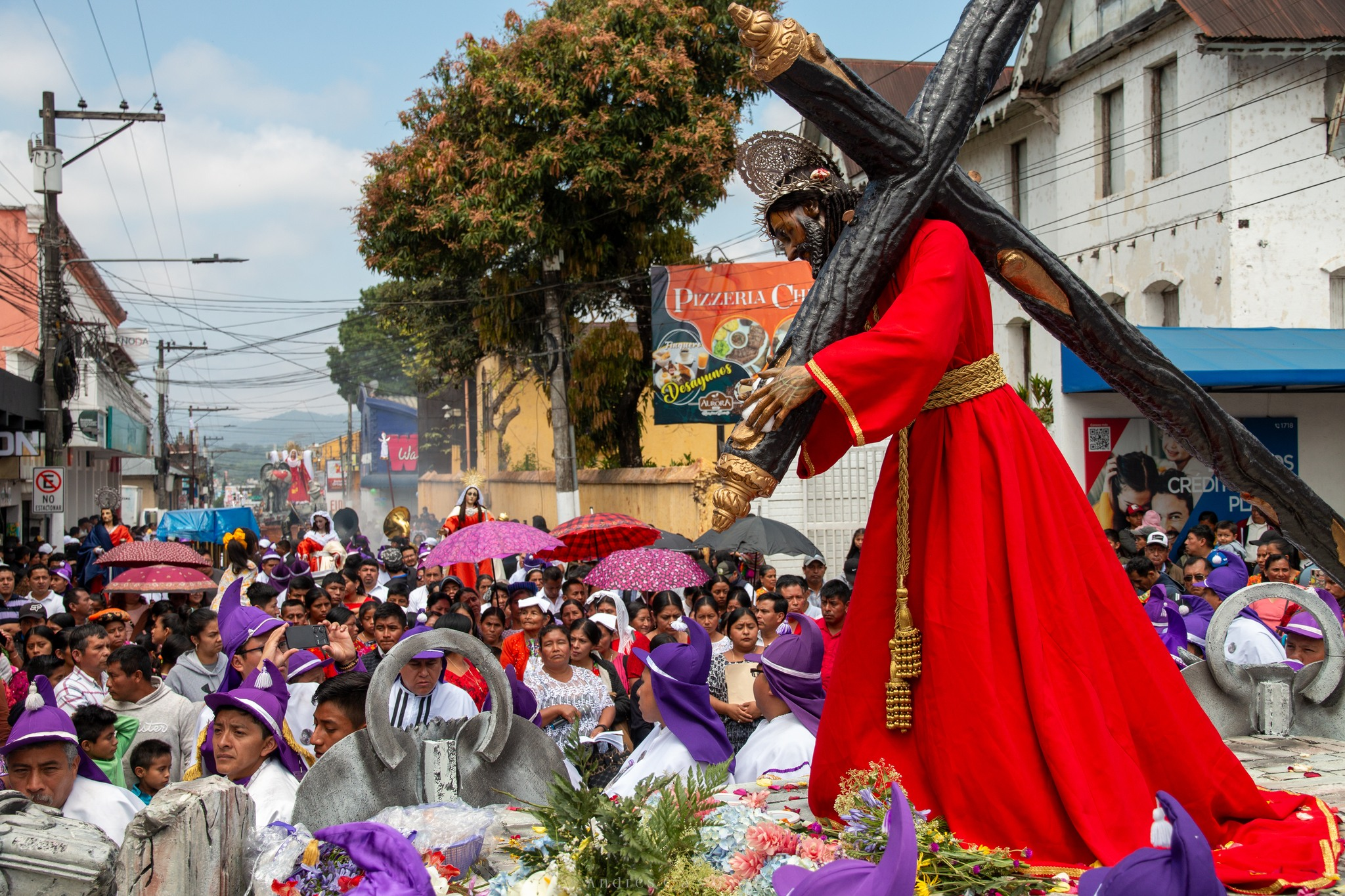
Comunidades Qeqchi presentes durante la procesión penitencial de Viernes Santo por la Mañana. Cobán, Alta Verapaz.

La feligresía juega un papel muy importante durante el cortejo procesional, normalmente suelen venir a la ciudad de Cobán comunidades enteras del Departamento, que, desde tempranas horas de la mañana del Viernes Santo, abarrotan El Calvario a la espera de Jesús Nazareno. Otras personas deciden subir el templo, realizando los ritos correspondientes en cada Portada u Oratorio. Se tiene la costumbre de ver a la feligresía caminar conforme avanza la procesión, detrás del anda, donde acompañan al Nazareno meditando el Santo Viacrucis. Las mujeres suelen vestir indumentaria maya, y en algunos casos van descalzas al igual que las Ri 'xa 'an Q'awa'. Los varones suelen portar un tradicional sombrero, que, en cada estación del Viacrucis, se lo quitan como símbolo de respeto y llevan consigo sus morrales. Tanto hombres y mujeres, portan flores y montes durante la Penitencia. Un momento muy emotivo del cortejo, se da en cualquier momento, cuando a la población aun sin portar trajes penitenciales, tanto hombres como mujeres, cargan a Jesús Nazareno en un turno extenso.
19. Cucuruchos
 

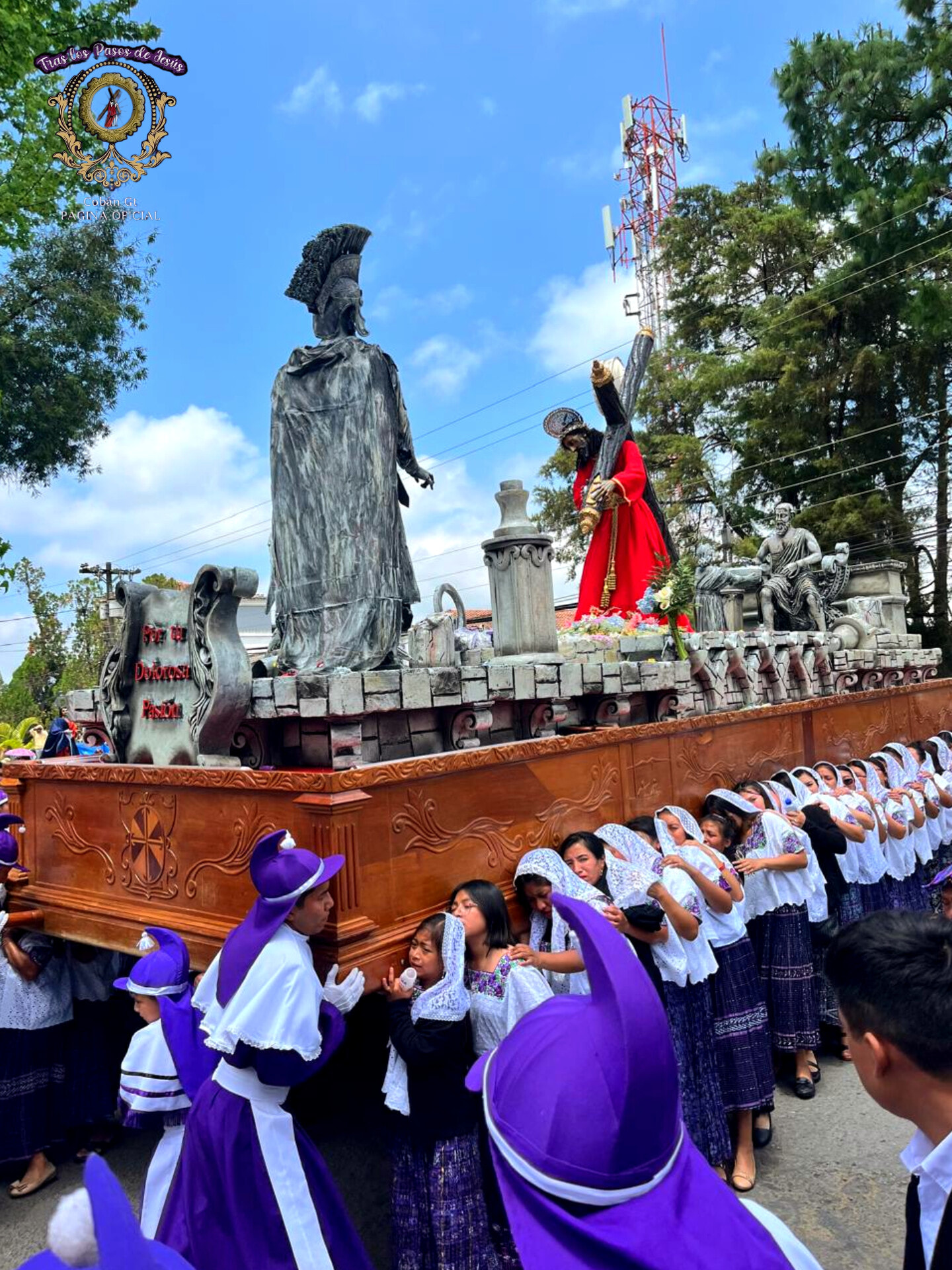
Turno de mujeres con el Señor Nazareno, previo a rendirle honores en el Palacio de Gobernación de Alta Verapaz.

El Cortejo Procesional de Jueves y Viernes Santo por la mañana, es organizado por la Hermandad de Jesús Nazareno del Perdón y Cofradía de Candelaria; y por parte de las mujeres es la Hermandad Virgen Dolorosa del Perdón y Cofradía de Candelaria.  Tanto la Hermandad y la Cofradía tienen distintas tareas; La Cofradía se encarga de lo Espiritual y la Hermandad de coordinar logística y recursos, ambas se complementan una a la otra. Los hombres que pertenecen a la Hermandad del Perdón, son conocidos como “Los Morados” o “Los Nazarenos”; durante toda la cuaresma utilizan el traje tradicional de cucurucho guatemalteco, sin embargo, esto cambia para el día Jueves y Viernes Santo, donde en lugar de usar el turbante, este se sustituye por un casco con una borla, se emplea también una paletina y cinturón de color blanco, haciendo referencia al Triduo Pascual. 

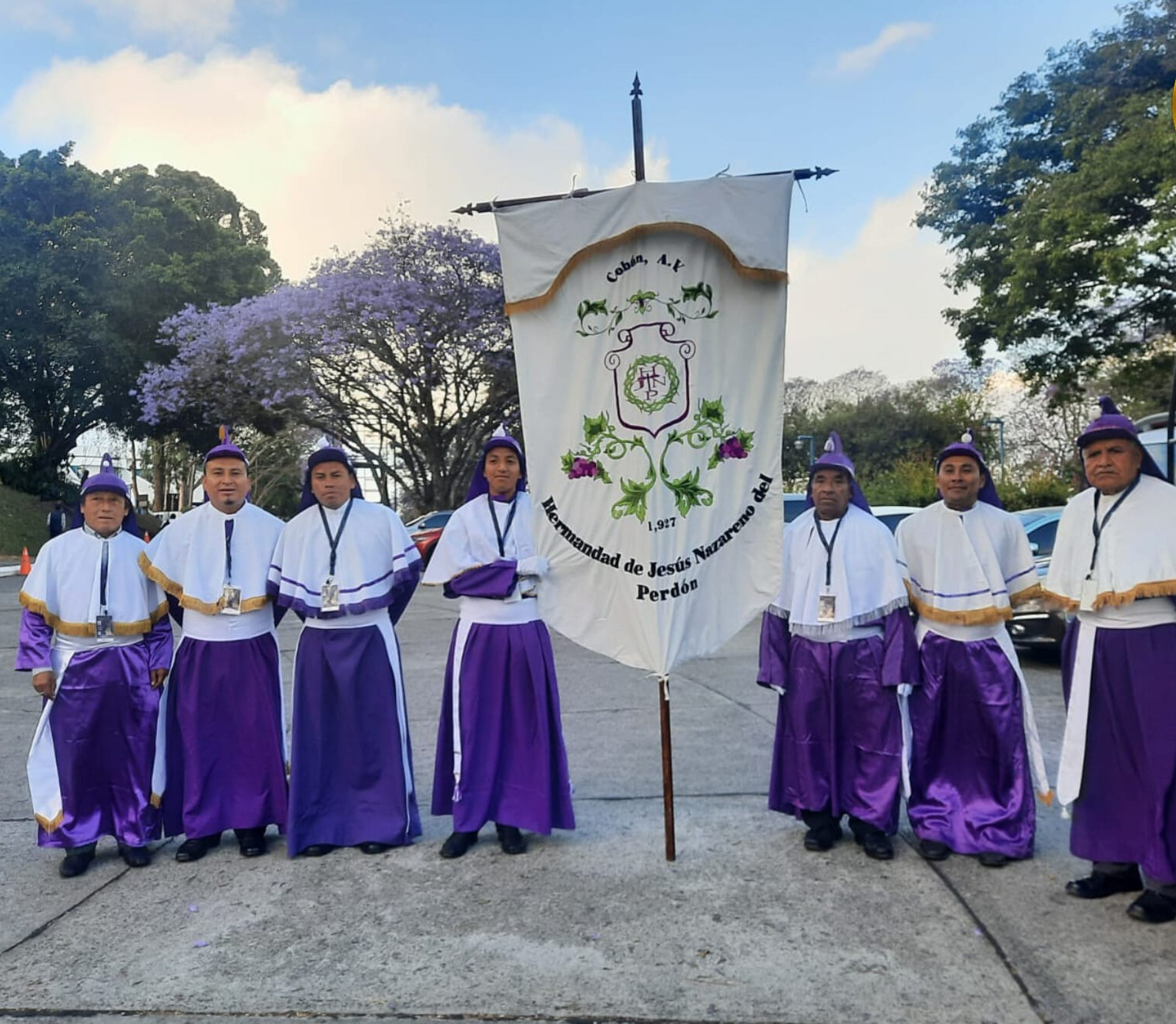
Hermandad de Jesús Nazareno del Perdón y Cofradía de Candelaria

En el caso de las mujeres, utilizan con orgullo indumentaria maya como trajes oficiales de Cuaresma y Semana Santa. Durante toda la Cuaresma visten güipiles de color morado, corte negro y velo morado también. Para el día Jueves y Viernes Santo en la Mañana, su vestimenta cambia, ahora el güipil y velo son de color blanco. Son conocidas como “Las Moradas”.
20. Apesarada Comitiva

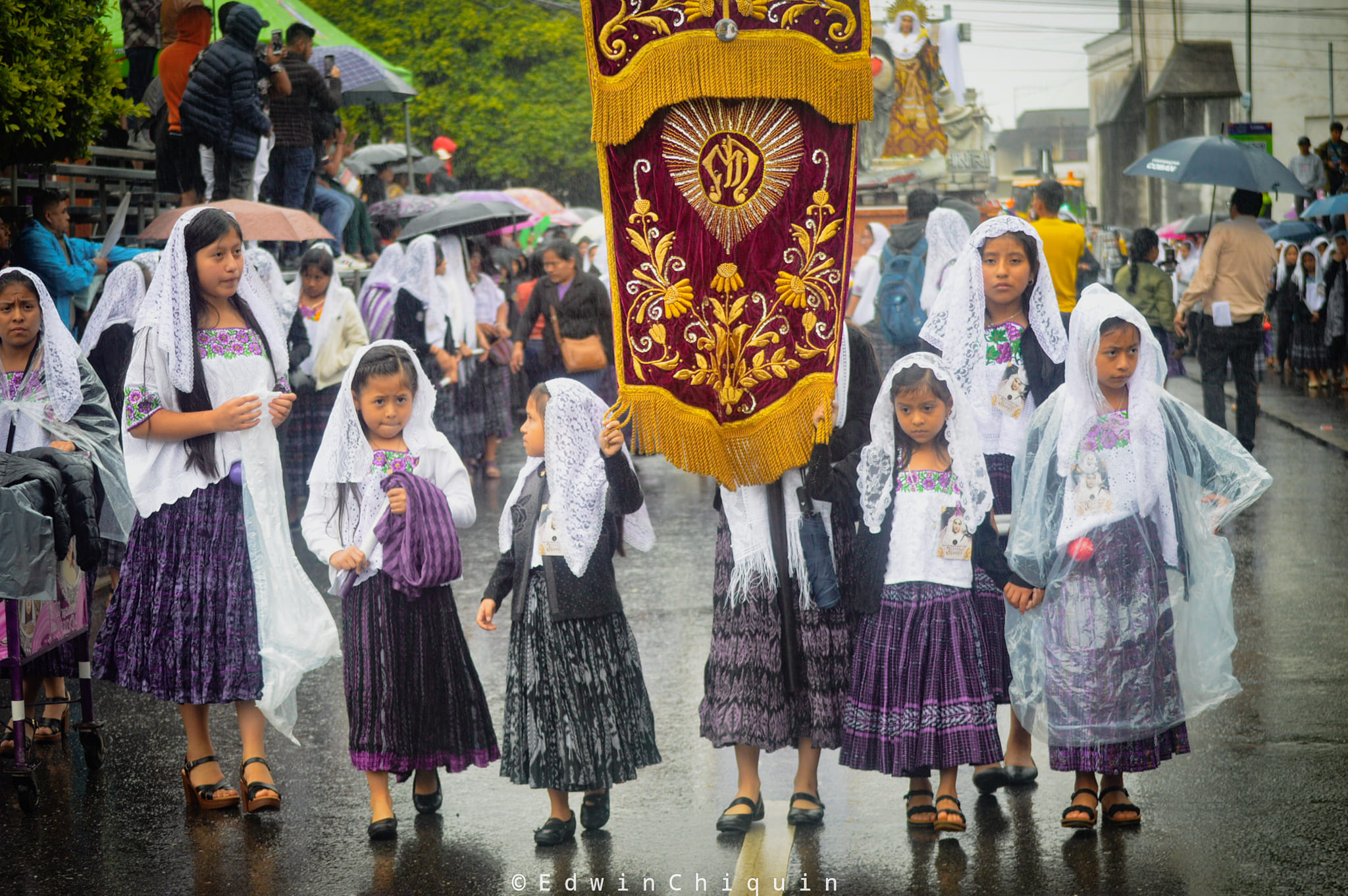
Estandarte de la Hermandad de Dolores y Cofradía de Candelaria, Cobán Alta Verapaz.

La tradición establece que después de que la Virgen Maria se despide de Jesús a la medianoche de Jueves Santo en el Parque Gabriela Mistral, San Juan y Santa Maria Magdalena acompañan a Jesús hasta la avenida del Calvario, donde ellos se despiden y son resguardos en la Cofradía de Candelaria.  El Viernes Santo, mientras Jesús Nazareno del Perdón está descendiendo del Calvario y la Dolorosa está saliendo de Catedral rumbo al encuentro con su hijo amado; paralelamente en la calle Minerva aparecen las imágenes de San Juan Apóstol, Santa Maria Magdalena y Santa Verónica, quienes a tempranas horas del día son expuestos afuera de la Cofradía, y al ser las 09:00hrs. deben de emprender a llevar los mensajes correspondientes a Maria sobre lo que está pasando con su maestro.
Primero, es la Verónica quien se encuentra con Jesús y realiza la Cortesía correspondiente, la cual es un saludo que consiste en mover a la imagen enfrente y hacia atrás, de un lado hacia otro, con el respeto debido emulando un abrazo; todas las demás imágenes que conforman la apesarada comitiva hacen lo mismo. Cuando se ha dado el primer saludo a Jesús, las imágenes van en busca de Maria, para decirle que Jesús ha sido condenado a muerte, igualmente realizan la Cortesía con la Dolorosa. Este proceso de ir y regresar se repite tres veces, lo cual representa una penitencia muy desgastante para los cargadores, ya que la distancia que recorren las imágenes es algo extensa. Cabe resaltar nuevamente, que el ver a las imágenes realizar las Cortesías e ir y venir, es representar una serie de mensajes sobre todo lo que está pasando en esos momentos. 
Cuando se realiza la última Cortesía, el manto que posee Santa Verónica, es destapado enfrente de Jesús Nazareno del Perdón, dando a entender que el rostro de Jesús ha sido limpiado por aquella mujer, y que ha quedado plasmado el rostro del Salvador para la eternidad. Con este acto que representa una estación del Santo Viacrucis al compás de la Granadera, Santa Verónica se forma tras el anda del Nazareno y el resto de imágenes después de la cortesía correspondiste, proceden igualmente a formarse tras el maestro, para acompañarlo hasta el Gólgota donde será crucificado.
Para los antiguos habitantes de Cobán, el observar esta serie de mensajes donde las imágenes se desplazan a un paso un poco más rápido, es algo sagrado que no debe de tener interferencia, de no hacerse con el respeto y forma debida, puede ocasionar una desgracia. Actualmente esta tradición se sigue haciendo y los Cobaneros meditan, mientras acontece. Al finalizar la procesión al medio día, las imágenes regresan a su Cofradía para ser revestidas nuevamente, solo que ahora con ropajes de colores negros, pues por tradición en la mañana acompañaron a Jesús rumbo al Calvario y en la tarde acompañan al Santo Entierro y a la Virgen de Soledad, donde le dan el pésame en horas de la madrugada del sábado de Gloria.   
La Apesarada Comitiva del Señor del Perdón, oficialmente es conformada por:
San Juan Apóstol: Fue el único de los apóstoles que acompañó a Jesús al pie de la Cruz con María. Es nombrado como el “Discípulo Amado”. La bella imagen que se procesiona para este cortejo, es resguardada en la Cofradía de Candelaria. Es una imagen muy antigua de autor desconocido como otras tantas que alberga su Cofradía. Durante todo el año se le rinde culto y veneración, en las actividades que la Hermandad y Cofradía realizan en su honor.
Santa Maria Magdalena: Considerada la "apóstol de los apóstoles", estuvo presente con María, la madre de Jesús, otras mujeres y el discípulo amado durante la crucifixión de Jesús.  La imagen pertenece a la Hermandad y Cofradía, y es una obra escultórica antigua, muy bella y que la hace diferenciarse entre otras imágenes. Durante todo el año se venera en la Iglesia Catedral “Parroquia de Santo Domingo de Guzmán" al lado izquierdo del Señor Crucificado de las Misericordias y en su festividad y para la época de Cuaresma y Semana Santa, desciende a su Cofradía. 
En alguna época acompañó en la Reseña de cada Martes Santo a la Santísima Virgen de los Dolores quién seguía a Jesús Nazareno, acompañado de San Juan Apóstol; cuando la Cofradía y Hermandad, decidían que fueran partícipes en la visita de hogares por algún motivo particular. Se desconocen las fechas.
Santa Verónica: Fue la mujer que, durante el Viacrucis, tendió a Cristo un paño, para que enjugara su sudor y sangre, en la tela quedó milagrosamente plasmado el Santo Rostro de Jesús.  Santa Verónica de cada Viernes Santo, hace su presencia hasta ese día en horas de la mañana, se recuerda en la sexta estación del Vía Crucis, valiente mujer que, desafiando la guardia del pretorio romano, limpia el rostro de Jesús.
En Cobán se venera la imagen de Santa Verónica. A lo largo de décadas ha tenido encargados para desarrollar las Cortesías de Viernes Santo por la Mañana, se tiene noticia de Don Miguel Yoj antes de la década de 1970, aun estando en vida Doña Isabel Sosa quién de cuyos antepasados pertenecía tan hermosa escultura. A mediados de los años 1970 Don Juan José Sosa decide donar la imagen a la Hermandad de Jesús Nazareno por deseo expreso de su finada Madre Doña Isabel, cumplimento su voluntad, entrega a la Hermandad de Jesús Nazareno del Perdón su custodia y resguardo, Hermandad que baja a Jesús Nazareno en Piadoso Vía Crucis cada Viernes Santo. Aún con la donación, queda bajo el cuidado de la Señorita Molina Sosa por un tiempo, procurando su vestuario, hasta ser trasladada después a la Casa de la Cofradía y sede de la Hermandad para conformar el Conjunto Escultórico de la misma. Después asume como su encargado de develar el Divino Rostro en la Estación correspondiente, el Señor Gumercido Chen, quién lo sustituye el Señor Ernesto Oxom Poc, procurado dirigir las Cortesías año con año.
Son tres vueltas o tres Cortesías las que se realizan, manteniendo fiel la Tradición de los Antepasados. El Velo blanco donde va incrustado la pintura del Divino Rostro que es un óleo sobre metal, tiene una medida peculiar, su largo es tres veces su ancho.
En algunas ocasiones solo en la mañana del Viernes Santo, hace acto de presencia; la imagen de San Pedro Apóstol, perteneciente a la Cofradía de San Pedro, misma que realiza las tres cortesías al igual que la Apesarada Comitiva.  
21. Virgen Maria: Después de haber ingresado a media noche del día Jueves Santo en la Catedral, nuestra Señora de los Dolores, inicia su cortejo de Penitencia a las 08:00hrs. en Viernes Santo por la mañana. Mientras su hijo desciende las 137 gradas del Templo El Calvario. La Dolorosa del Perdón desconsolada y con una espada que atraviesa su corazón, prende rumbo desde la Iglesia Catedral hacia el encuentro de su hijo amado. La Virgen es la primera en recorrer la plaza central durante ese día, y la feligresía que la acompaña van dolientes, al observar como la madre del Salvador derrama lágrimas de dolor en cada cuadra de la Ciudad Imperial. Para el día de este cortejo, la Virgen también cambia de ropajes y se le suele ver con túnica y manto de color rojo sangre o negro.
El momento cumbre de la procesión se da alrededor de las 10:00hrs. de la mañana, cuando en la avenida del Calvario se escuchan los cantos en Q’eqchi y marchas fúnebres; y en la recta por donde viene la Virgen se escucha su banda, interpretando las notas de la marcha fúnebre “La Dolorosa”. En esos momentos, se crea una atmósfera donde todos los presentes colapsan en llanto pues Maria será testigo de la gran barbarie que hemos cometido en contra de su hijo, quien, humillado y cansado, porta la cruz sobre sus hombros para limpiar nuestros pecados.  Y el momento tan esperado por la concurrencia da lugar, el Nazareno del Perdón realiza el cruce respectivo para enfilarse a la calle que lo conducirá a la plaza de la antigua Tezulutlán como hace 450 años, y al momento de realizar el cruce; Jesús encuentra a María, su Santísima Madre.
No hay palabras para describir lo que se siente al ver ese encuentro, el alma de los presentes se desgarra, ya no hay palabras que permitan ser articuladas para rezar, el silencio invade el lugar, las bandas dejan de tocar; y es en ese momento donde las rezadoras, aun con un nudo en la garganta, realizan el rezado de la estación del Santo Viacrucis correspondiente. Culminado el rezo, Maria se acerca a pasos ligeros cerca de Jesús, y cuando está lo suficientemente cerca para abrazarlo, al compás de la marcha fúnebre La Granadera, la Virgen Maria realiza su cortesía correspondiente, y en los corazones de todos los asistentes, invade una gran culpa y tristeza, y el llorar es indiscutible. Los cantos vuelven a escucharse y el cortejo continúa su trayecto, donde a medio día, deberá de ingresar y se realizará la última cortesía.

El Viacrucis sufre una modificación, pues desde la instrucción de este cortejo por parte de los Frailes Dominicos en el siglo XVI, en la avenida del Calvario (aun antes de su construcción), es el punto donde siempre se realiza el encuentro de Jesús Nazareno y su Madre. Por lo tanto, la cuarta estación del viacrucis “Jesús encuentra a María” pasa a ser la sexta, y la sexta se corre a la quinta, siendo la quinta estación “Simón de Cirene ayuda a llevar la Cruz de Jesús”, la que ocupa ahora la cuarta estación.
| Tanta es su pobreza, pues no hay un sepulcro para sepultar a su Hijo difunto. "¡Ay, Hijo de mi alma, prenda de mi vida, cómo está tu cuerpo todo hecho una herida!” Hombre, fuiste causa de esta soledad, llora tu pecado, llora tu maldad. Herido tu pecho con siete puñales tus ojos en llanto, Señora deshaces. Ayudemos, almas, de tanto penar a la Virgen pura de la Soledad. . —Fragmento de Canto Popular |

22. El Dulce Nombre de Jesús: La Tradición cristiana señala que cuando se invoca el Nombre de Jesús, se recibía la ayuda requerida, se consolaban las aflicciones y se lograba la protección contra el mal. En Cobán, existe una cofradía muy antigua conocida como: “La Cofradía del Dulce Nombre de Jesús”, algunos le dicen “Cofradía de San Salvador del Mundo”; aunque le suelen llamar de las dos maneras, la imagen que resguarda la cofradía es la misma.
En la tarde del Jueves Santo, la Cofradía del Dulce Nombre de Jesús, hace acto de presencia en el graderío del Calvario, donde como en tiempos pasados, llevan todos los materiales necesarios para levantar su portada en honor al Señor Nazareno, quien en horas de la noche arribará al cerro sagrado y al día siguiente por la mañana, descenderá en su tradicional viacrucis. La portada que montan posee dimensiones de 2.50m de altura y es ubicada a la mitad del graderío del Calvario. Es actualmente la única portada en un Oratorio, lo que la vuelve muy especial, para realizar quemas en el portal.
Cuando Jesús Nazareno del Perdón, llega a la mitad del graderío del Calvario, se realiza una parada enfrente de la portada de la Cofradía donde hace acto de presencia en un anda de cuatro brazos, el cuadro de San Salvador del Mundo. Después se procede a pedirle permiso de continuar con el cortejo al portal y tras ello Jesús continúa su recorrido, donde el cuadro del Dulce Nombre de Jesús, se ubica detrás del anda del Señor Nazareno y lo acompaña hasta su ingreso en Iglesia Catedral al mediodía.  
23. Jesús Nazareno Peregrino: La imagen de Jesús Nazareno Peregrino es de dimensiones pequeñas y durante la época de Cuaresma y Semana Santa, su cofradía realiza visitas de hogares con él. La imagen es muy admirada por los Cobaneros por su belleza, ya que posee acabados que la vuelven una obra de arte. Su Cofradía, posee la enorme responsabilidad de ser los encargados de levantar la Antigua Gran Portada al pie del Calvario. Dicha labor, ha pasado en diferentes manos hasta llegar con ellos desde hace más de un siglo, y siguiendo la tradición de los ancestros, el día Jueves Santo en horas de la tarde, hacen acto de presencia llevando los materiales necesarios para situar el portal más antiguo e importante de la Semana Santa en la región.
Cuando Jesús Nazareno del Perdón, asciende y desciende el cerro sagrado, los Q’eqchies siempre le piden permiso a la Gran Portada para tal acto. En el cortejo de Viernes Santo, cuando el Nazareno se encuentra en la Gran portada, hace acto de su presencia Jesús Nazareno Peregrino, quien lo recibe y después de los rezos correspondientes, Jesús Nazareno del Perdón continúa su trayecto y Jesús Nazareno Peregrino se ubica detrás del anda de Jesús para acompañarlo hasta su ingreso a Catedral al mediodía.
La imagen de Jesús Nazareno Peregrino, es procesionada para esta ocasión en un anda de cuatro brazos y es custodiado por medio de cuatro lanzas que recuerdan cómo en tiempos pasados, Jesús Nazareno del Perdón, era custodiado de la misma manera durante este cortejo por sus devotos y feligreses.
24.  Las Tres Cruces de la antigua cofradía Rokik Cha: La cofradía de Las Tres Cruces es conocida en la Ciudad Imperial como “Antigua Cofradía Rokik Cha” o “Cofradía del Miércoles de Ceniza”. En la mañana del Miércoles de Ceniza, las tres cruces son llevadas en hombros, en andas de cuatro brazos a Iglesia Catedral donde presiden las misas que se realizan durante el día. Al culminar la última misa del Miércoles de Ceniza en horas de la noche, las cruces son llevadas a una capilla al pie del Calvario, donde son situadas para su veneración externa por parte de la feligresía.
Las tres cruces permanecen toda la Cuaresma y parte de la Semana Santa en la capilla del pie del Calvario, donde reciben la visita de varias personas, quienes llegan a orarles y ofrendarles veladoras durante dicho tiempo.  Sin embargo, el último día que permanecen en dicho espacio es el Jueves Santo, pues cuando Jesús Nazareno del Perdón llega al pie del Calvario y se detiene en la Antigua Gran Portada en horas de la madrugada, los cofrades levantan a las Cruces y todas van para arriba detrás del anda del Nazareno, ascendiendo el cerro sagrado junto con él.
En la mañana del Viernes Santo, nuevamente son vistas, pero ahora procesionándose detrás del anda de Jesús, acompañándolo en su Mítica y Ancestral Procesión.  Después del encuentro de Jesús con su madre, las Tres Cruces se ubican detrás de la Virgen Dolorosa del Perdón, cerrando el cortejo procesional. Durante este cortejo, es la última vez en que pueden ser vistas en veneración pública, ya que serán resguardadas en su cofradía por un año nuevamente.
25.  Bandas de Filarmónicos: Aunque el cortejo procesional se caracteriza por la interpretación de cantos de piedad popular en Q’eqchi, las marchas fúnebres también hacen acto de presencia y son ejecutadas en su gran mayoría, el pentagrama fúnebre guatemalteco antiguo. Las notas de “Marcha Fúnebre” de Frédéric Chopin se hacen presente en el interior del Calvario, antes de la salida de Jesús Nazareno del Perdón; “Martirio” de Alberto Velázquez, es escuchada abajo del templo y sus alrededores, cuando Jesús está descendiendo las 137 gradas del cerro sagrado o “La Dolorosa” de Salvador Rojo Chacón, previo a que Maria encuentre a Jesús con las Cruz acuestas.  Las Marchas Fúnebres declaradas Patrimonio Cultural Intangible de la Nación, son parte importante de la Penitencia. Para este cortejo se hacen partícipe dos bandas, antes únicamente una banda acompañaba a Jesús, pero con esfuerzo de las Hermandades y su Cofradía en conjunto, han logrado gestionar que la Virgen María, sea acompañada por una banda, desde su salida de Catedral hasta su ingreso nuevamente en Catedral.
26. Alfombras: Desde horas de la madrugada del Viernes Santo, los vecinos de la Avenida el Calvario comienzan a elaborar alfombras, las cuales ofrendan con mucho cariño y devoción al Nazareno del Perdón, tal y como sus antepasados lo hacían. La elaboración de alfombras en este sector, es histórica; ya que las primeras en hacerse en Cobán hace cuatro siglos, fueron de hecho en esas calles.  Las familias que habitan los alrededores del Calvario, son descendientes de las Familias originales de Cobán y para ellos, el realizar estas obras de arte es abrir una ventana al mundo espiritual, que en un par de segundos se cierra cuando pasa el Nazareno de sus abuelos, nuestros abuelos. En lo que respecta al Calvario, también se realizan alfombras desde la cima del cerro y al pie antes de tocar la calle; los pobladores antiguos heredaron la creencia de que una alfombra abre una brecha con el mundo espiritual, donde el Ajaw se hace presente en los múltiples colores de aserrín y en el pino; donde las flores servían de portales también.
Otra alfombra muy representativa del día, es elaborada en el Palacio de Gobernación de Cobán, por parte de la Asociación de Comerciantes del Norte y funcionarios de Gobernación, donde como en tiempos pasados también, esperan a Jesús Nazareno del Perdón, para rendirle honores, resaltando que es el Rey de Reyes.
27.  Altares Cuaresmales:Tal y como son el elemento principal de la Reseña, en este cortejo también vuelven a protagonizar. Los Cobaneros suelen elaborar altares en la puerta de sus hogares o negocios; mientras el Nazareno realiza su recorrido rumbo a Catedral. En algunos altares se suele realizar el rezo de una estación del Santo Viacrucis.
Las personas suelen madrugar a pesar del desvelo de Jueves Santo, para cumplir con la tradición y costumbre, de que las imágenes de sus hogares, presencien como va Jesús con la cruz a cuestas y después del mediodía, ser tapadas con mantos de color blanco, como símbolo de respeto y luto, donde serán descubiertas, hasta el domingo de resurrección.  
28. Cortesías: Las Cortesías son elementos importantes de este cortejo y todas son igual de significativas. Sin embargo, una muy emotiva, es previo al ingreso de Jesús Nazareno del Perdón a Iglesia Catedral; antiguamente en frente del templo estaba construida una Cruz, donde se realizaban quemas por parte de los Q’eqchies en tiempos ancestrales. Dicho monumento ya no existe y en su lugar actualmente hay una réplica; cuando el cortejo se solía situar en dicha cruz en siglos pasados, Jesús era descendido y el pueblo se colocaba de rodillas al estar en el punto más sagrado de Tezulutlán, y actualmente antes de entrar el cortejo, la procesión se detiene ante el punto maya, recordando a Jesús Nazareno cómo fue su pueblo antiguamente y se realiza la cortesía final, después del rezo de la última estación del Viacrucis.
Todas las imágenes que han acompañado el recorrido proceden a despedirse; la primera en hacerlo es la Virgen de Dolores, quien después de hacer la cortesía ante Jesús, procede a formarse a un costado. Continúa la Apesarada Comitiva, quienes primero se despiden de Jesús y luego de Maria, sigue San Salvador del Mundo, Jesús Nazareno Peregrino y de último simbolizando que todo está consumado, se despiden las Tres Cruces de la antigua cofradía Rokik Cha; y Jesús Nazareno ingresa a su Templo, dando por culminada la Penitencia.